# Emléktáblák Budapest VI. kerületében
A Budapest VI. kerülete szócikkhez kapcsolódó képgaléria, mely helyi, országos vagy nemzetközi hírű személyekkel, valamint épületekkel, műtárgyakkal, helynevekkel és eseményekkel összefüggő emléktáblákat tartalmaz.

## Galéria

### Emléktáblák

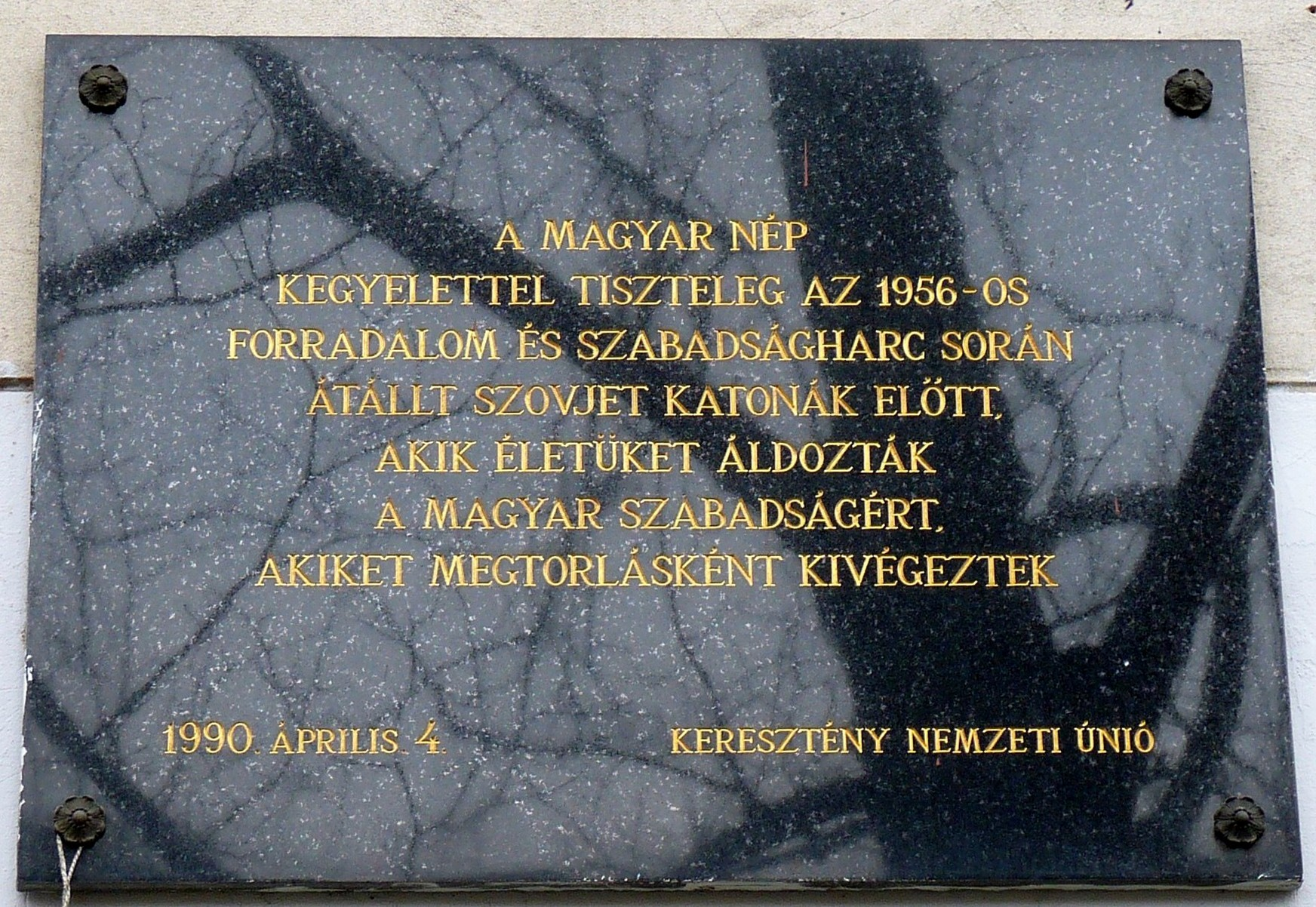
1956-ban átállt szovjet katonák, Andrássy út 99.
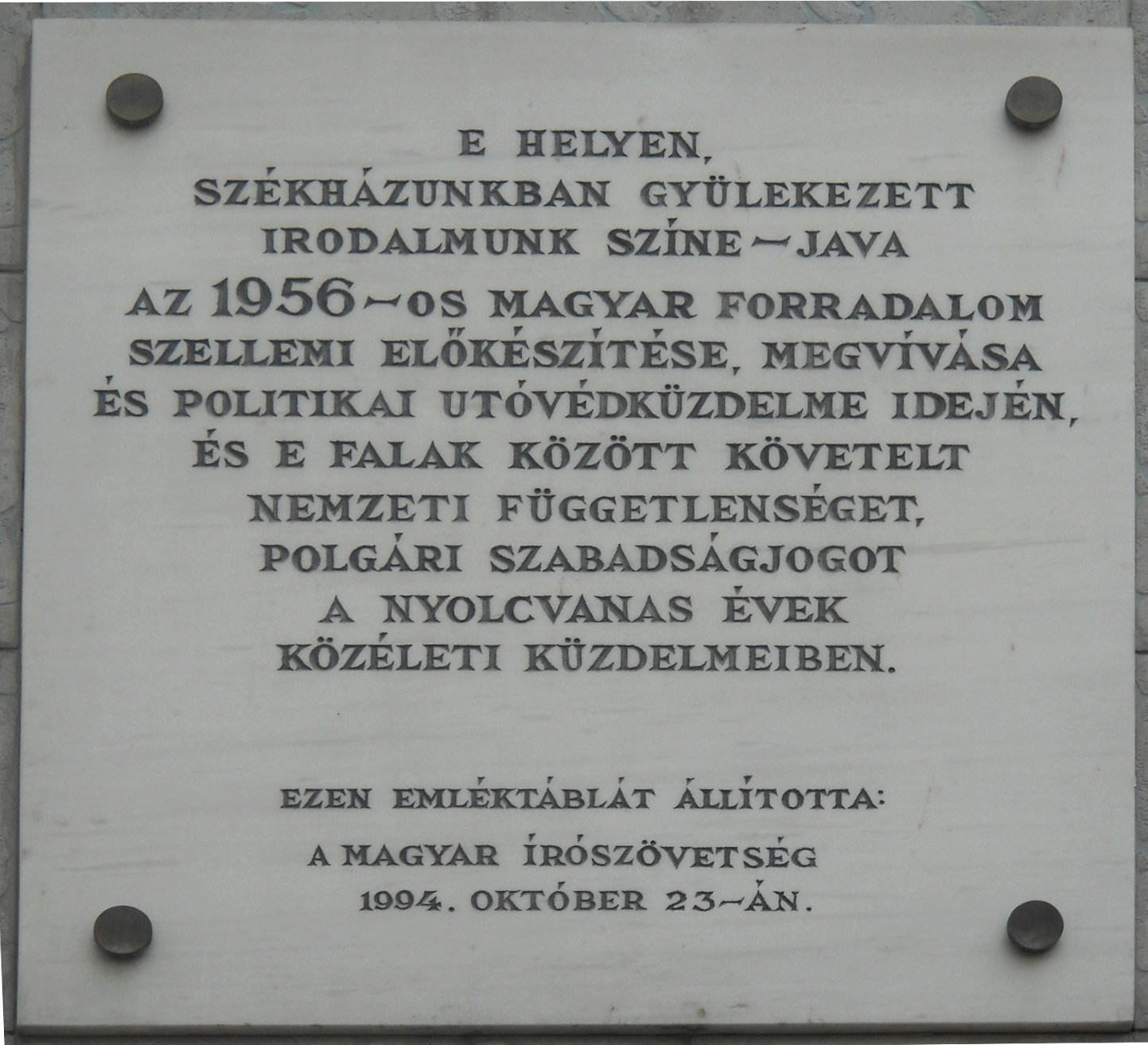
1956-os forradalom, Bajza utca 18.
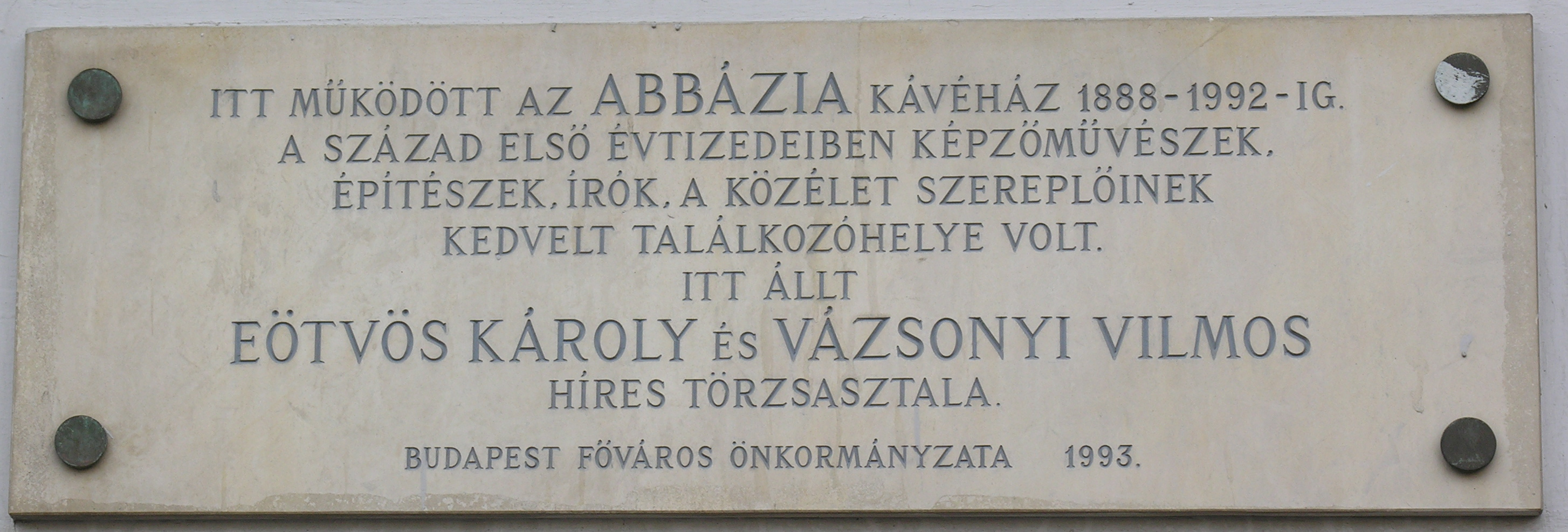
Abbázia kávéház, Oktogon 2.
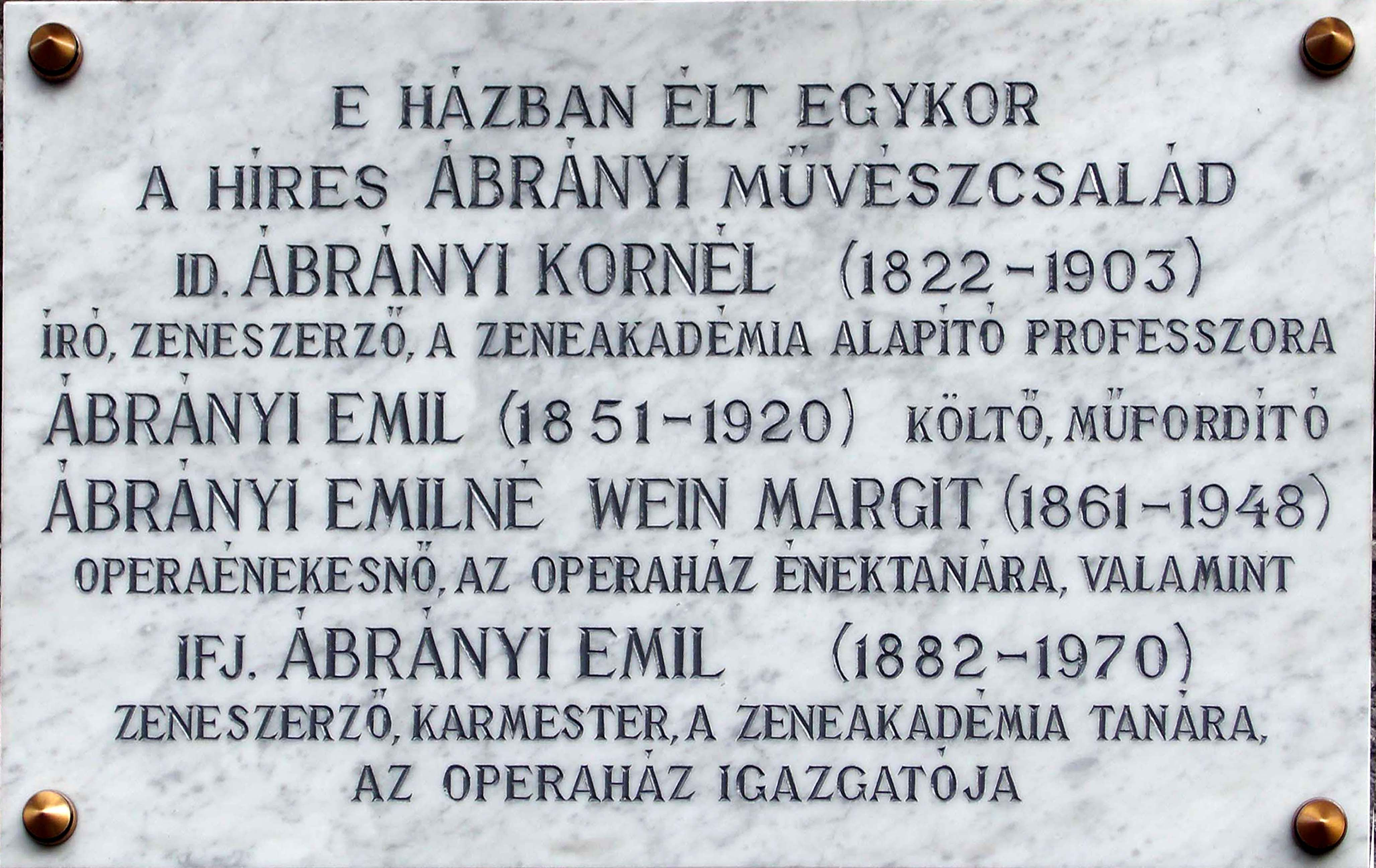
Ábrányi család, Teréz körút 7.
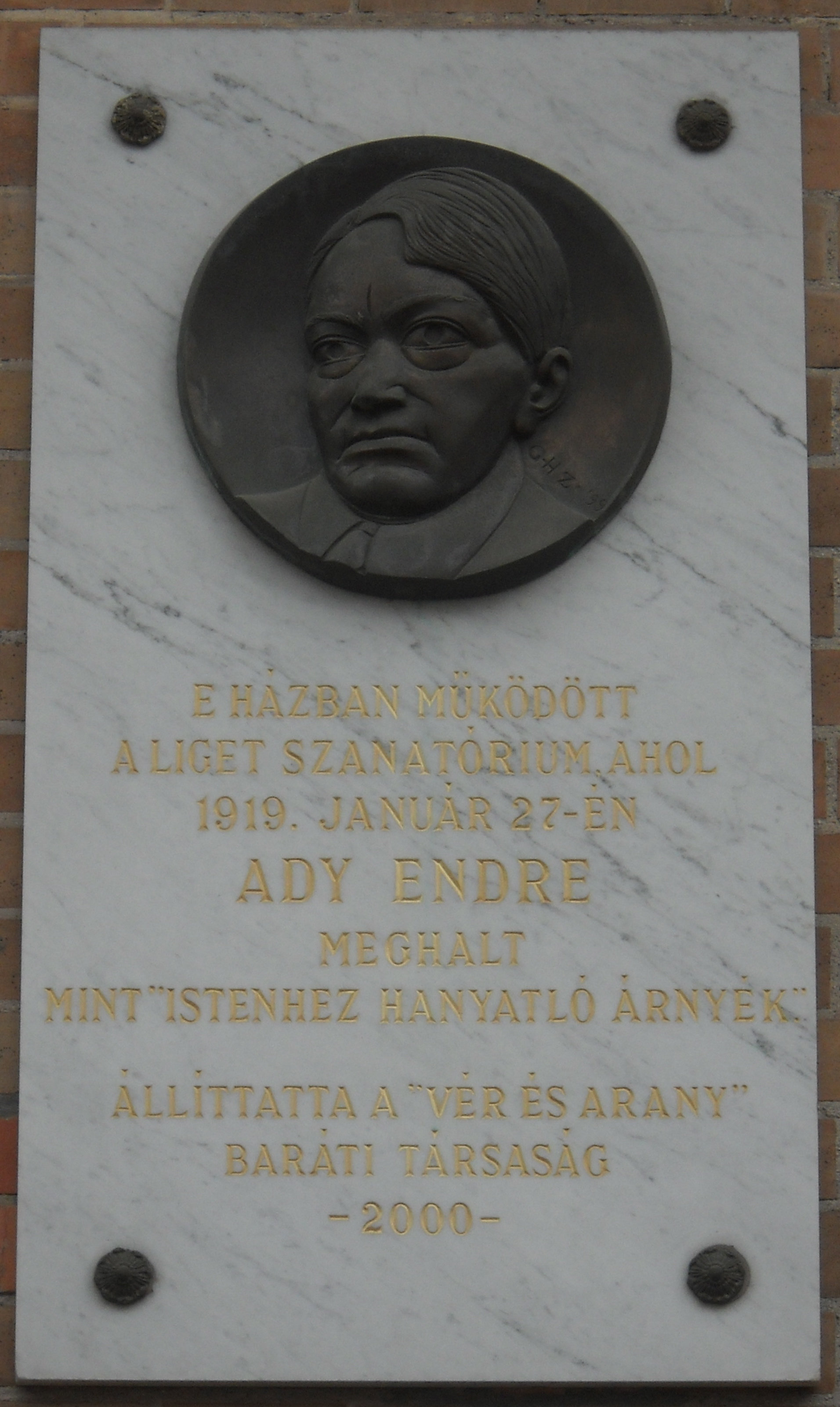
Ady Endre, Benczúr utca 47. alkotó: Gulácsy-Horváth Zsolt
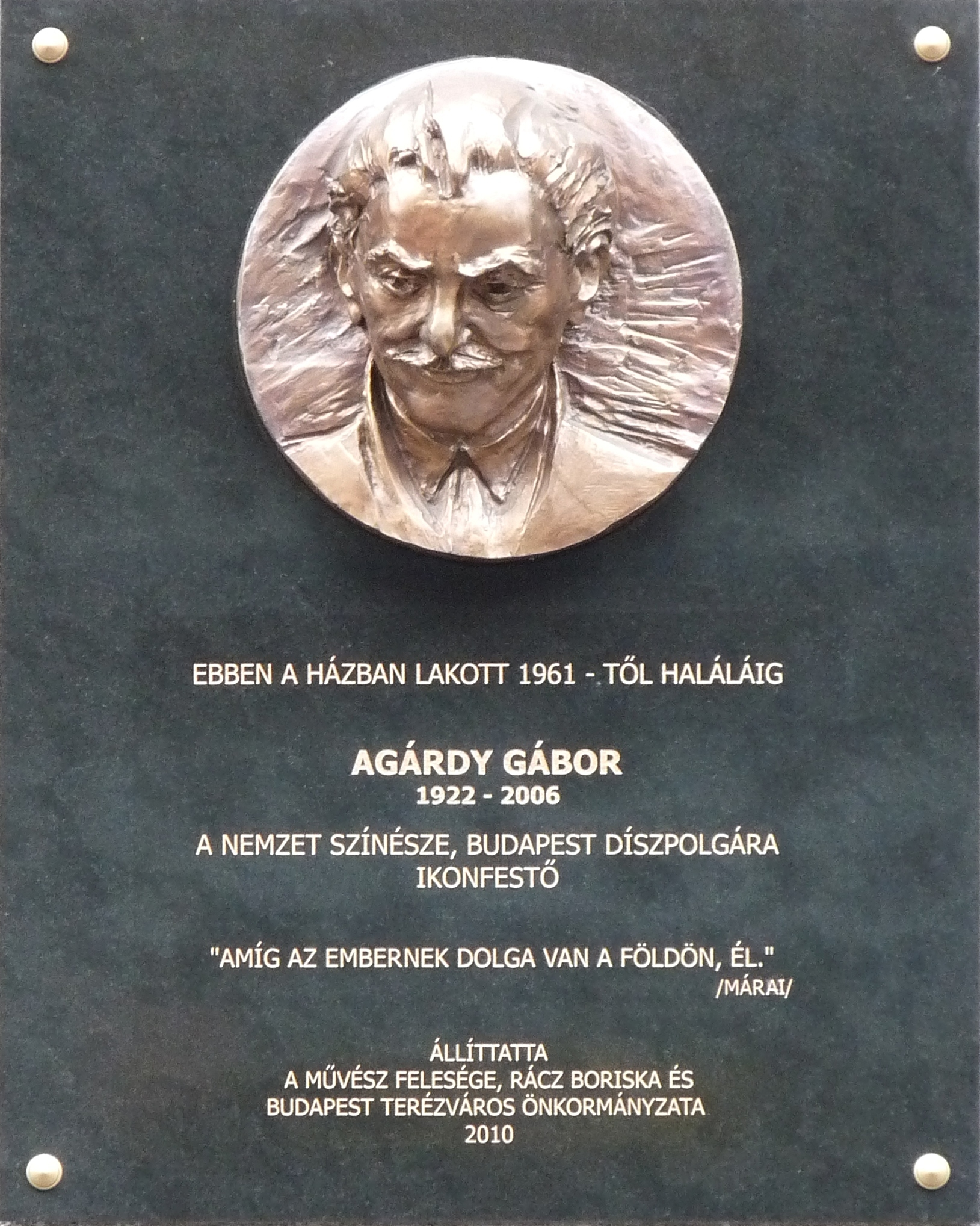
Agárdy Gábor, Király utca 82. alkotó: R. Törley Mária
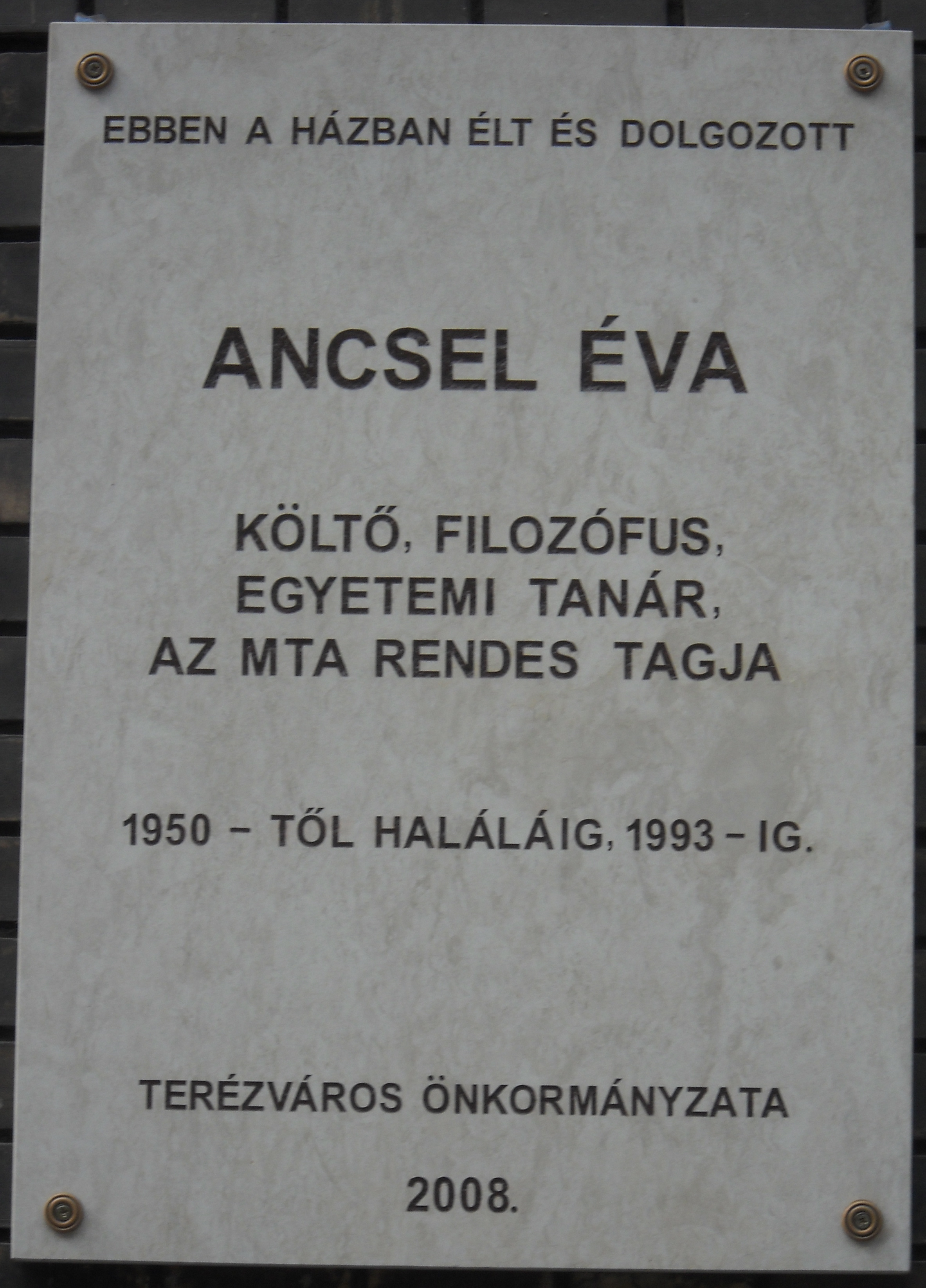
Ancsel Éva, Benczúr utca 12.
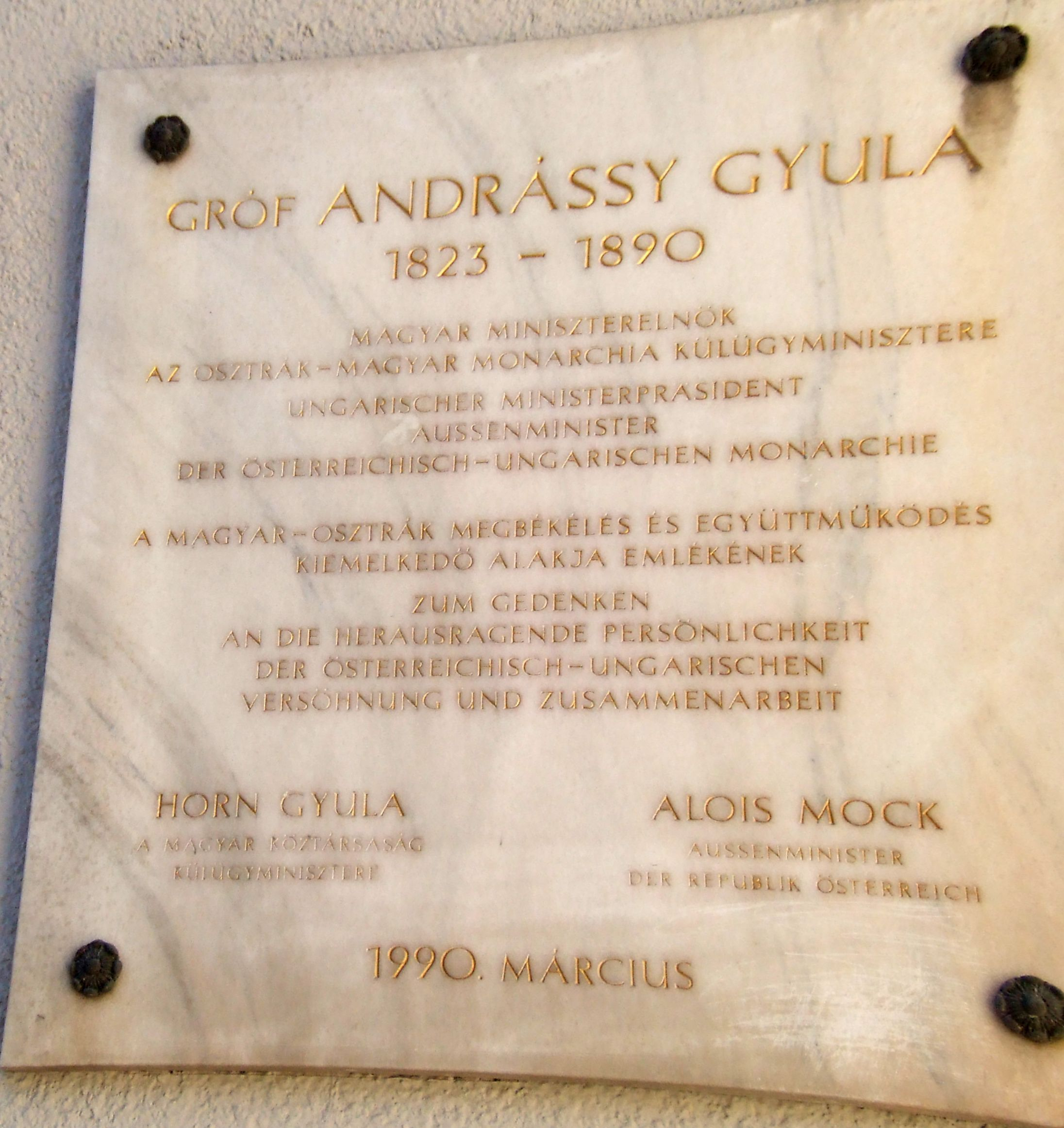
Andrássy Gyula, Andrássy út 2.
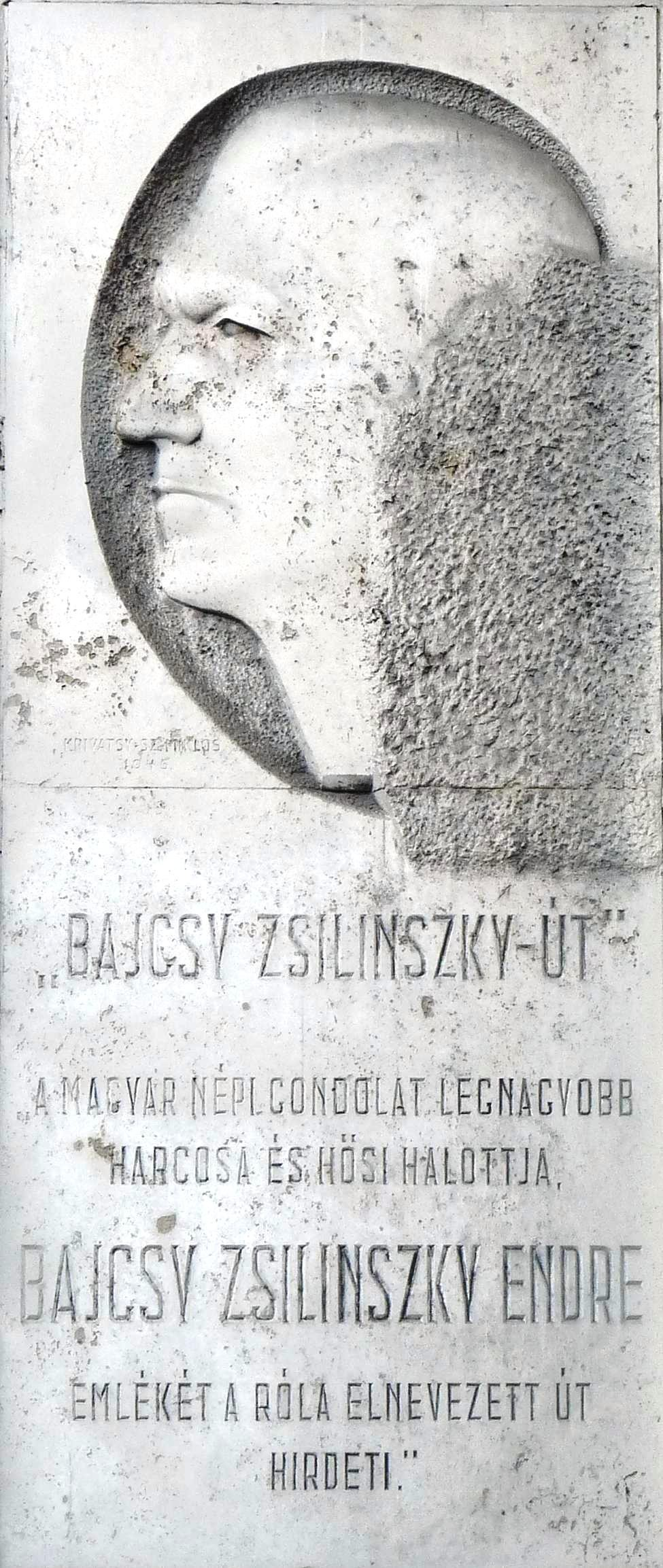
Bajcsy-Zsilinszky Endre, Bajcsy-Zsilinszky út 2. alkotó: Krivátsy Szűts Miklós
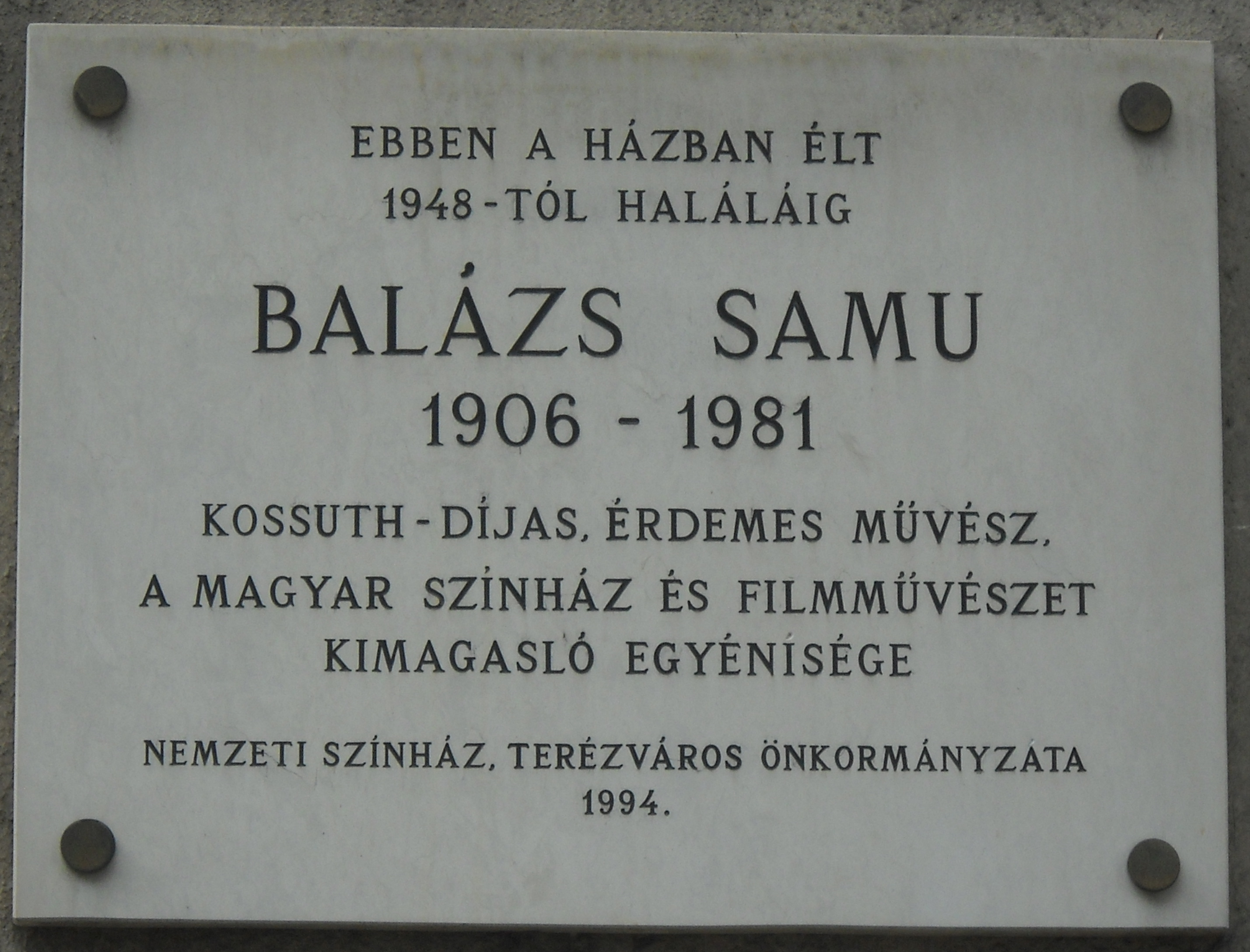
Balázs Samu, Benczúr utca 48.
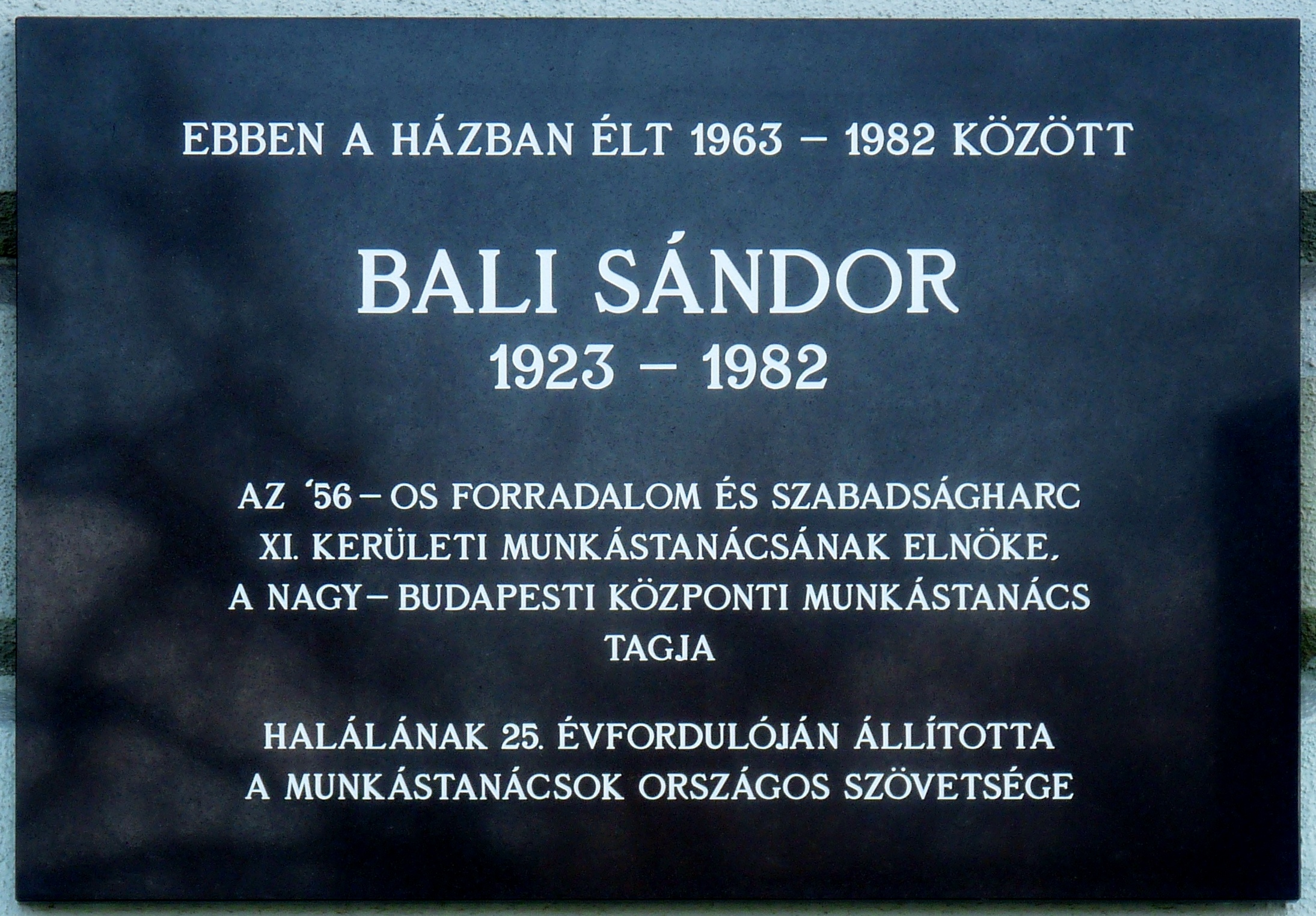
Bali Sándor, Podmaniczky utca 63.
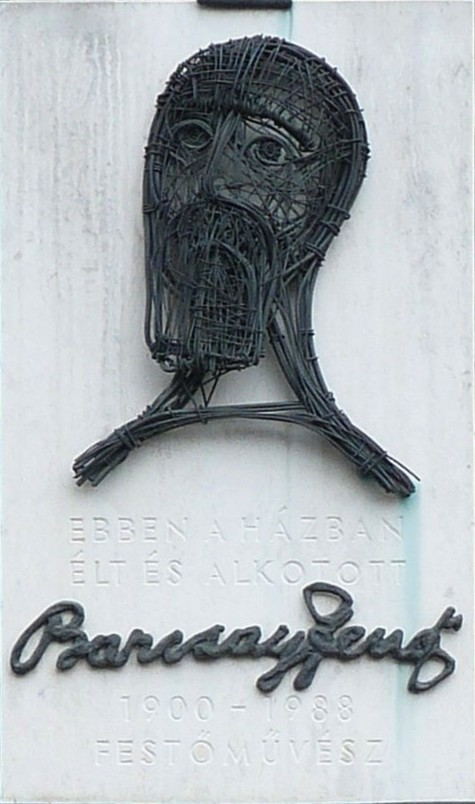
Barcsay Jenő, Andrássy út 87-89. alkotó: Szász György
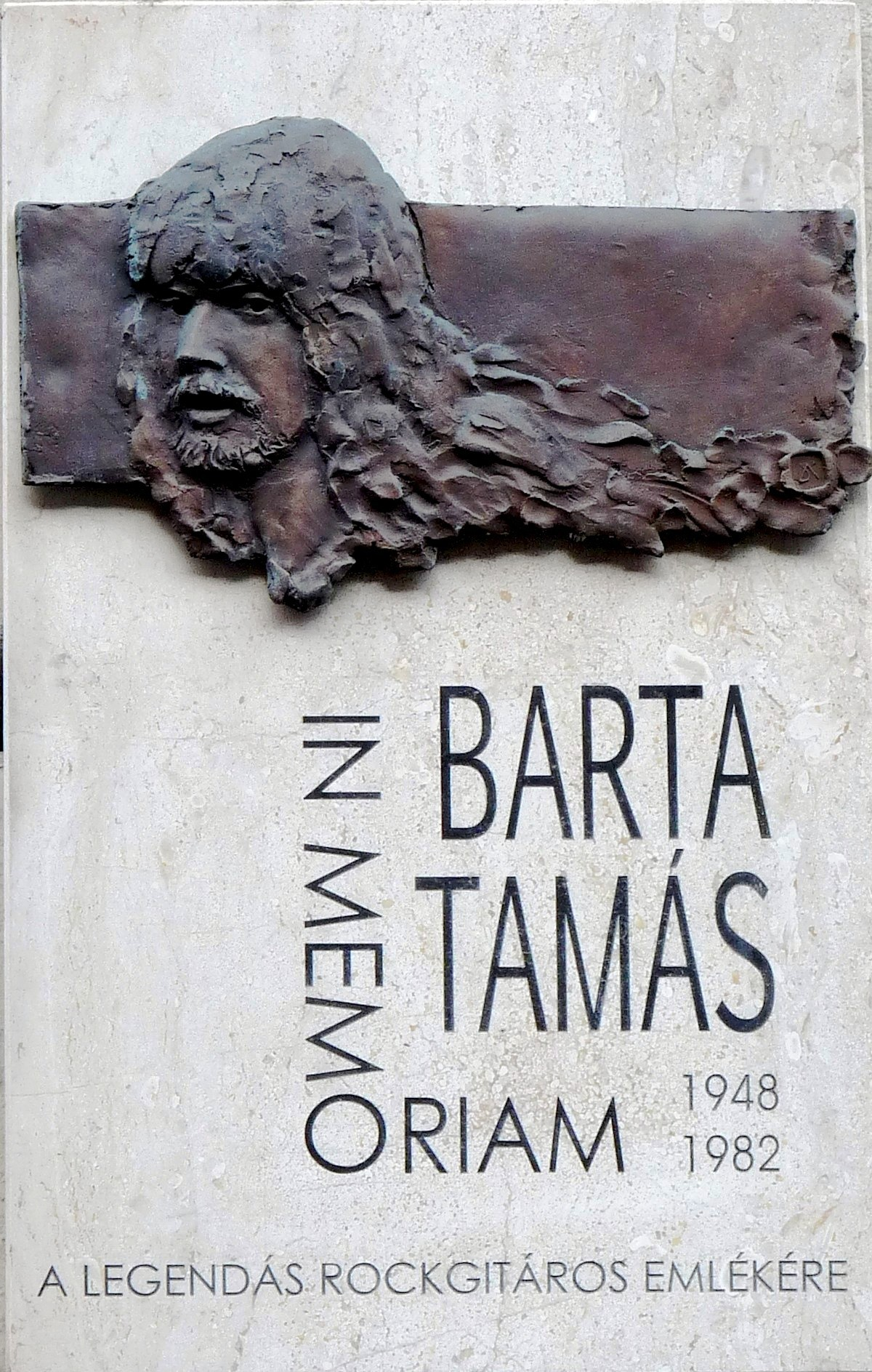
Barta Tamás, Izabella utca 39/b. alkotó: Deák Árpád
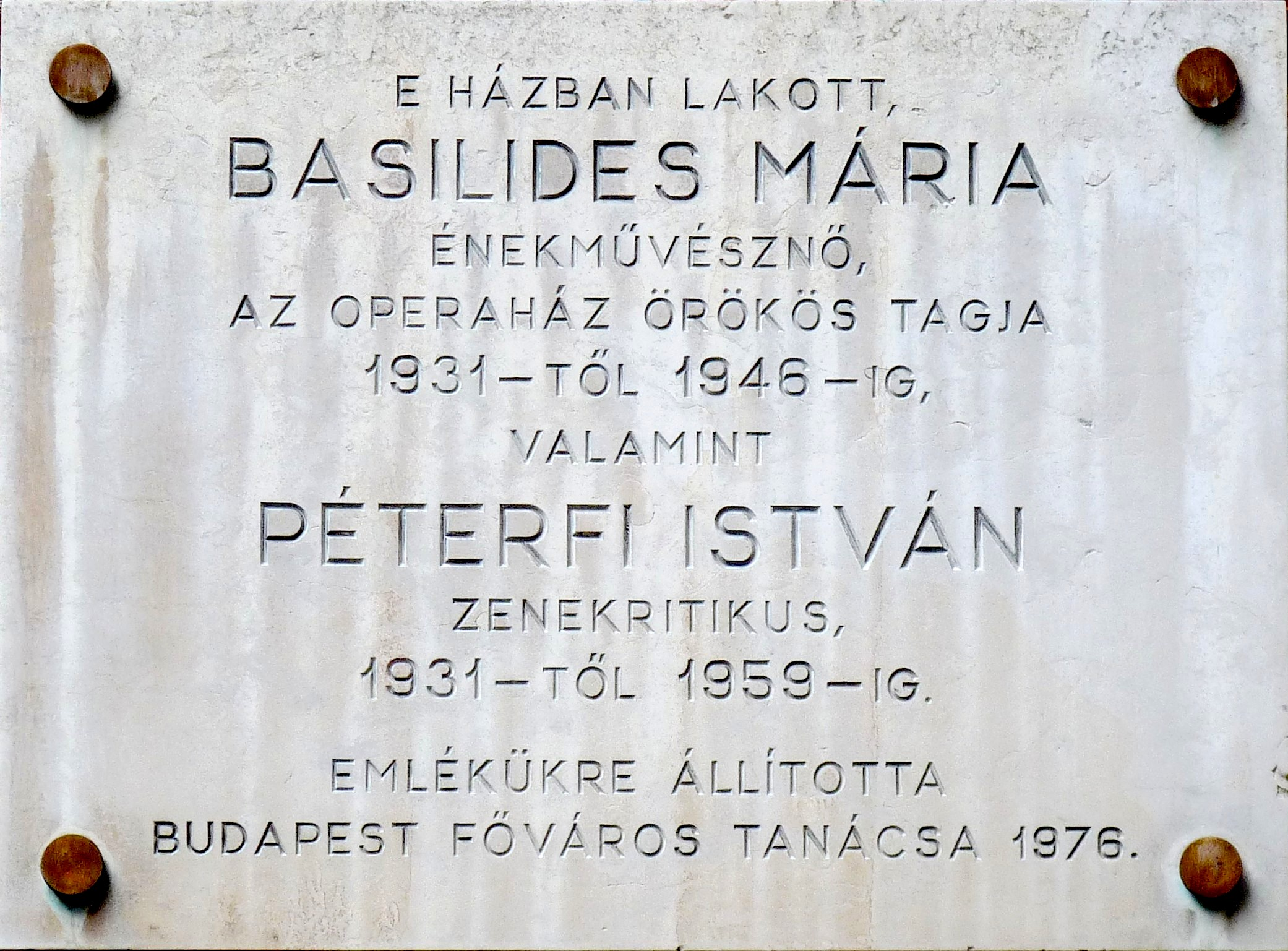
Basilides Mária, Eötvös utca 29.
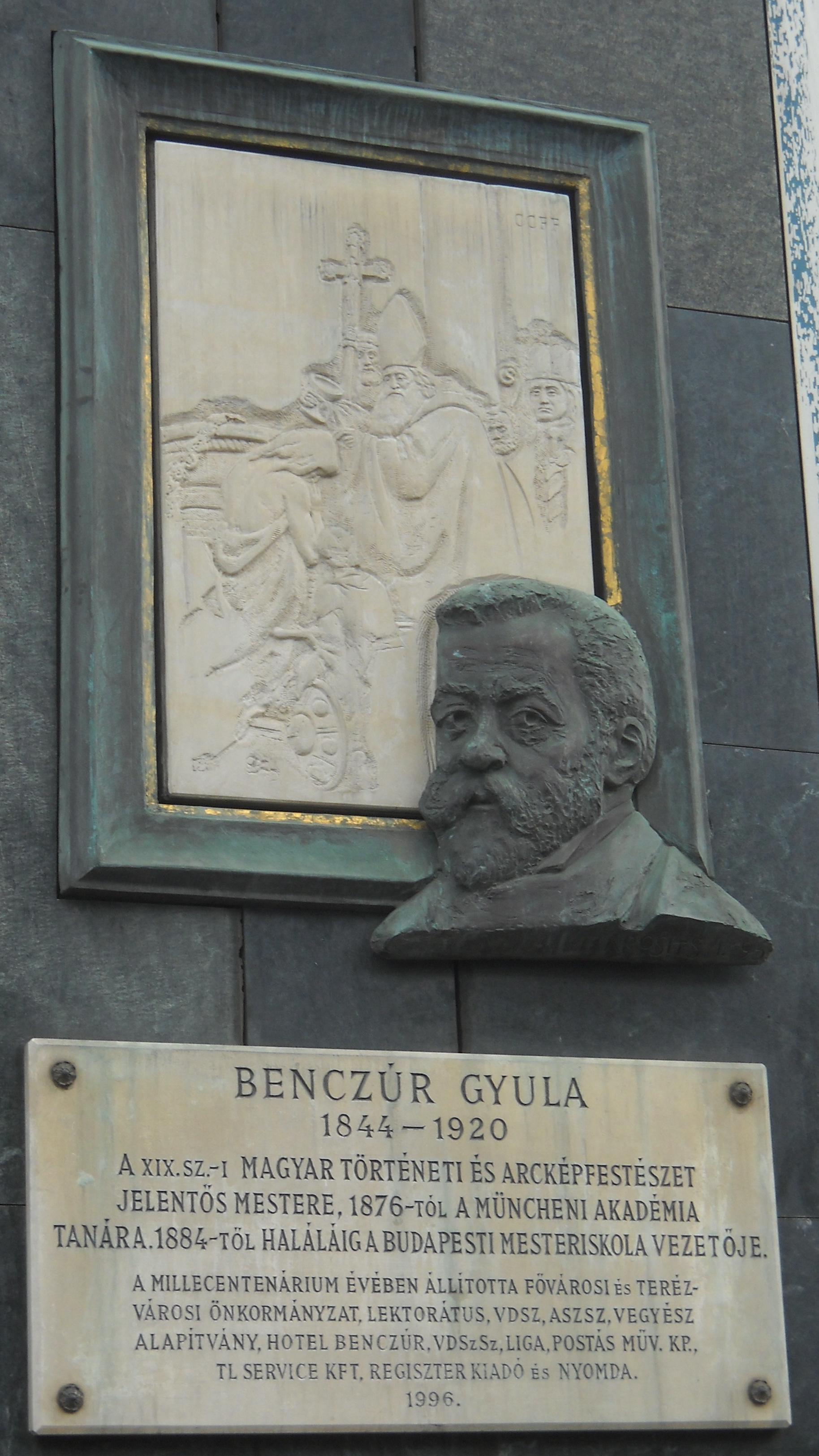
Benczúr Gyula, Benczúr utca 49. alkotó: Marosits István
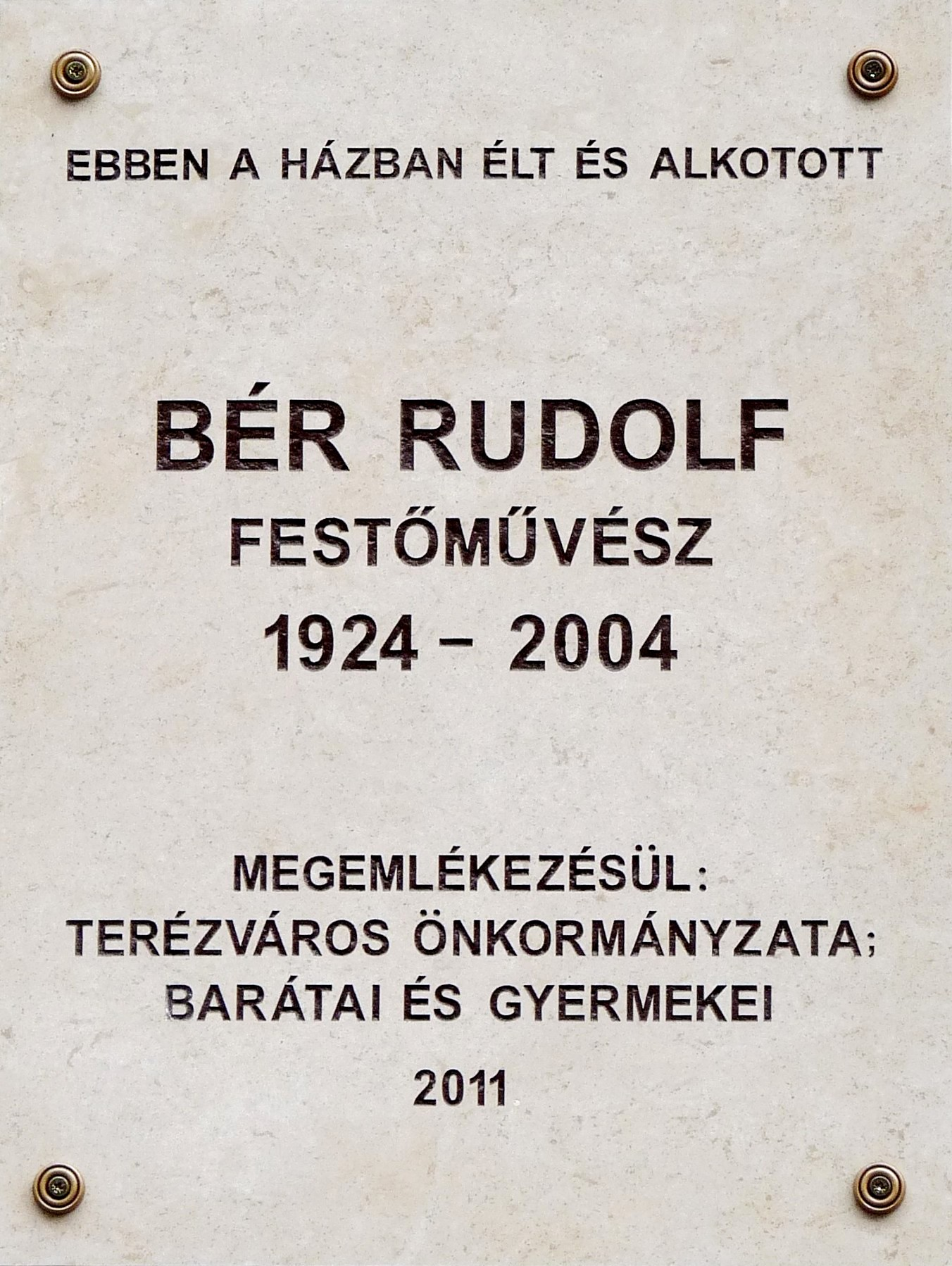
Bér Rudolf, Nagymező utca 8.
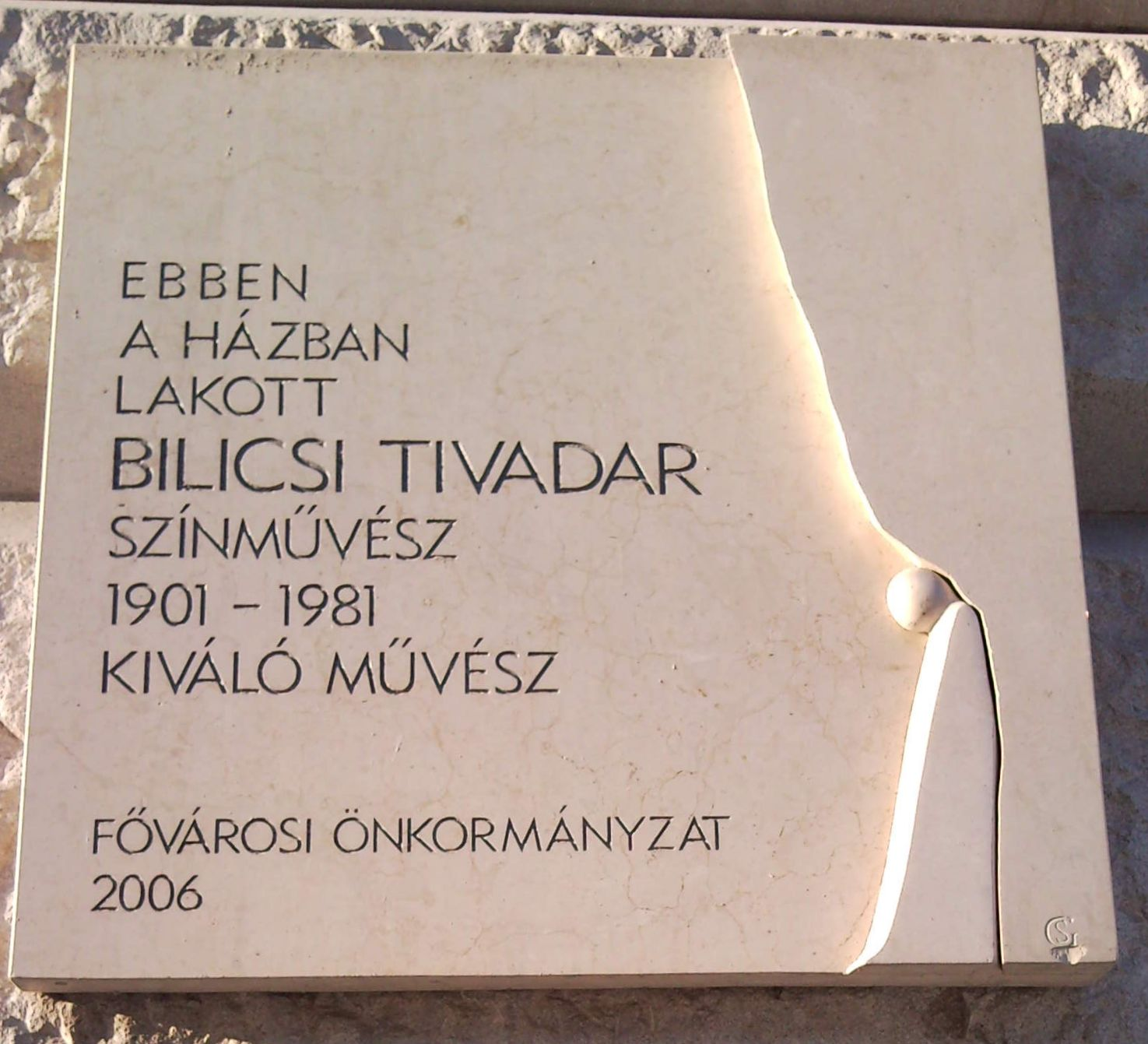
Bilicsi Tivadar, Andrássy út 4.
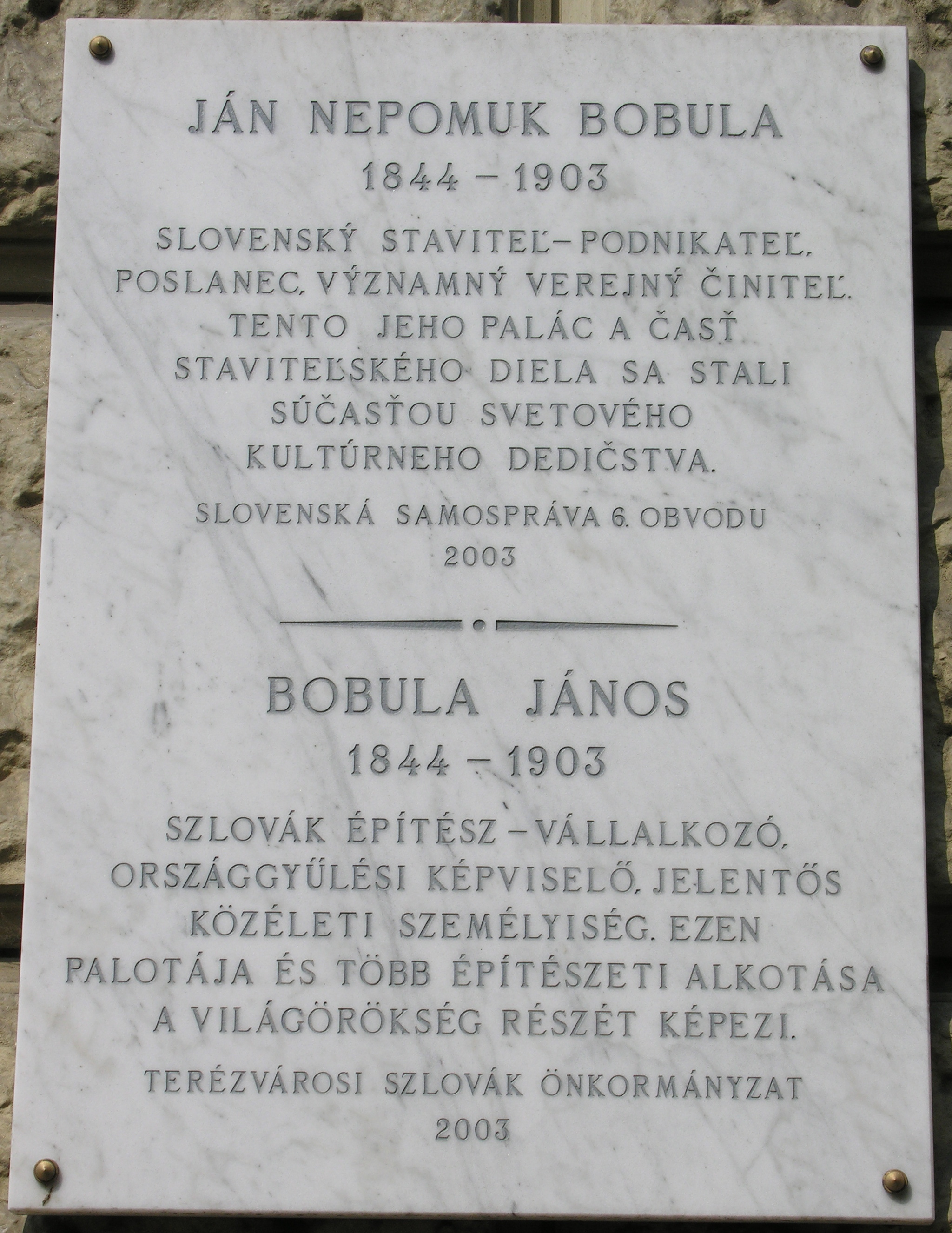
Bobula János, Andrássy út 62.
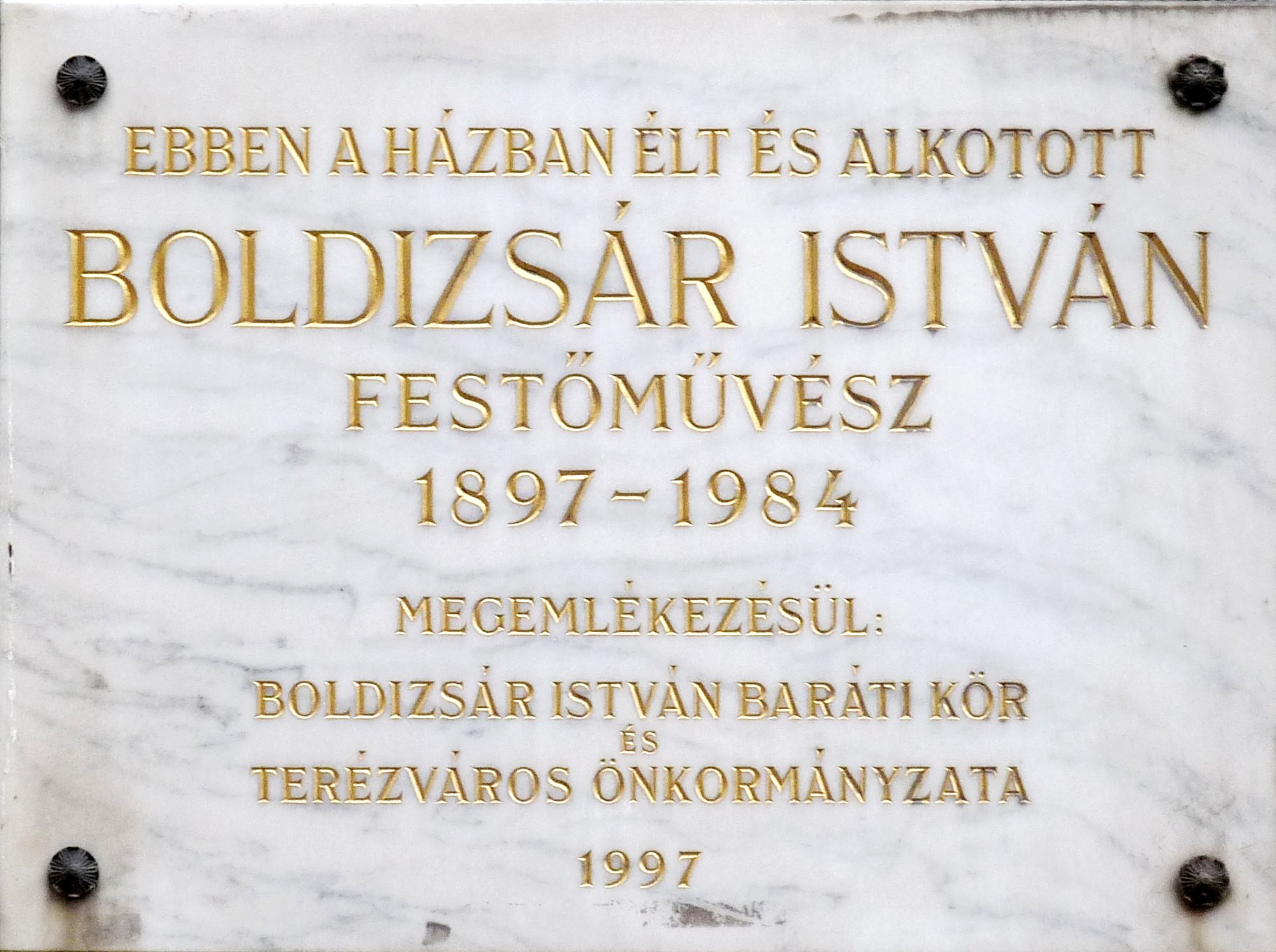
Boldizsár István, Nagymező utca utca 8.
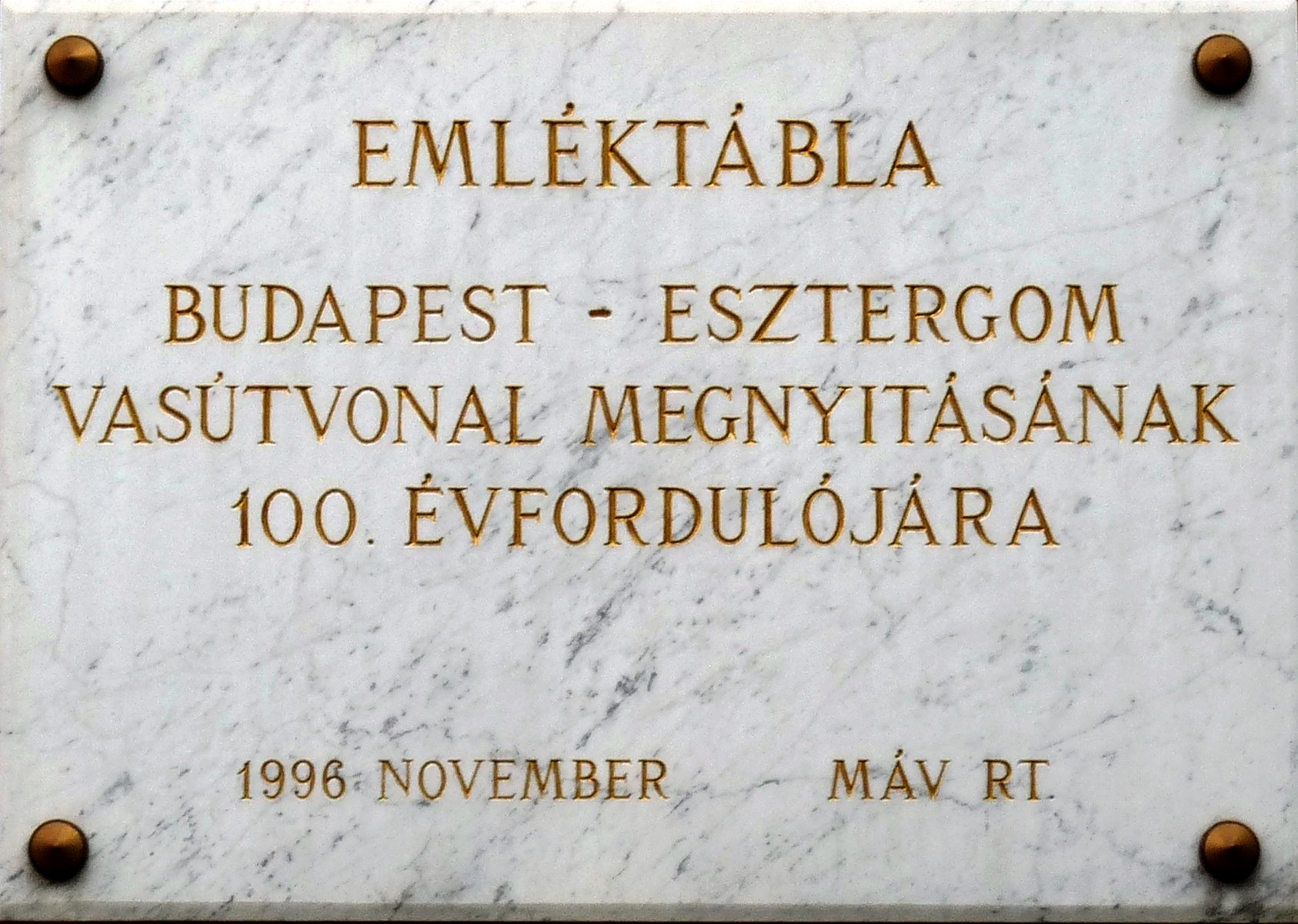
Budapest–Esztergom-vasútvonal 100. évfordulója, Teréz körút 57.
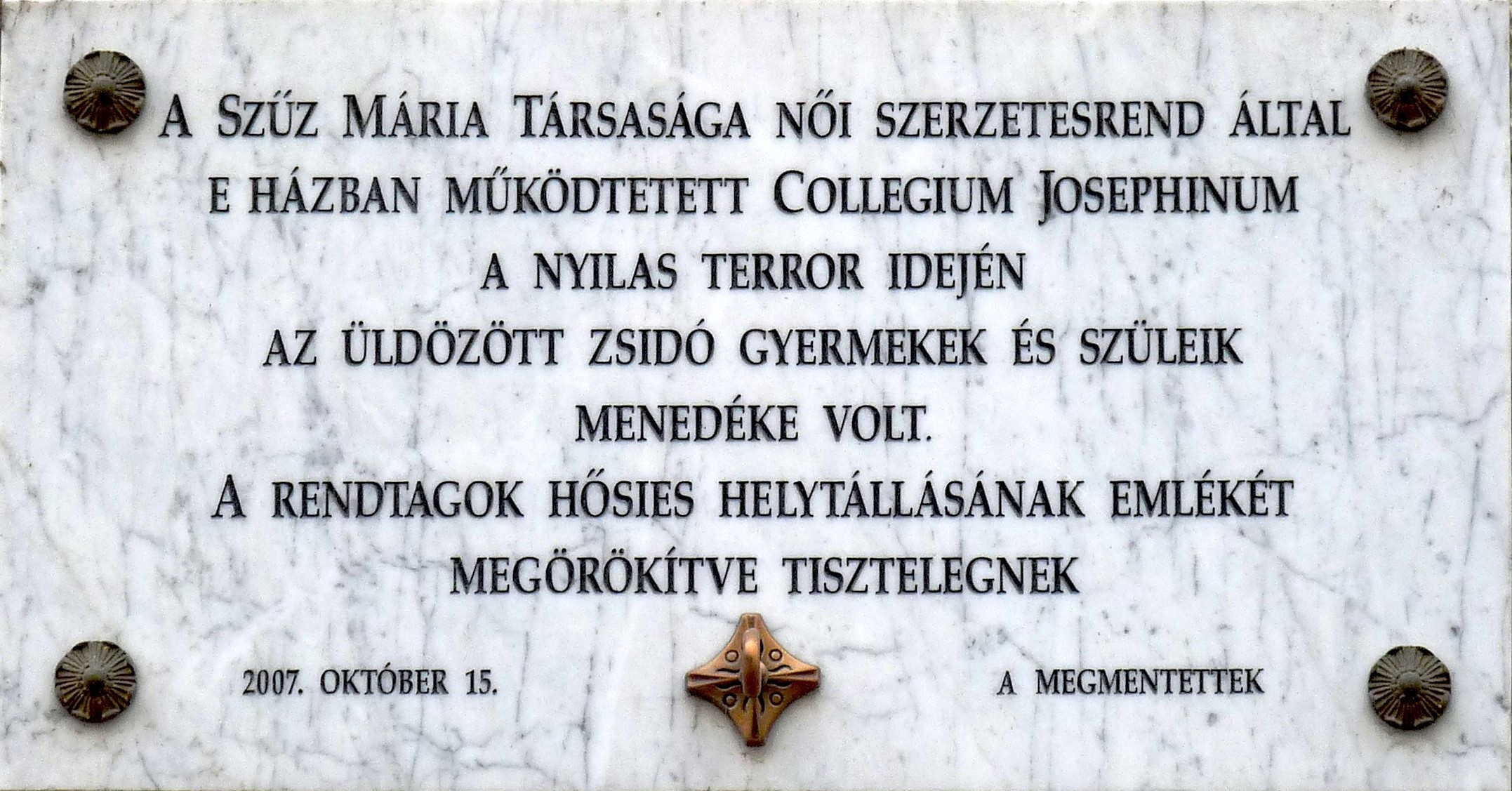
Collegium Josephinum, Vörösmarty utca 34/a.
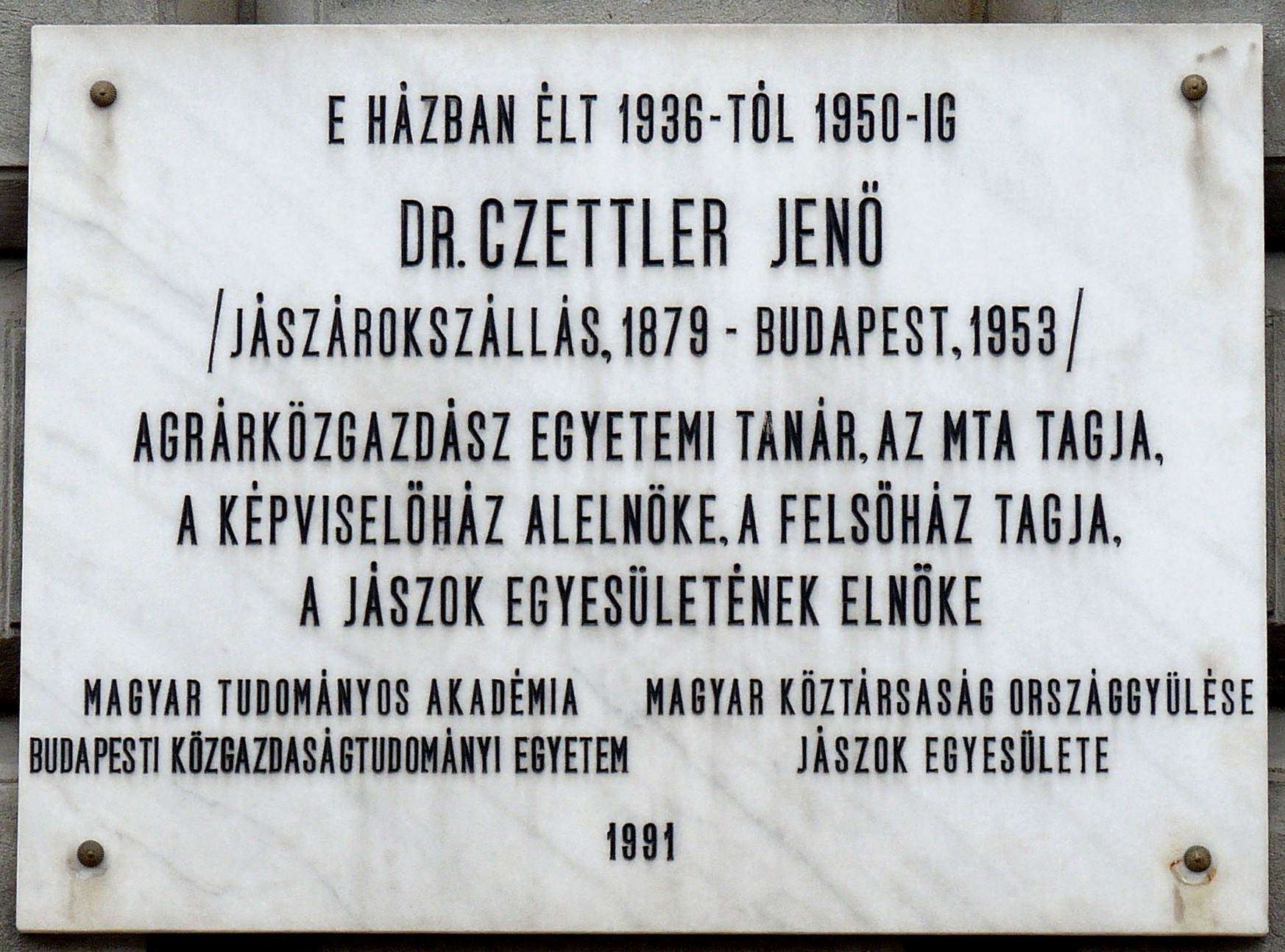
Czettler Jenő, Andrássy út 85.
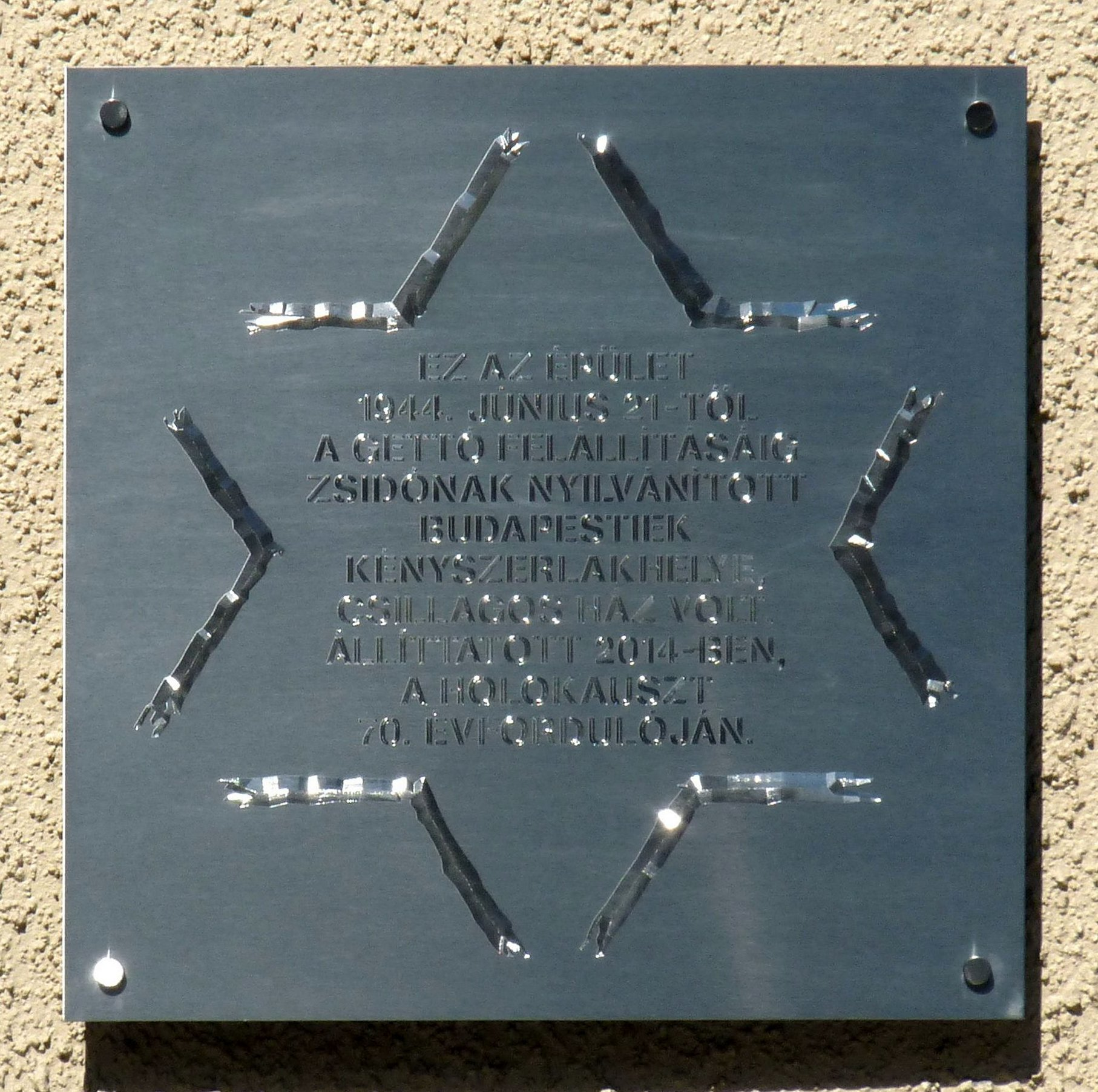
csillagos ház, Vasvári Pál utca 3.
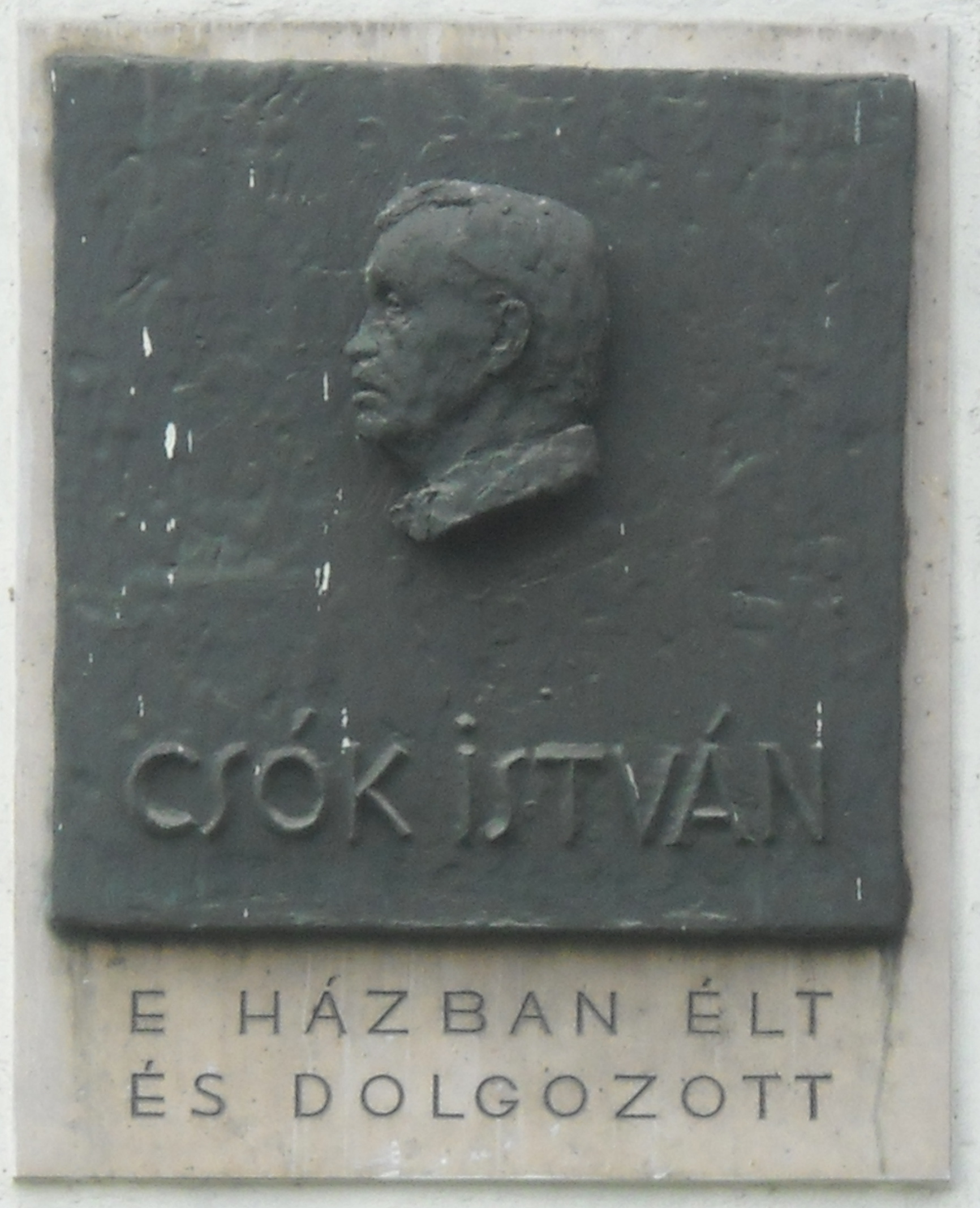
[[Csók István (festő)|]], Városligeti fasor 32.
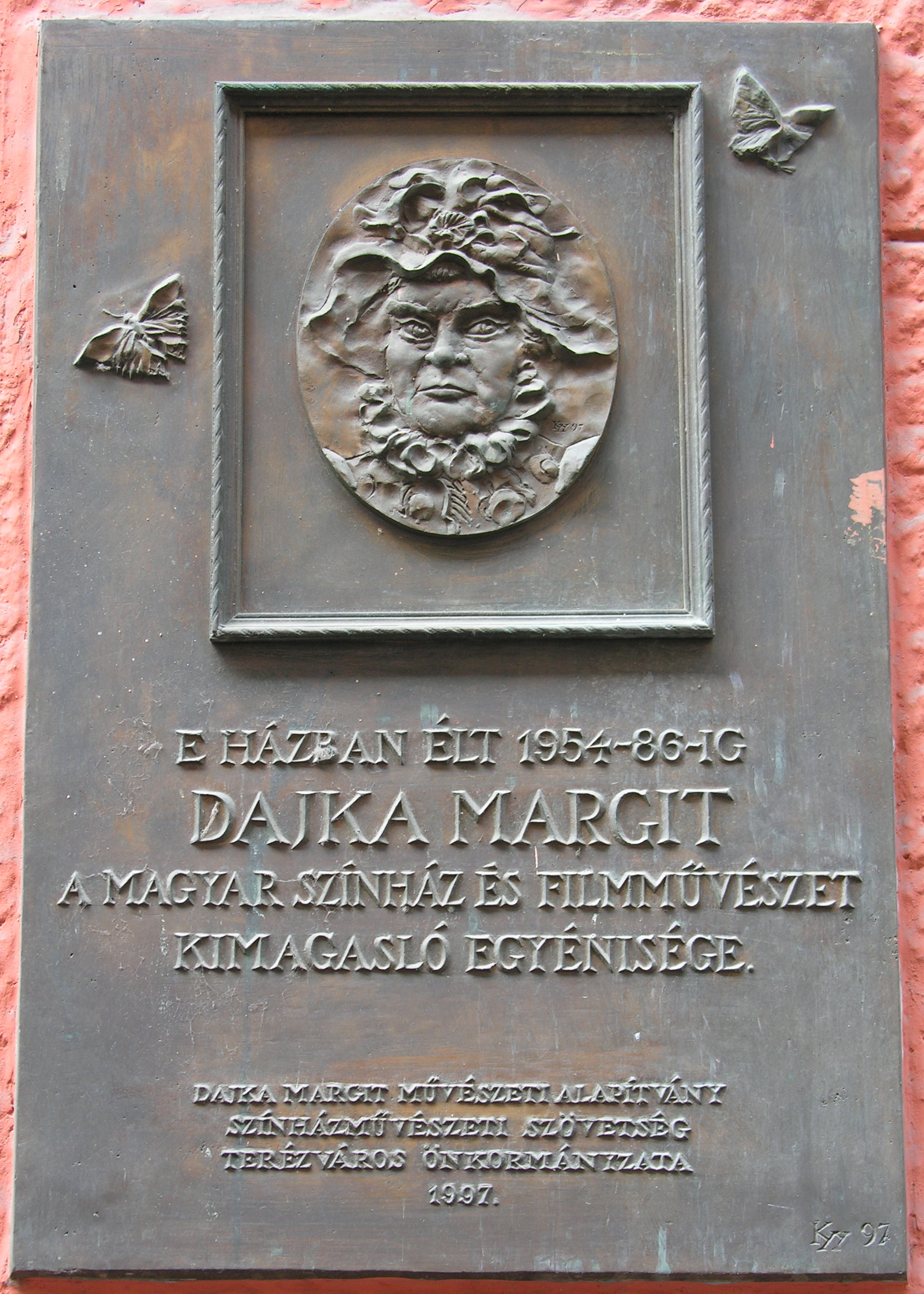
Dayka Margit, Lovag utca 10. alkotó: Kiss György
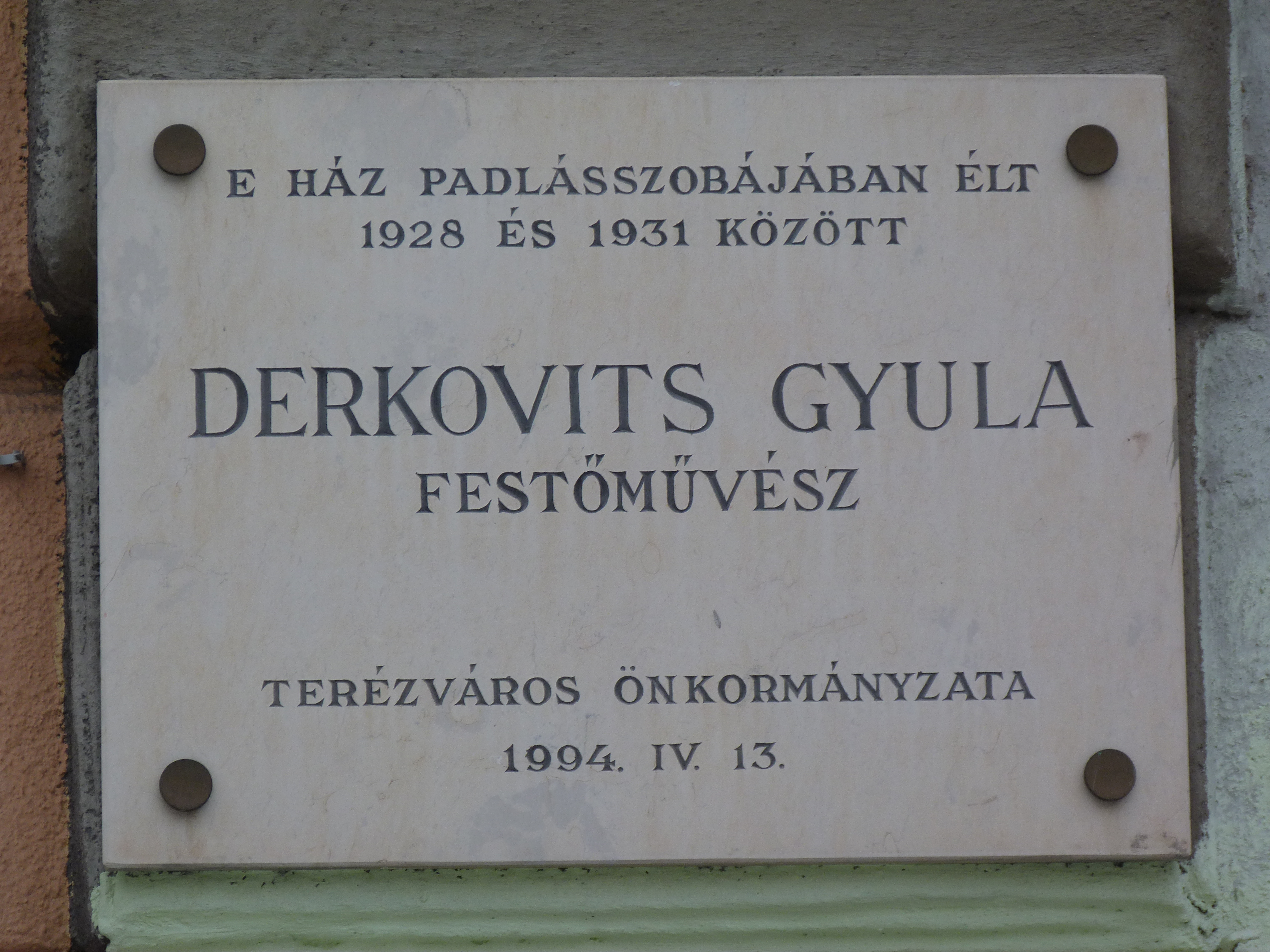
Derkovits Gyula, Hunyadi tér 10.
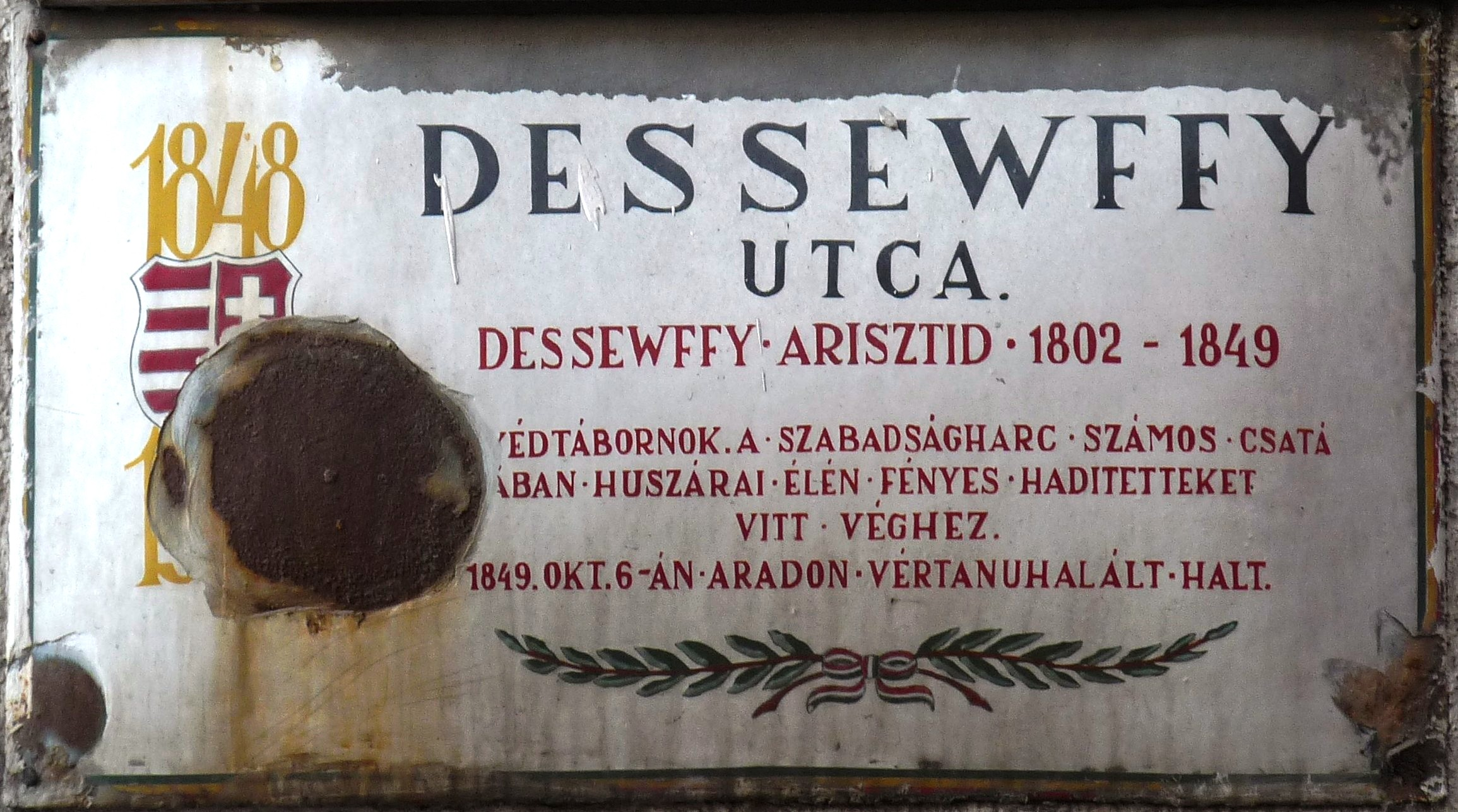
Dessewffy Arisztid, Dessewffy utca 2.
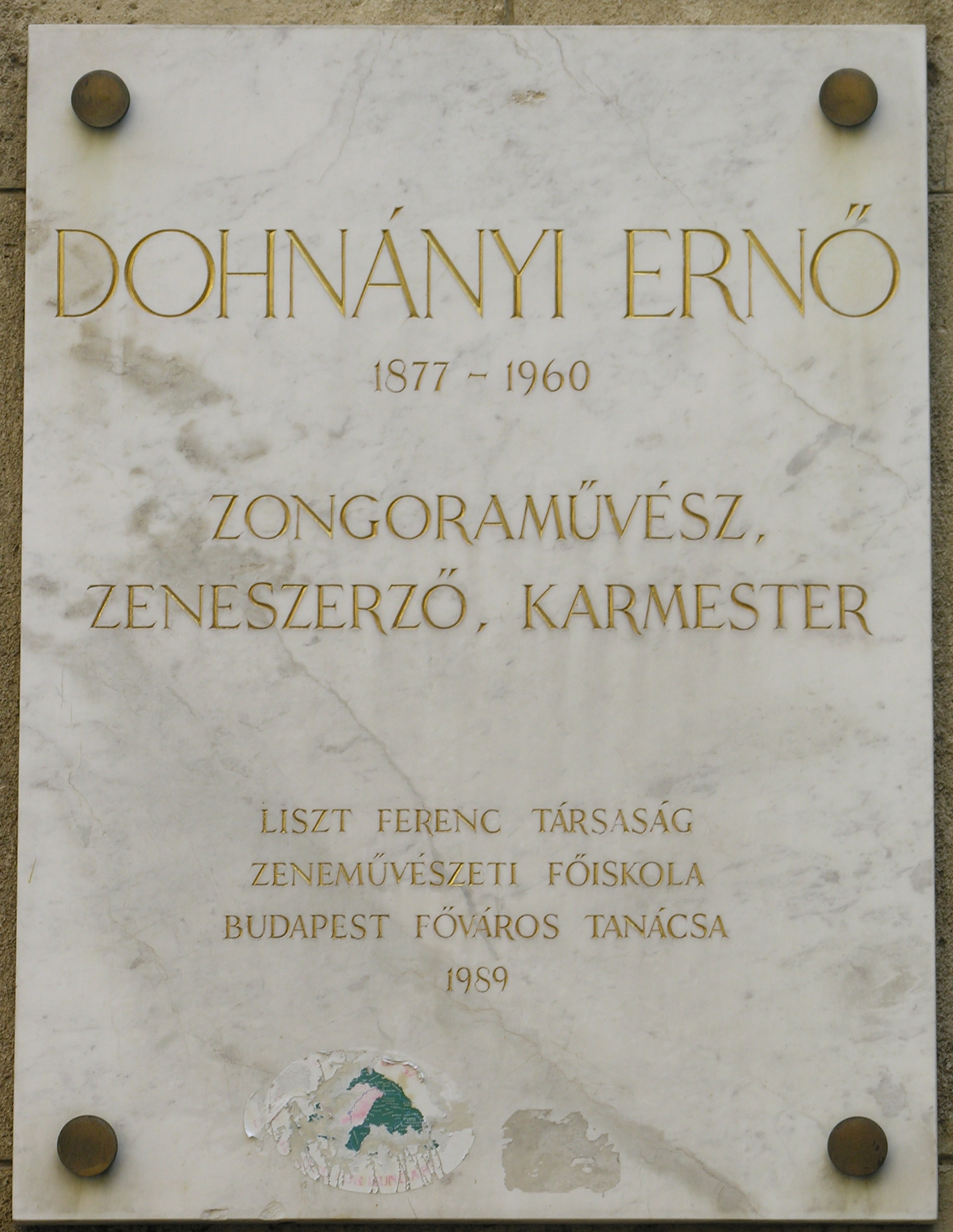
Dohnányi Ernő, Dohnányi Ernő utca 1.
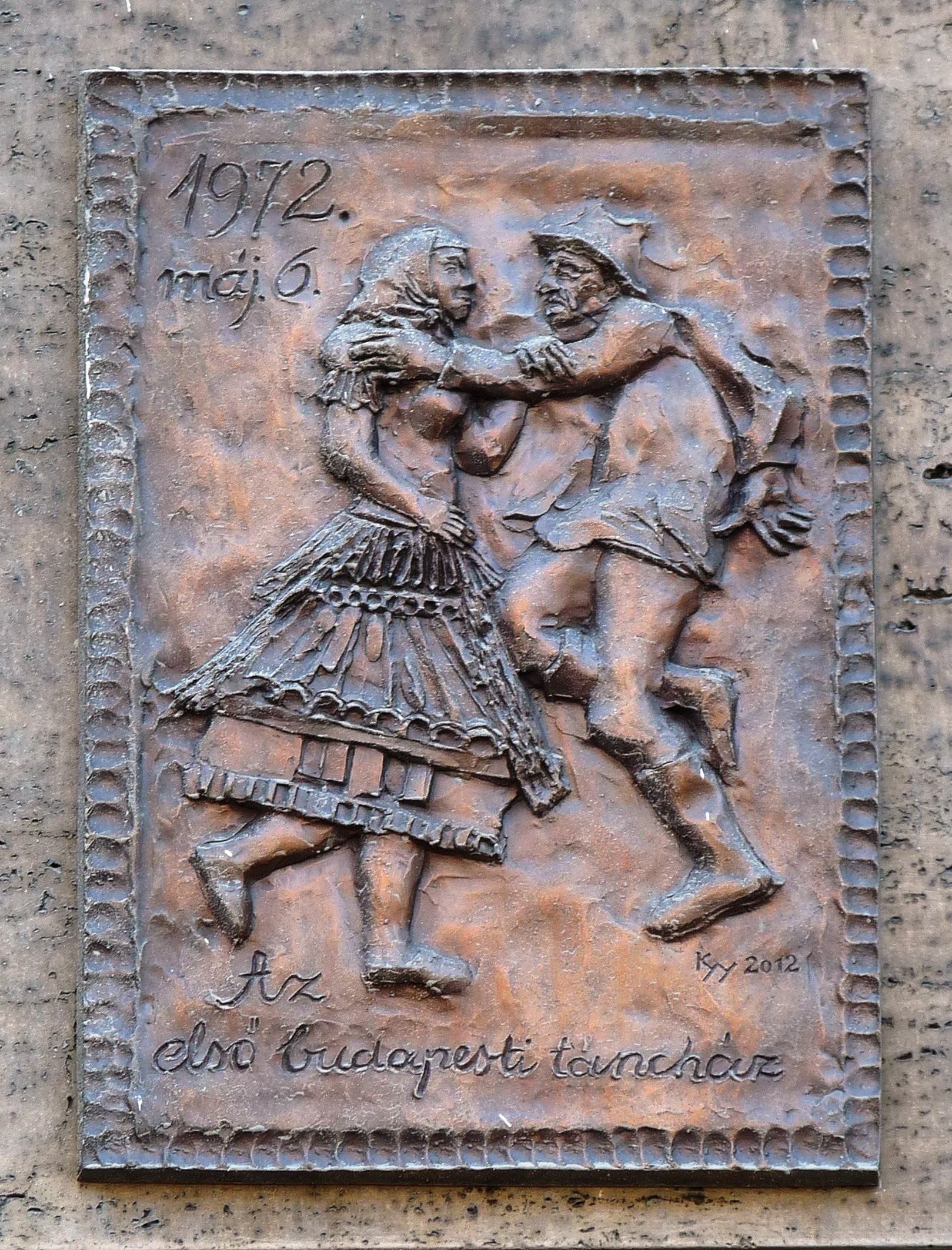
első budapesti táncház, Liszt Ferenc tér 1. alkotó: Kiss György
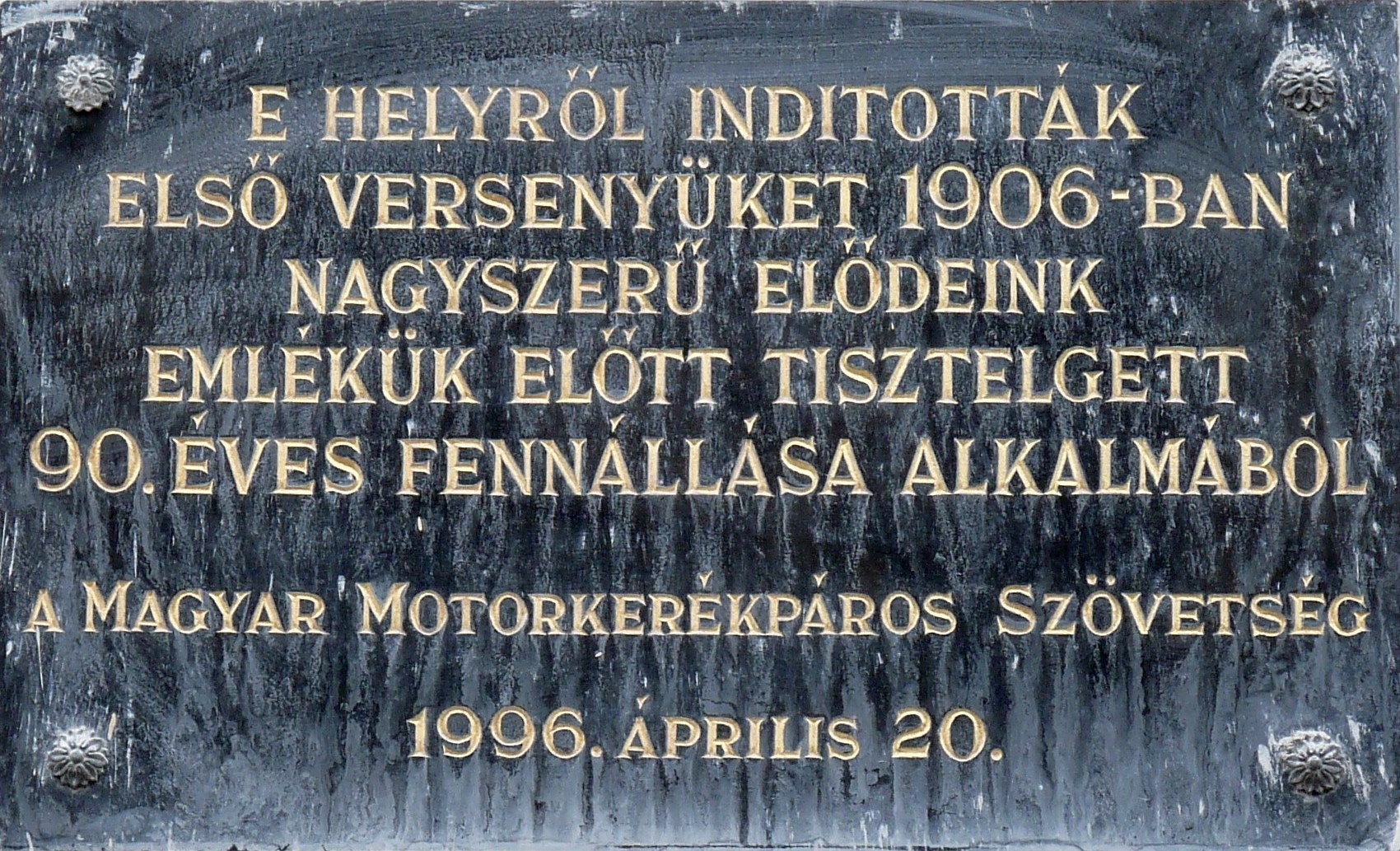
első magyar motorverseny, Andrássy út 55.
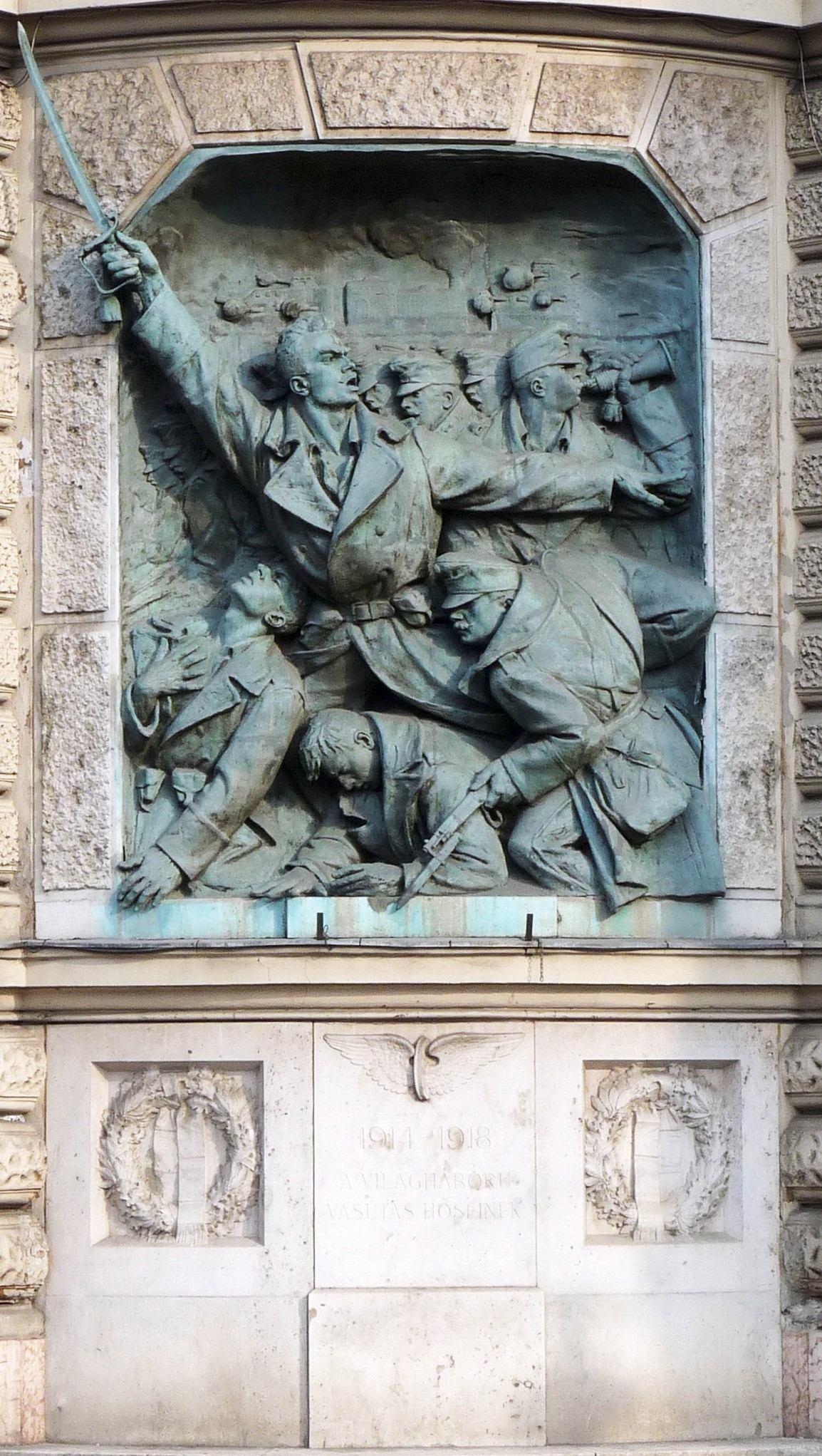
első világháború vasutas hősei, Andrássy út 73. alkotó: Csiszér János
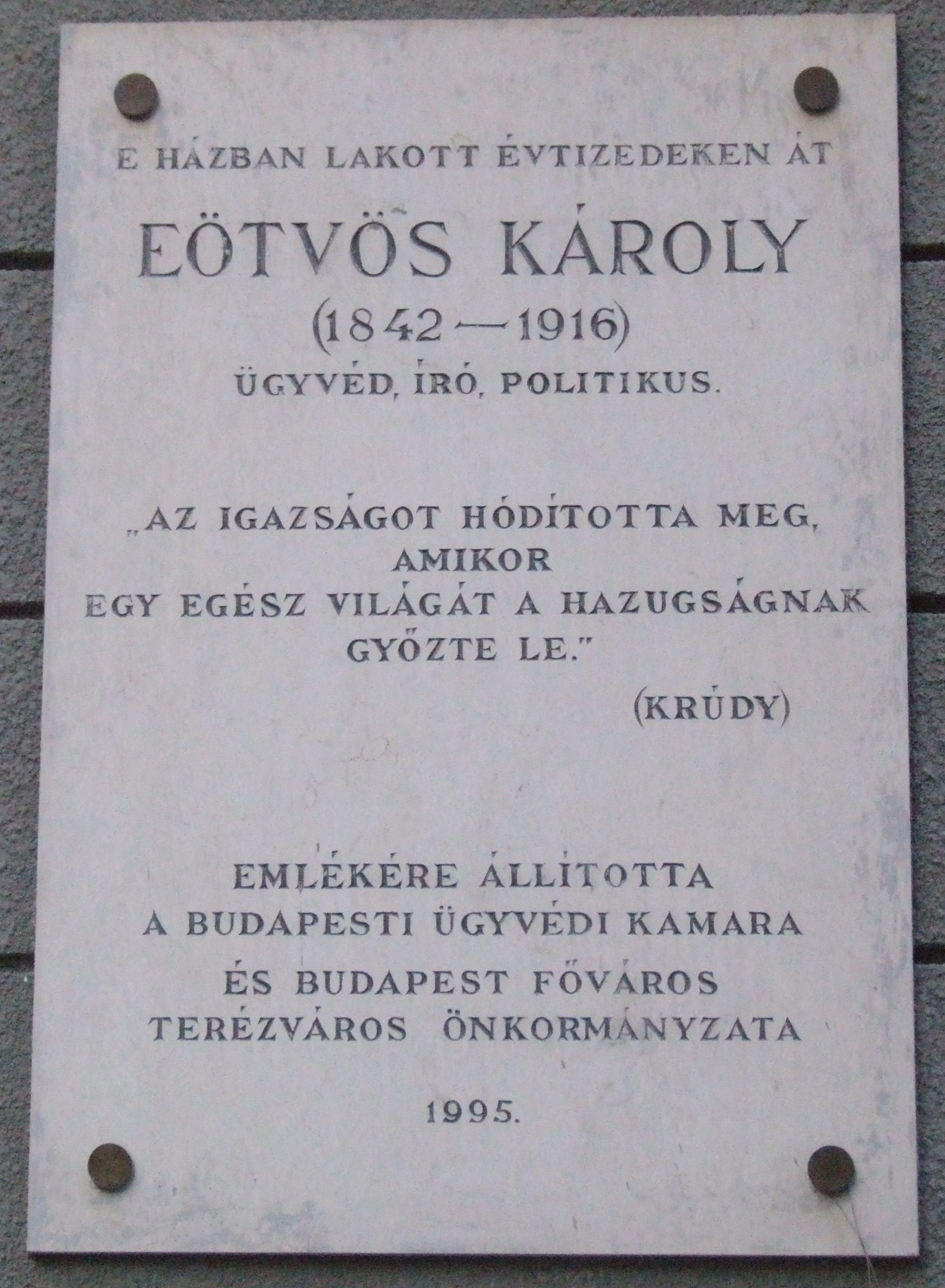
Eötvös Károly, Hegedű utca 9.
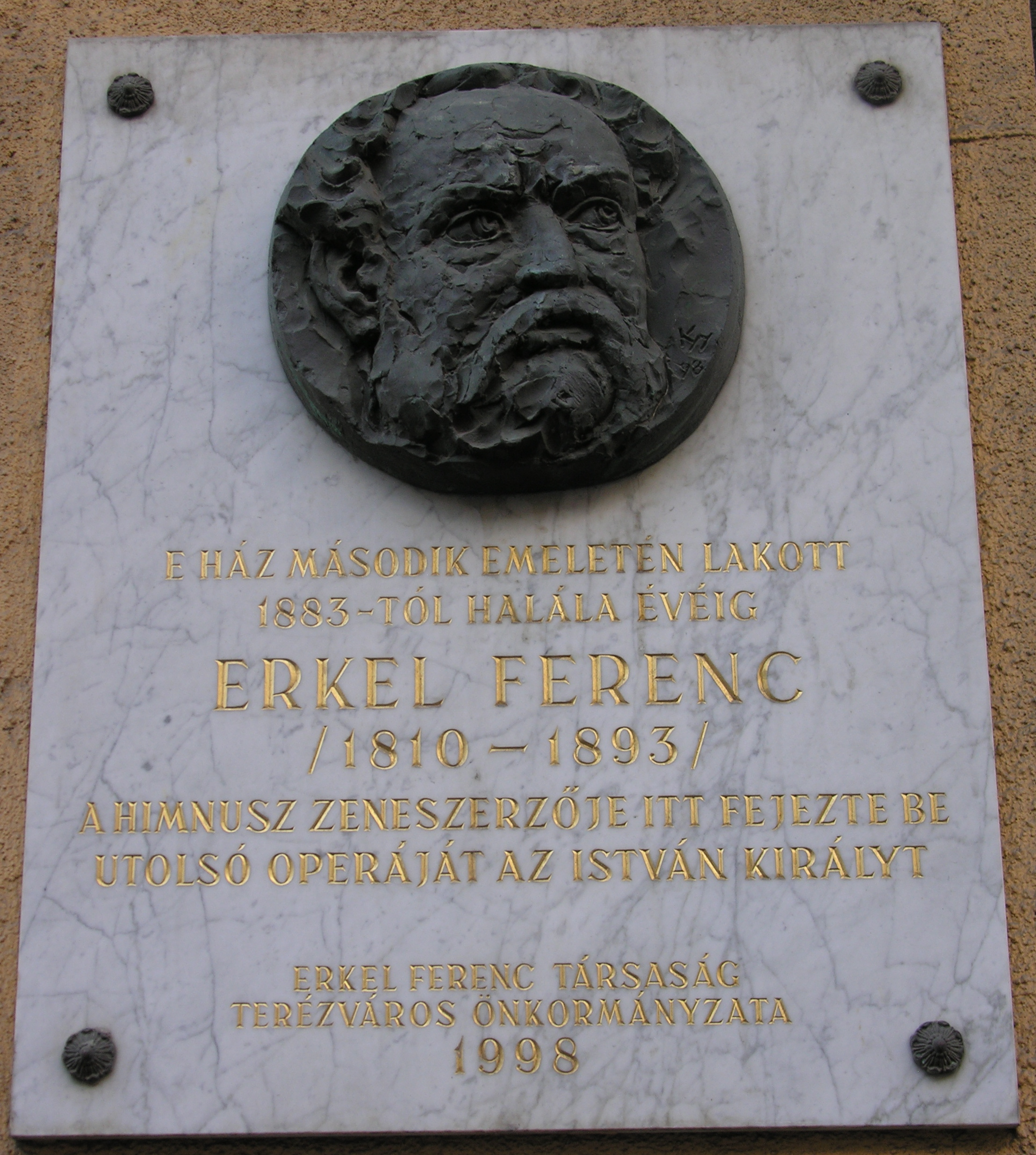
Erkel Ferenc, Király utca 84. alkotó: Kiss György
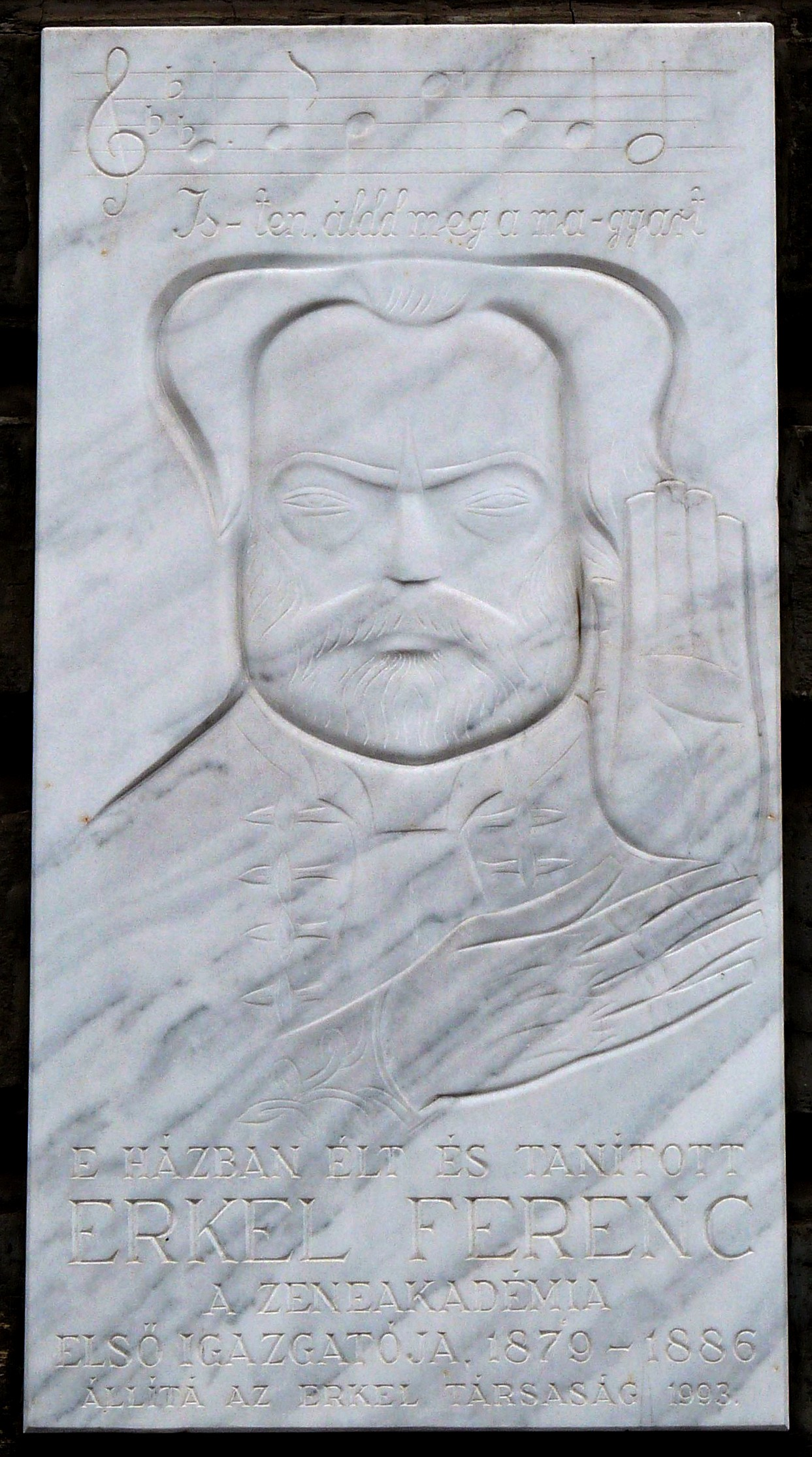
Erkel Ferenc, Andrássy út 67. alkotó: Szervátiusz Tibor
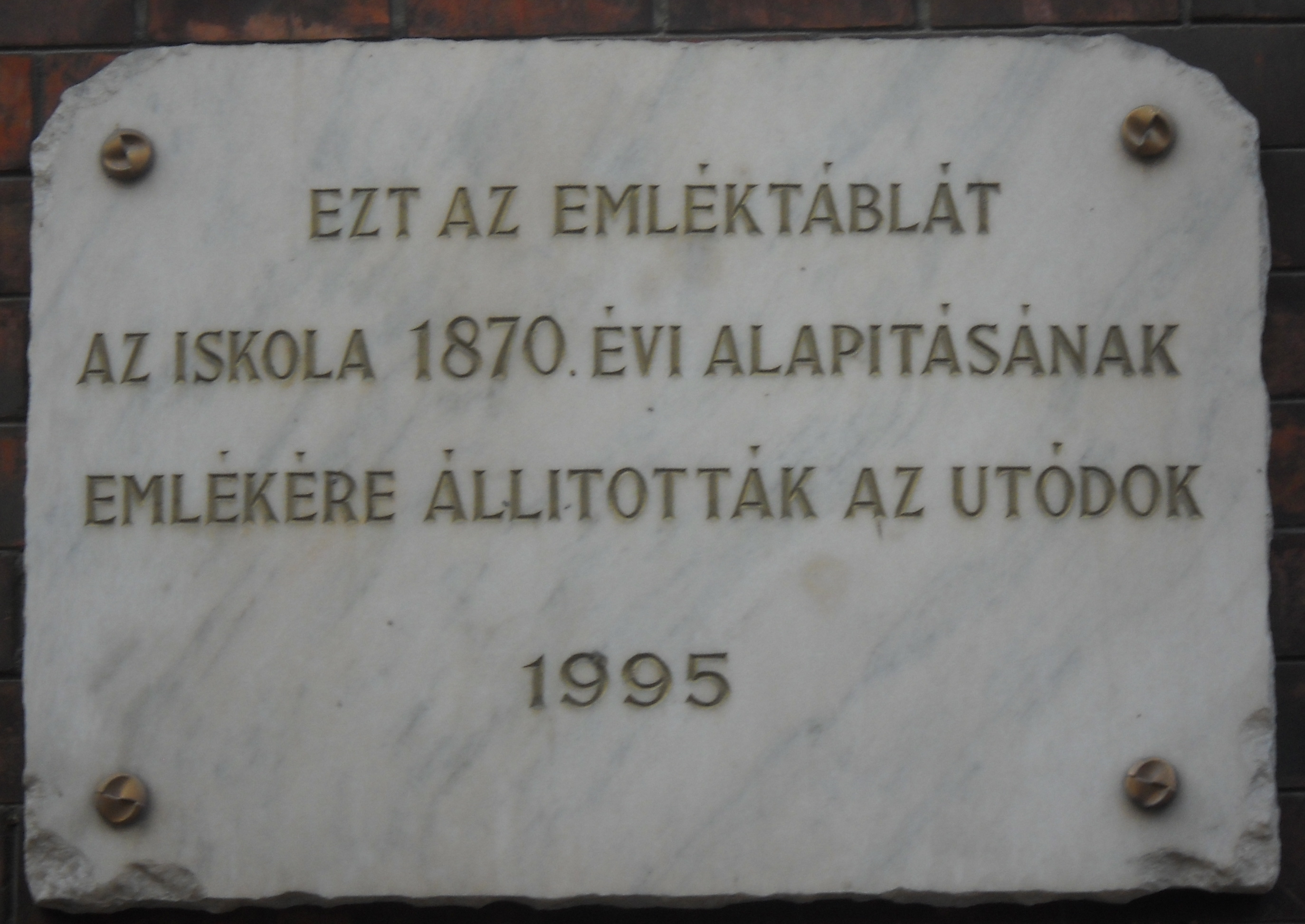
Erkel Ferenc Általános Iskola, Felső Erdősor utca 20.
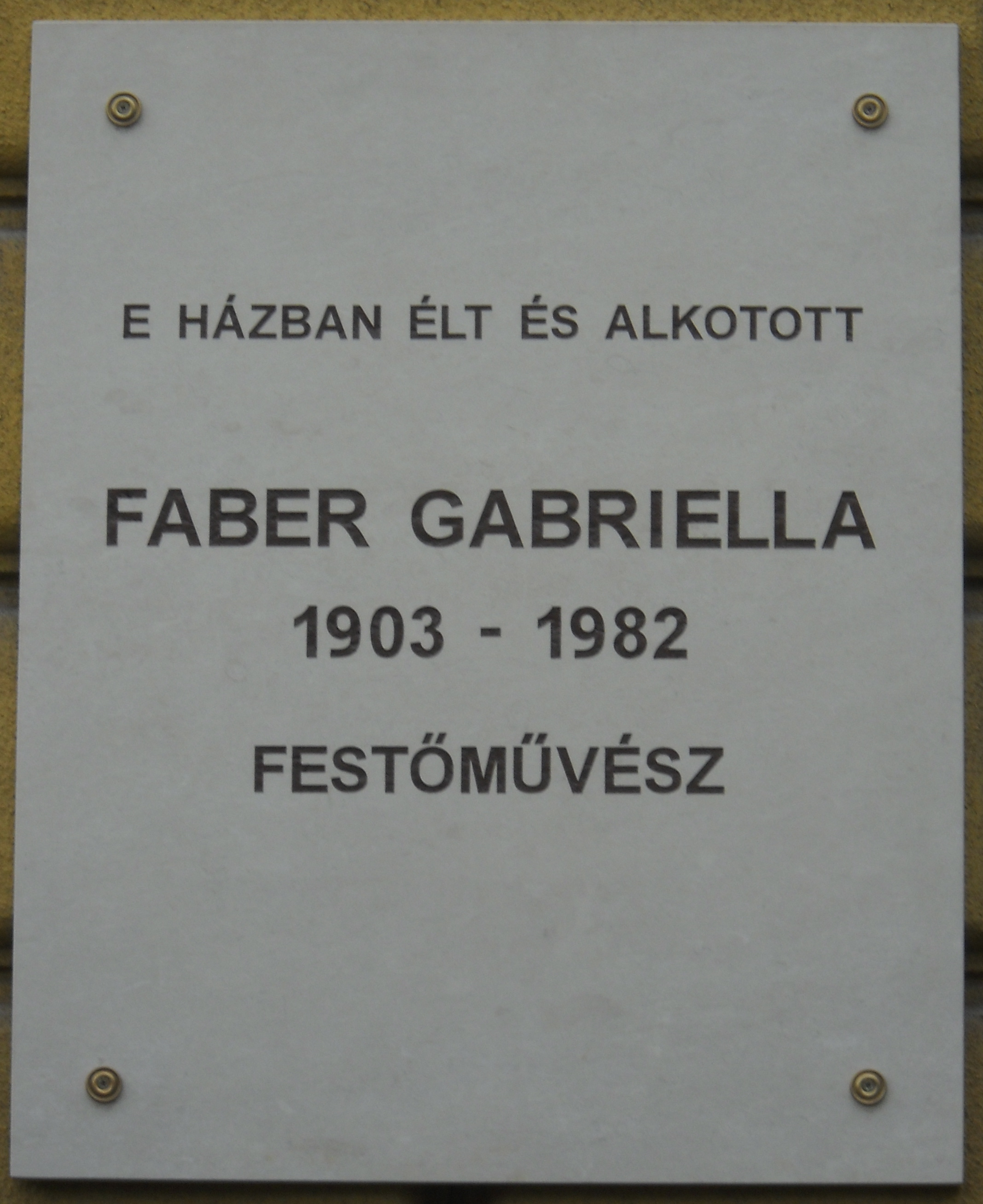
Faber Gabriella, Városligeti fasor 2.
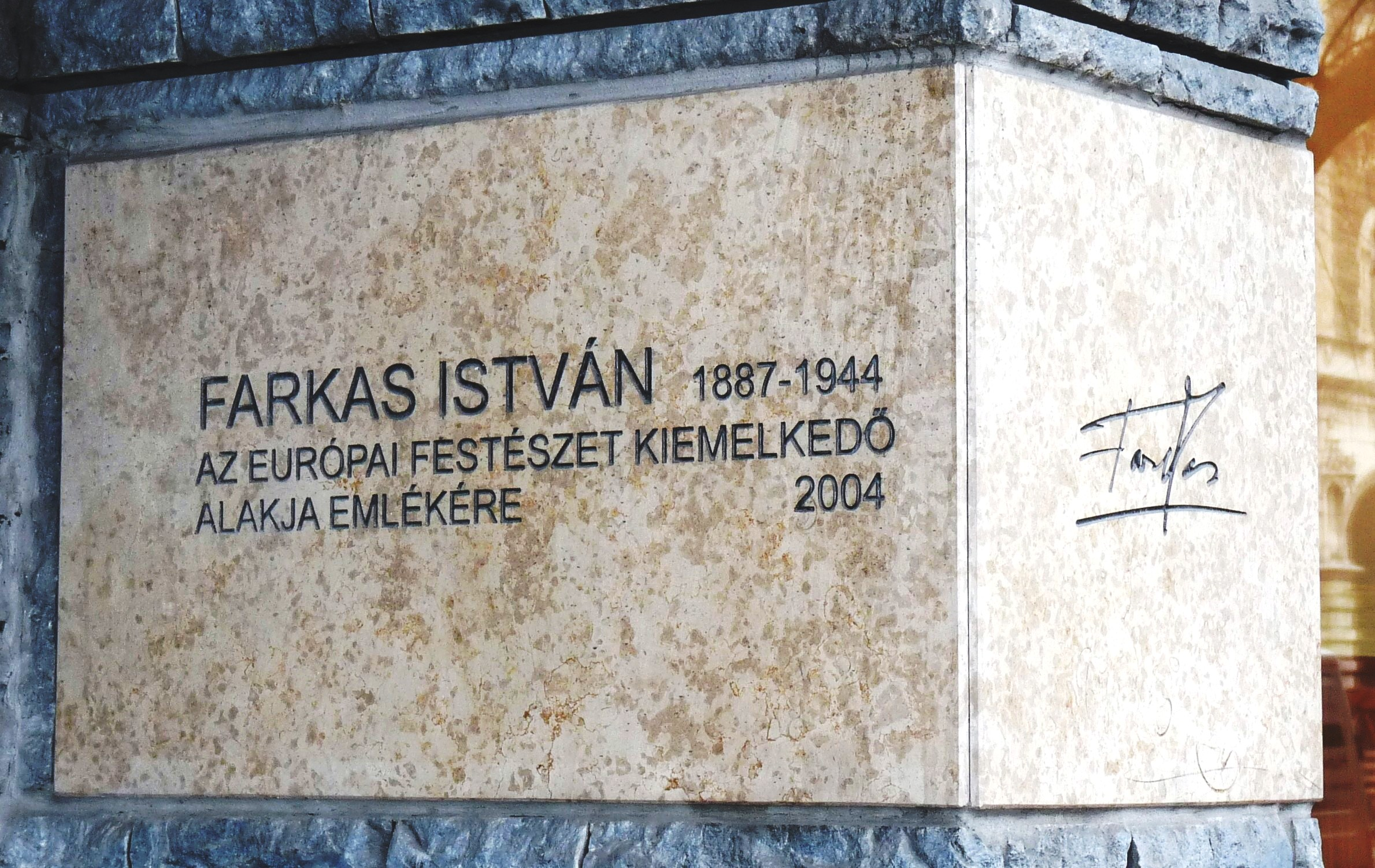
Farkas István, Andrássy út 16.
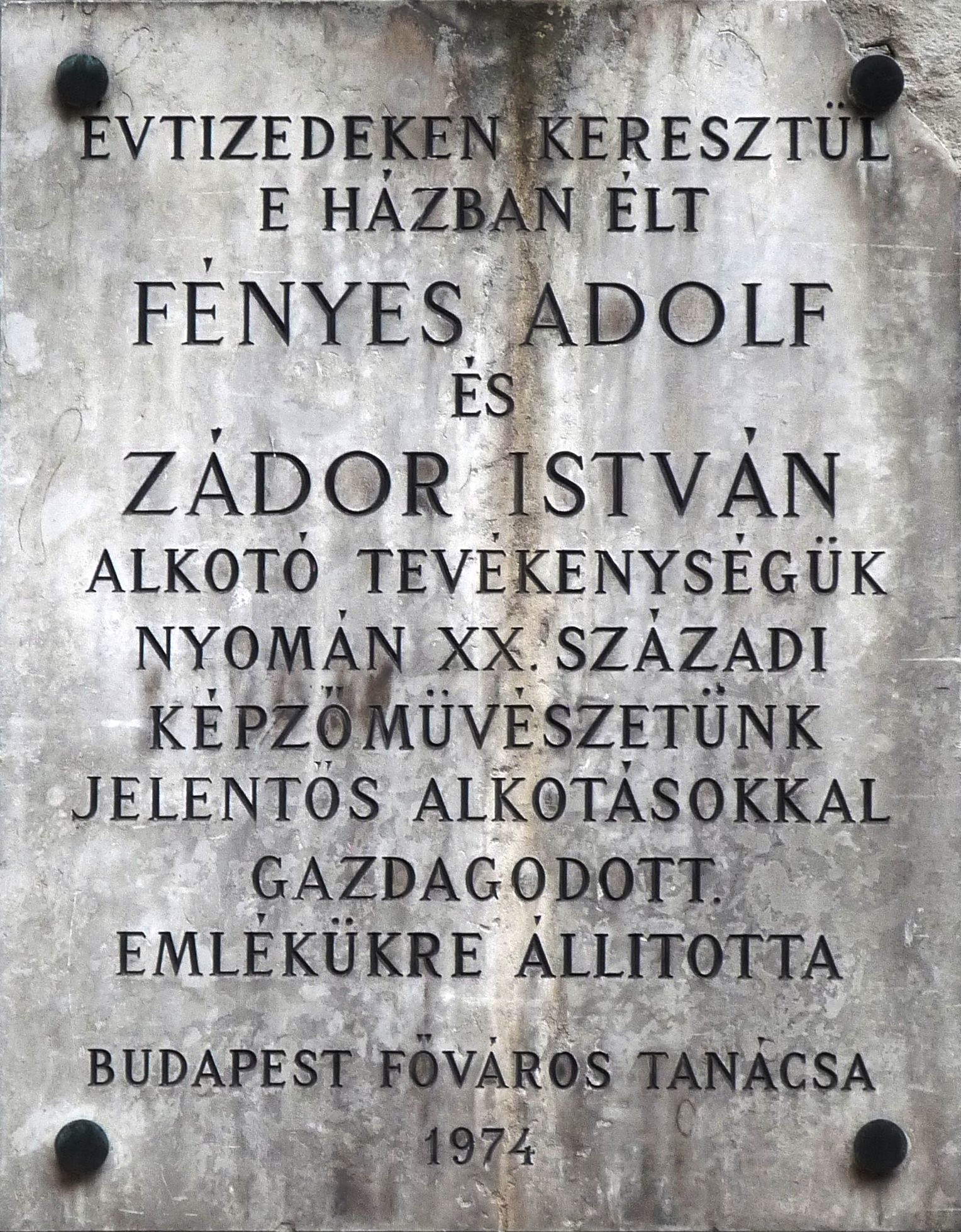
Fényes Adolf, Nagymező utca utca 8.
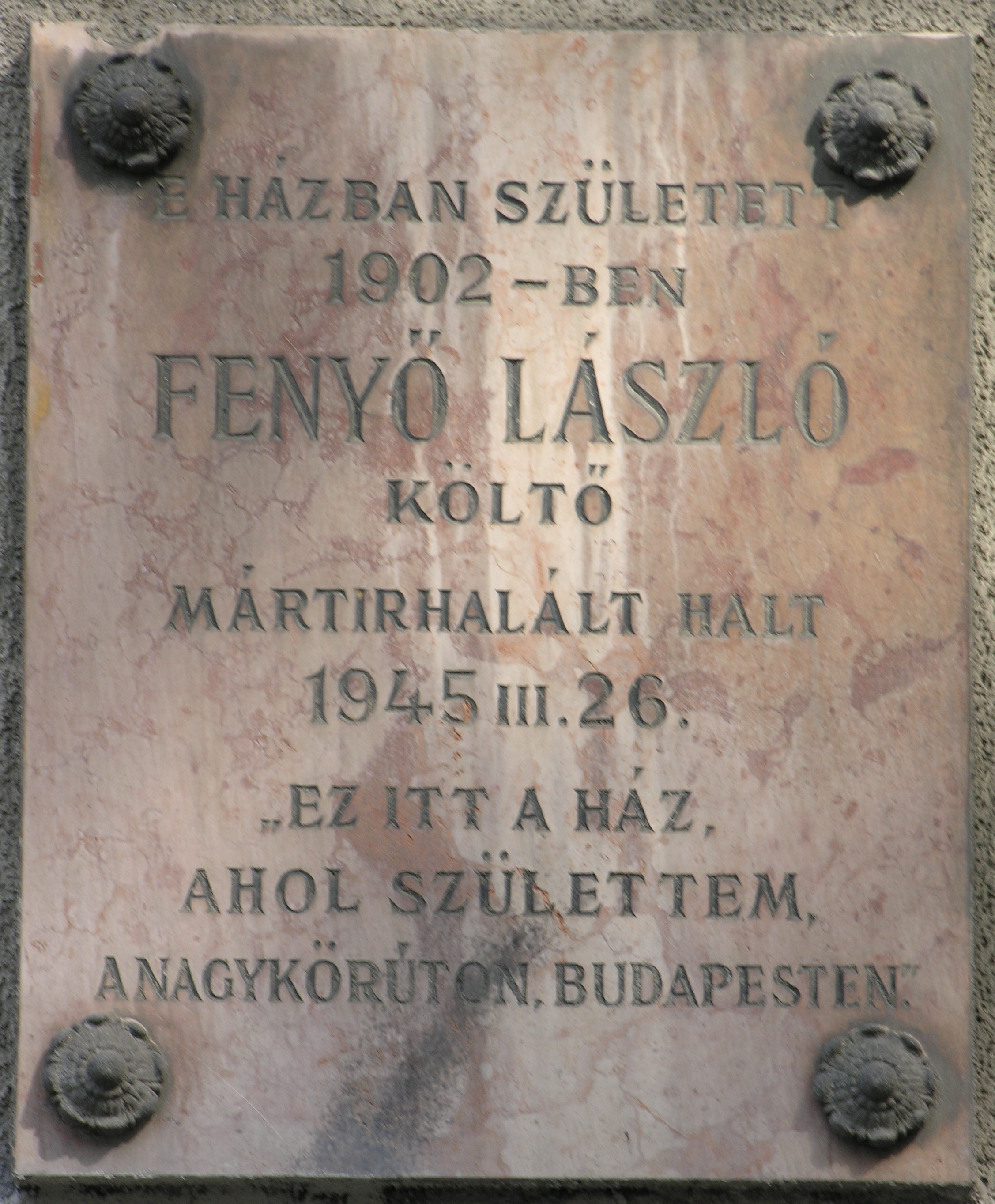
Fenyő László, Teréz körút 37.
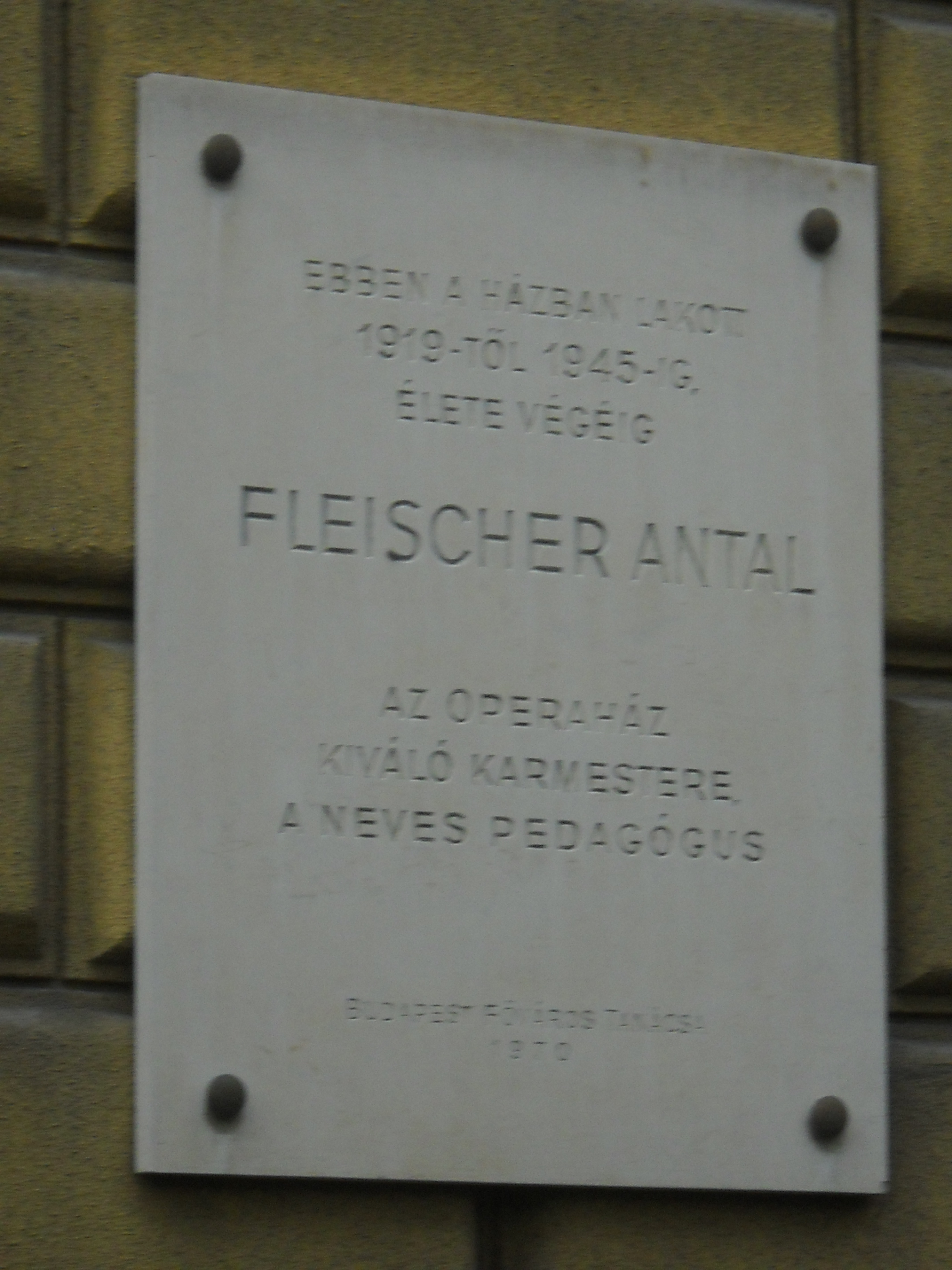
Fleischer Antal, Városligeti fasor 2.
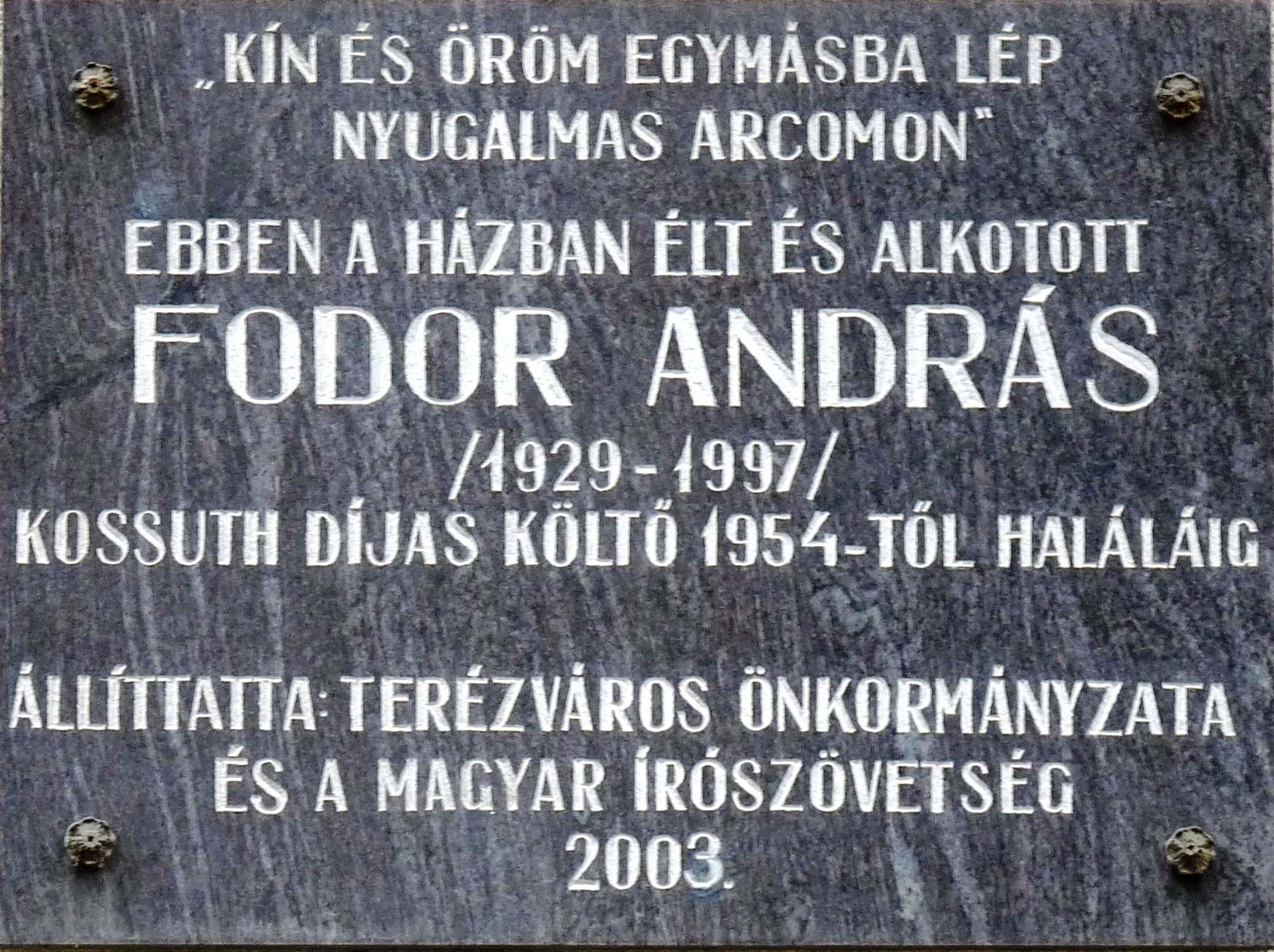
Fodor András, Révay köz 4.
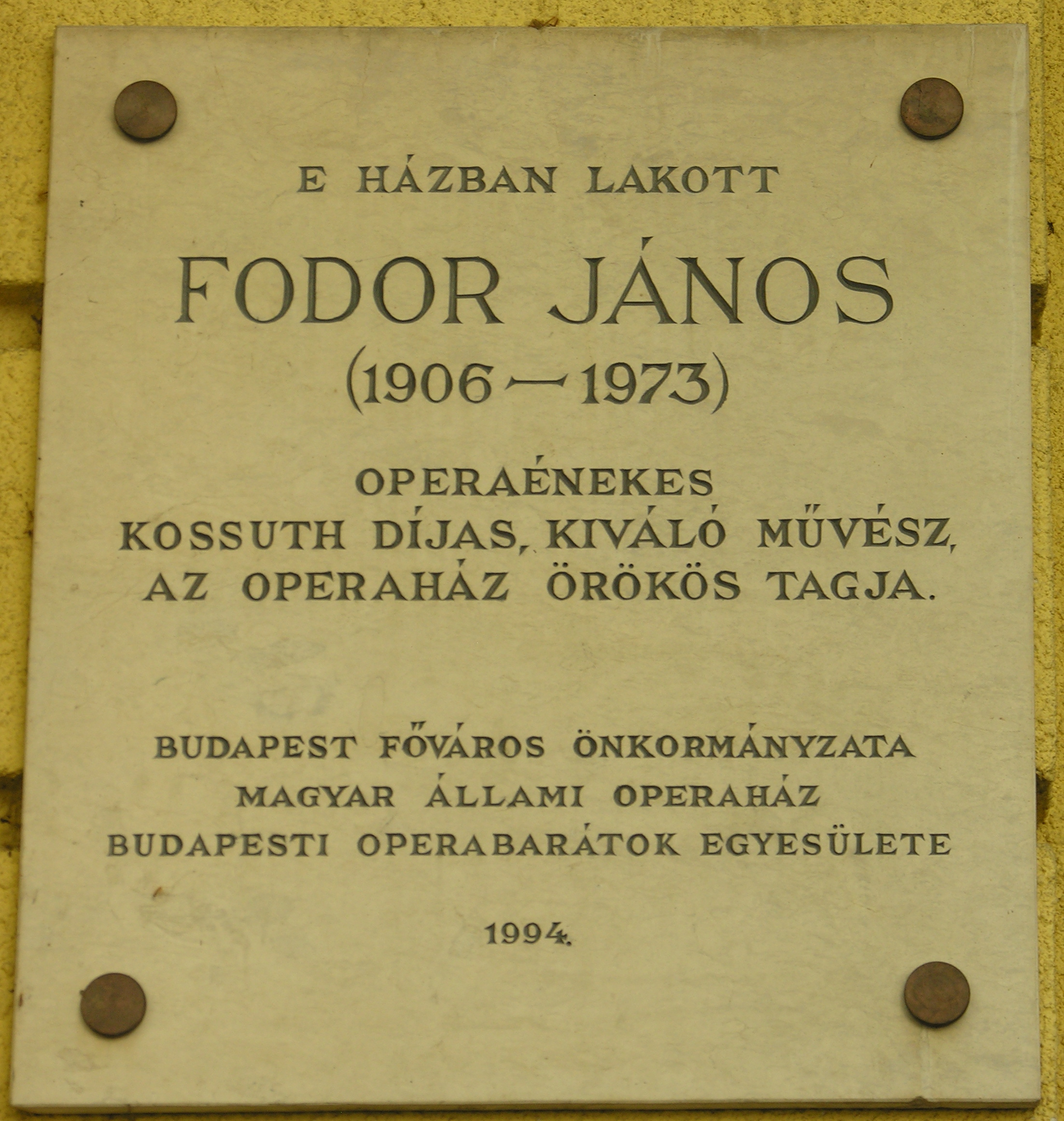
Fodor János, Liszt Ferenc tér 4.
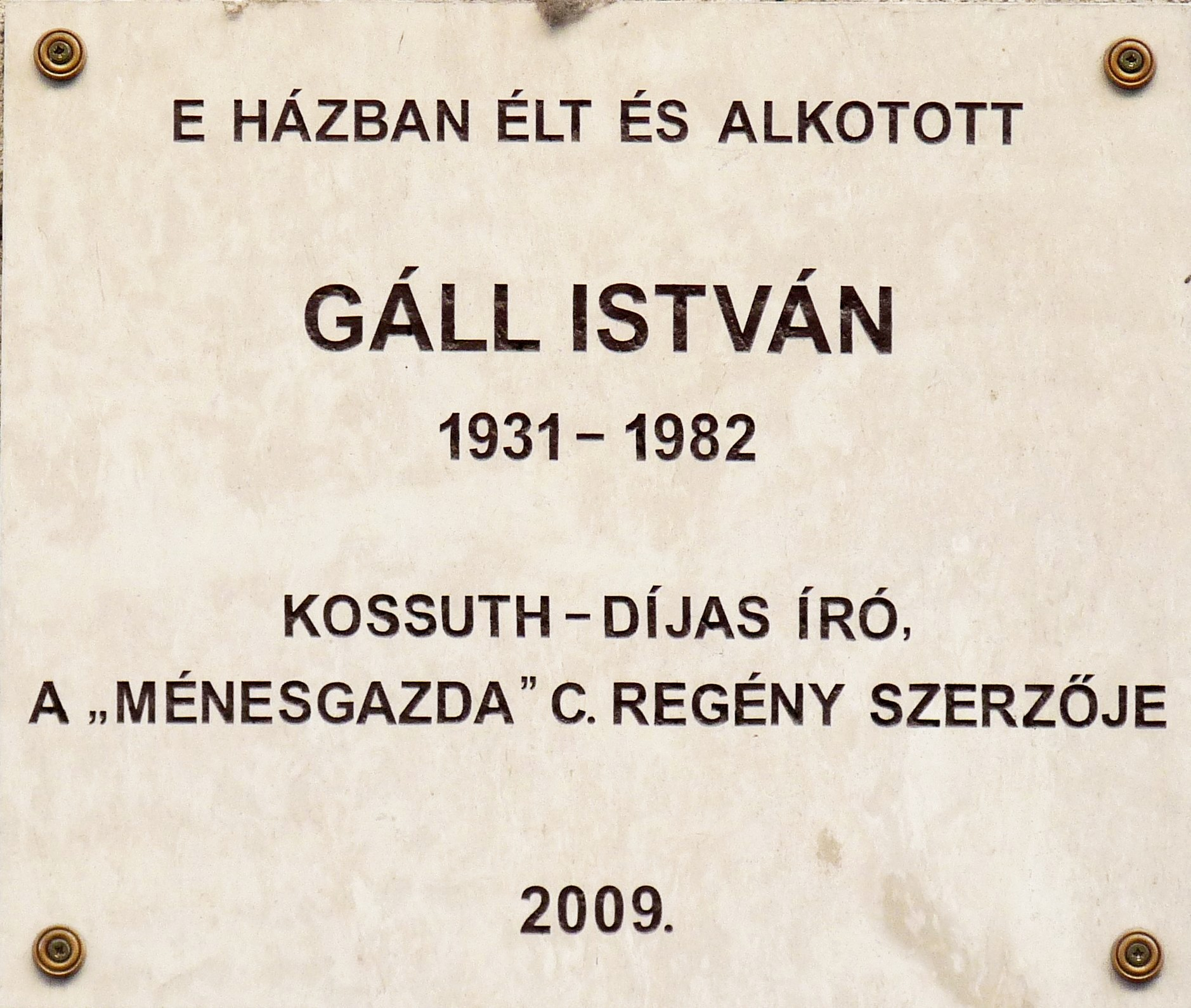
Gáll István, Ó utca 5.
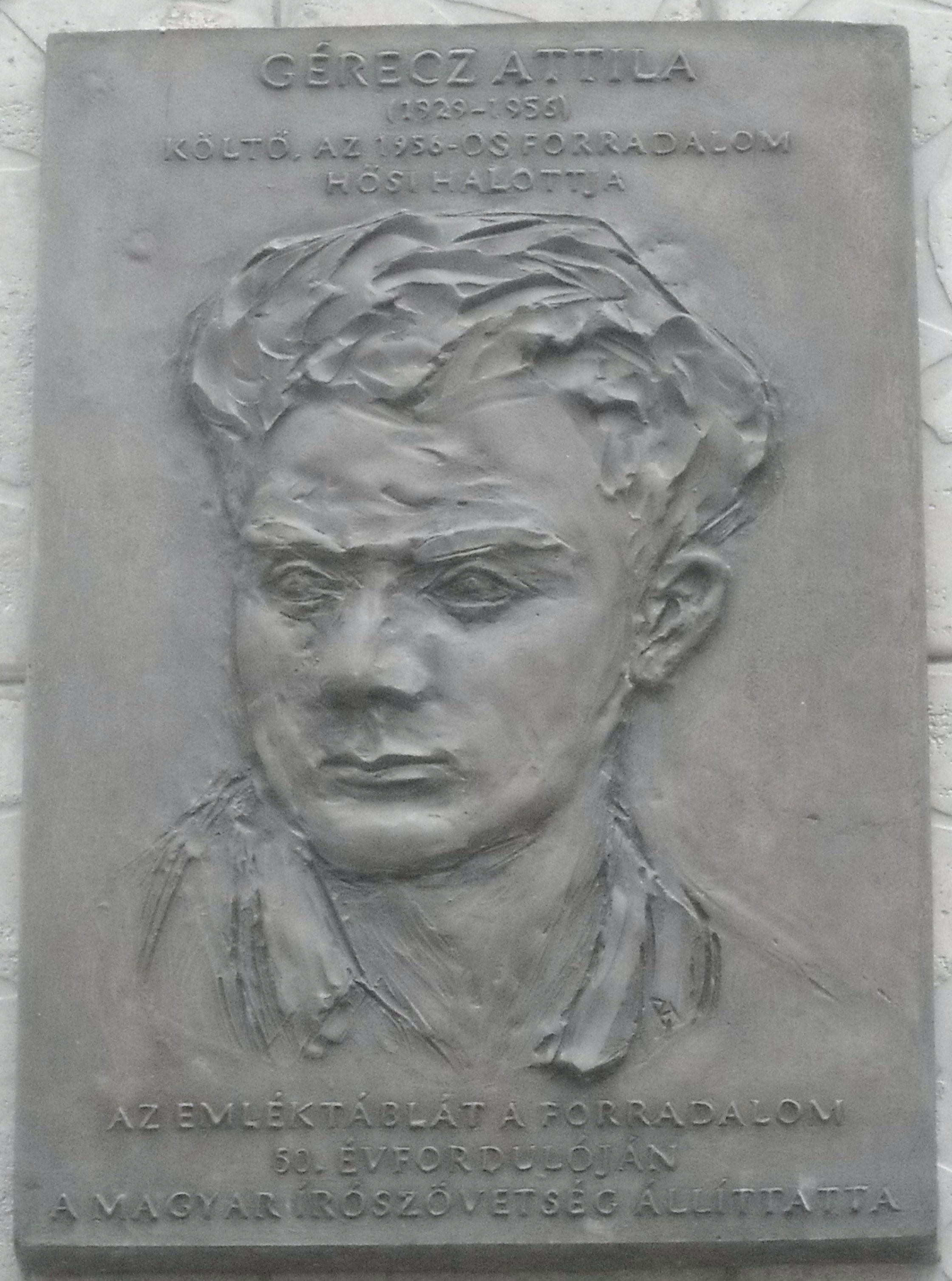
Gérecz Attila, Bajza utca 18.
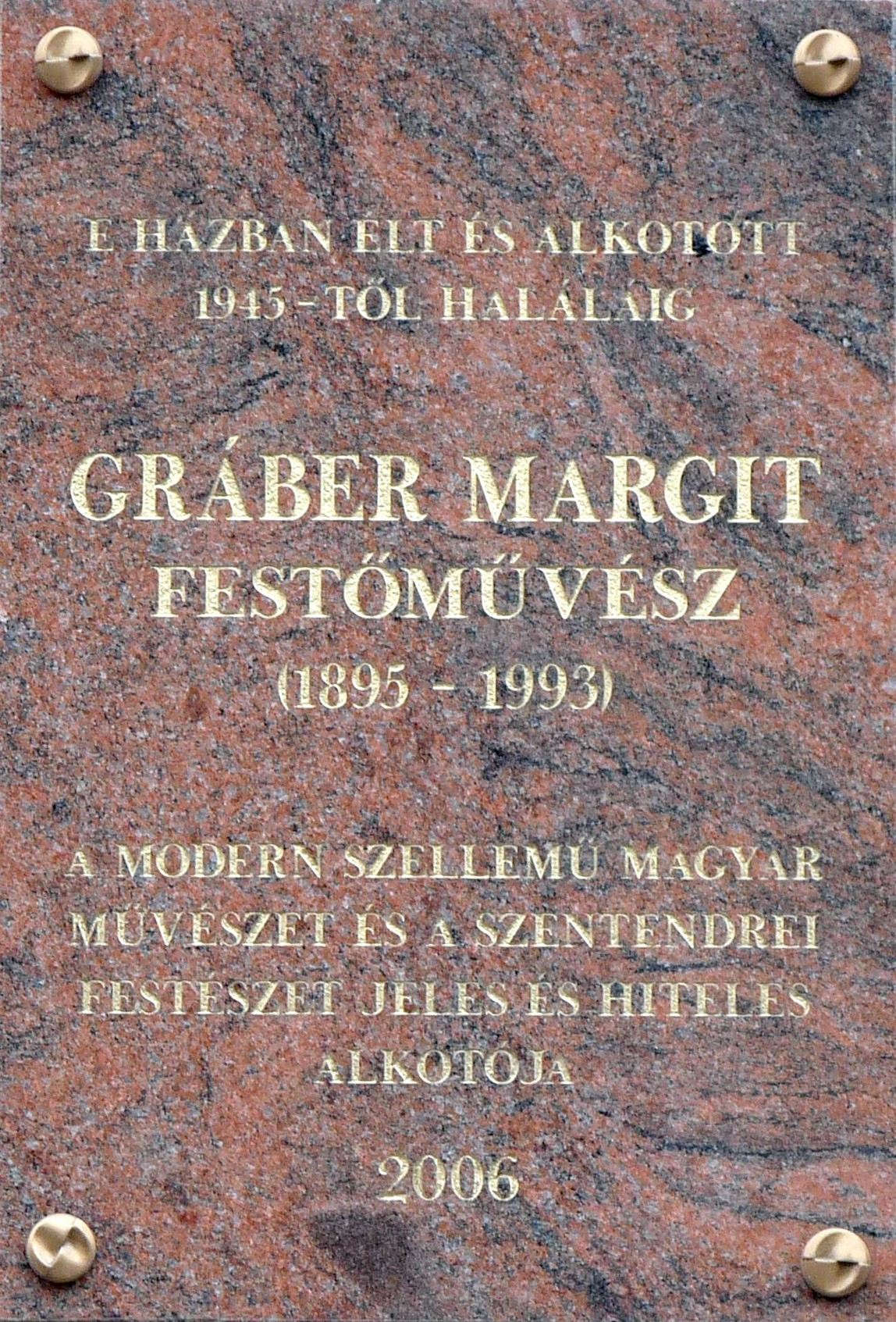
Gráber Margit, Andrássy út 85.
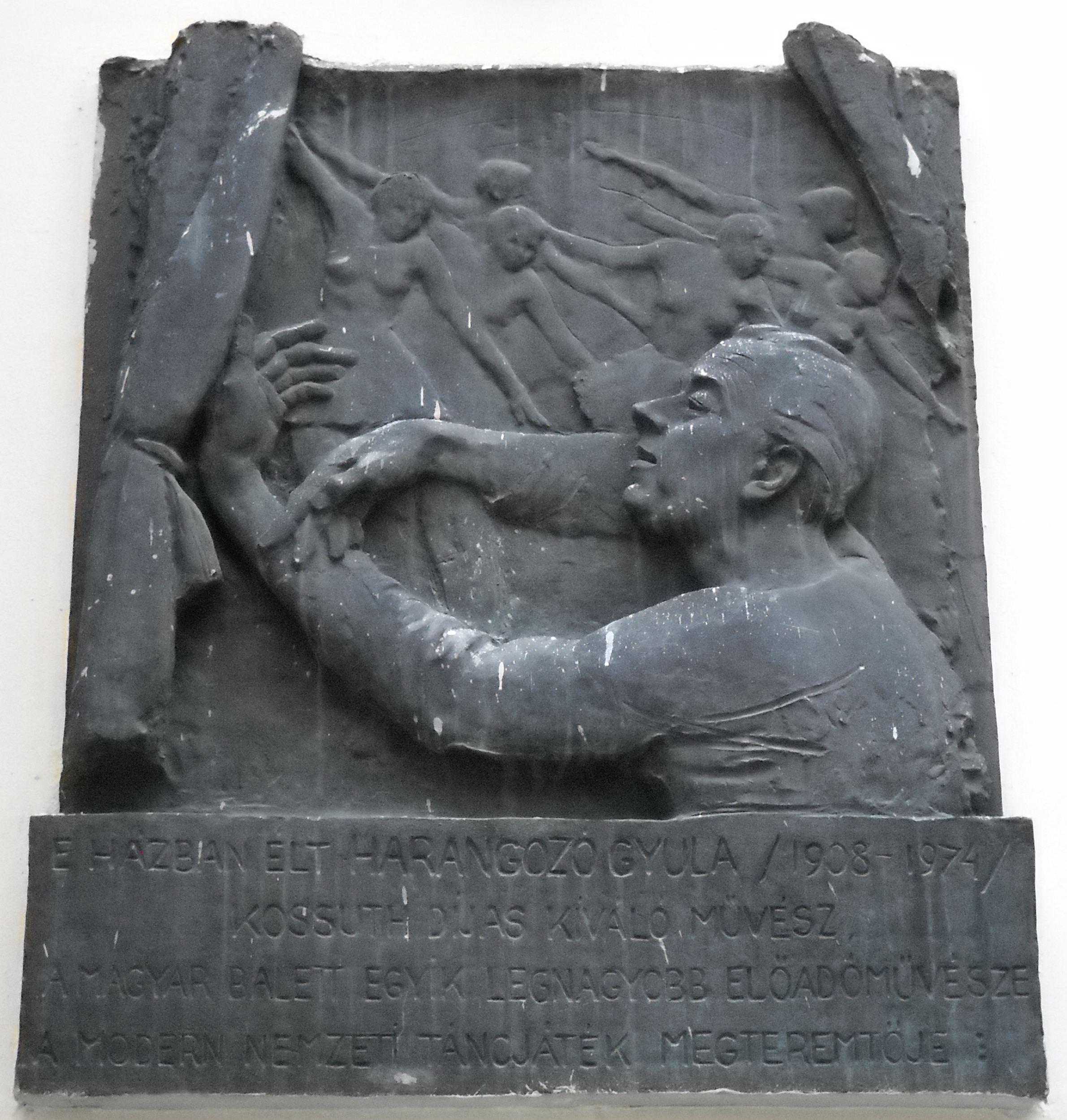
Harangozó Gyula, Liszt Ferenc tér 10. alkotó: Marton László
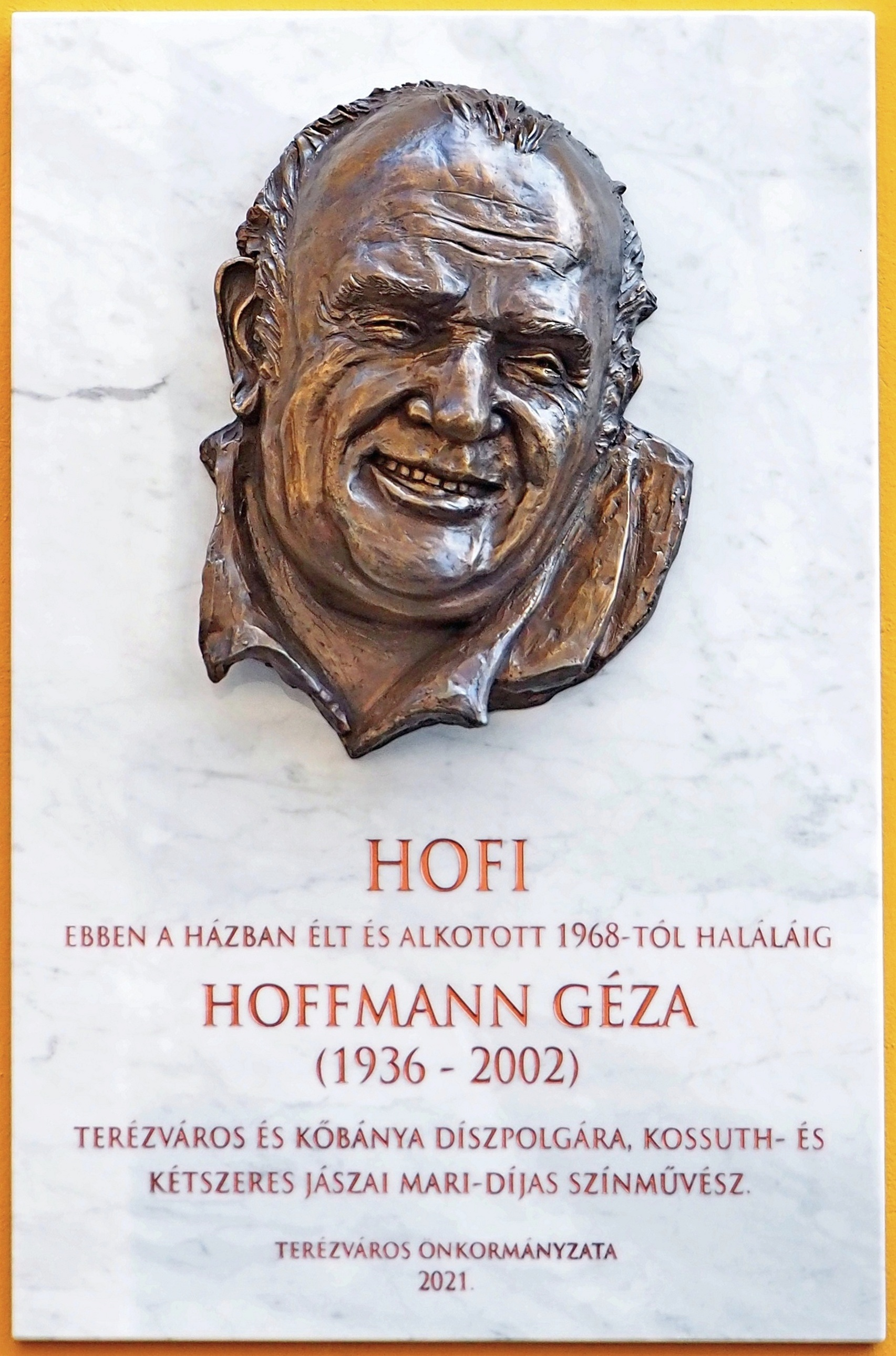
Hofi Géza, Anker köz 1-3. alkotó: Megyeri János
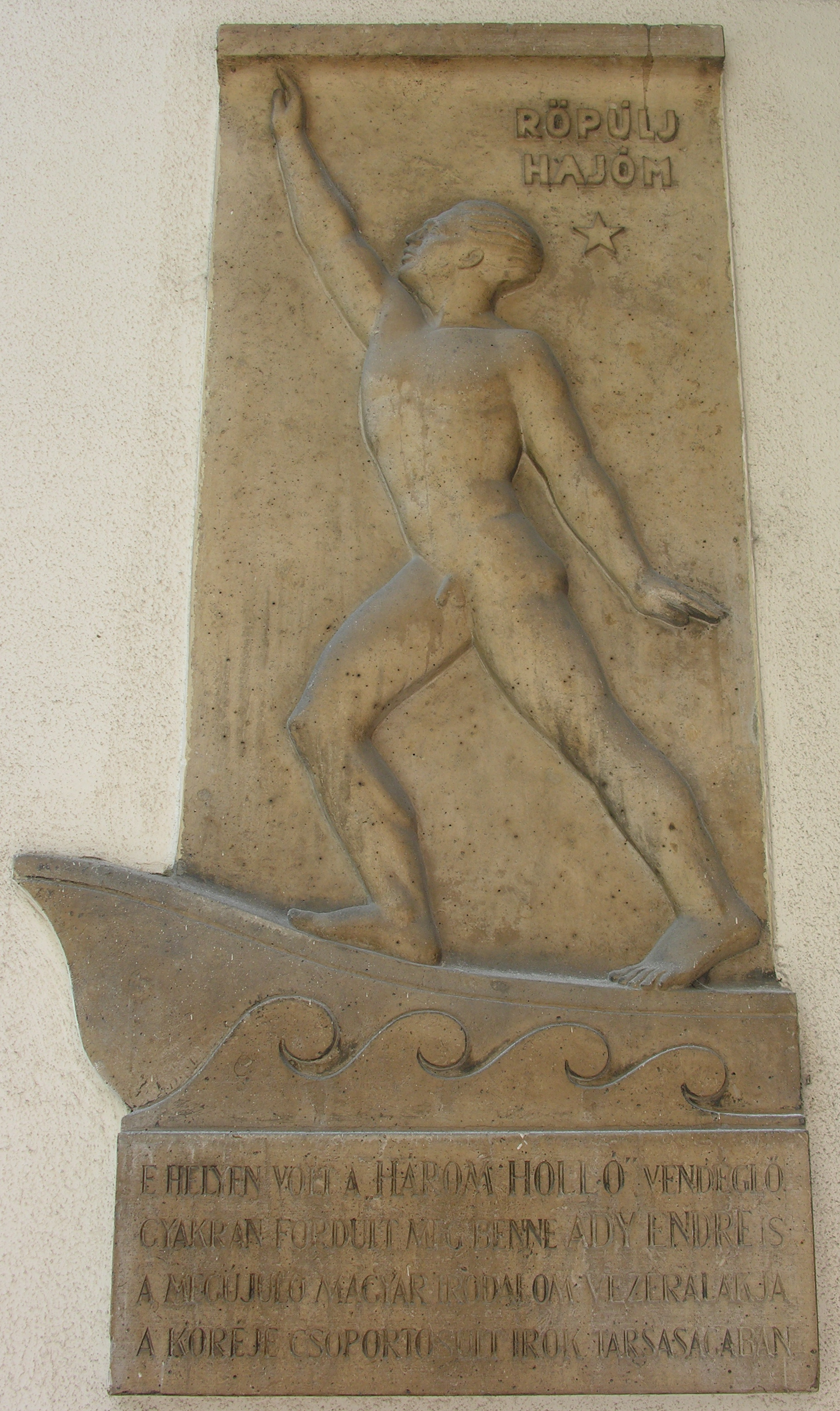
Három Holló vendéglő, Andrássy út 24. alkotó: Csorba Géza
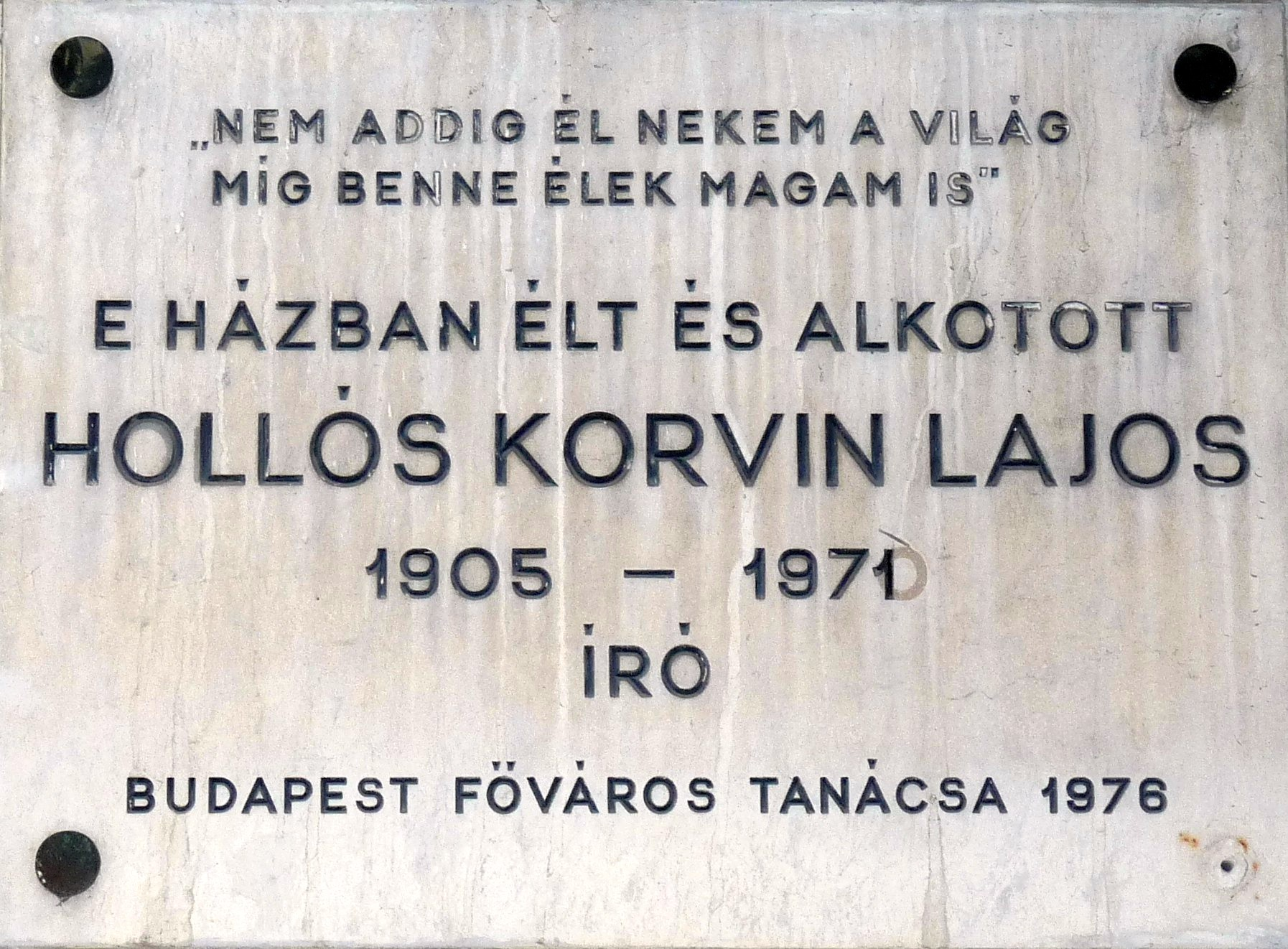
Hollós Korvin Lajos, Hajós utca 14.
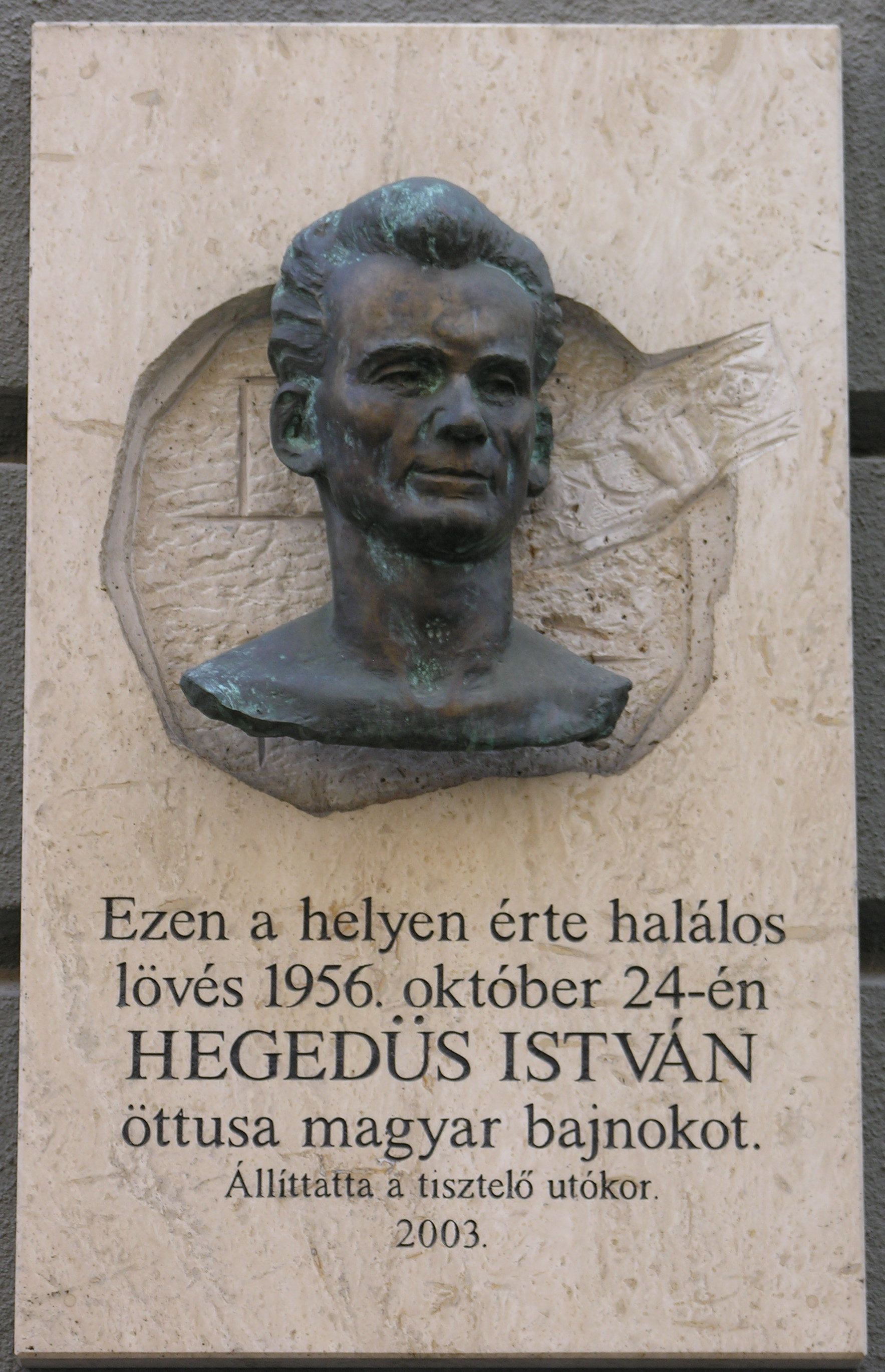
Hegedűs István, Szófia utca 7. alkotó: Marosits István
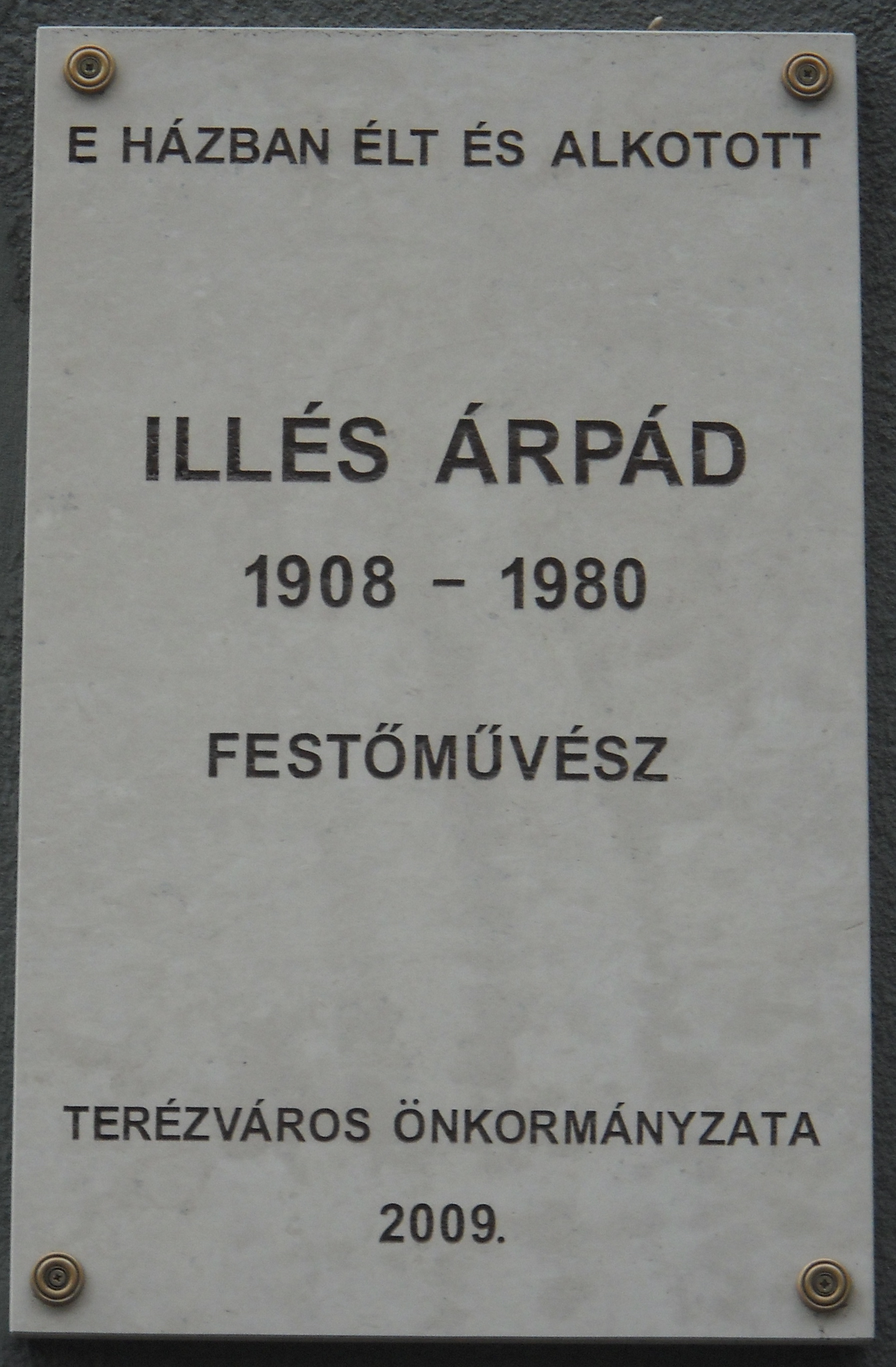
Illés Árpád, Király utca 108.
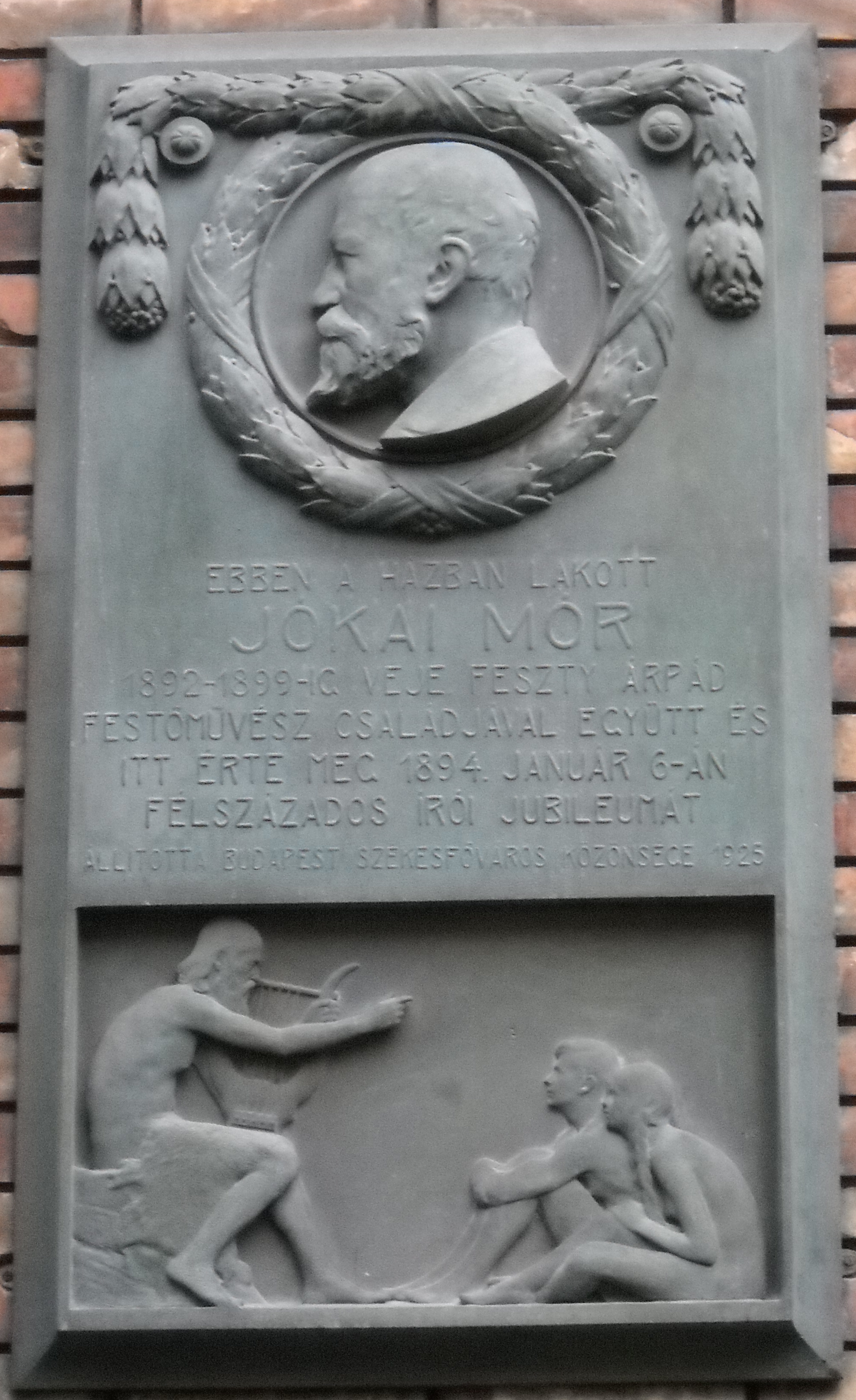
Jókai Mór, Bajza utca 39.
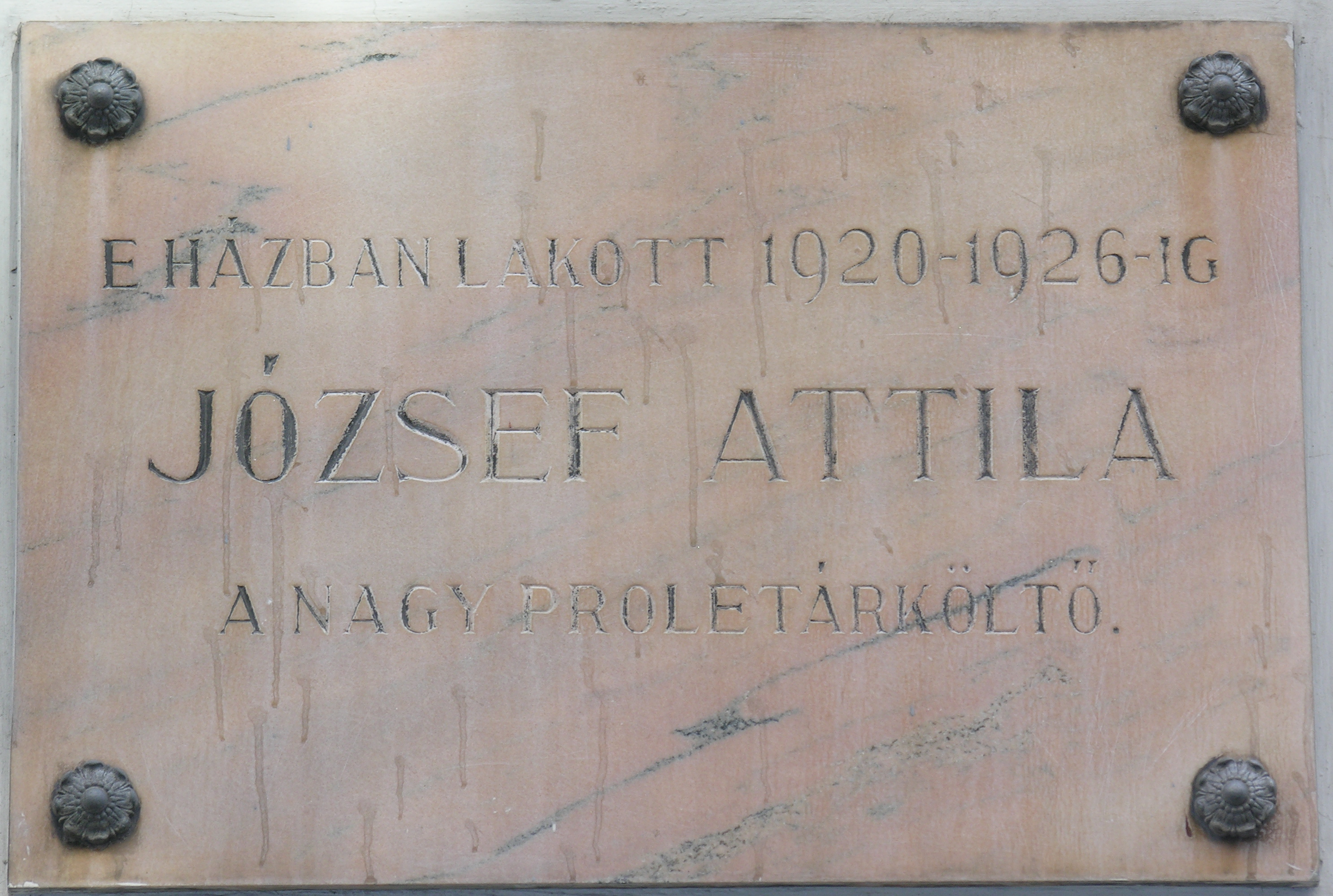
József Attila, Lovag utca 3.
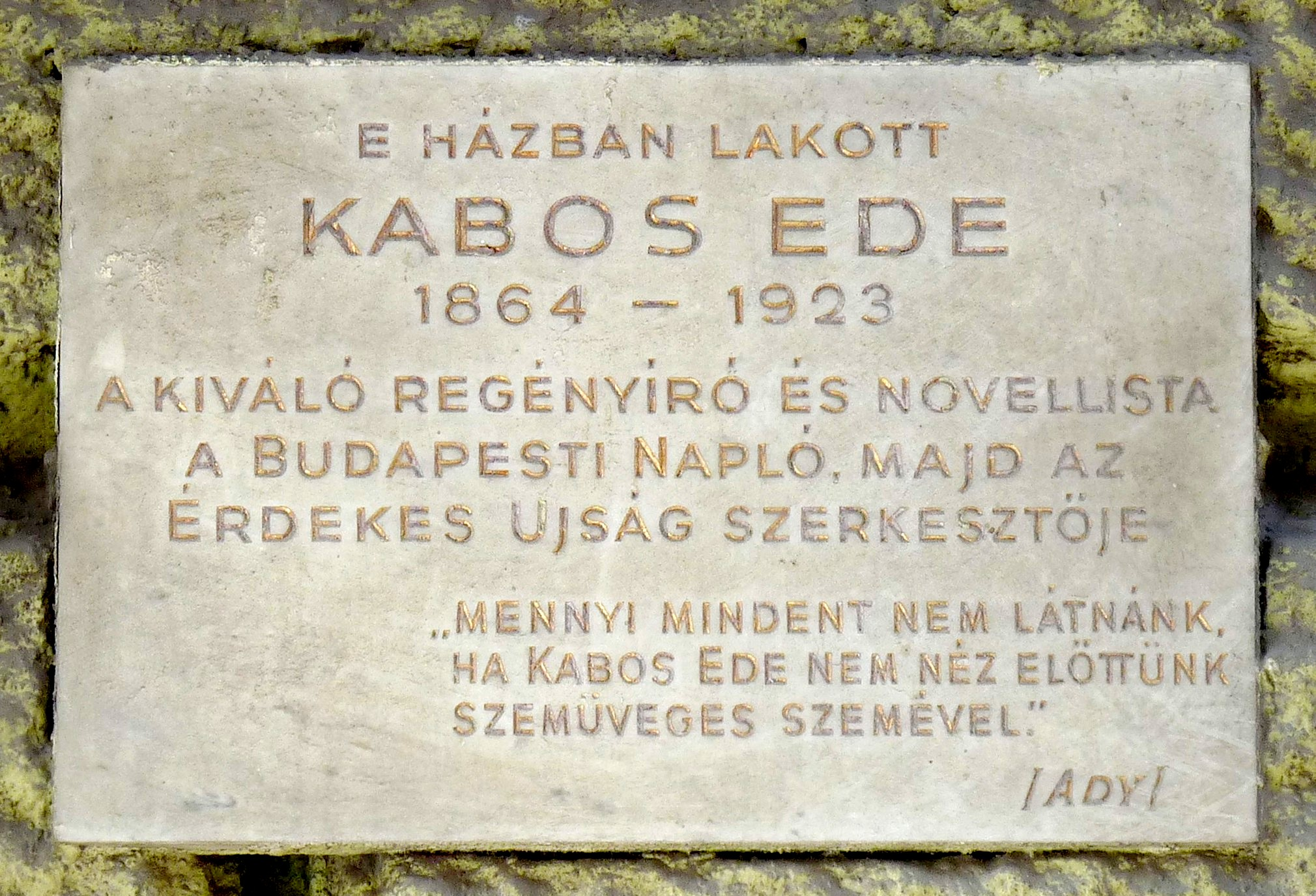
Kabos Ede, Eötvös utca 32.
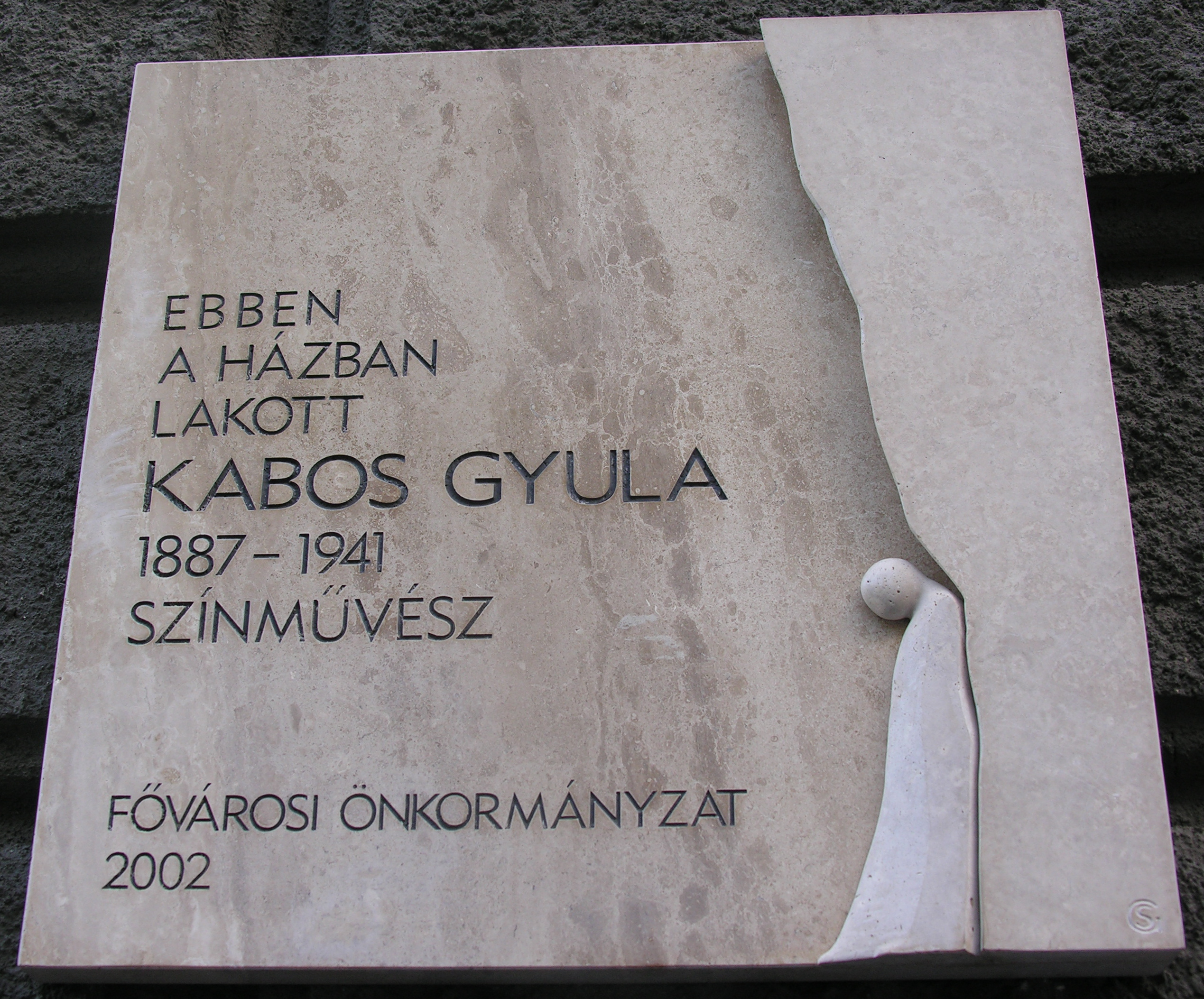
Kabos Gyula, Király utca 76.
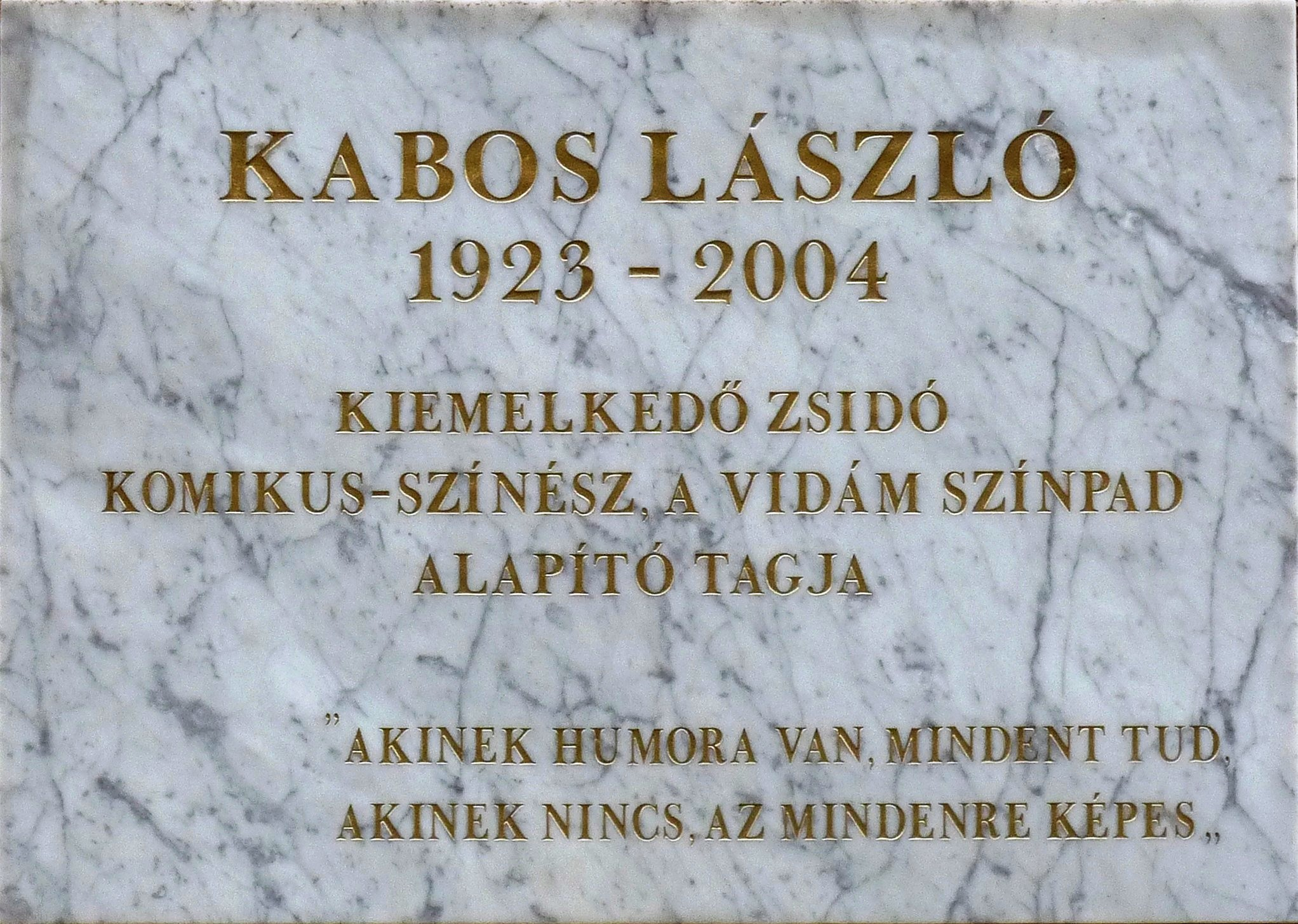
Kabos László, Révay utca 16.
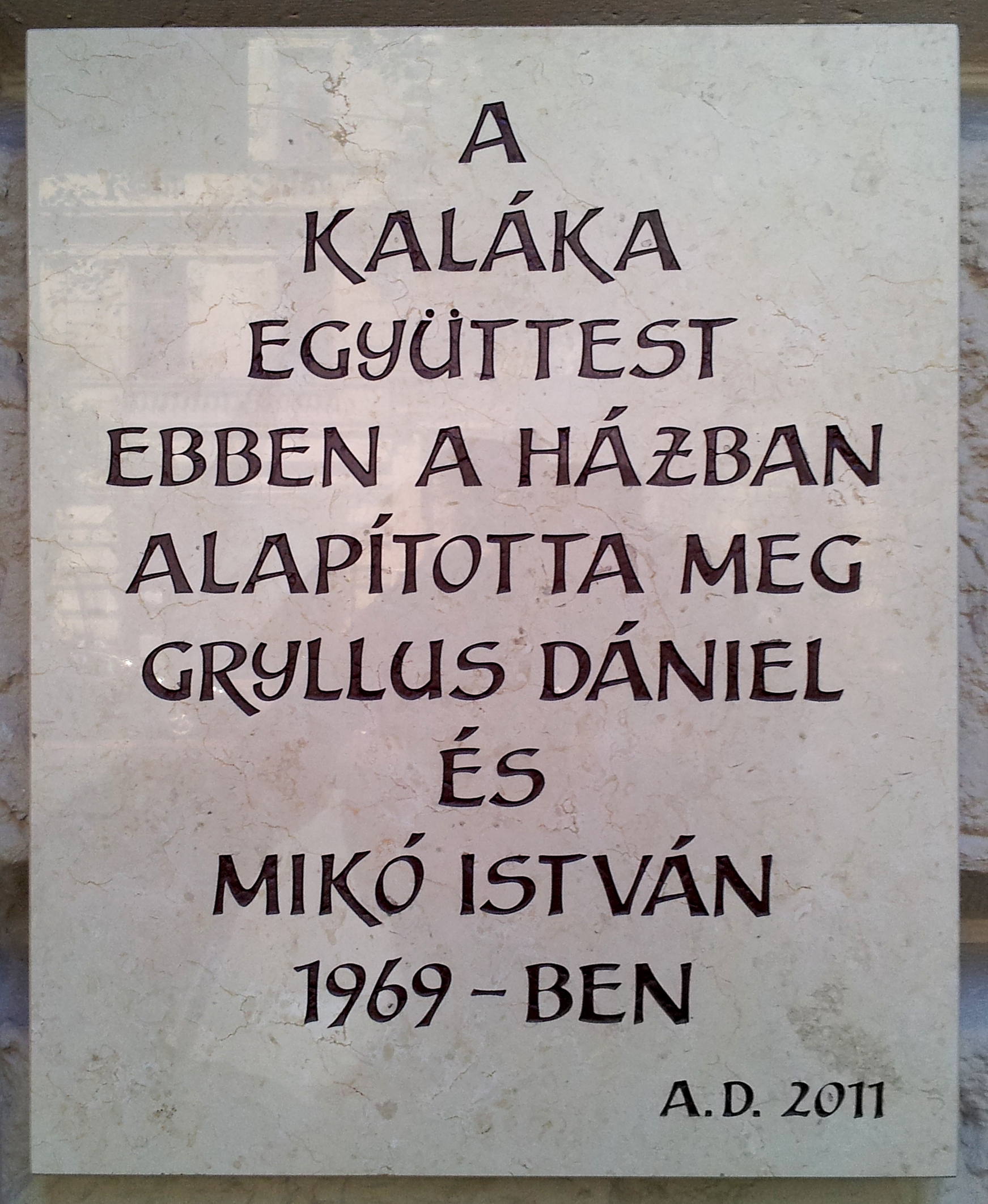
Kaláka együttes, Andrássy út 41.
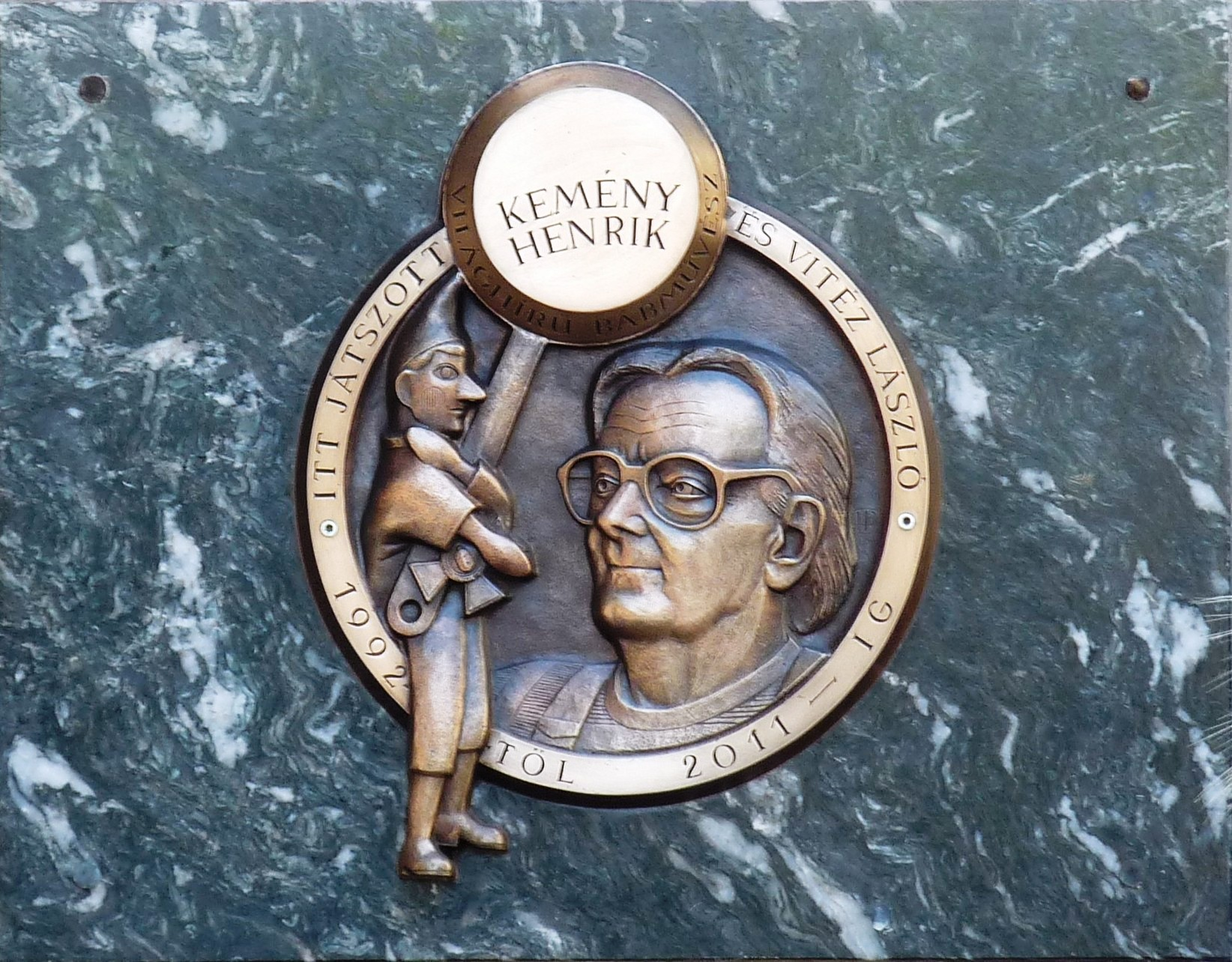
Kemény Henrik, Jókai tér 10. alkotó: ifj. Palkó József
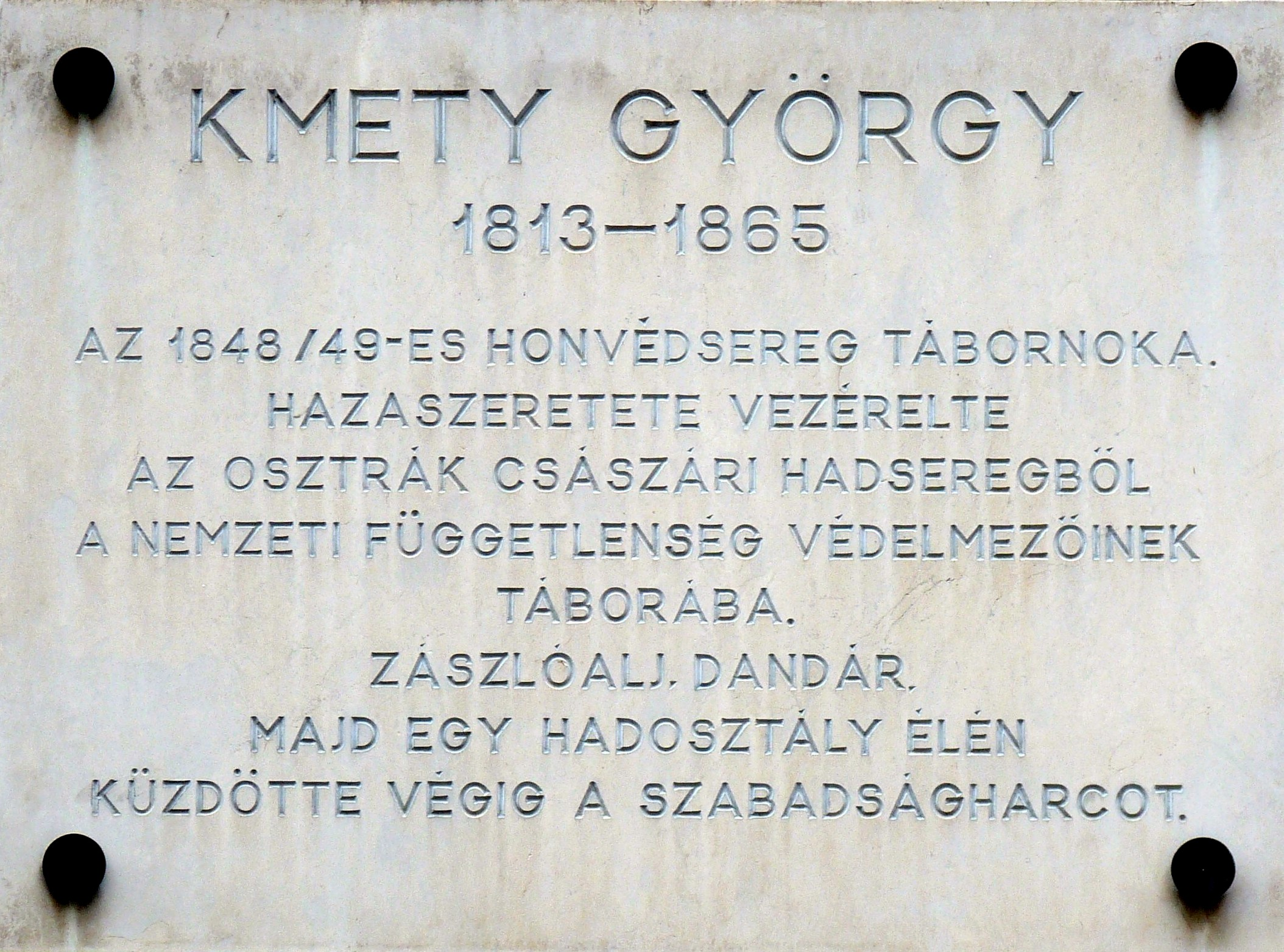
Kmety György, Kmety György utca 1.
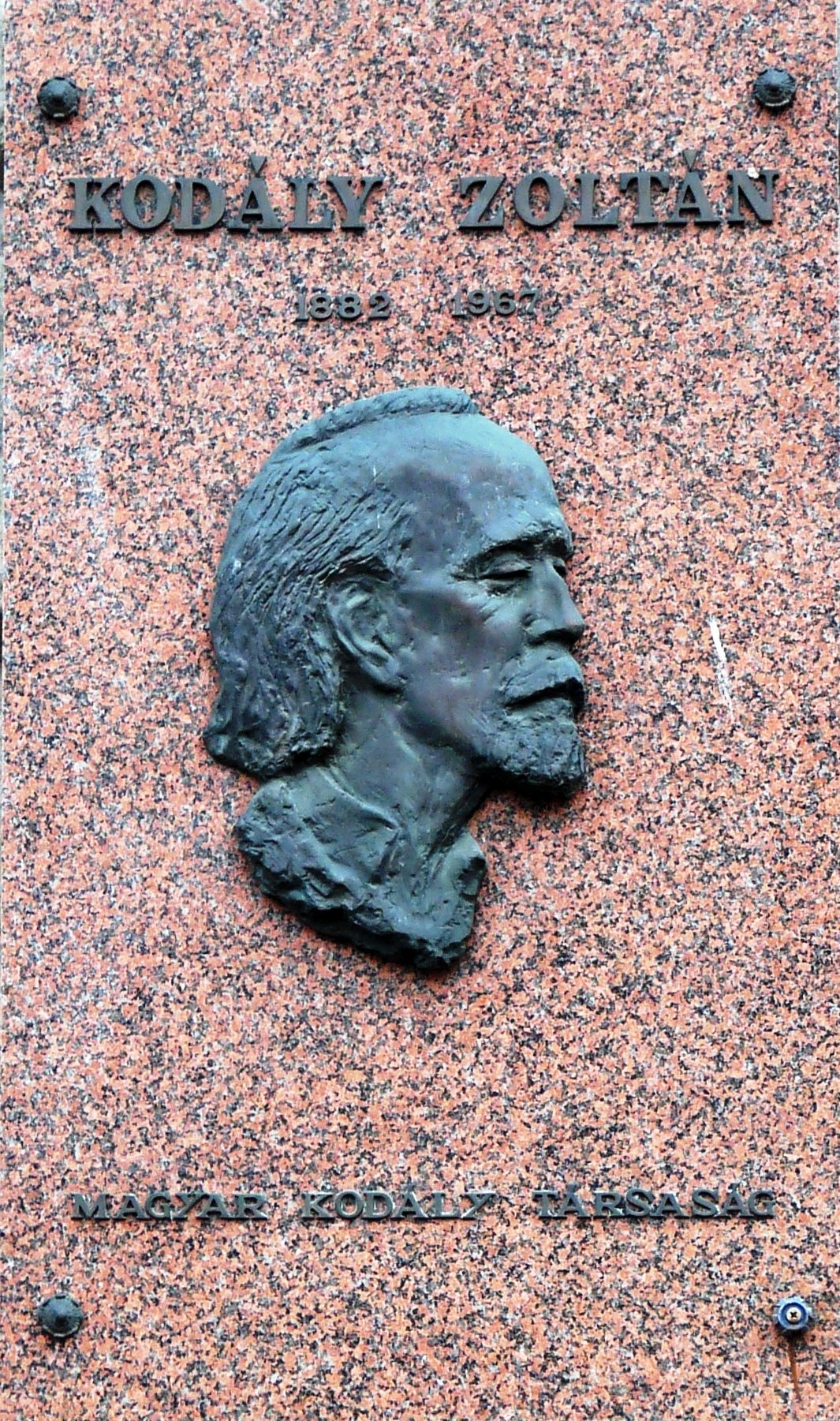
Kodály Zoltán, Andrássy út 67.
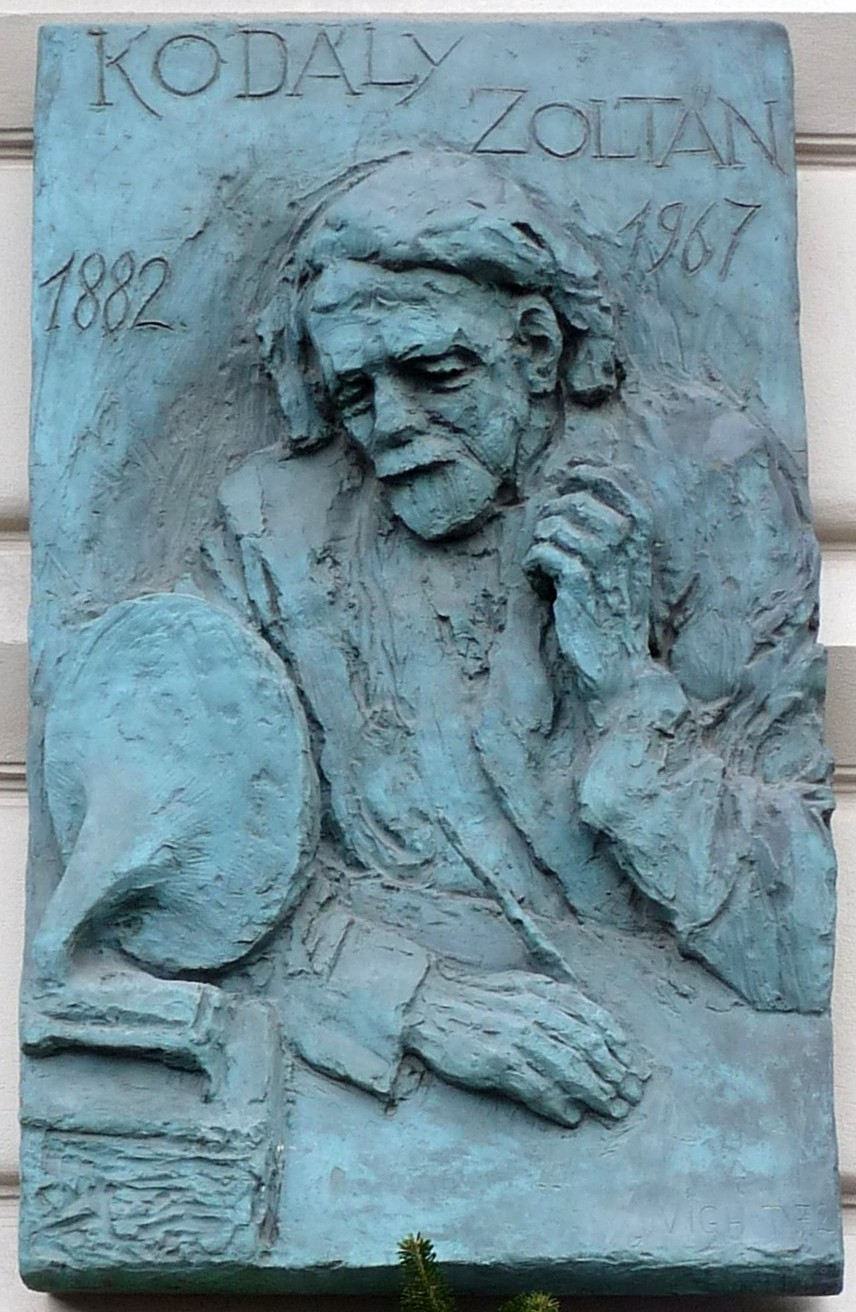
Kodály Zoltán, Andrássy út 87-89.[1] alkotó: Vígh Tamás
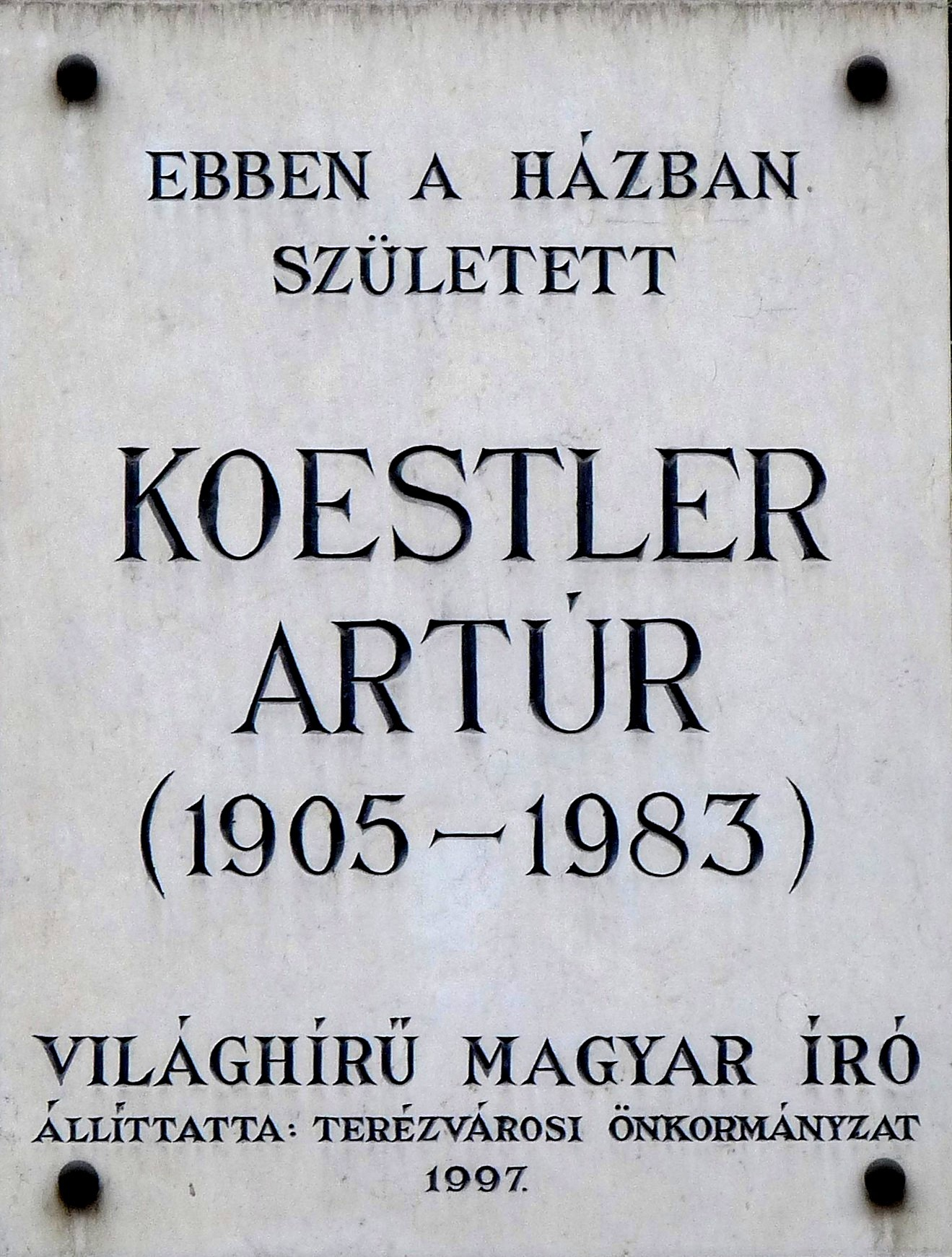
Arthur Koestler, Szív utca 16.
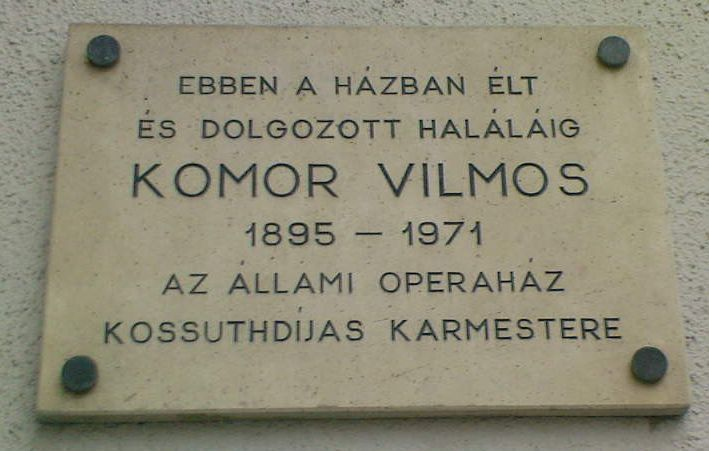
Komor Vilmos, Andrássy út 2.
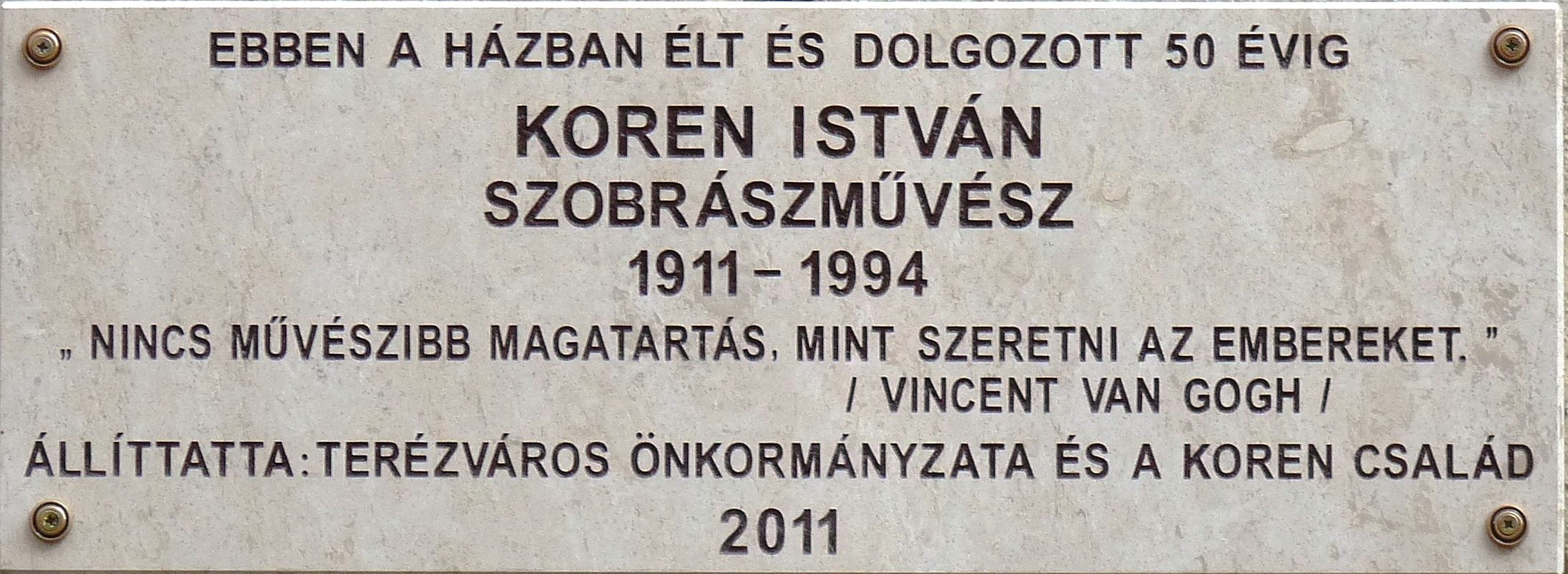
Koren István, Hajós utca 19.
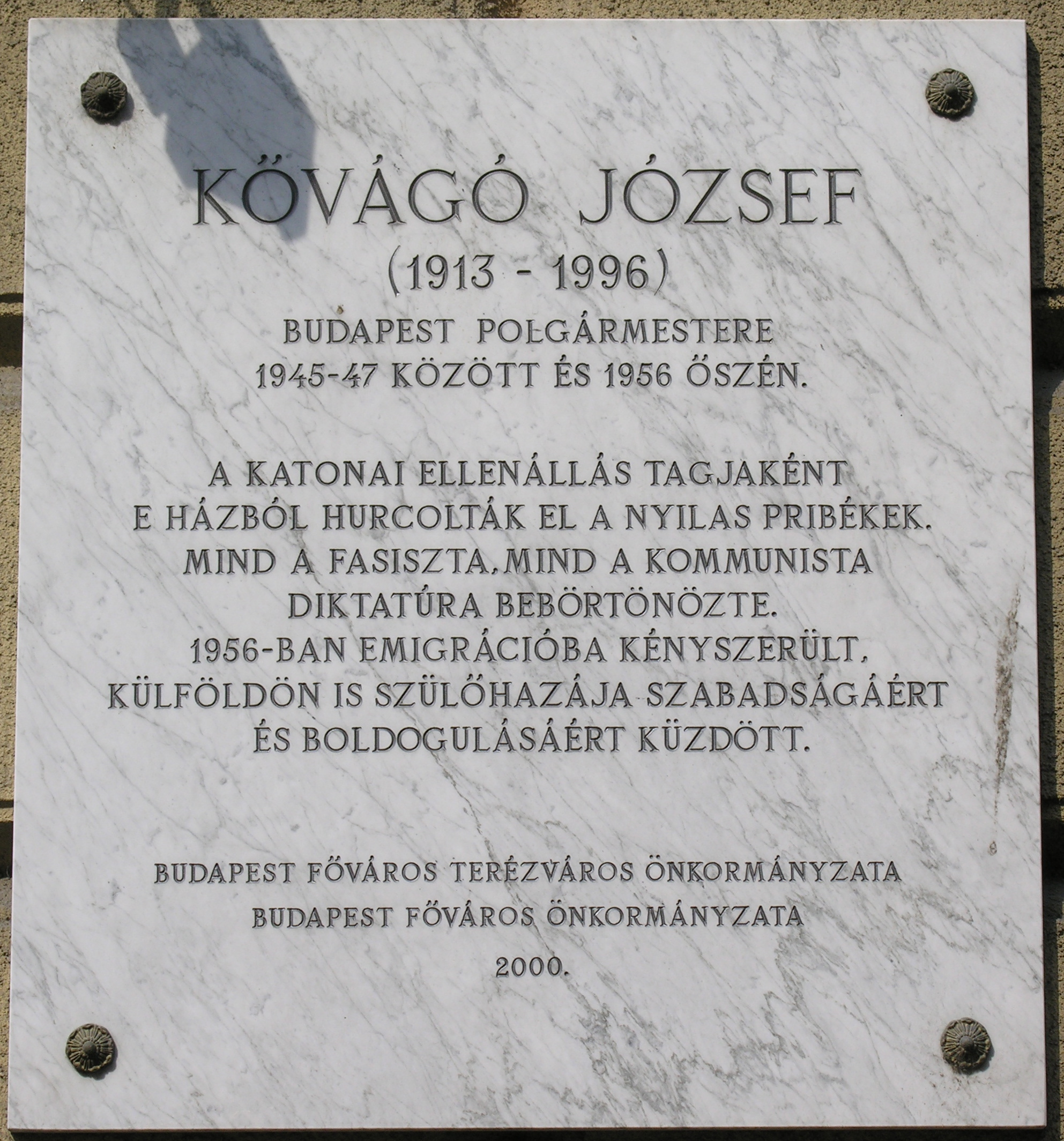
Kővágó József, Szófia utca 8.
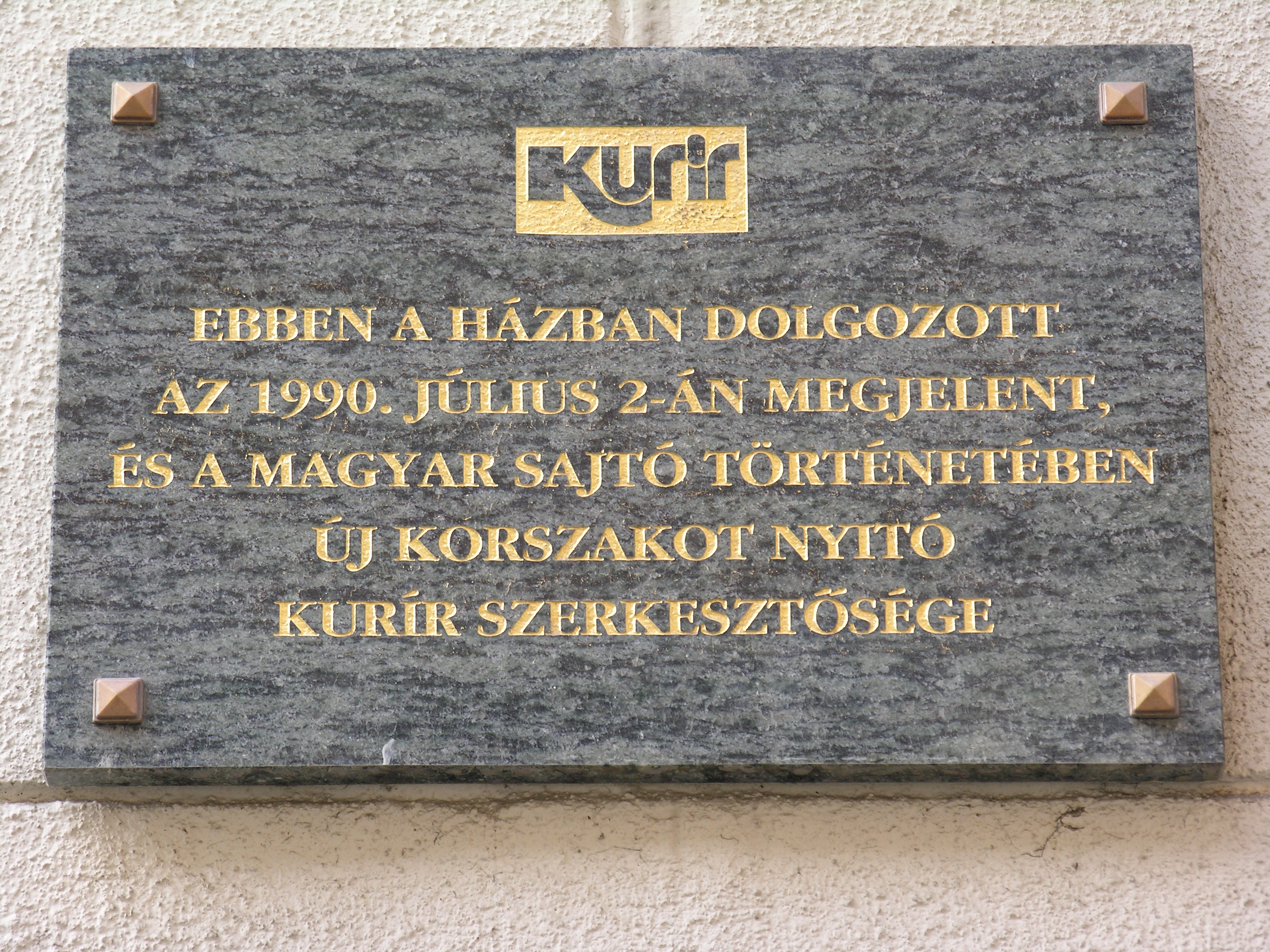
Kurír szerkesztősége Hajós utca 30.
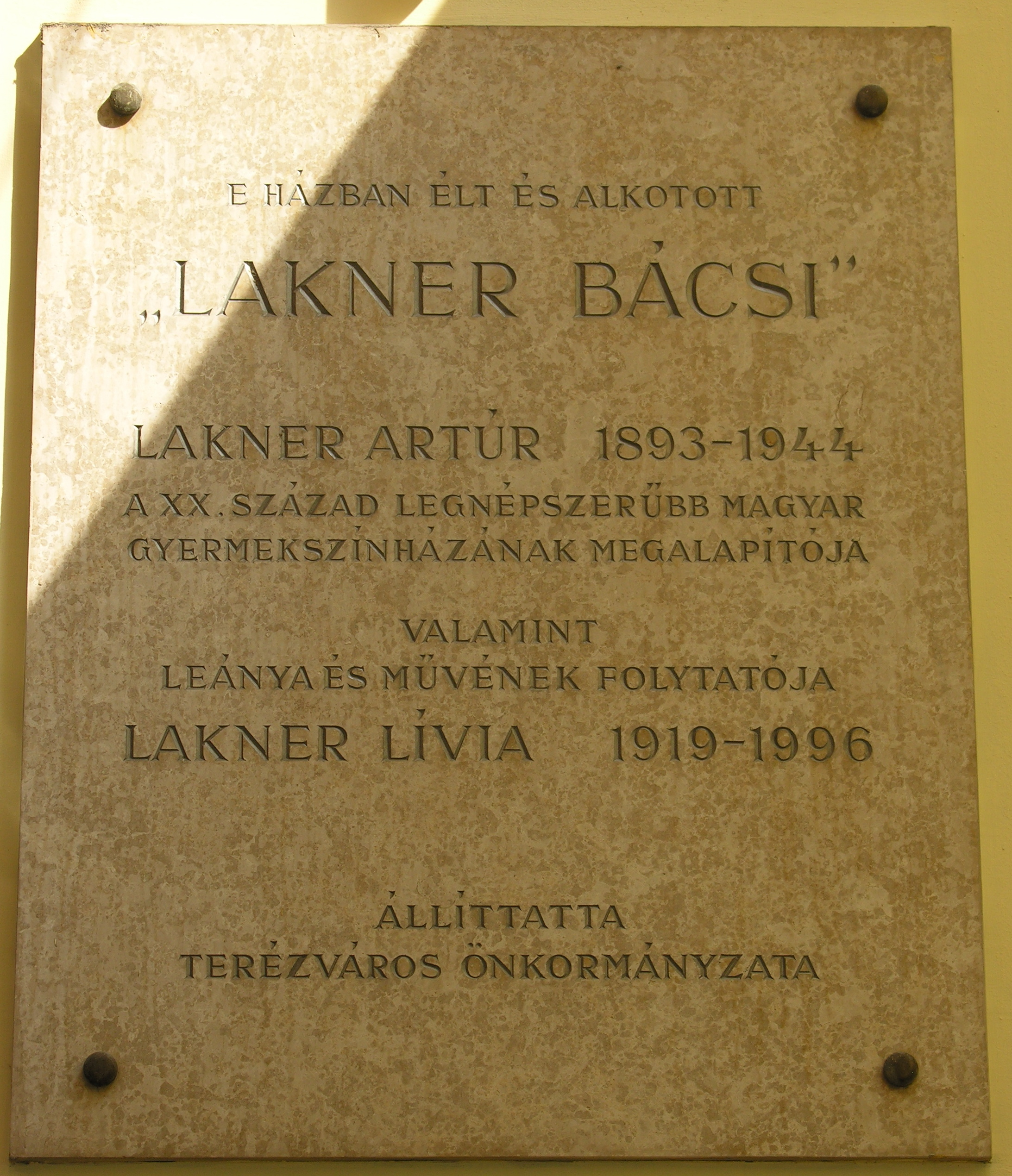
Lakner Artúr és Lakner Lívia, Liszt Ferenc tér 10.
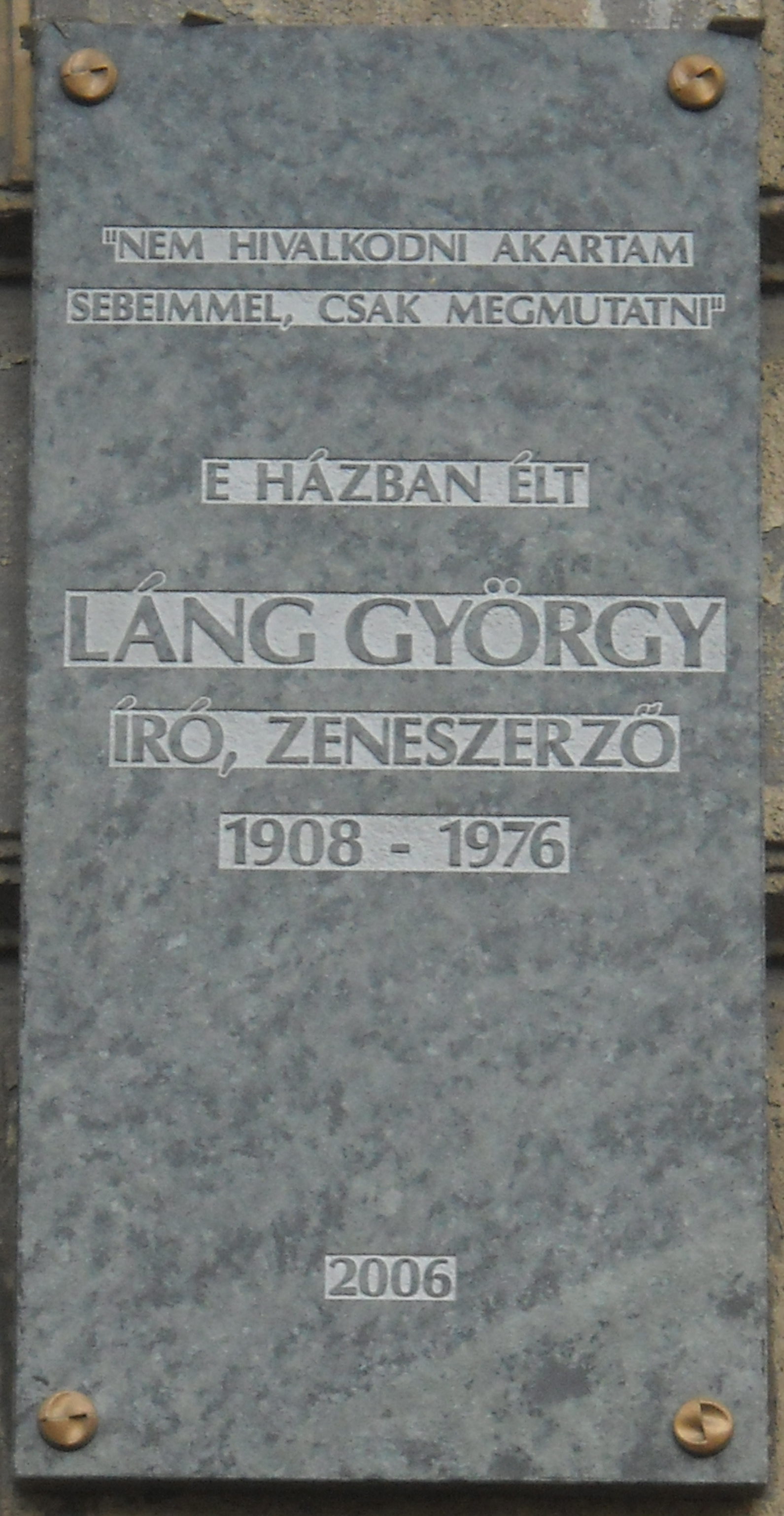
Láng György, Andrássy út 97.
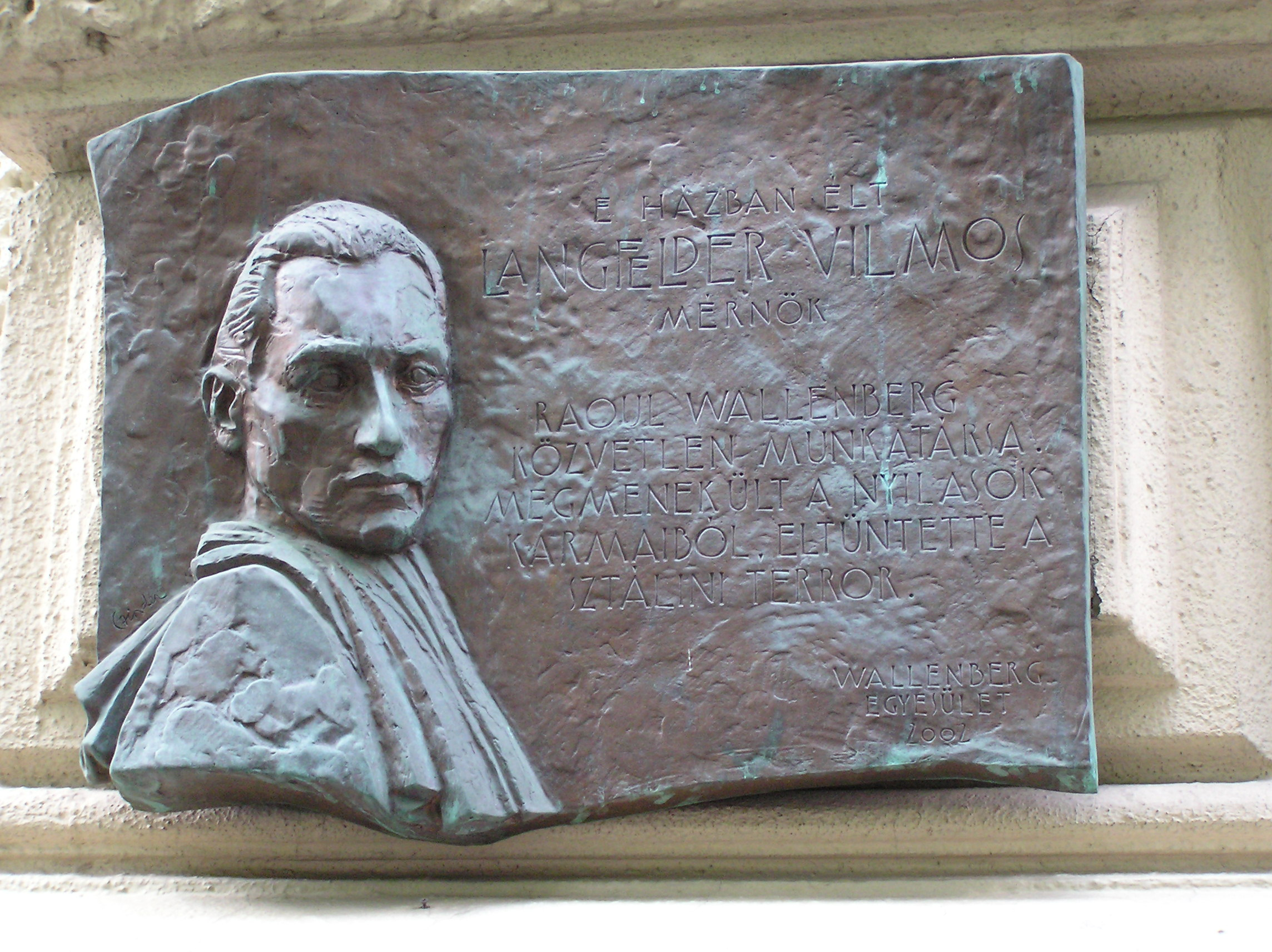
Langfelder Vilmos, Andrássy út 36.
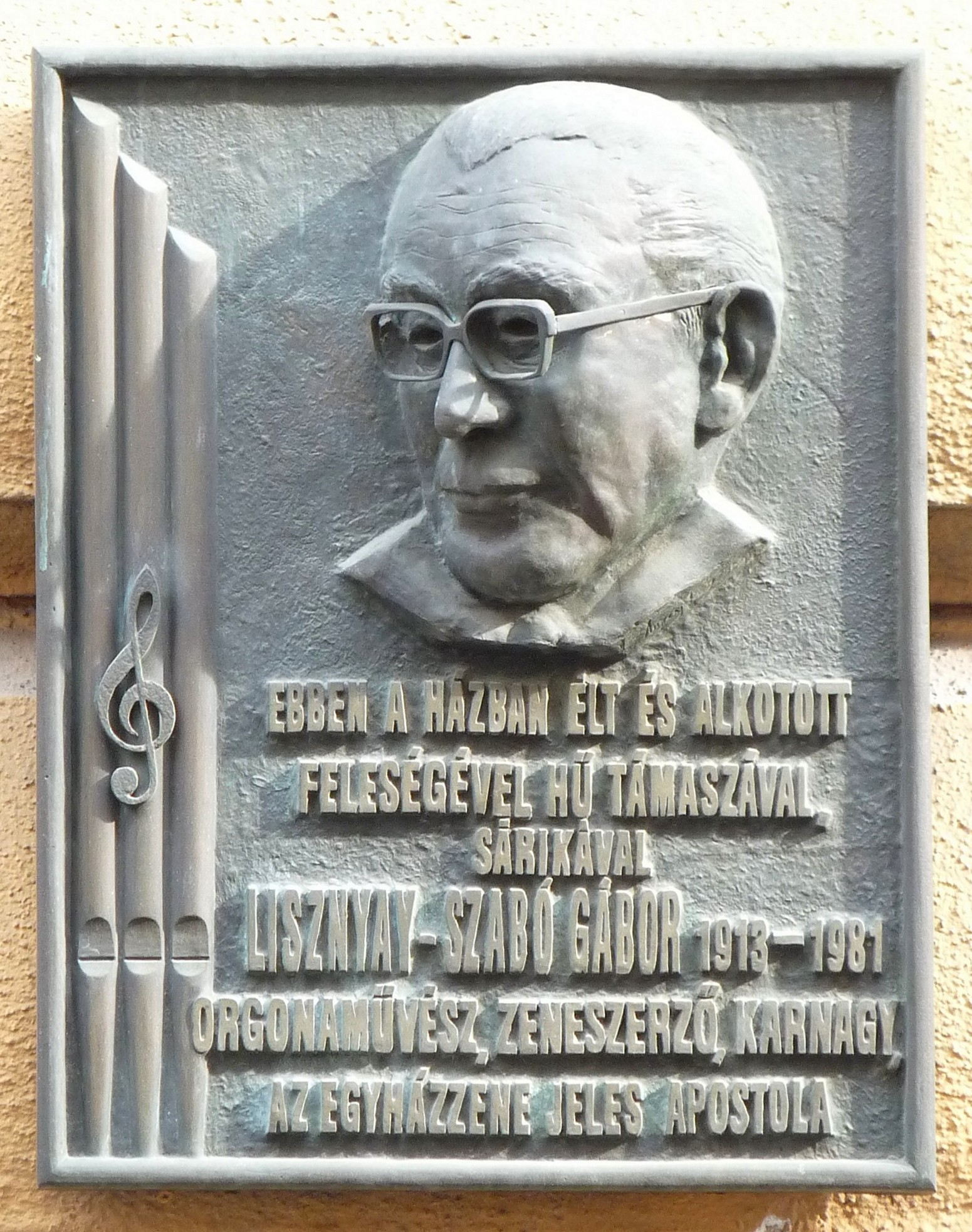
Lisznyay-Szabó Gábor, Szív utca 33. alkotó: ifj. Ugray György
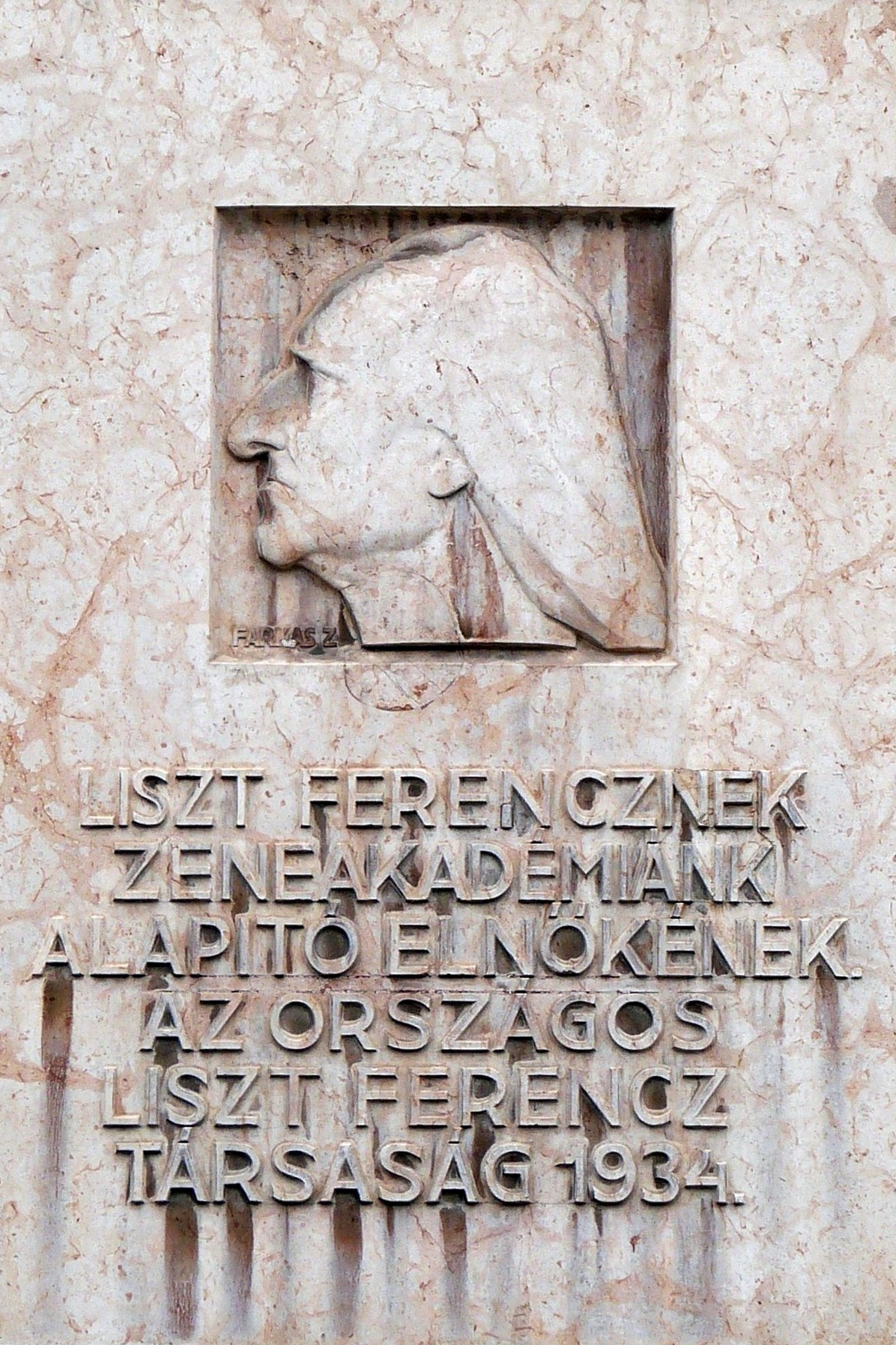
Liszt Ferenc, Andrássy út 67. alkotó: Farkas Zoltán
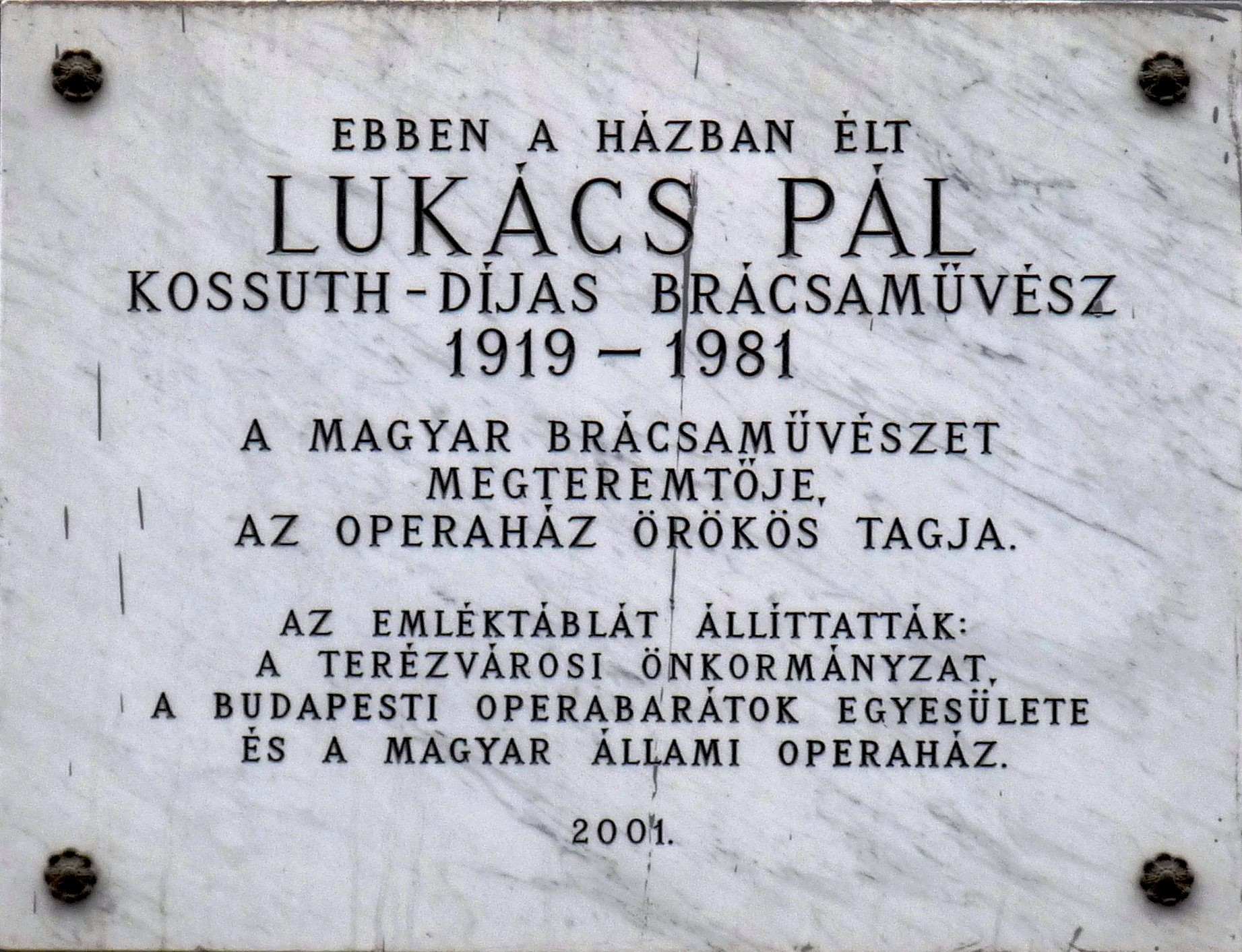
Lukács Pál, Jókai utca 1.
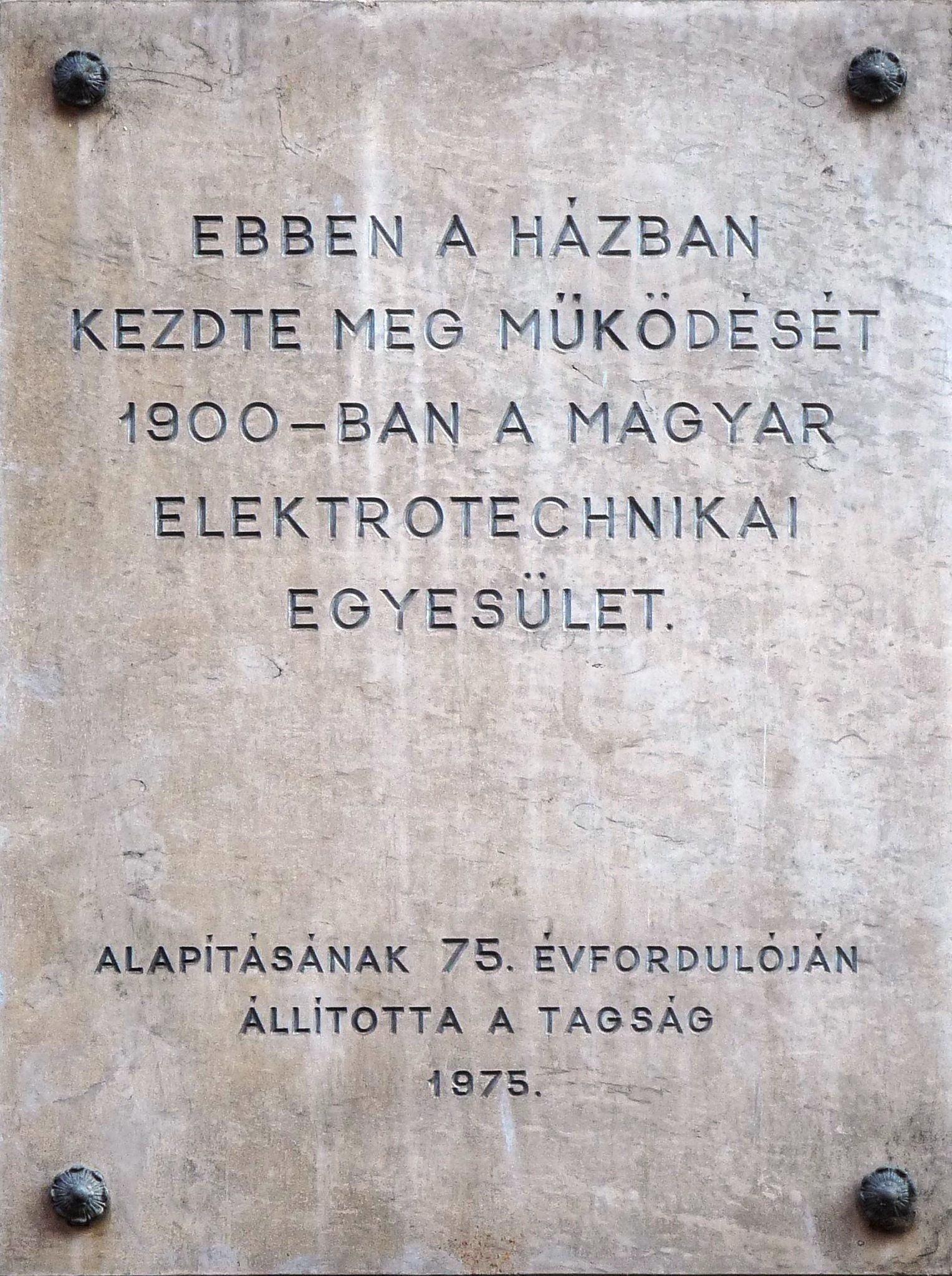
Magyar Elektrotechnikai Egyesület, Jókai utca 15.
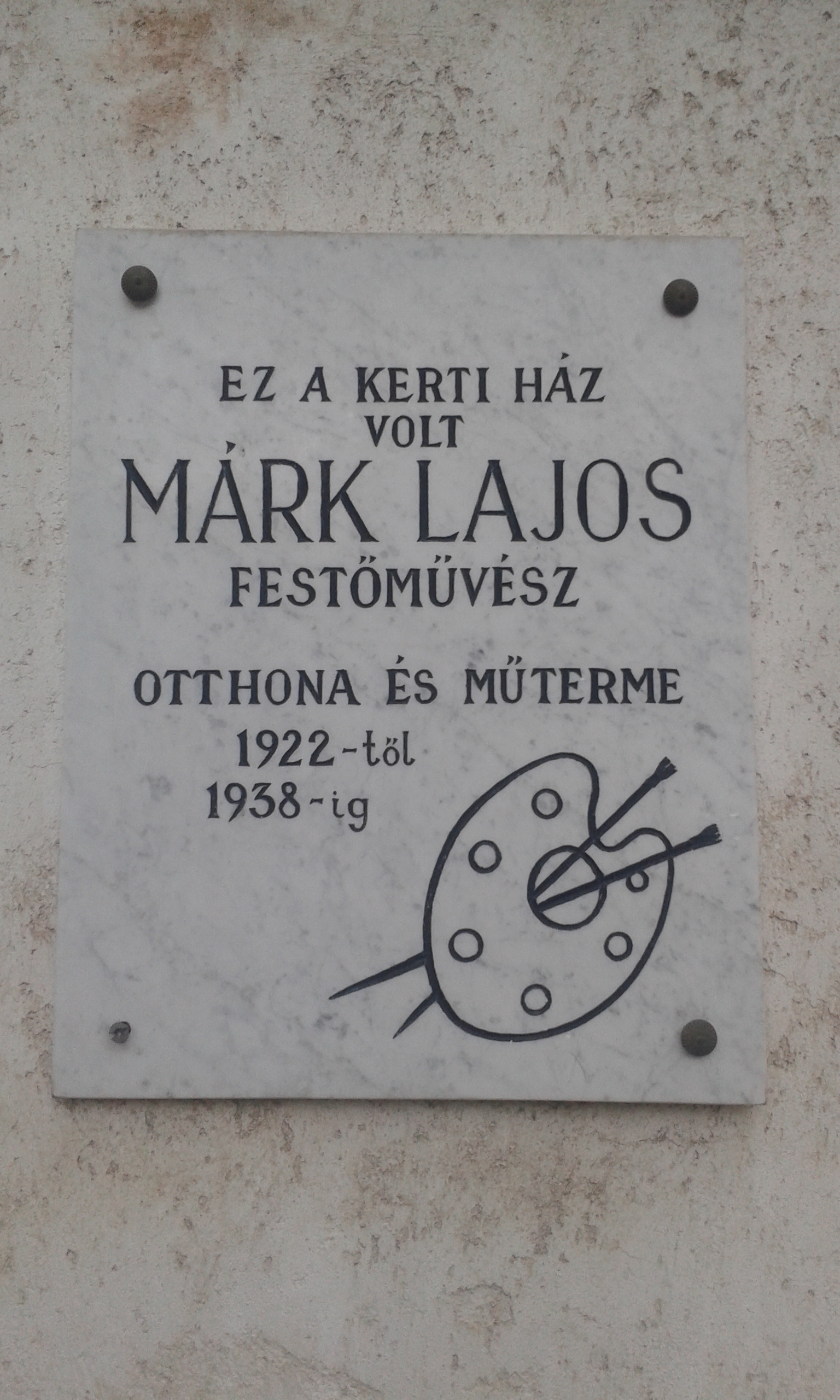
Márk Lajos Városligeti fasor 4-6. Derkovits Gyula Általános Iskola udvari épülete falán
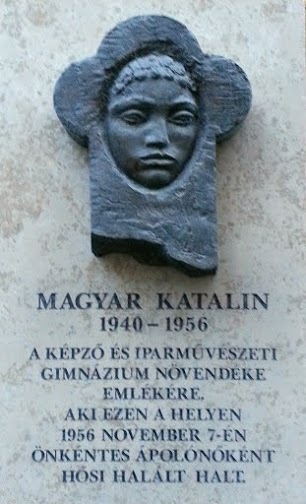
Magyar Katalin, Dohnányi Ernő utca 2.
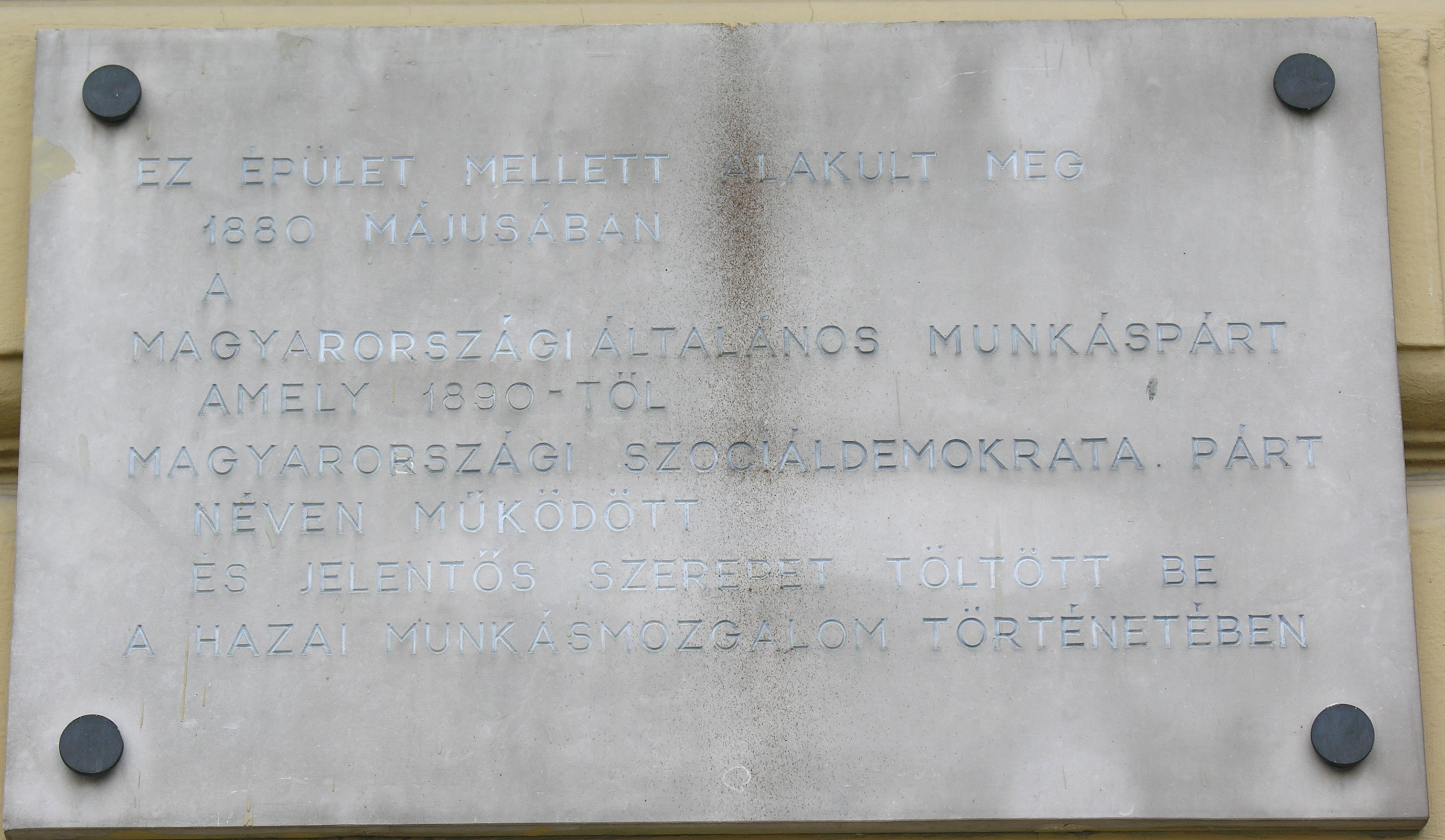
Magyarországi Szociáldemokrata Párt, Nyugati tér 3.
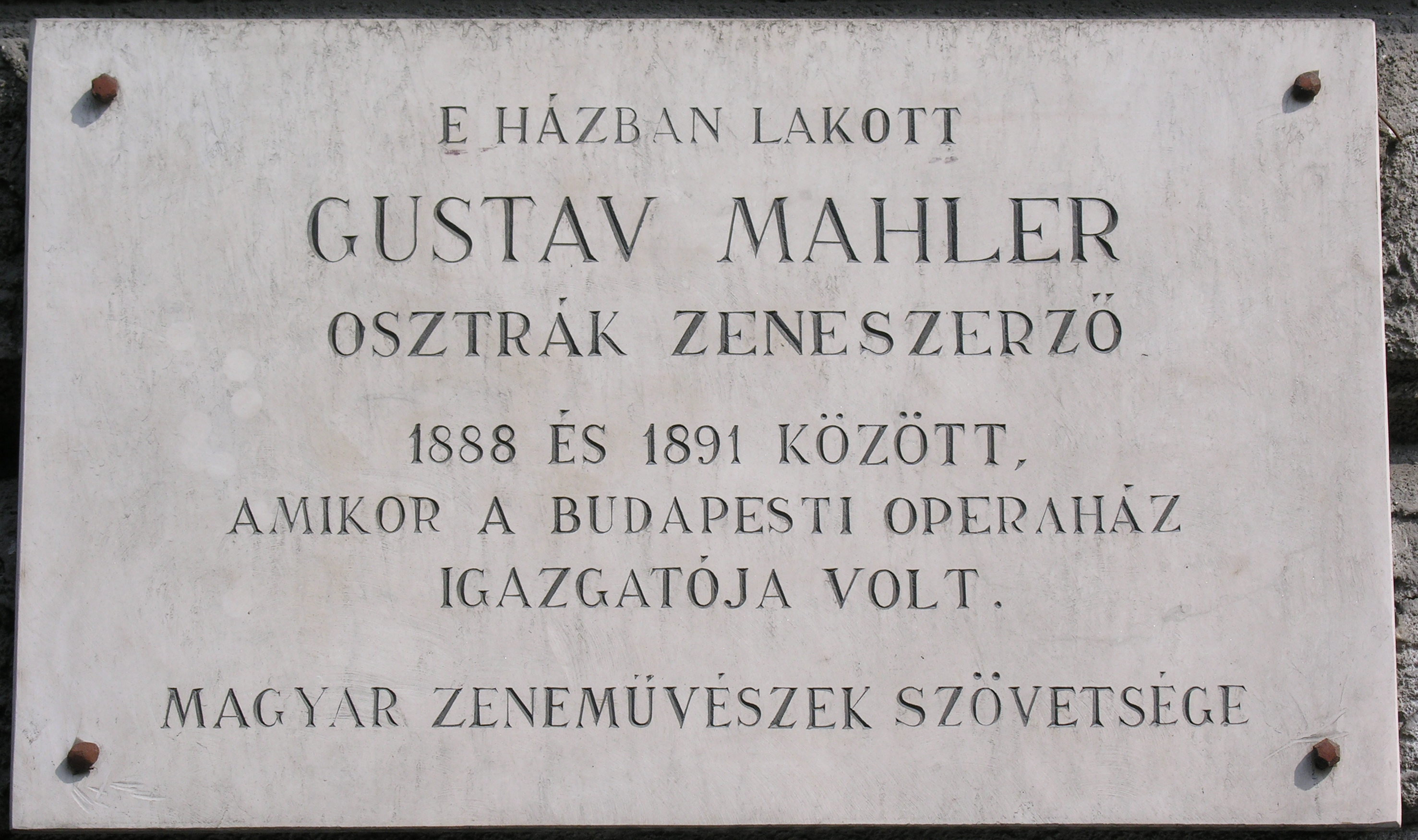
Gustav Mahler, Teréz körút 7.
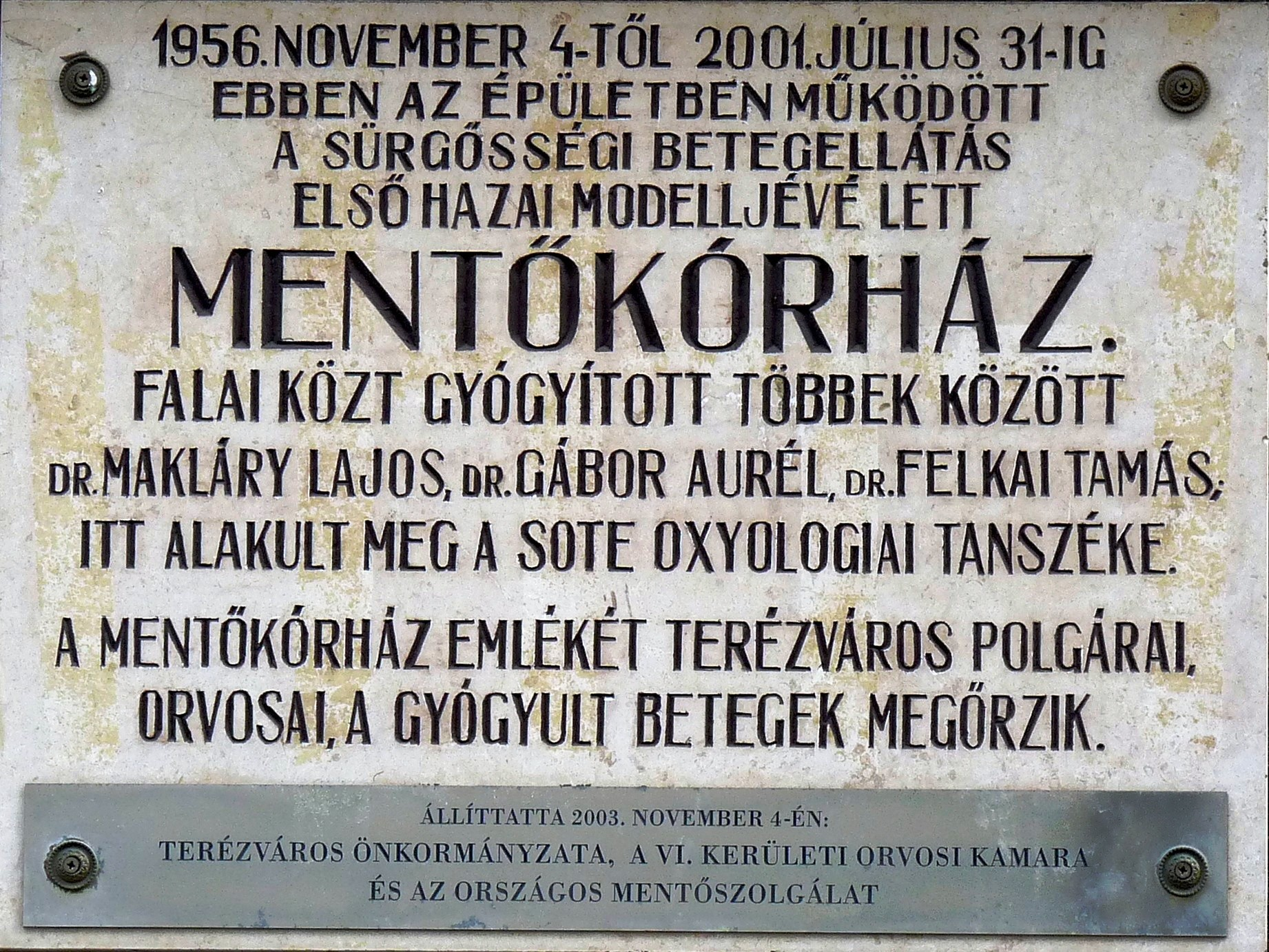
Mentőkórház, Szobi utca 3.
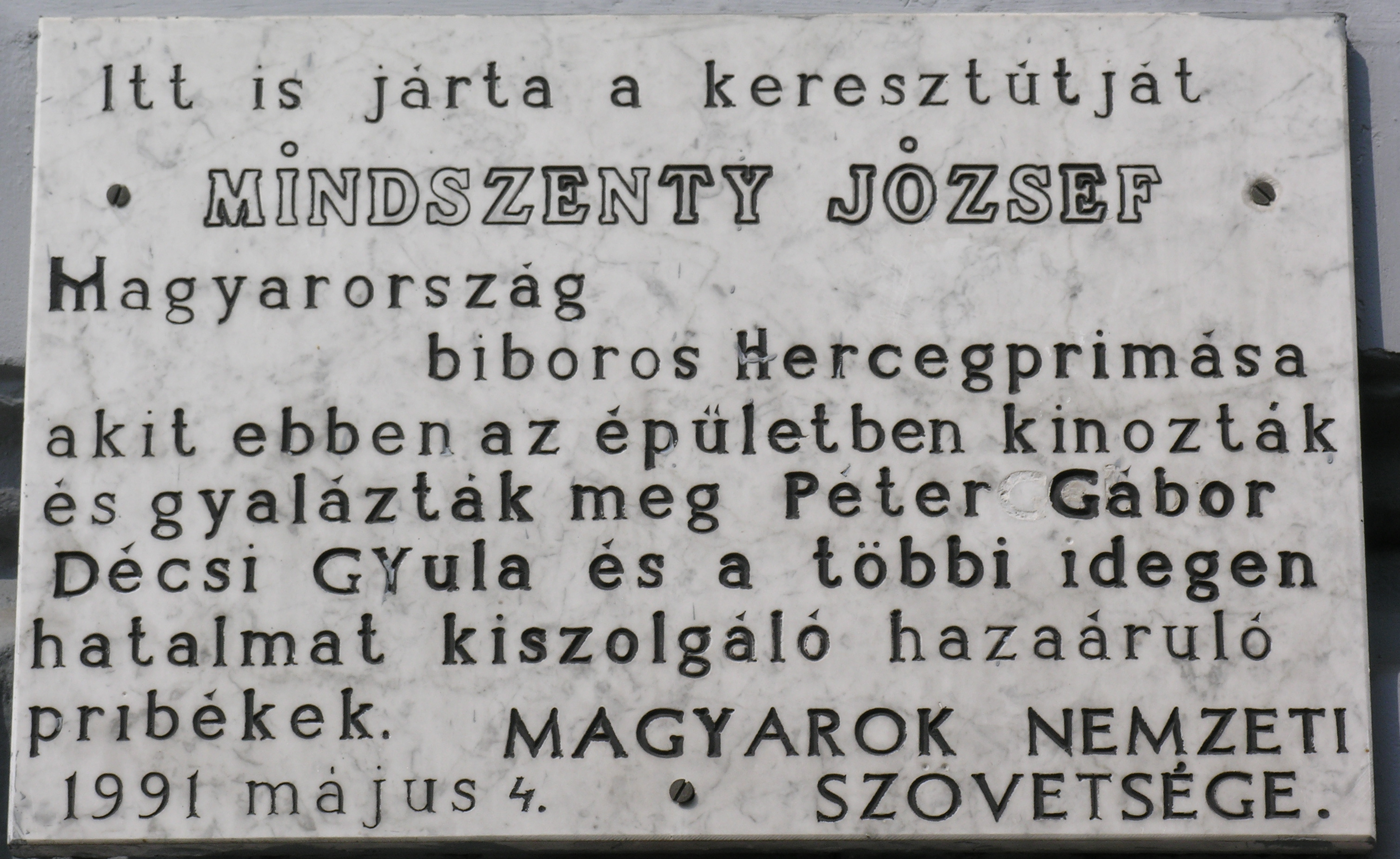
Mindszenty József, Andrássy út 60.
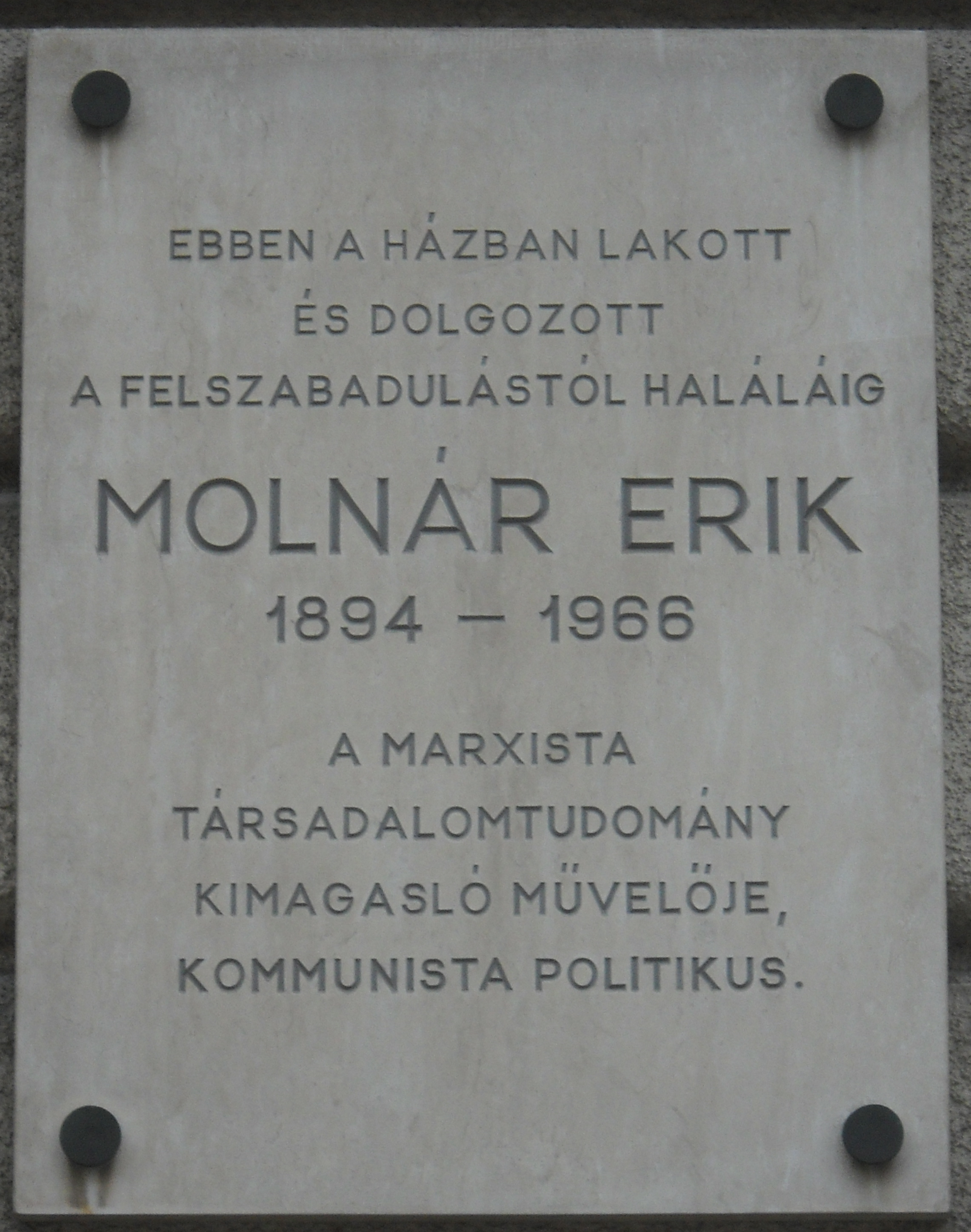
]],Benczúr utca 11.
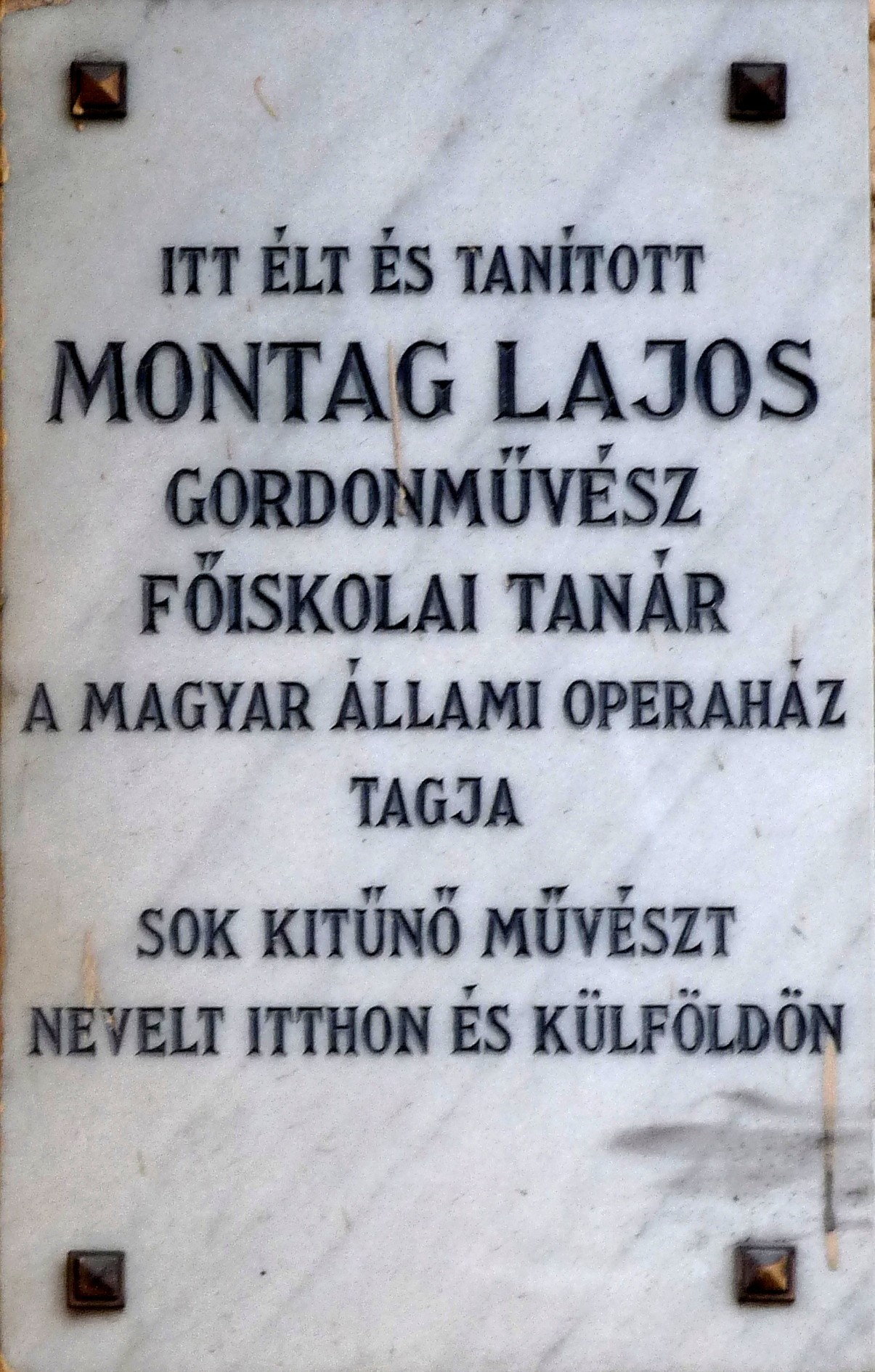
Montag Lajos, Andrássy út 5.
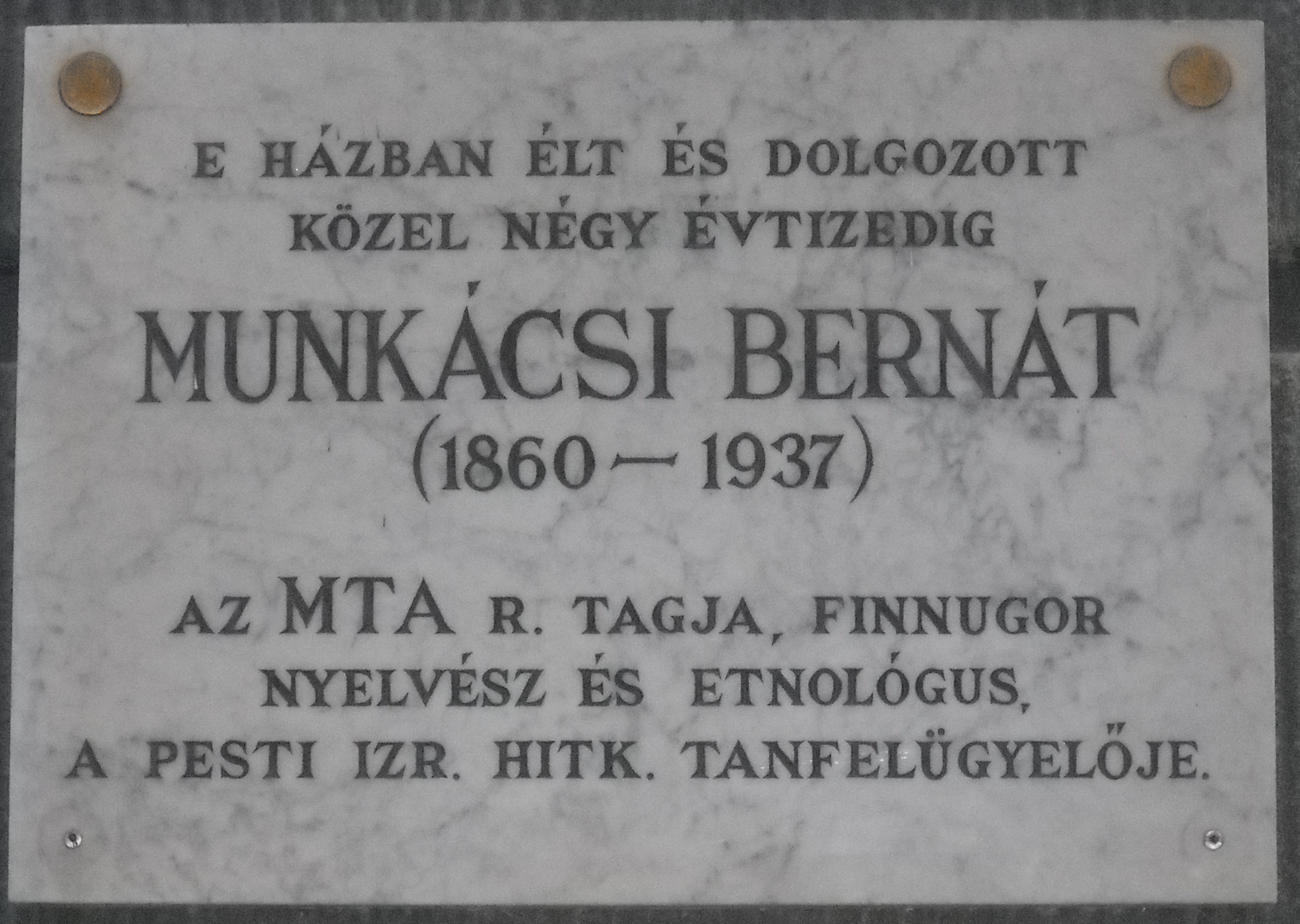
Munkácsi Bernát, Szondi utca 9.
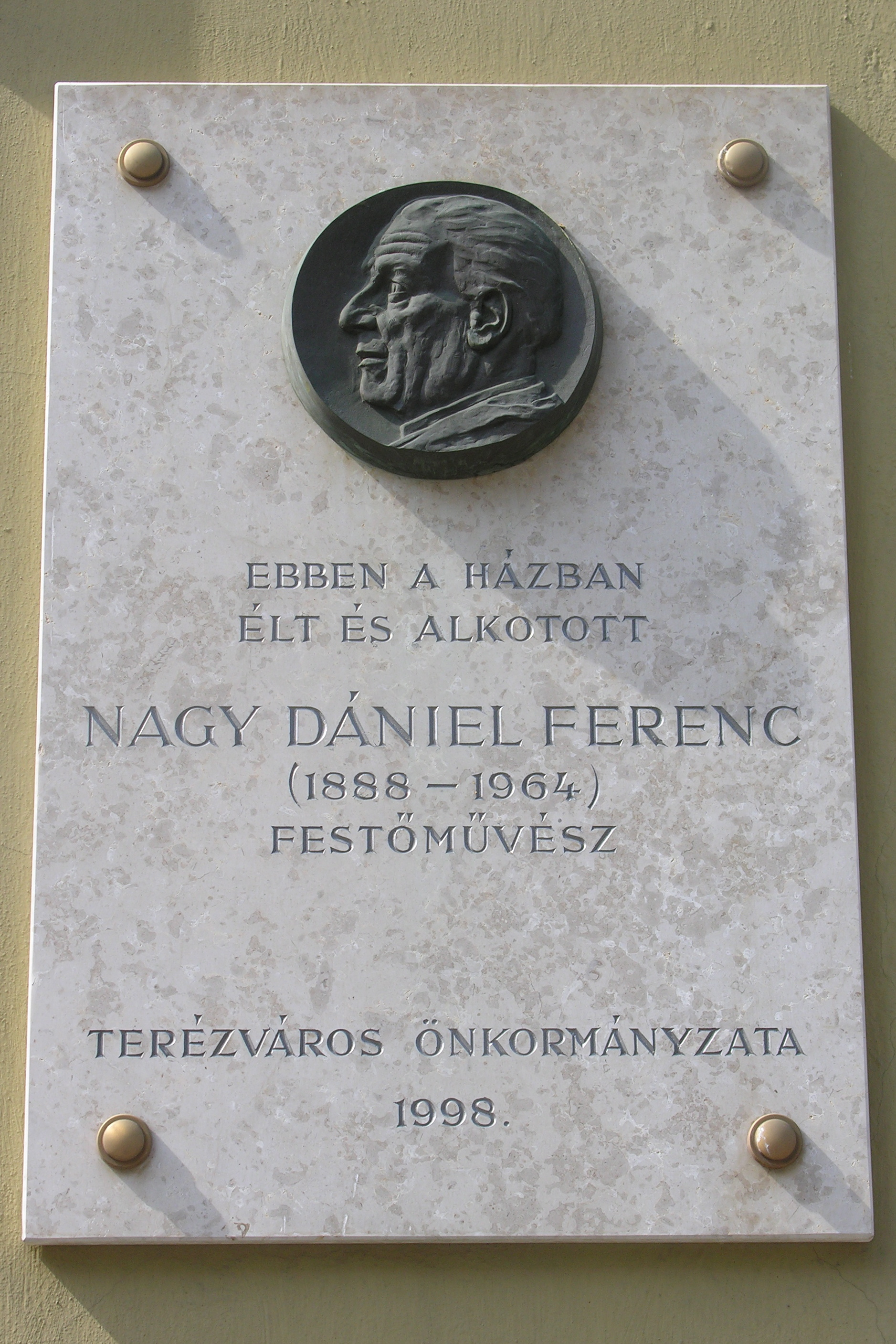
Nagy Dániel Ferenc, Liszt Ferenc tér 7.
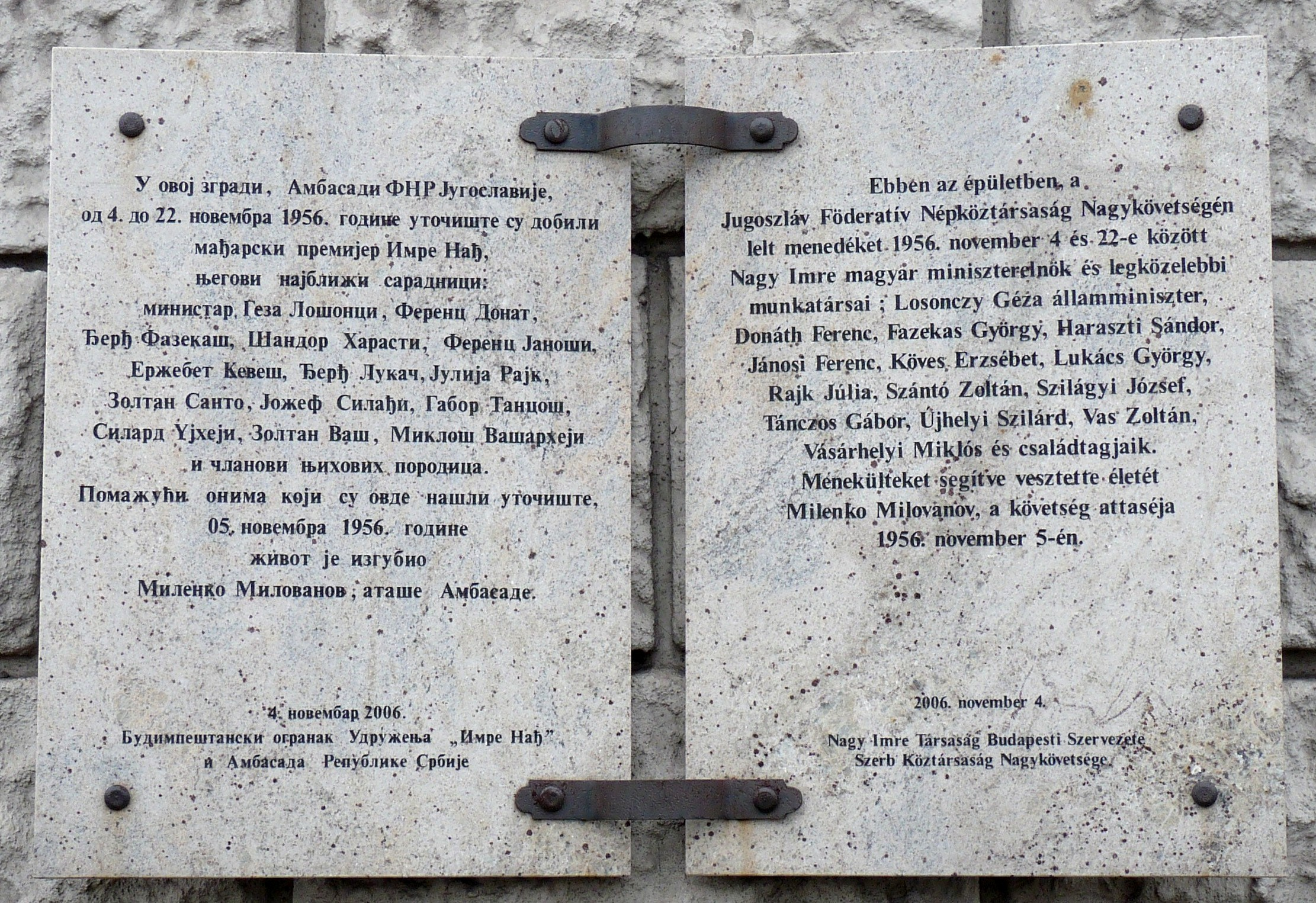
Nagy Imre és társai,[2] Szerbia budapesti nagykövetsége Dózsa György út 92/b.
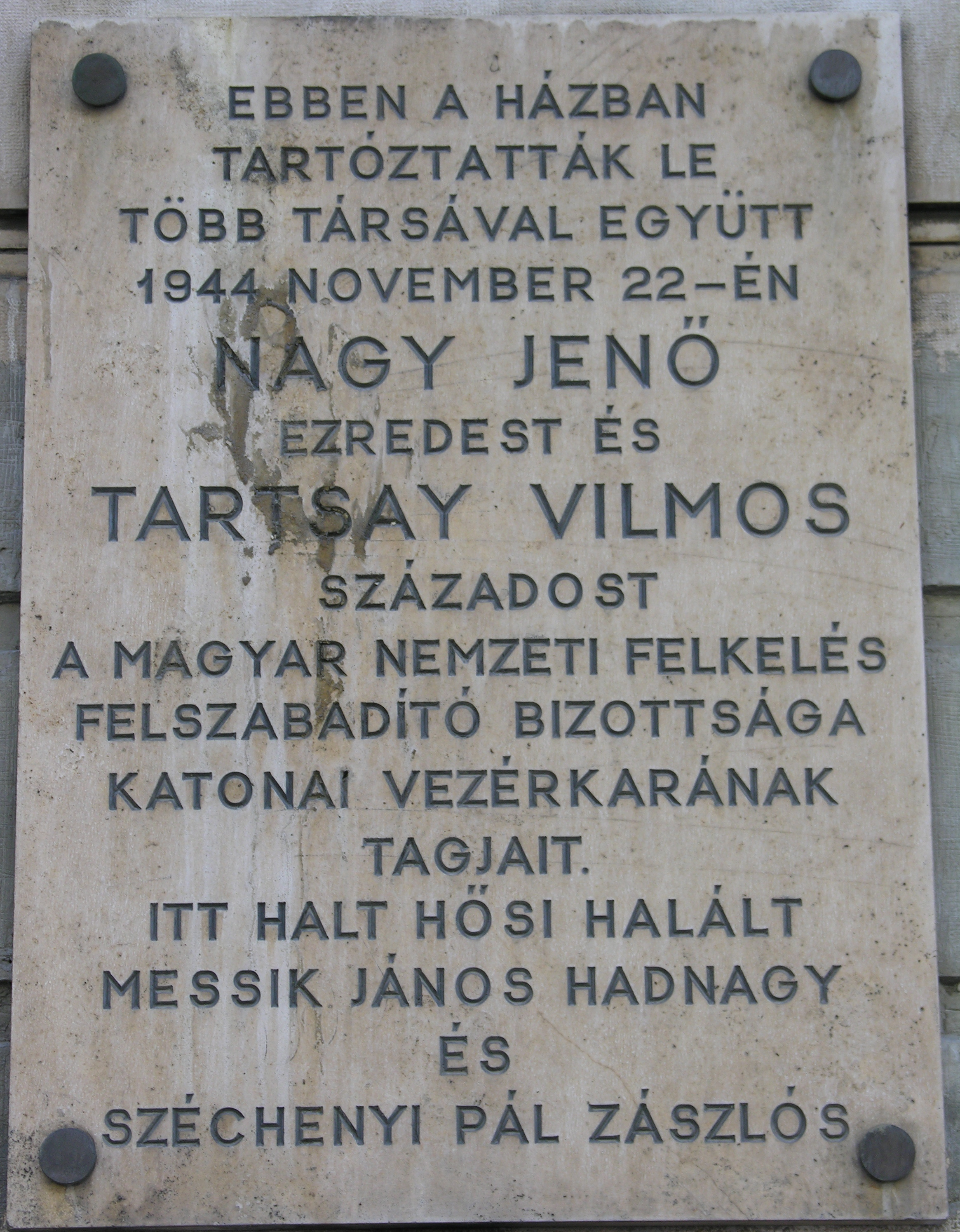
Nagy Jenő, Andrássy út 29.
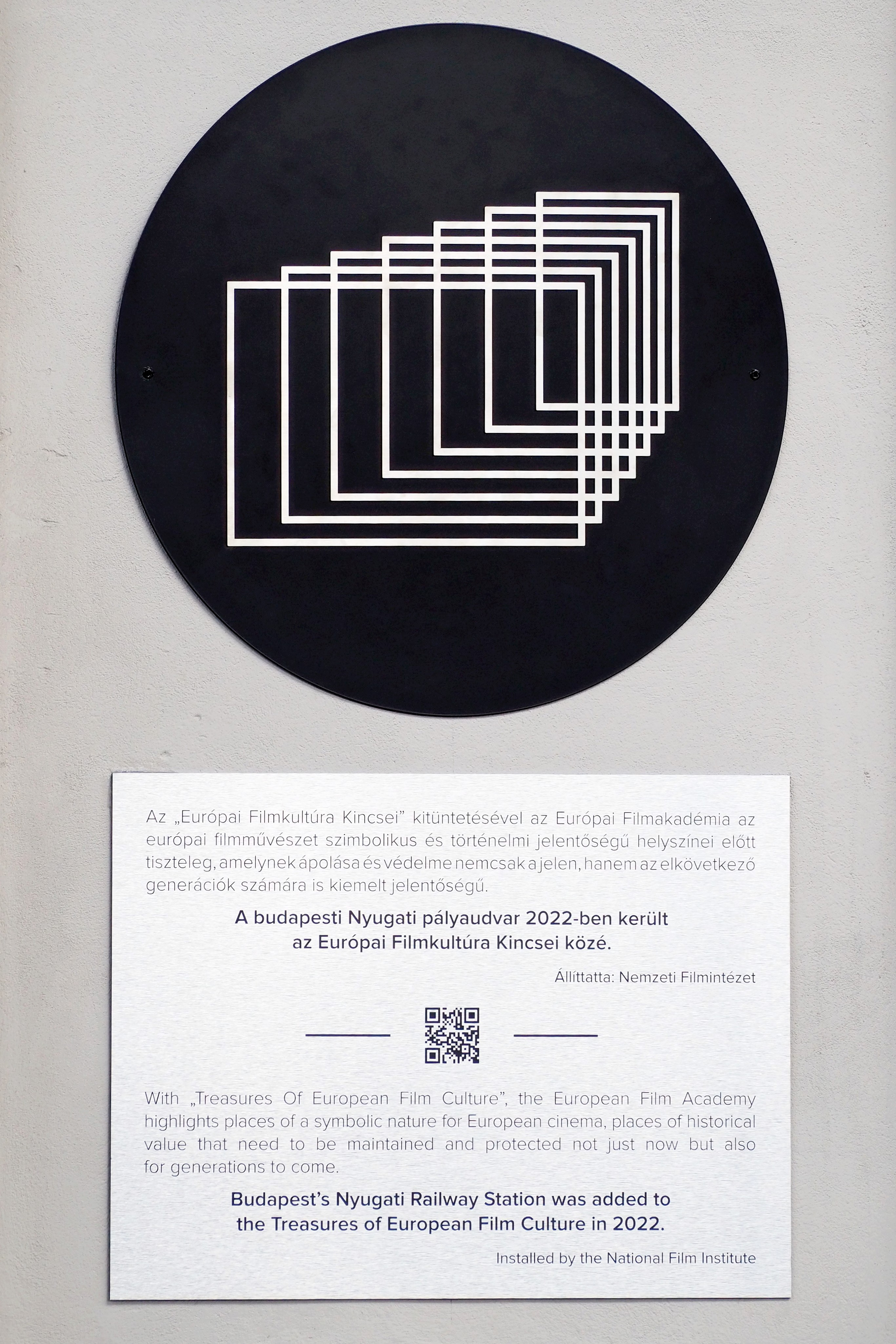
Nyugati pályaudvar: az európai filmkultúra kincse Teréz körút 55.
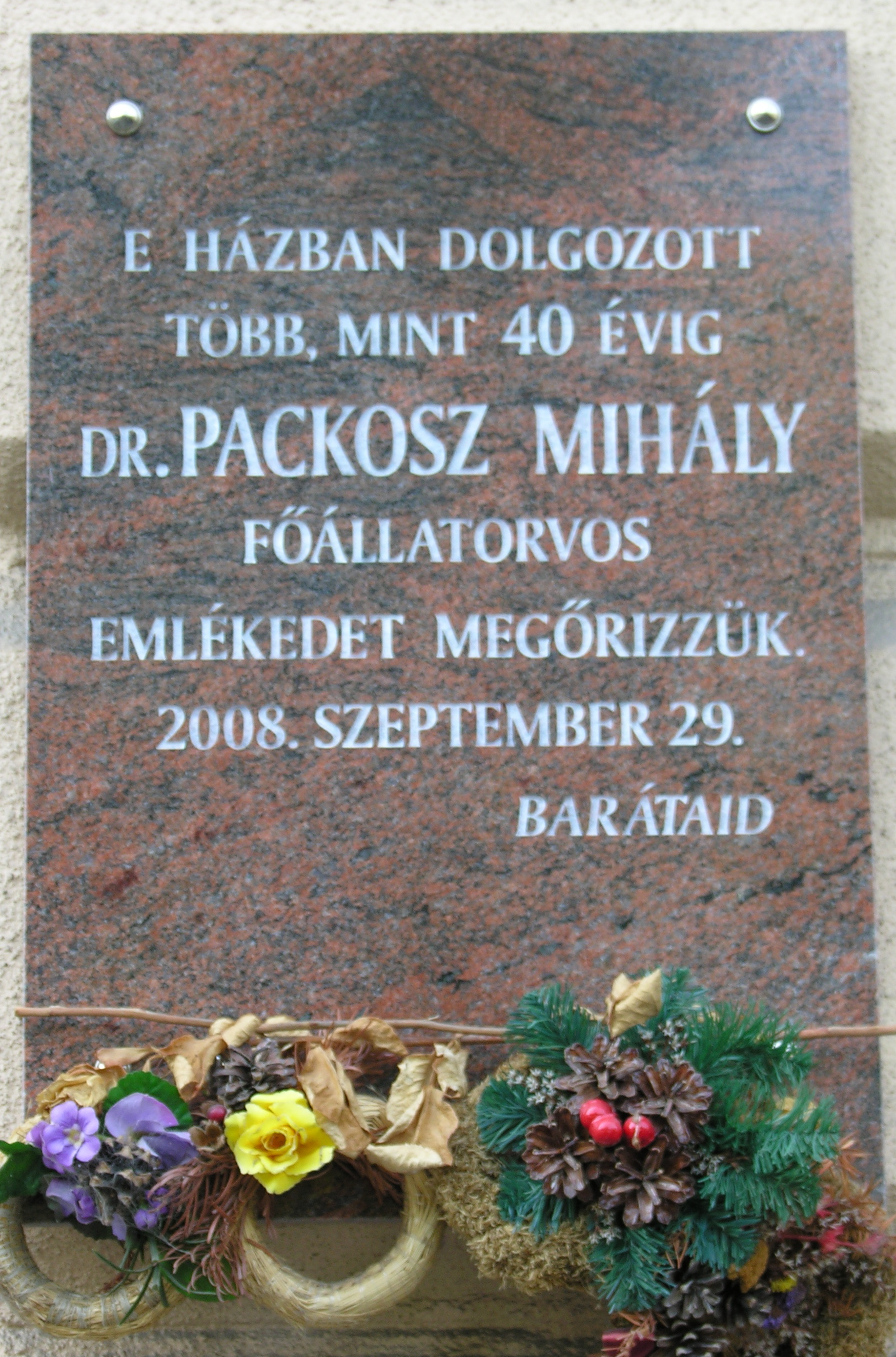
Paczkosz Mihály, Hunyadi tér 3.
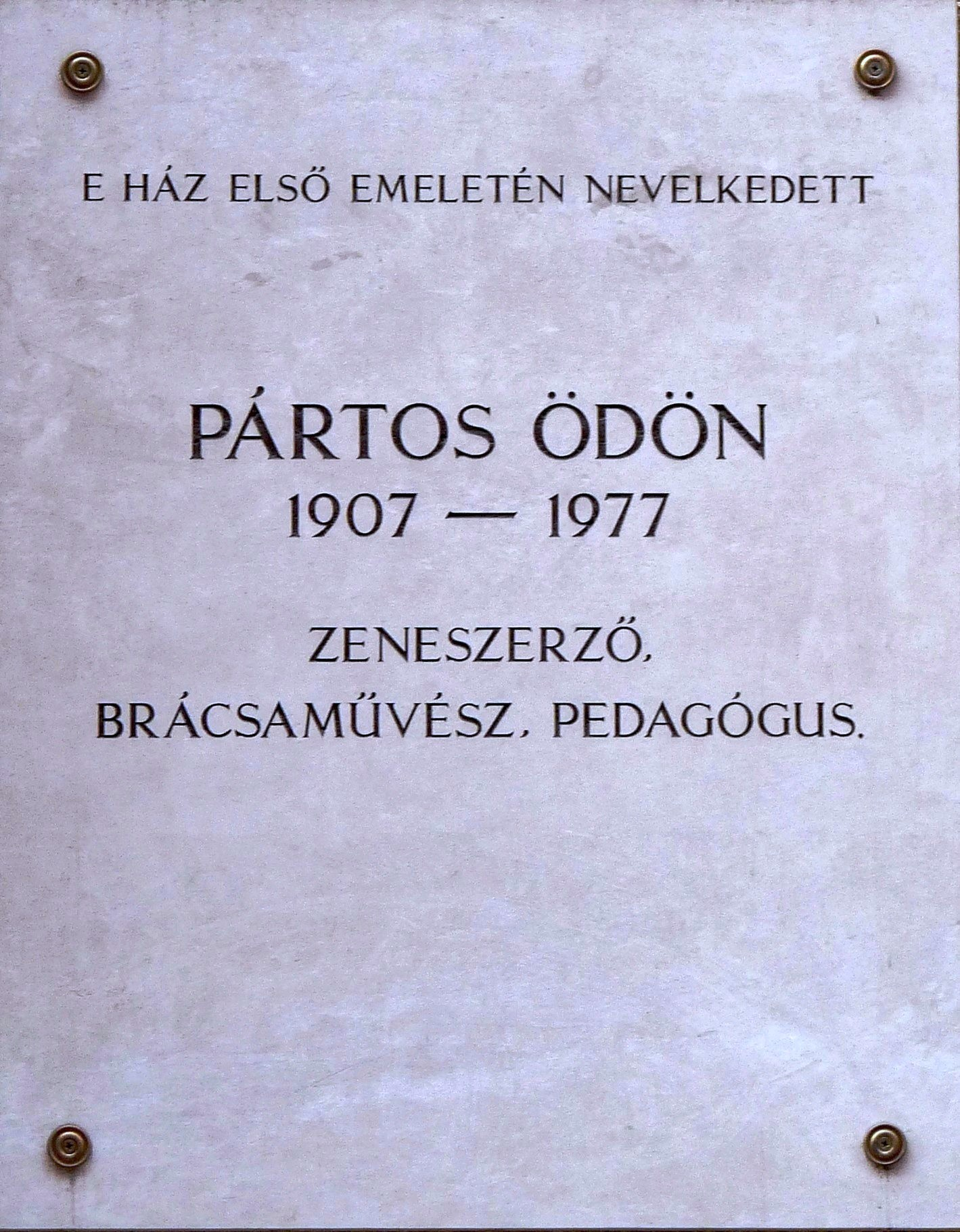
Pártos Ödön, Aradi utca 22.
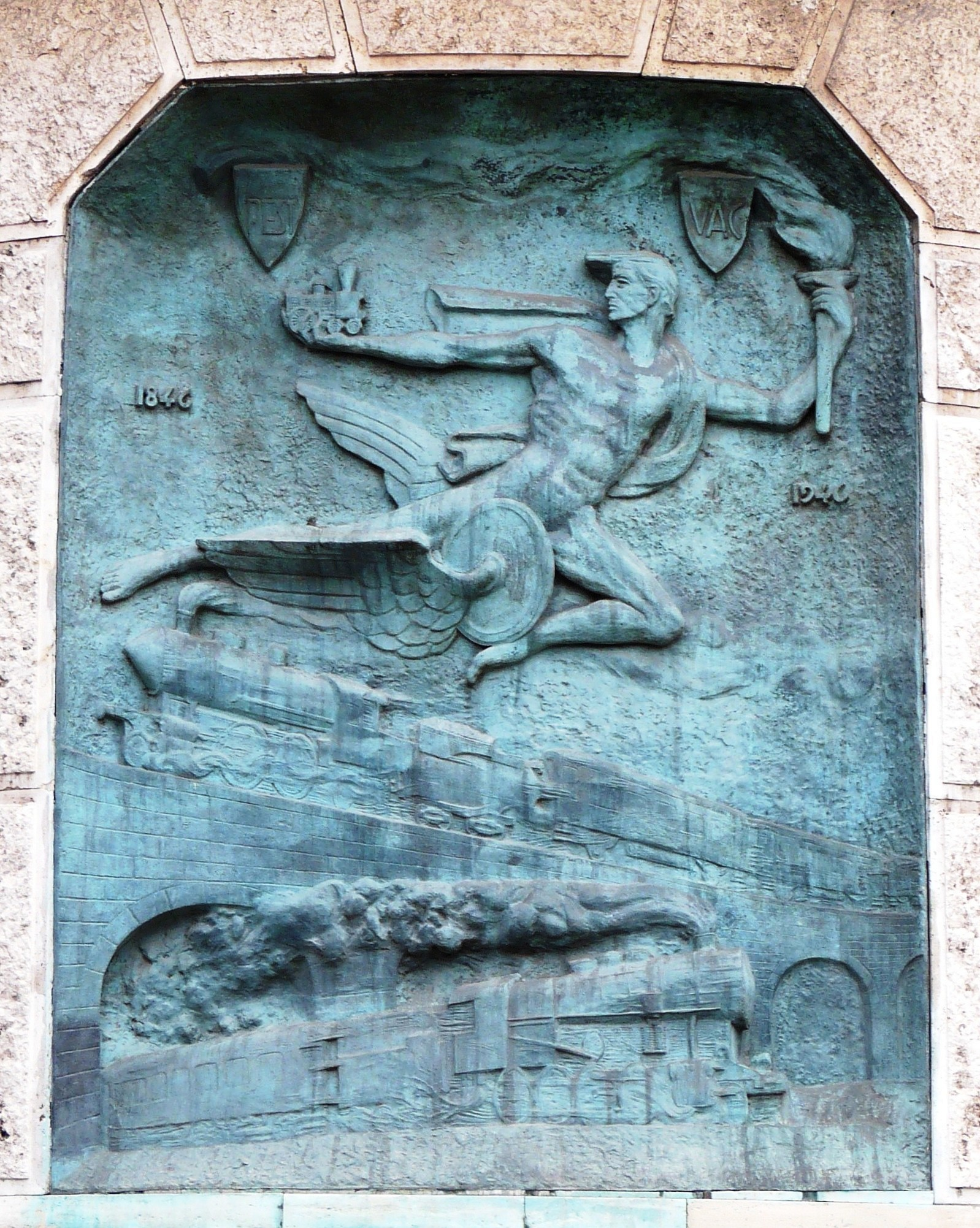
Pest-Vác vasútvonal 100. évfordulója, Andrássy út 75. alkotó: Turáni Kovács Imre
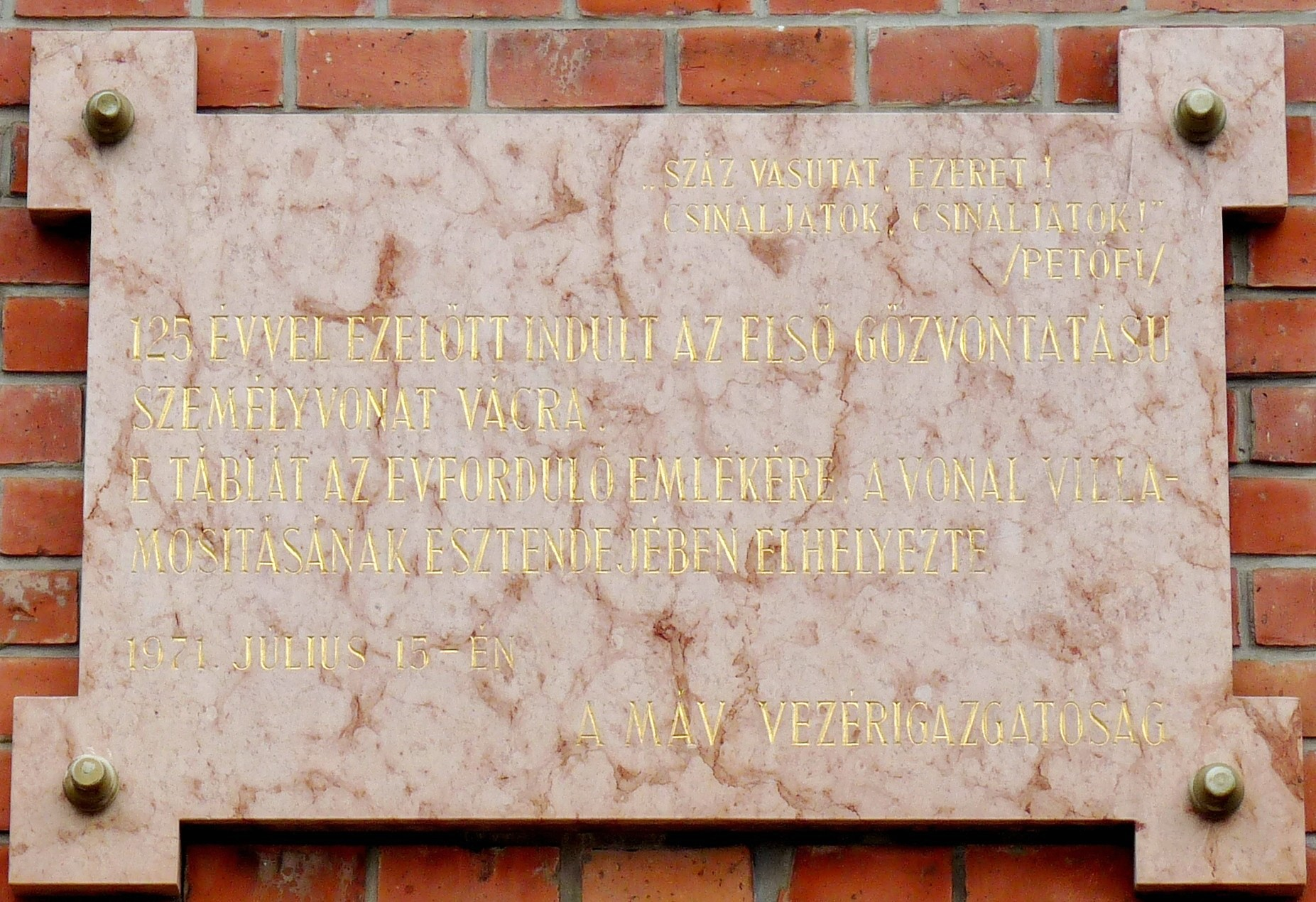
Pest-Vác vasútvonal 125. évfordulója, Teréz körút 55.
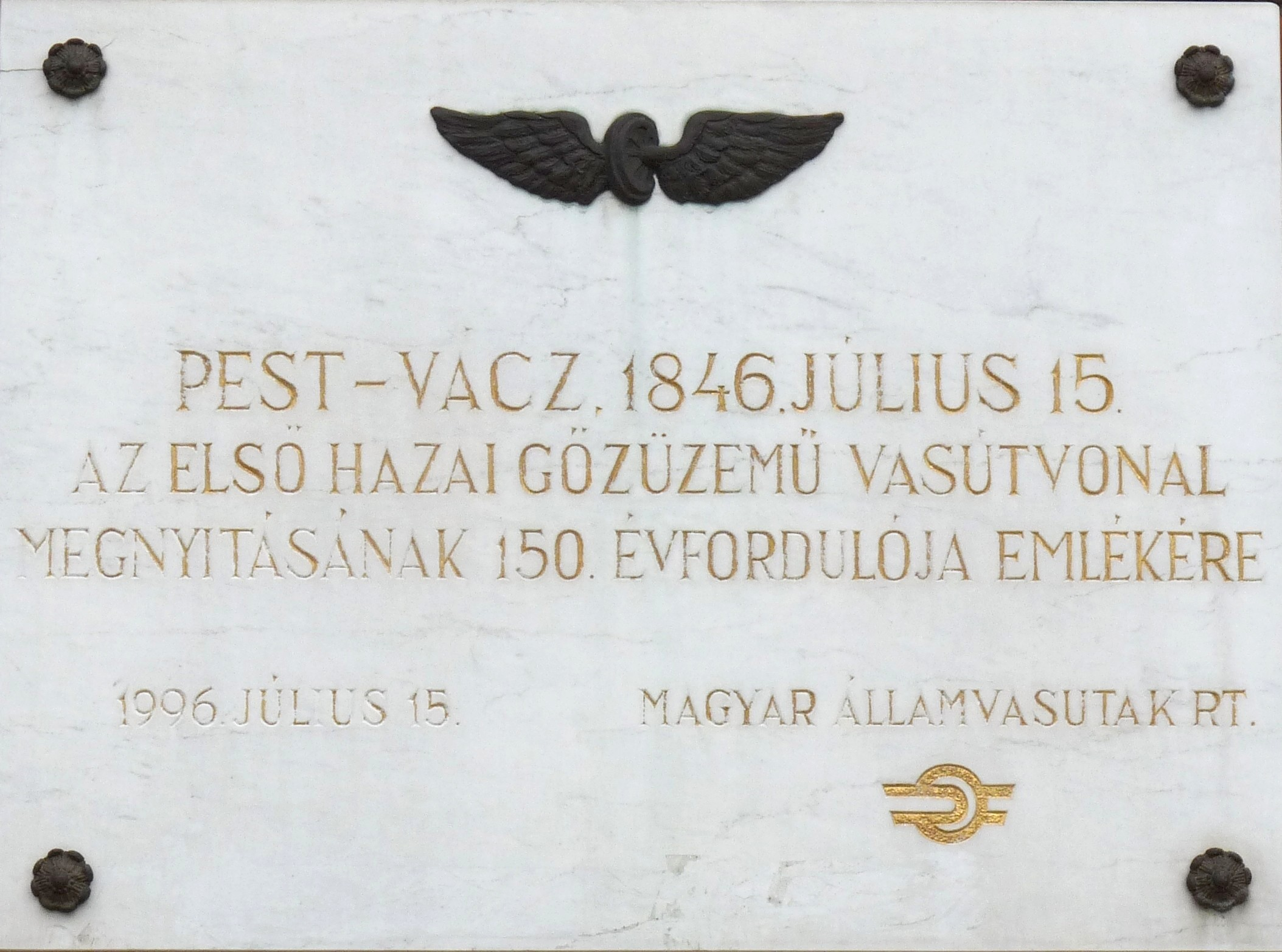
Pest-Vác vasútvonal 150. évfordulója, Teréz körút 57.
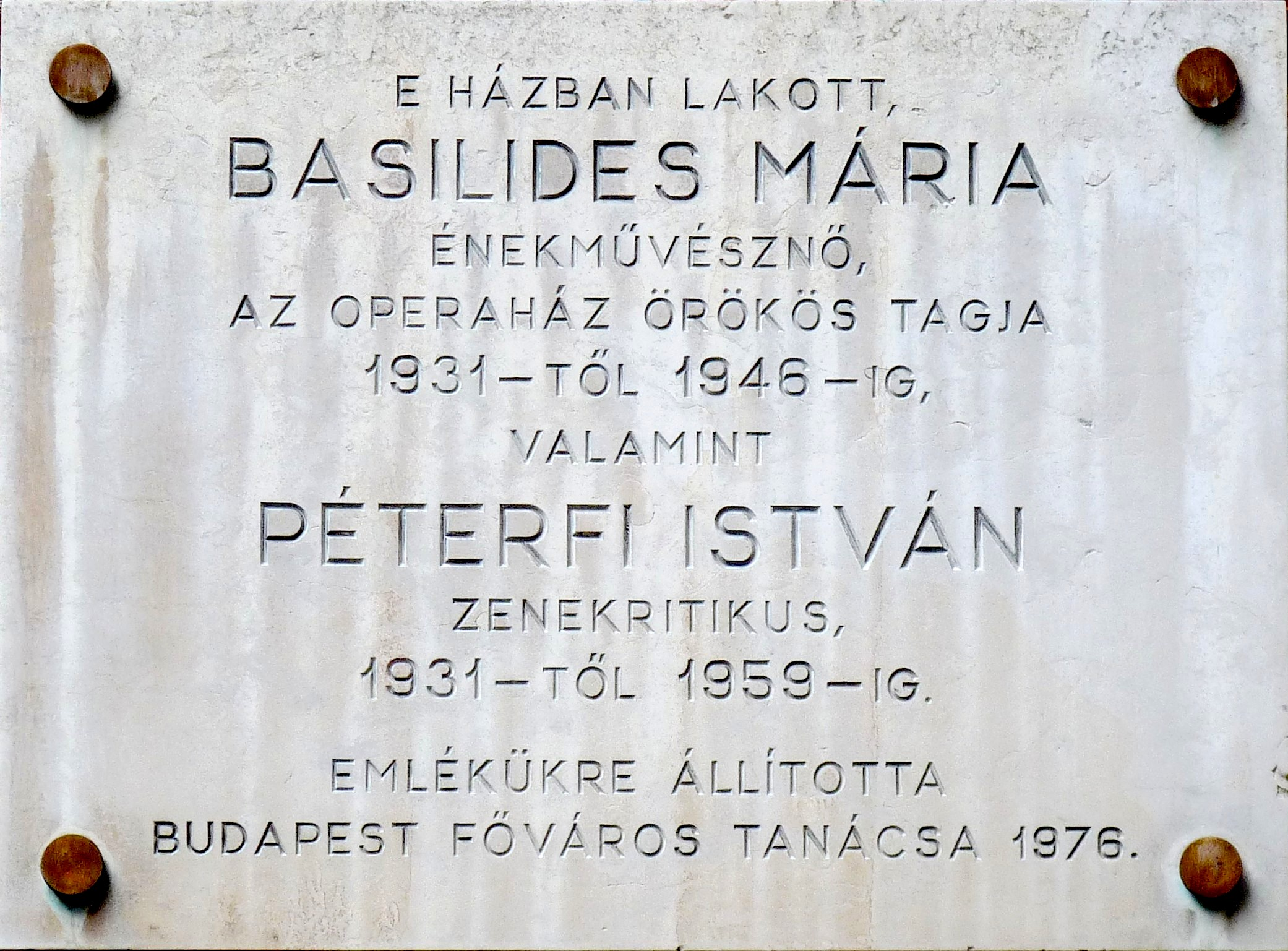
Péterfi István, Eötvös utca 29.
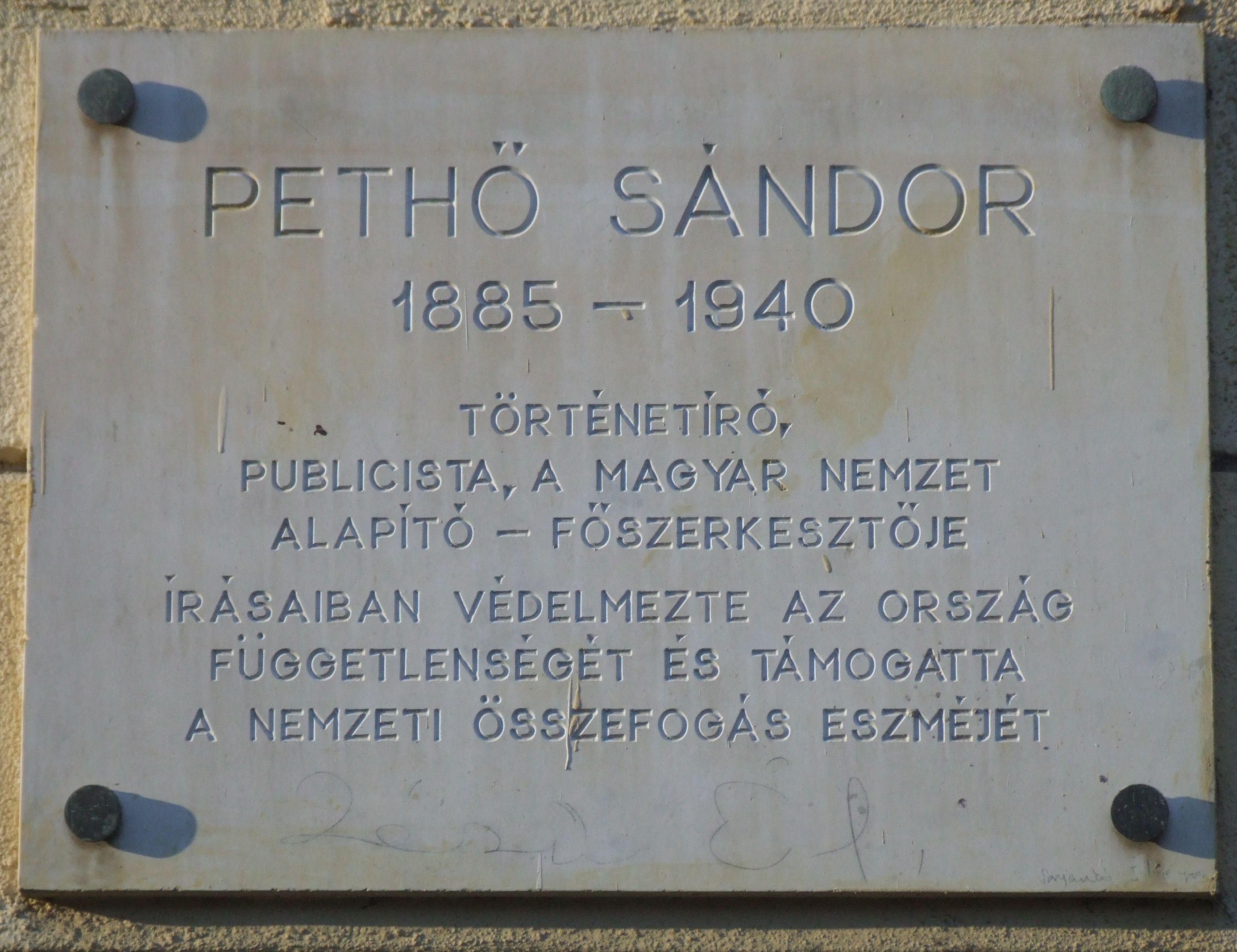
Pethő Sándor, Pethő Sándor utca 4.
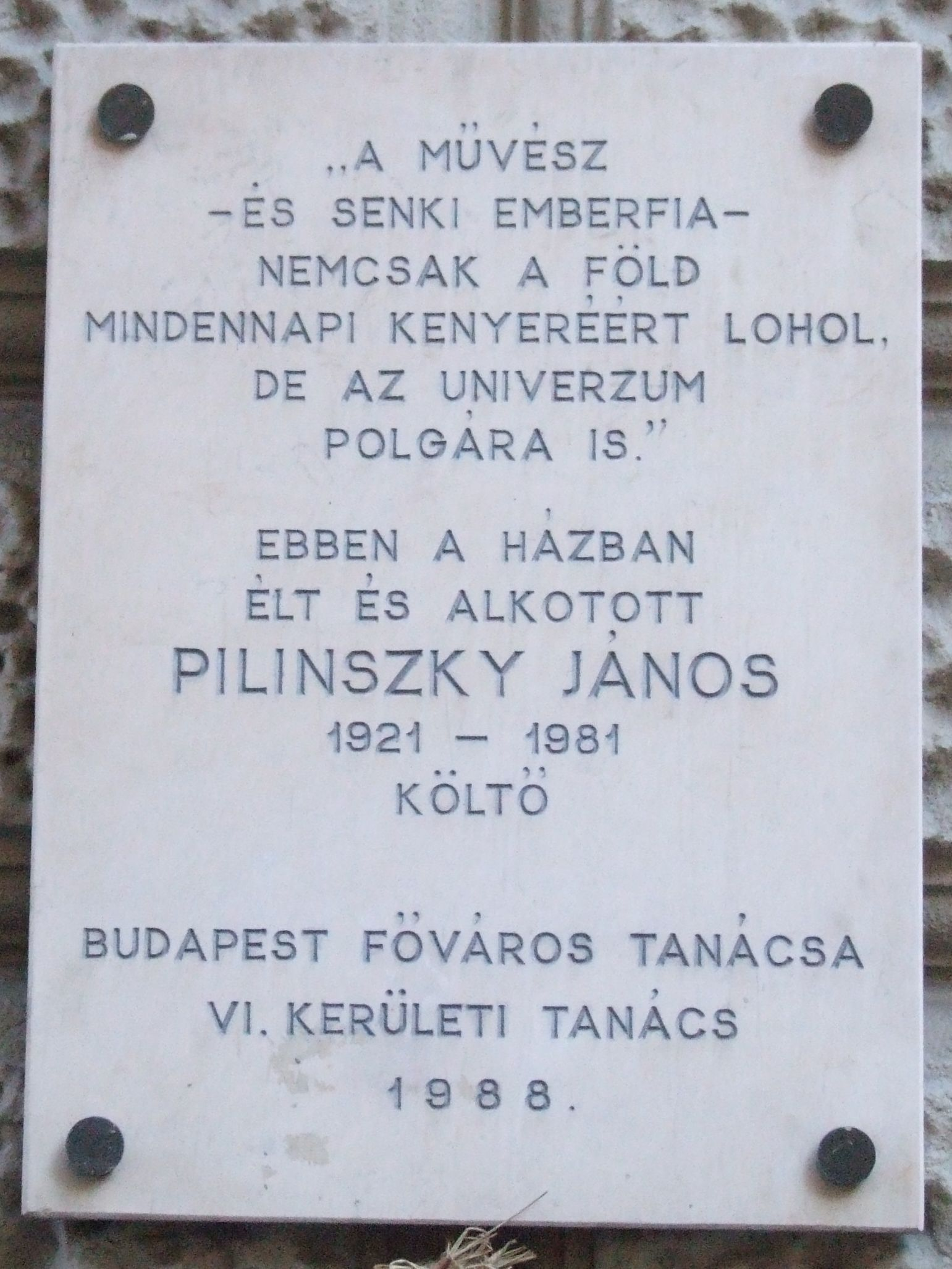
Pilinszky János, Hajós utca 1.
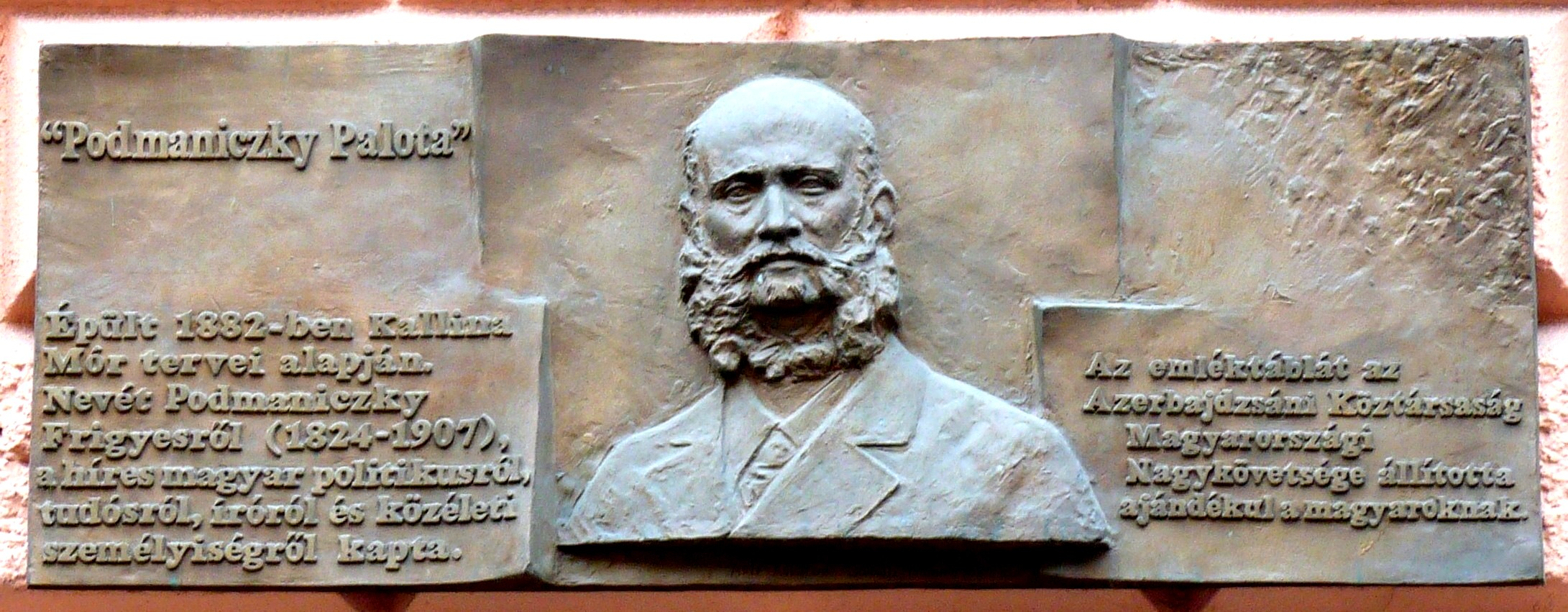
Podmaniczky Frigyes, Eötvös utca 14. alkotó: Akif Askarov és Salhab Mammadov
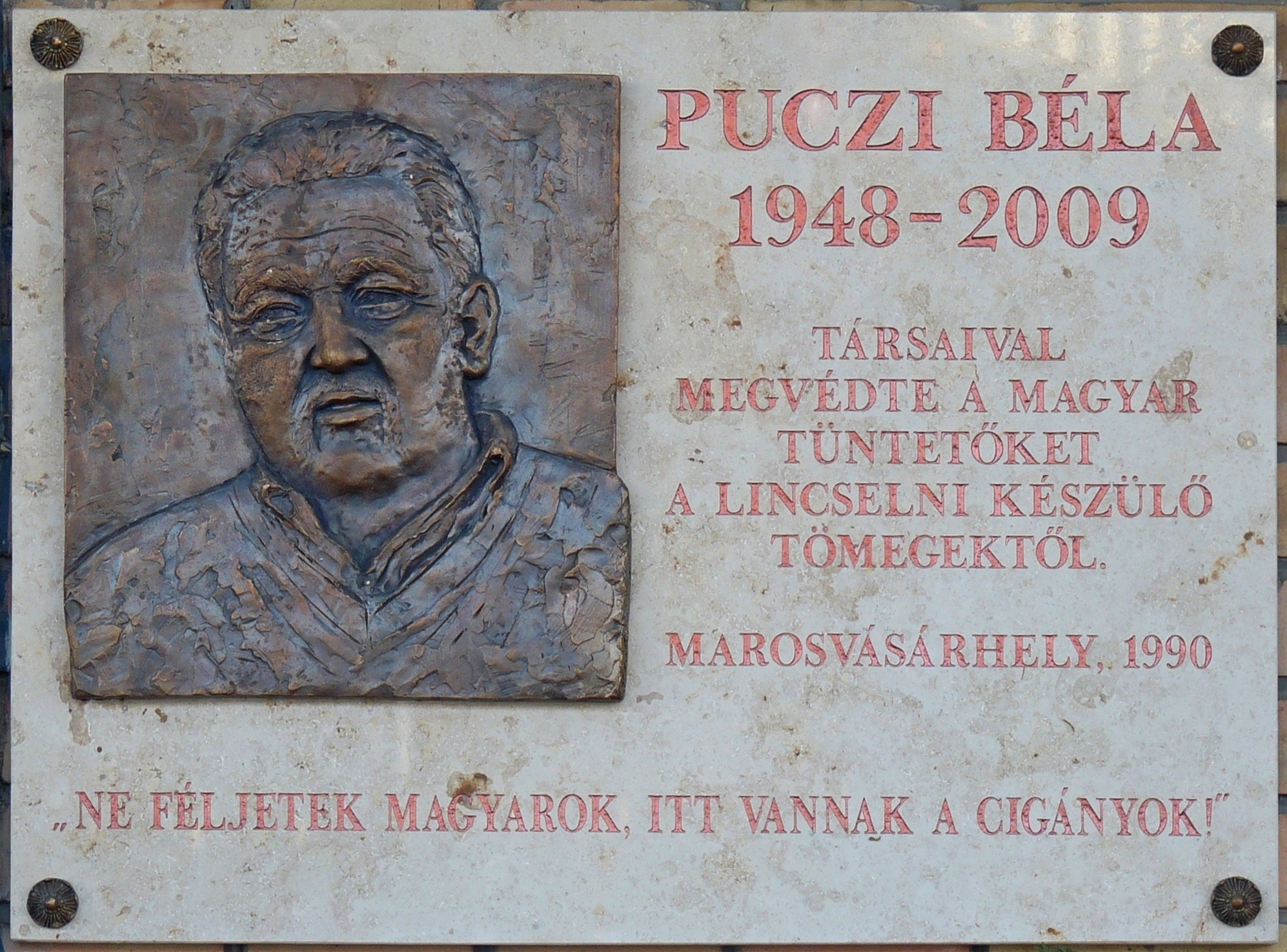
Puczi Béla, Nyugati tér alkotó: Kállai András
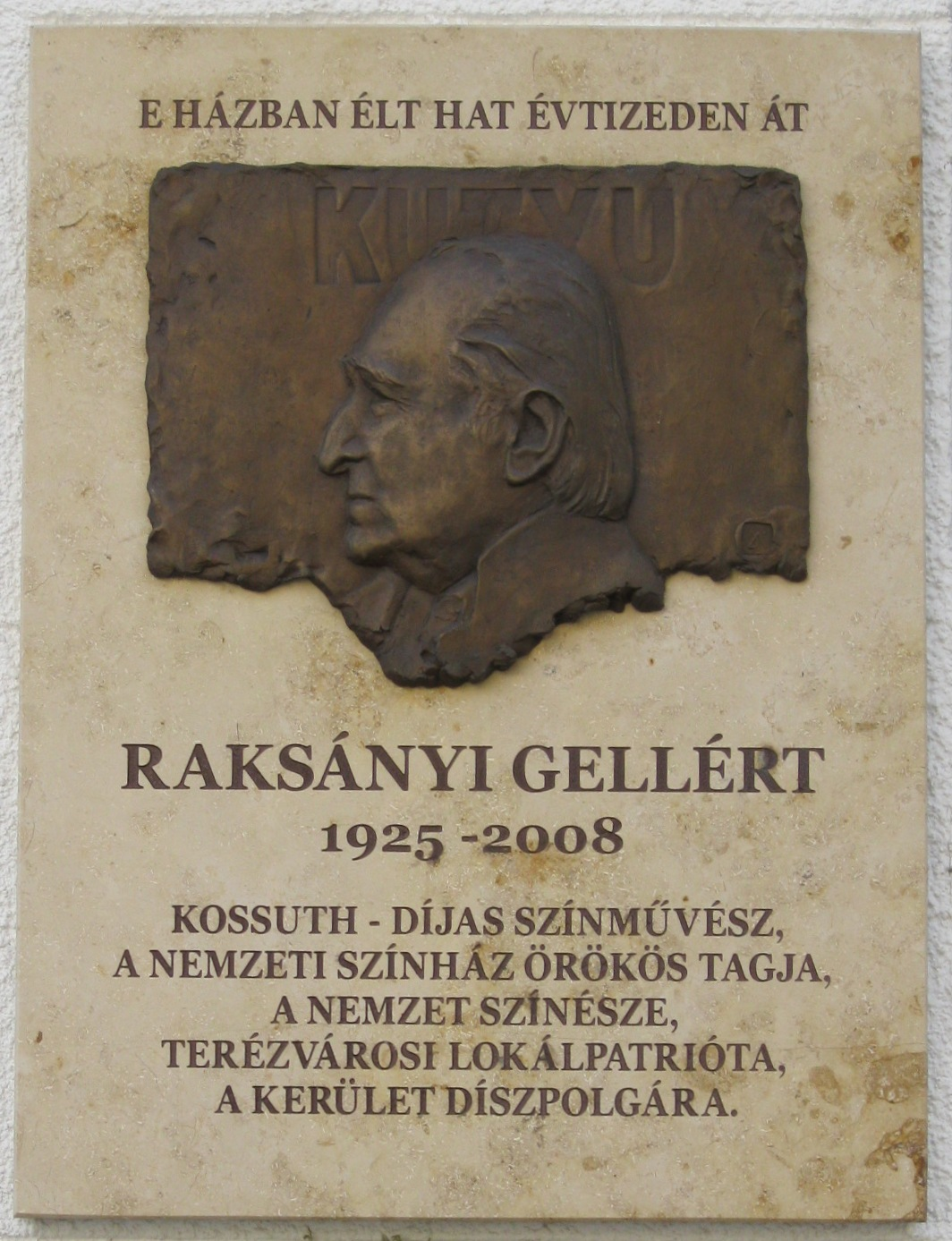
Raksányi Gellért, Rippl-Rónai utca 16.
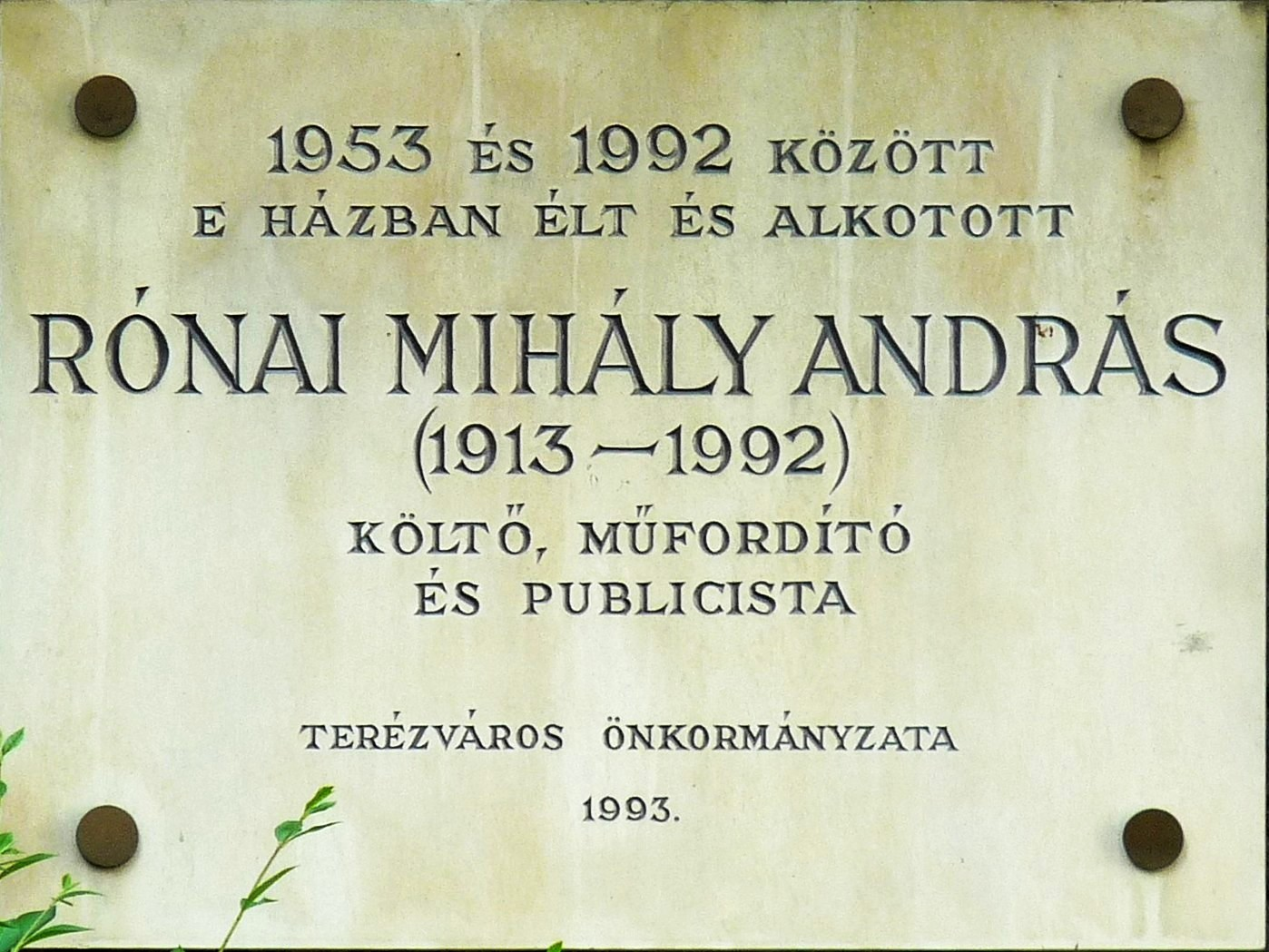
Rónai Mihály András, Városligeti fasor 40.
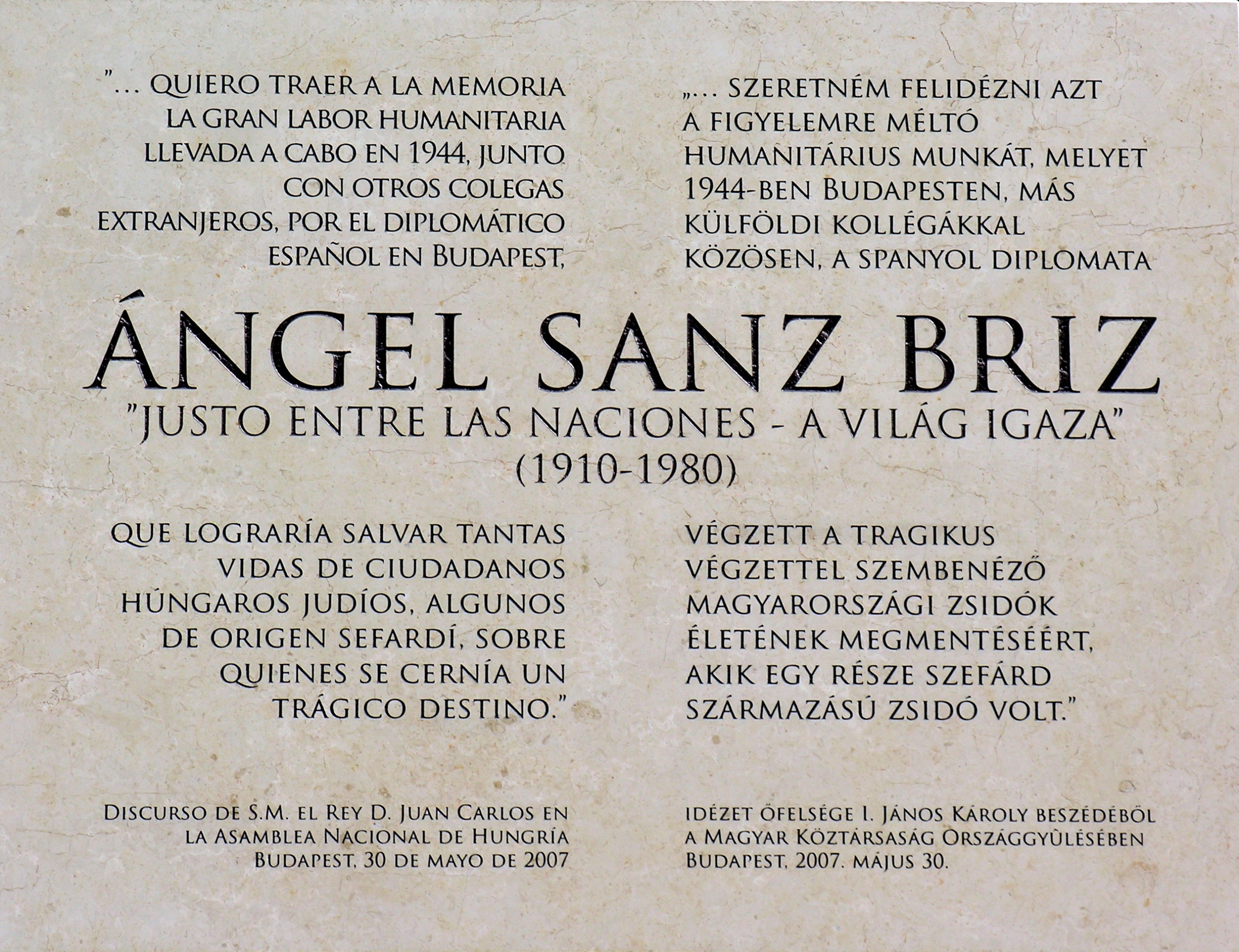
Ángel Sanz Briz, Eötvös utca 11/b
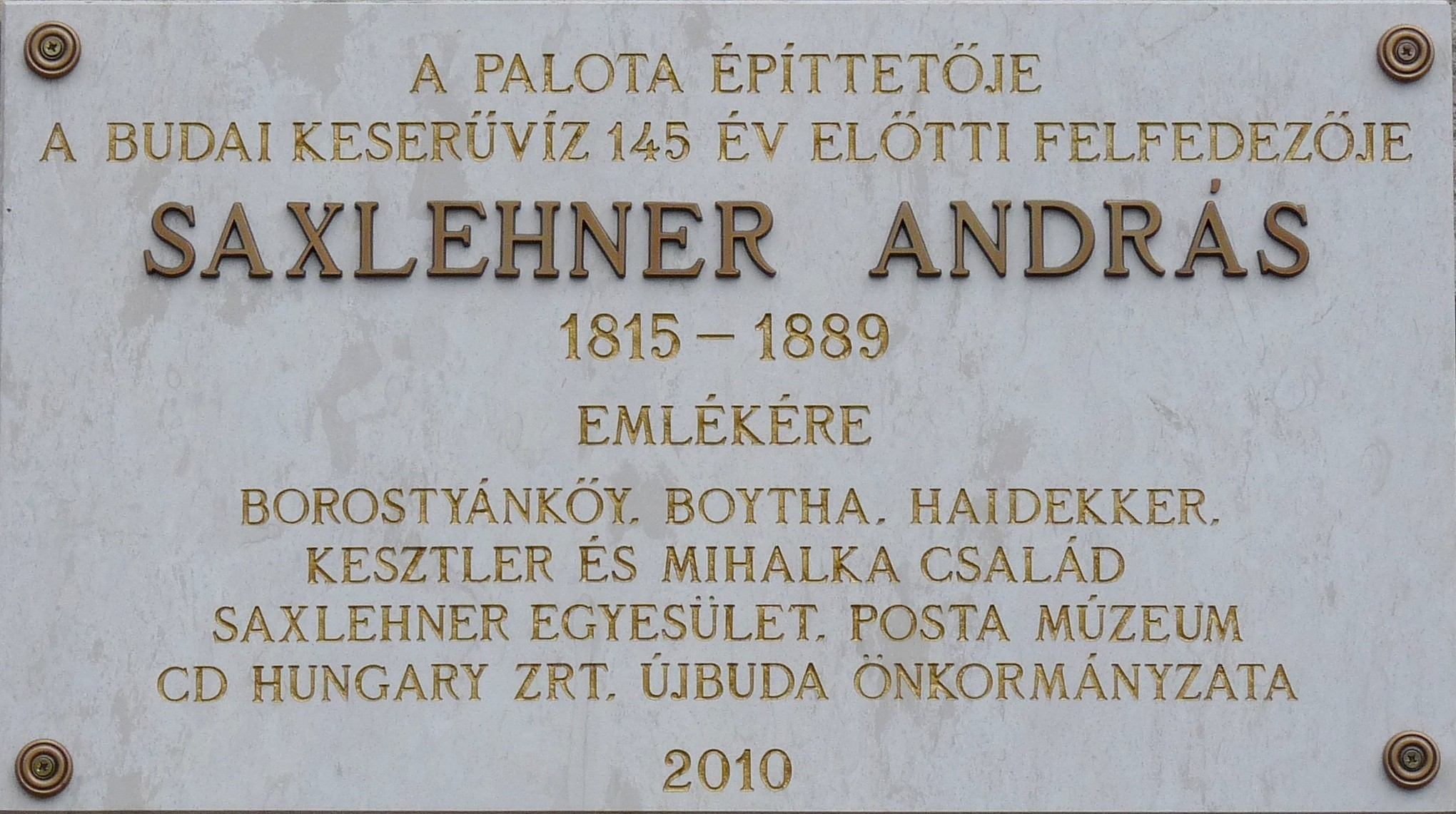
Saxlehner András, Andrássy út 3.
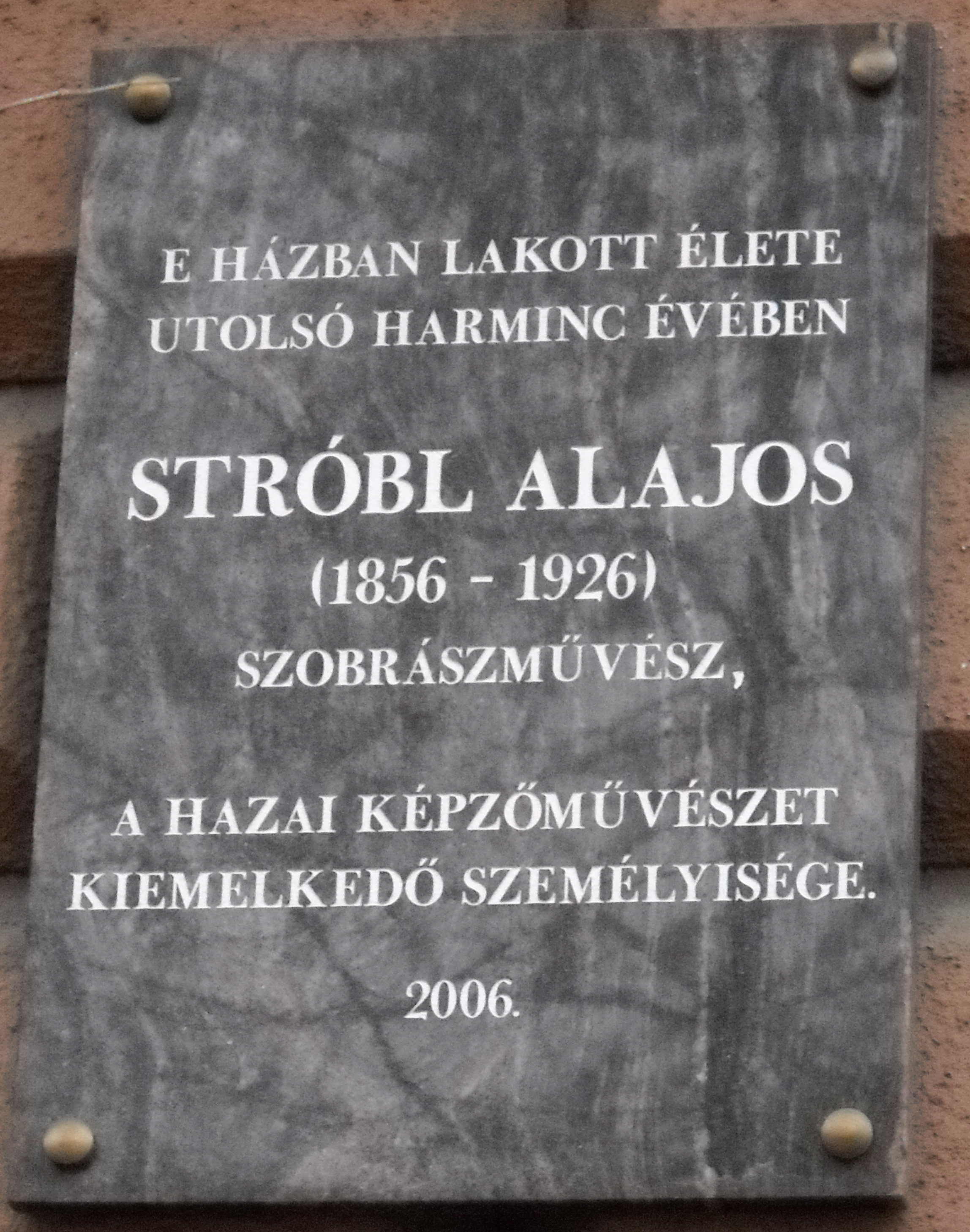
Strobl Alajos, Bajza utca 56.
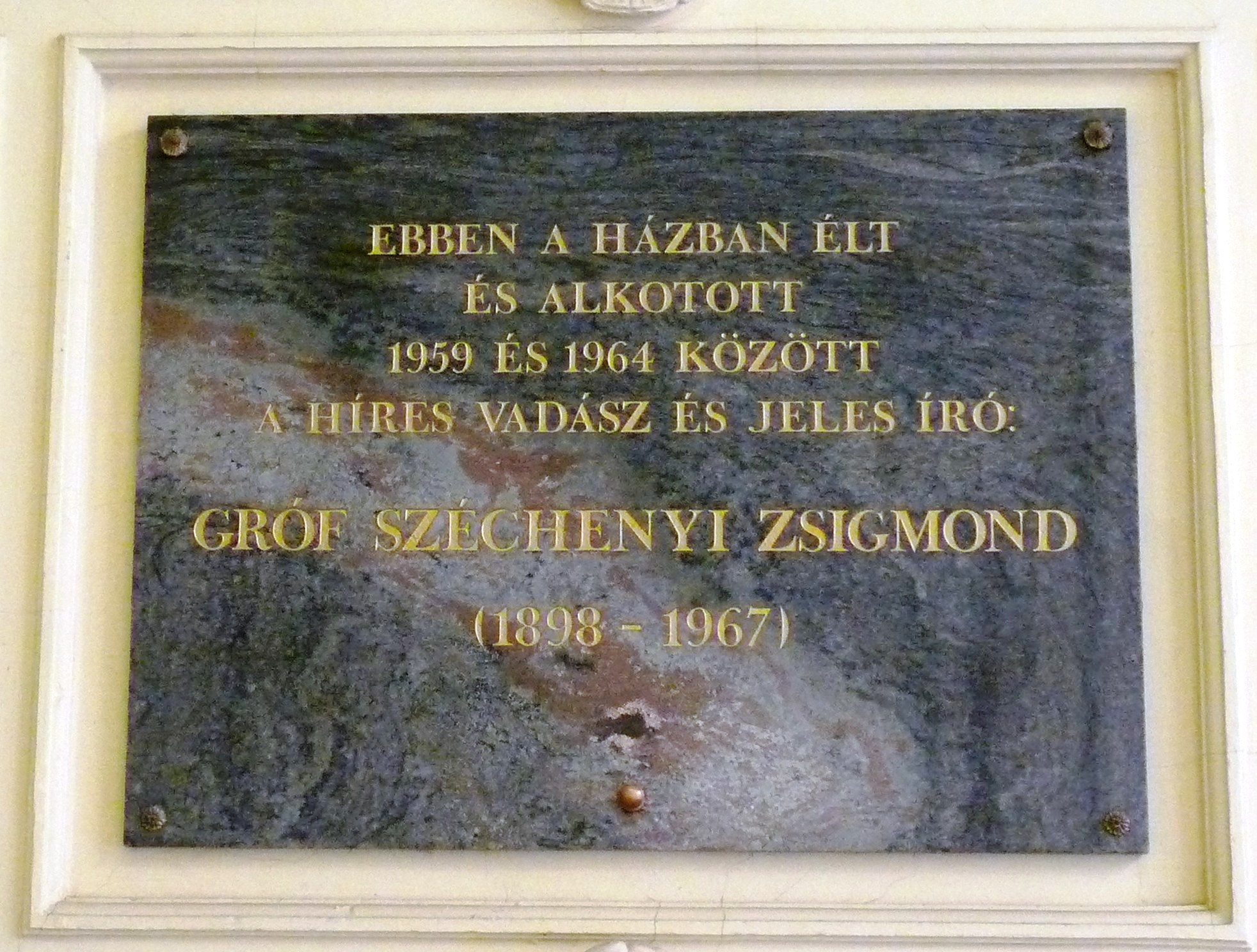
Széchenyi Zsigmond, Jókai utca 36.
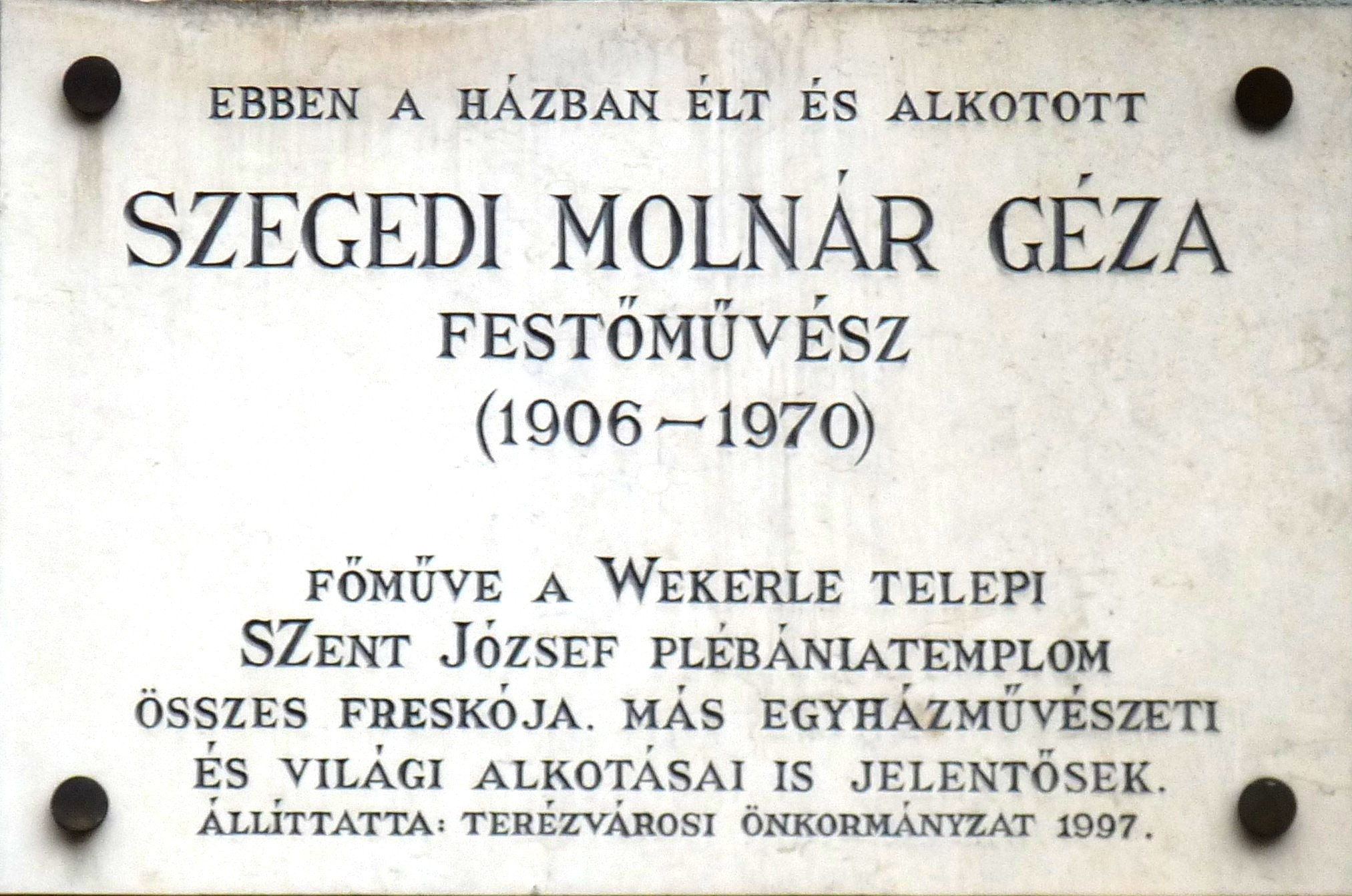
Szegedi Molnár Géza, Nagymező utca utca 8.
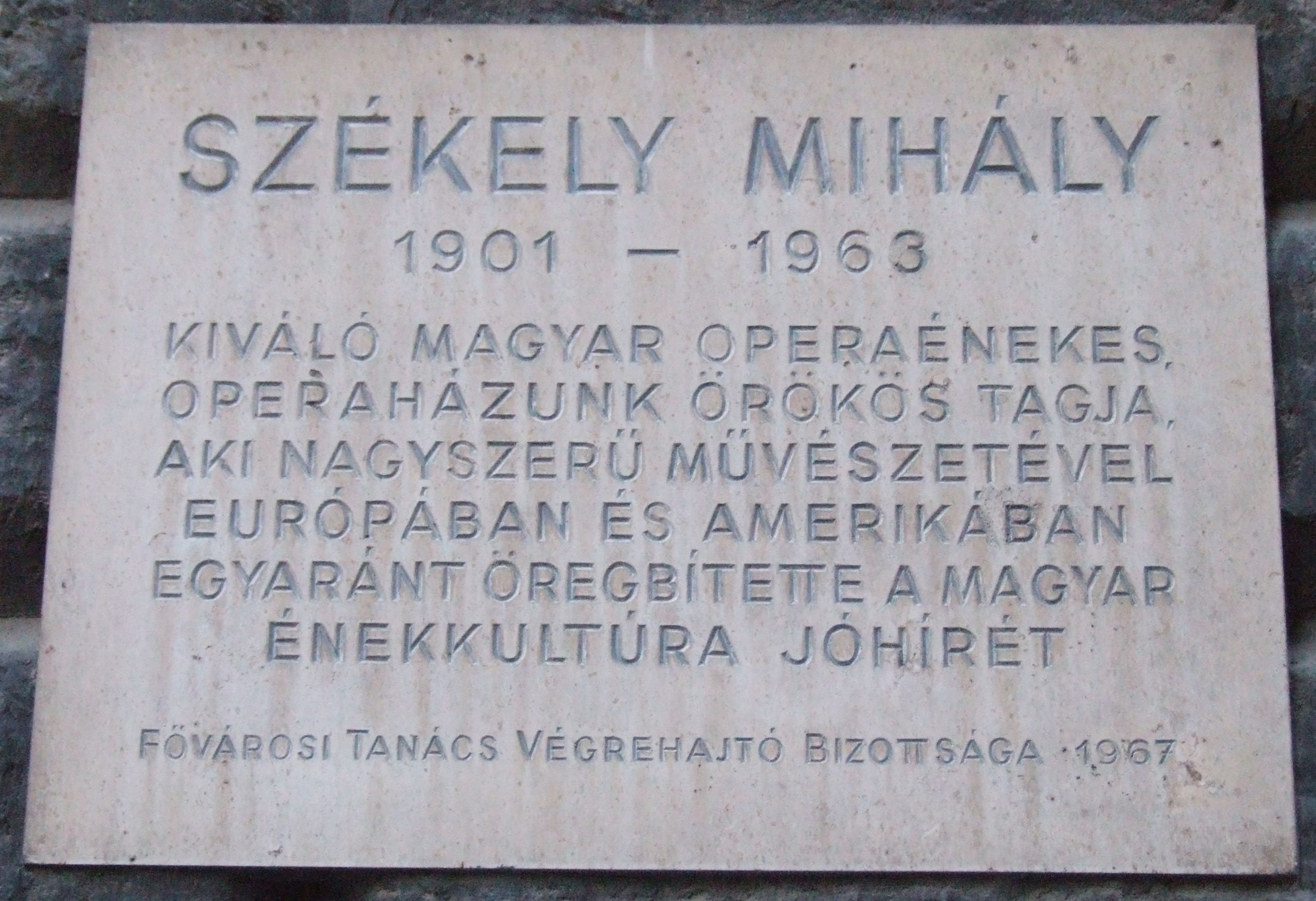
Székely Mihály, Székely Mihály utca 13.
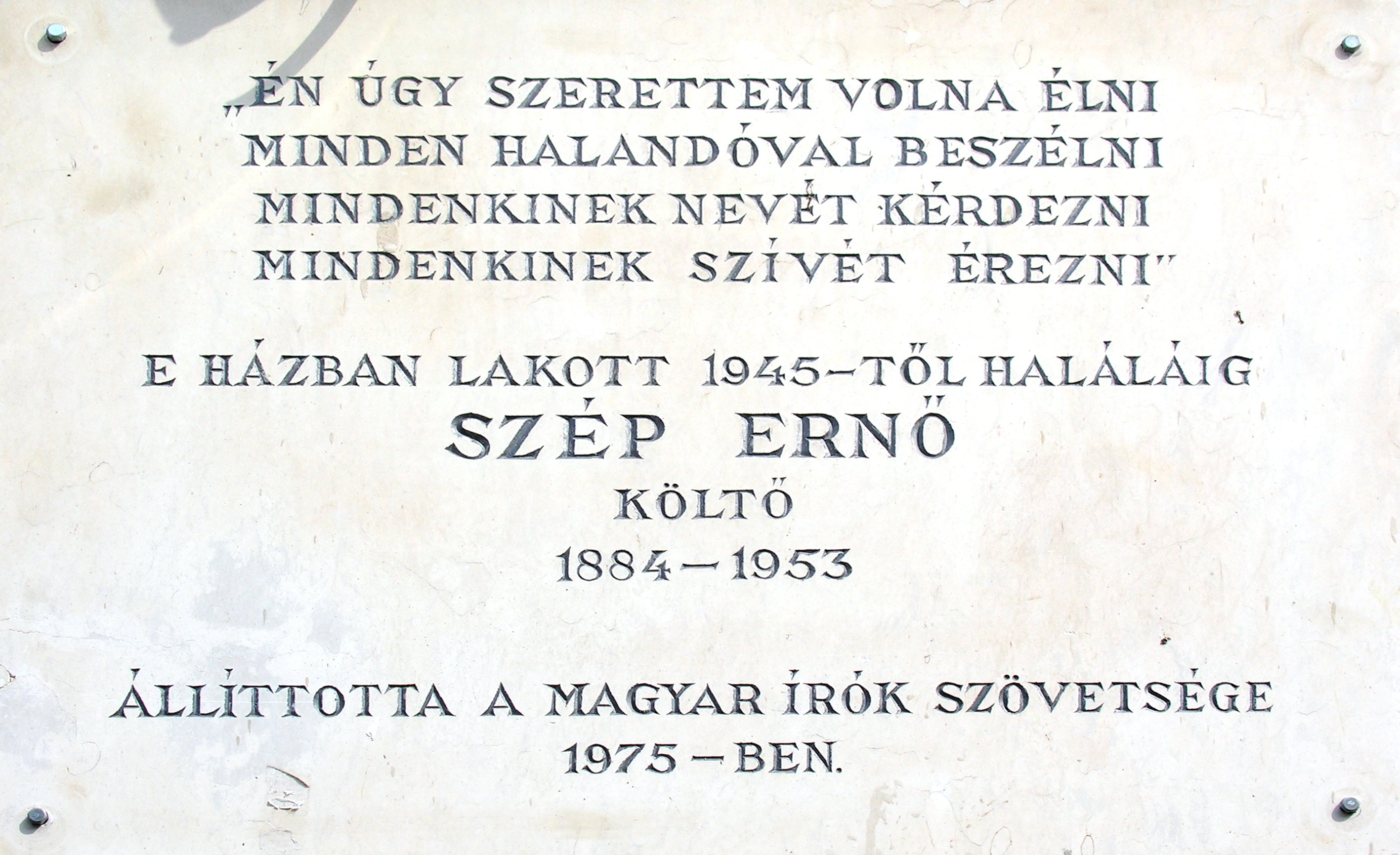
Szép Ernő, Liszt Ferenc tér 11.
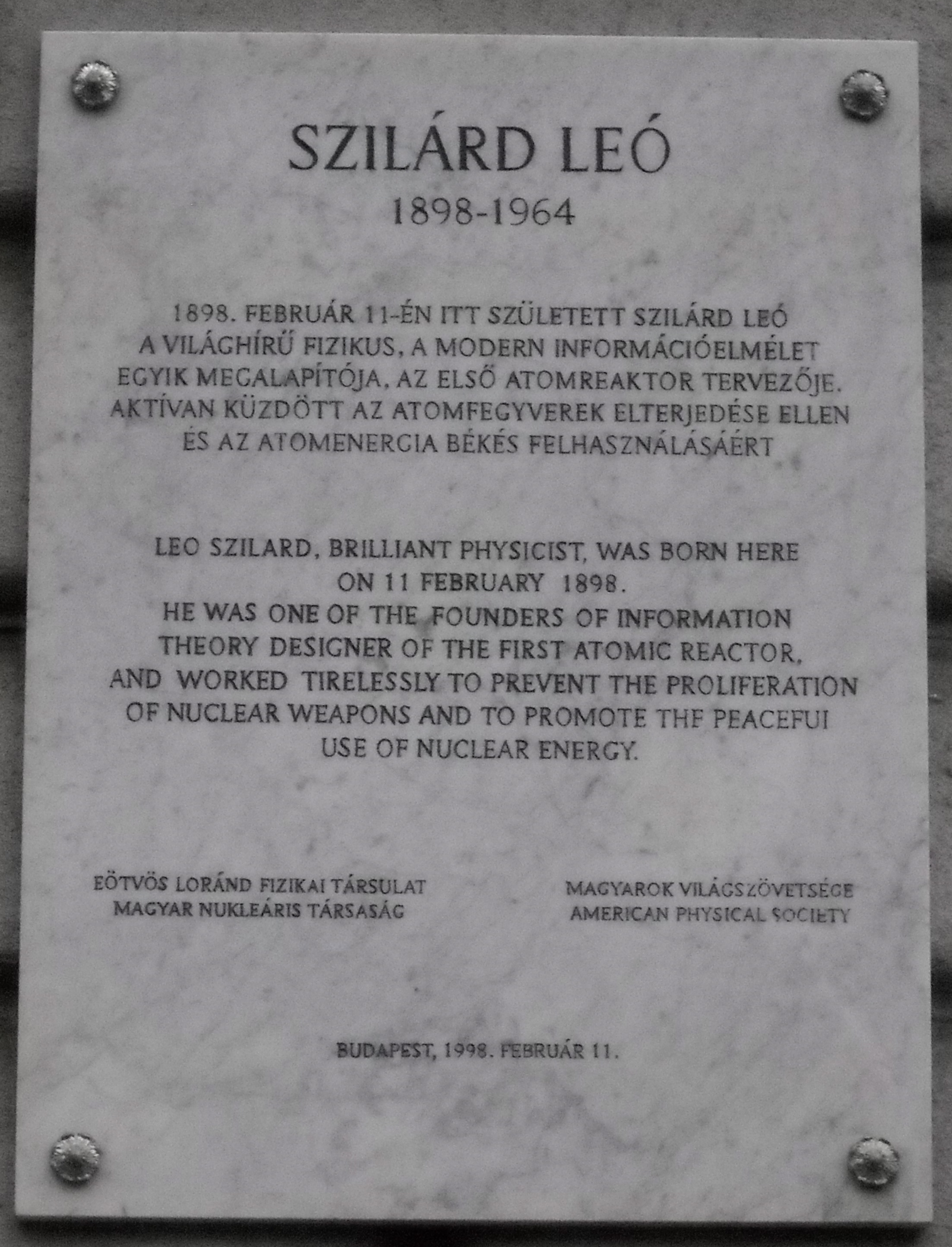
Szilárd Leó, Bajza utca 50.
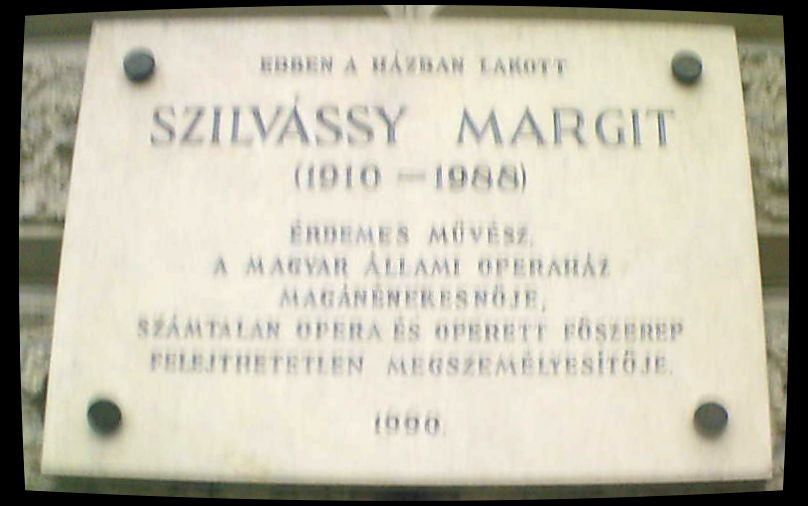
Szilvássy Margit, Andrássy út 19.
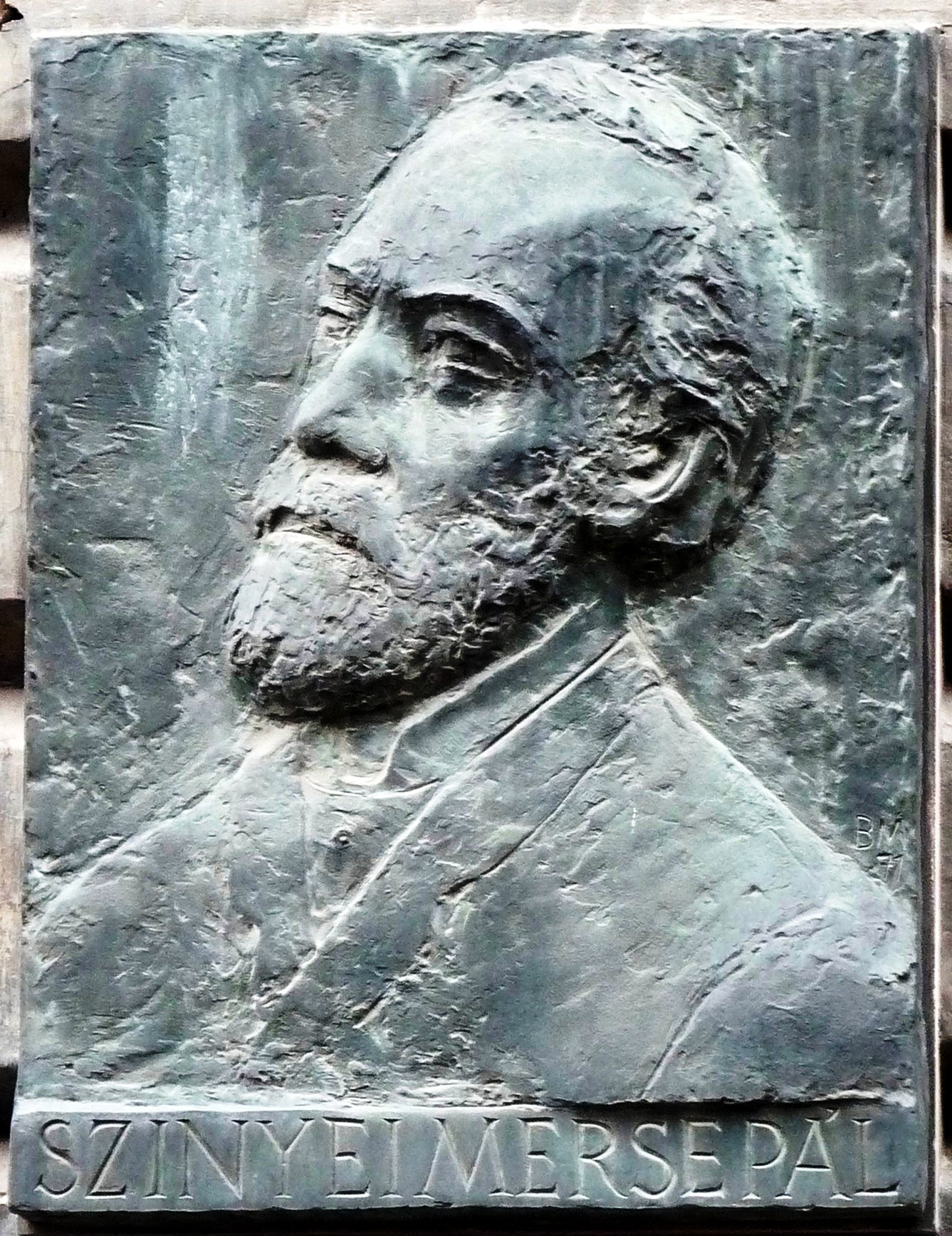
Szinyei Merse Pál, Szinyei Merse utca 2. alkotó: Borsos Miklós
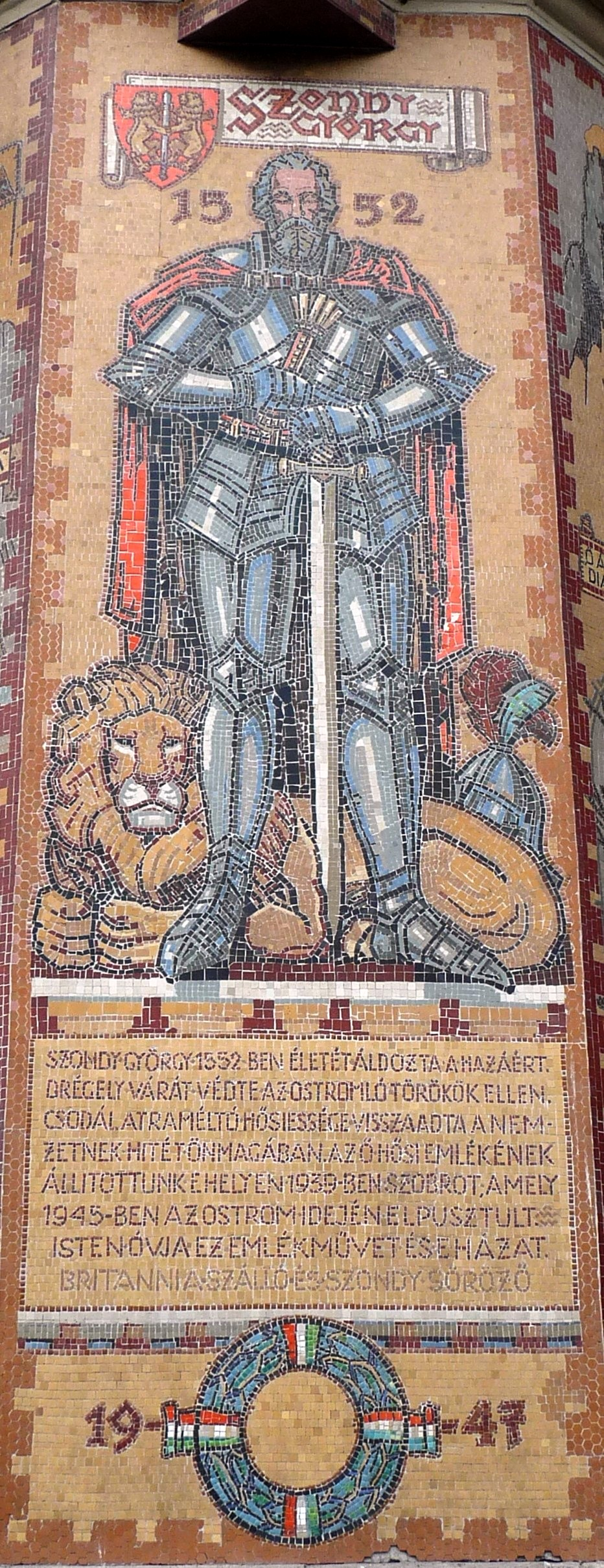
Szondy György, Szondi utca 2. alkotó: Haranghy Jenő
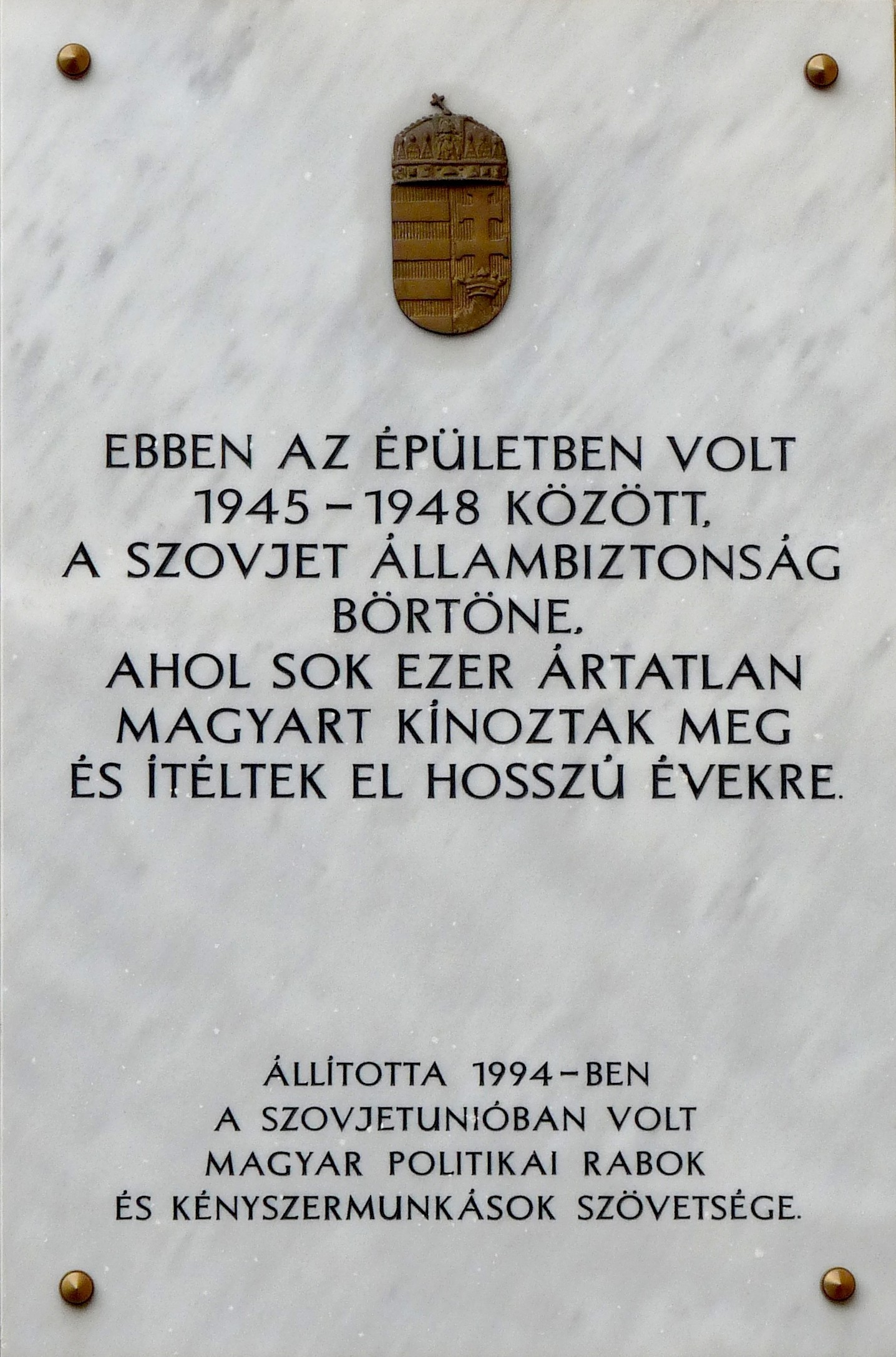
szovjet állambiztonsági börtön, Városligeti fasor 4/b.
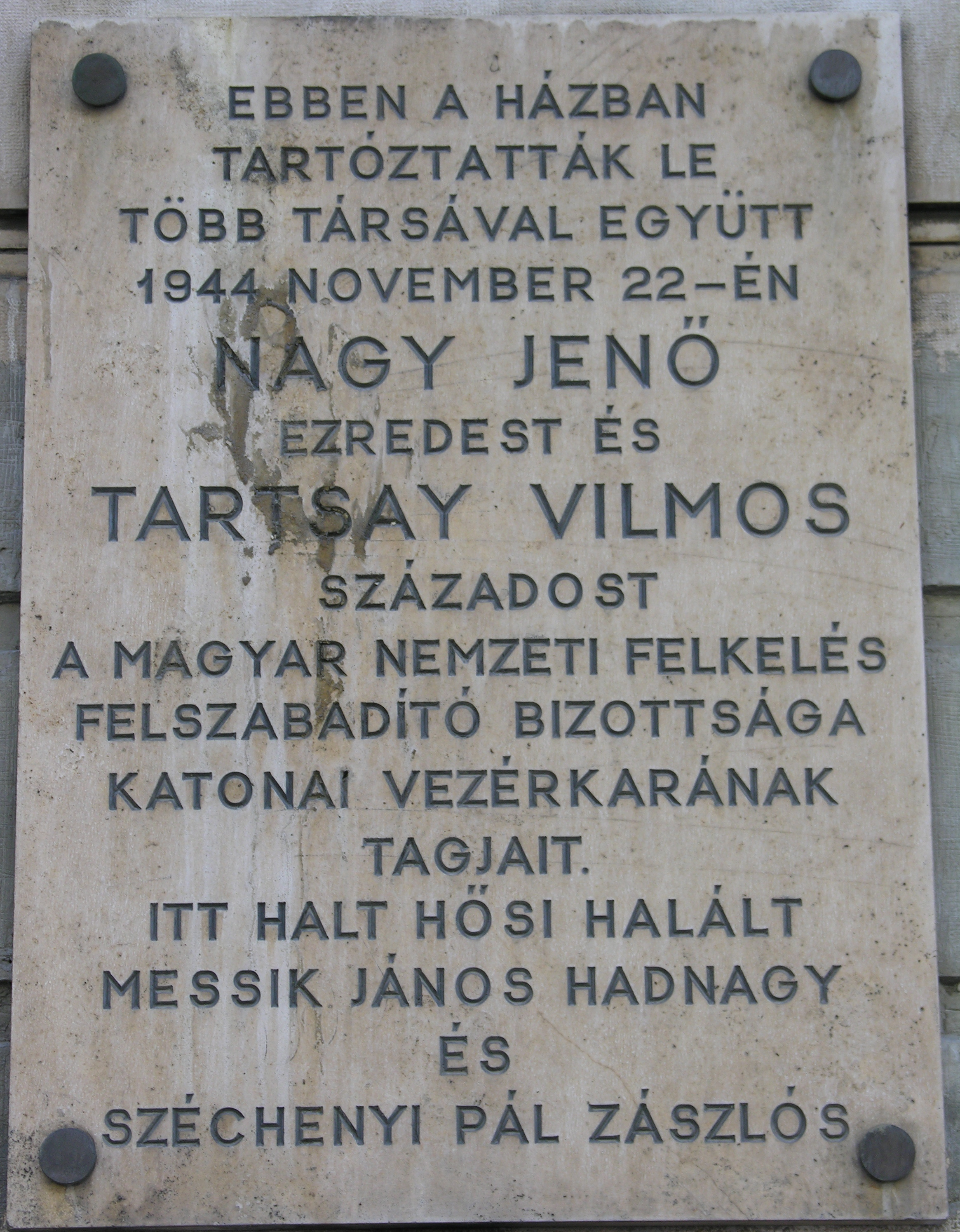
Tartsay Vilmos, Andrássy út 29.
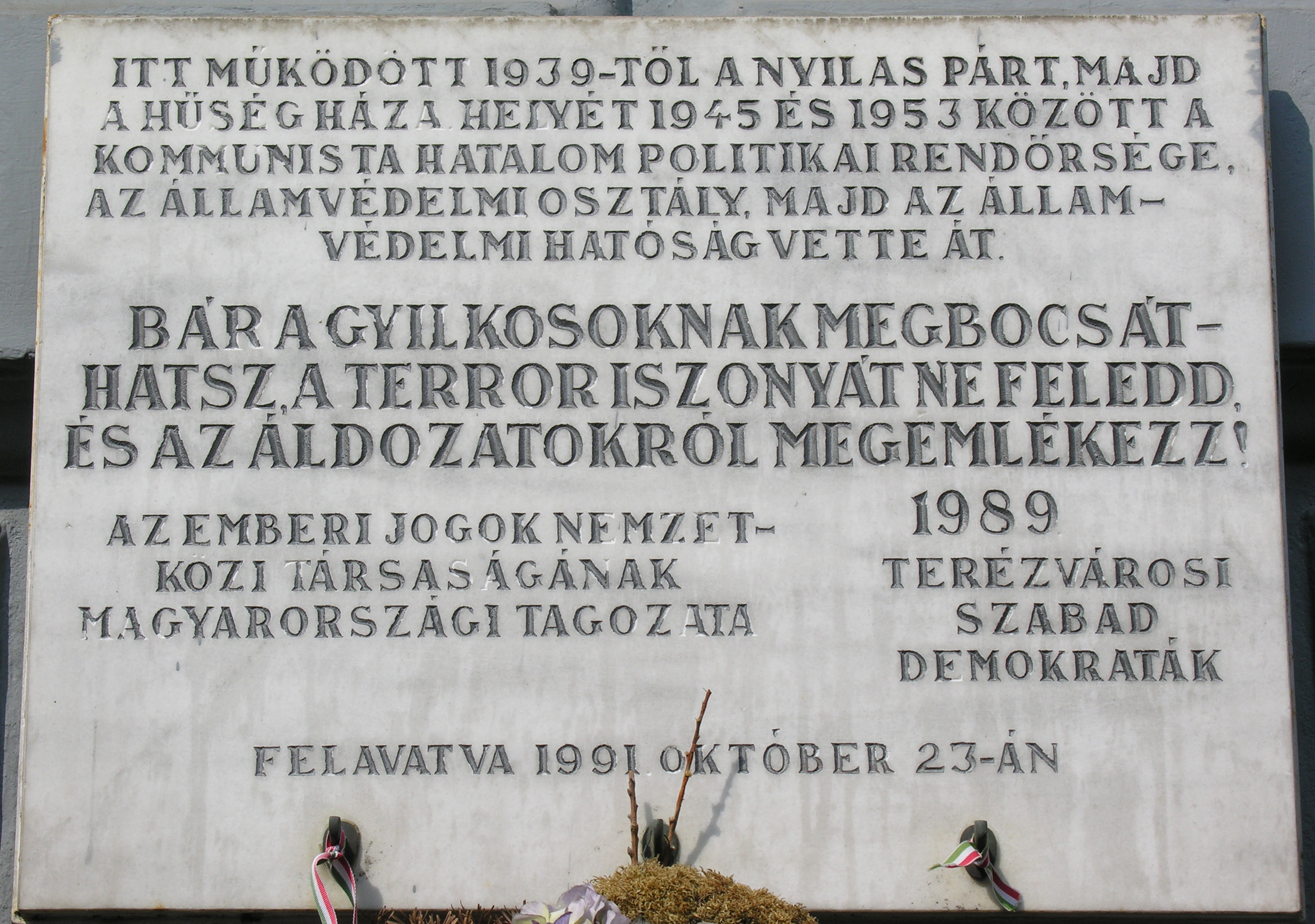
Terror Háza, Andrássy út 60.
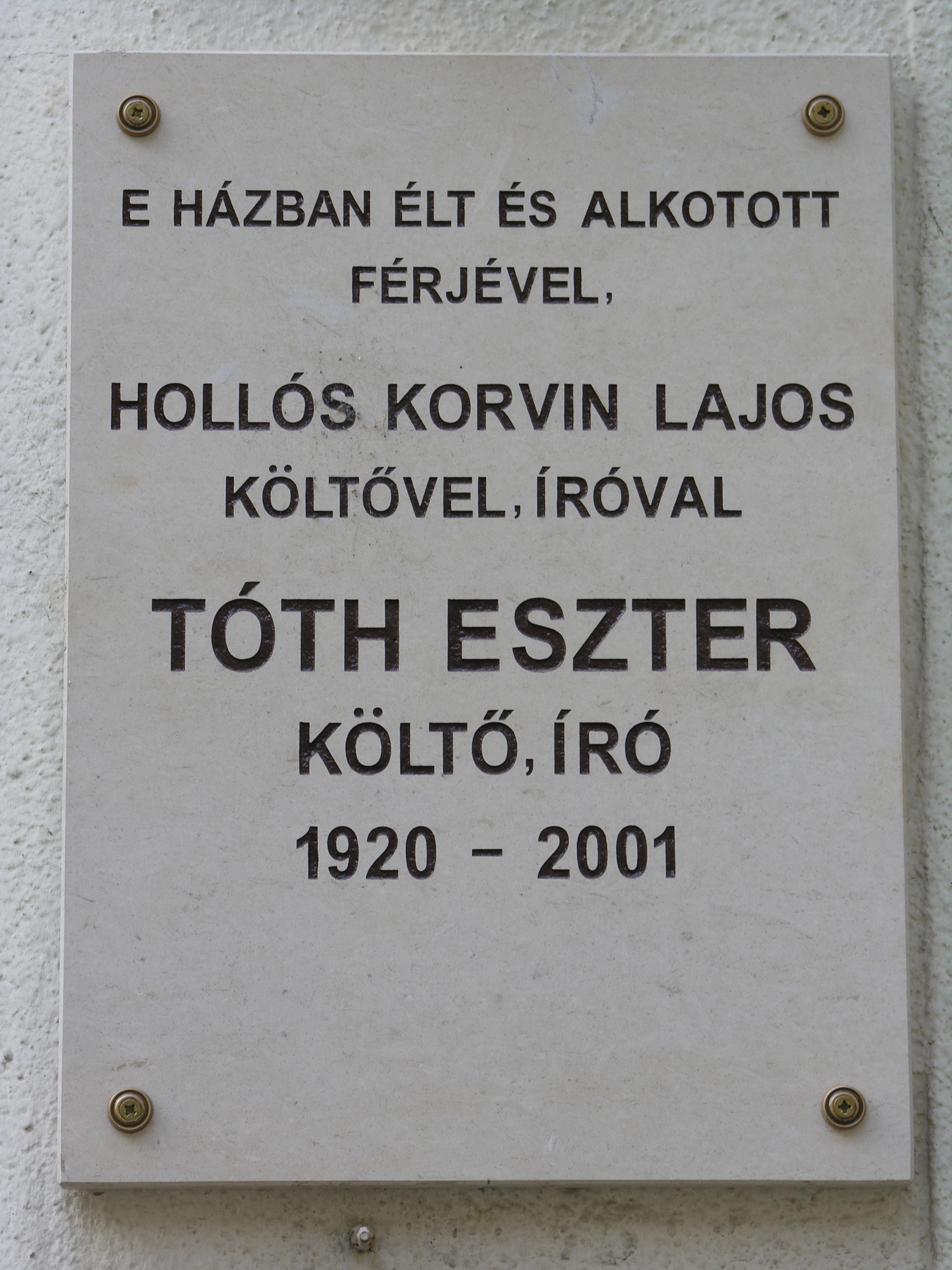
Tóth Eszter Hajós utca 14.
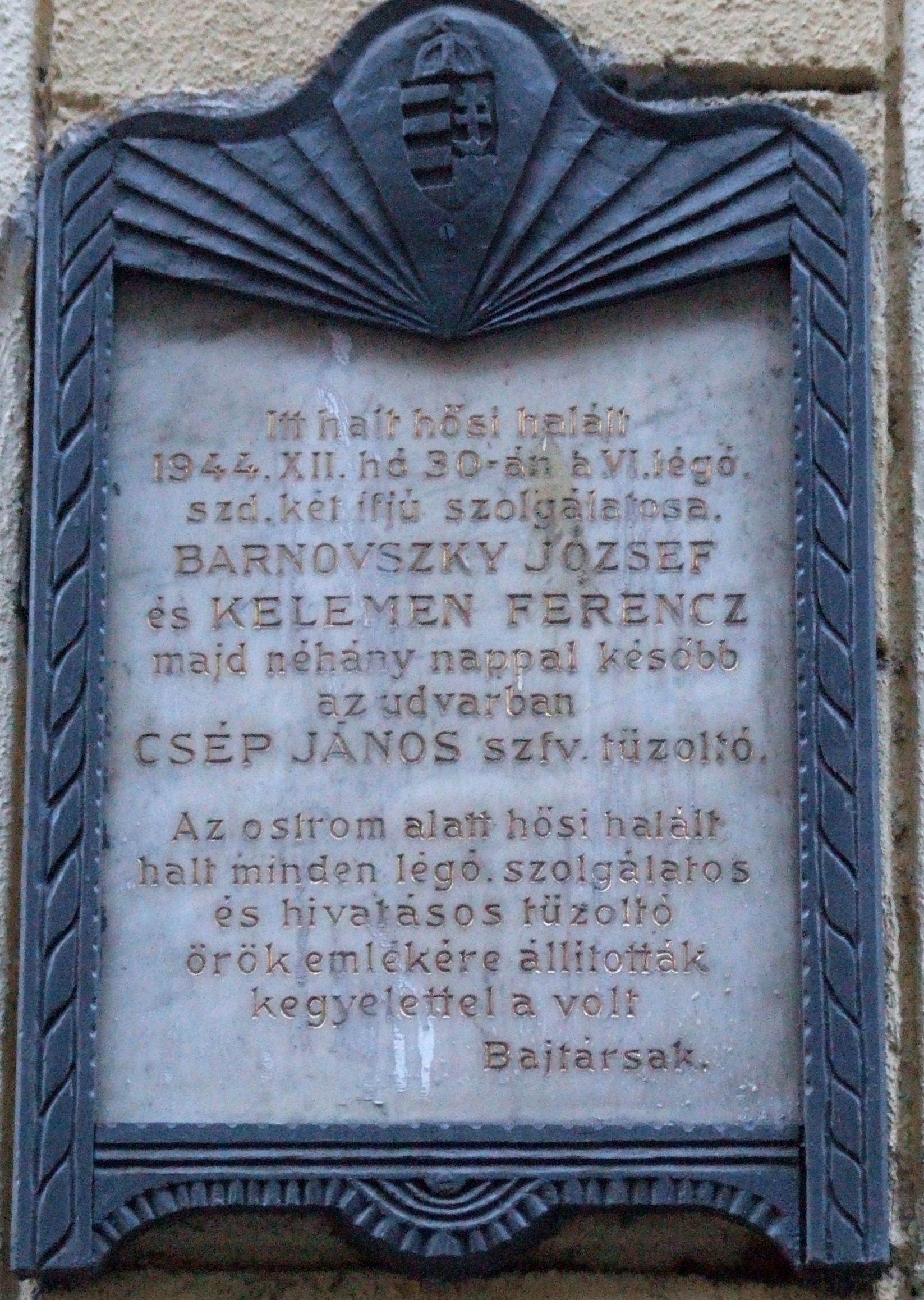
Tűzoltó hősök, Hegedű utca 6.
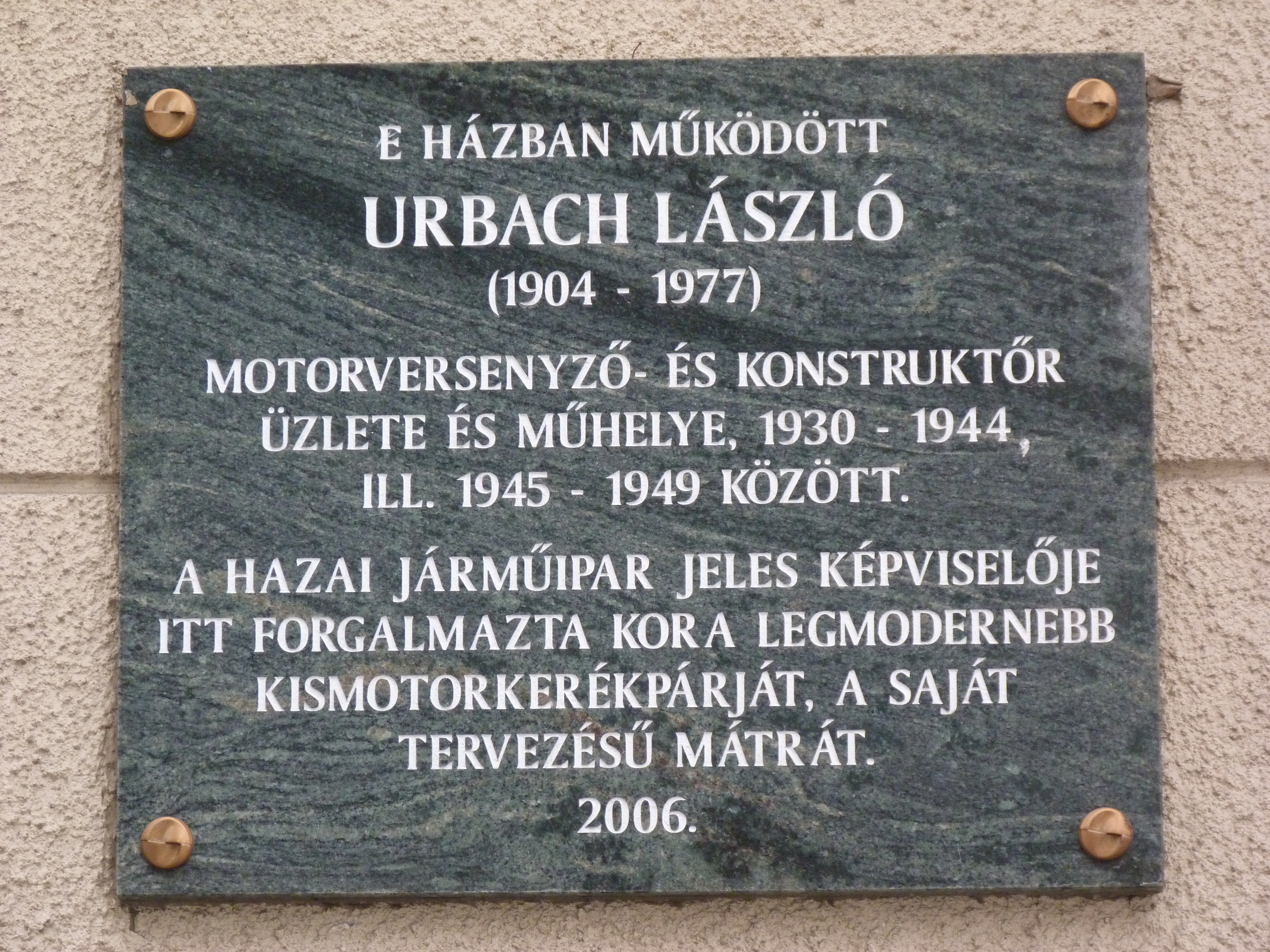
Urbach László, Hunyadi tér 12.
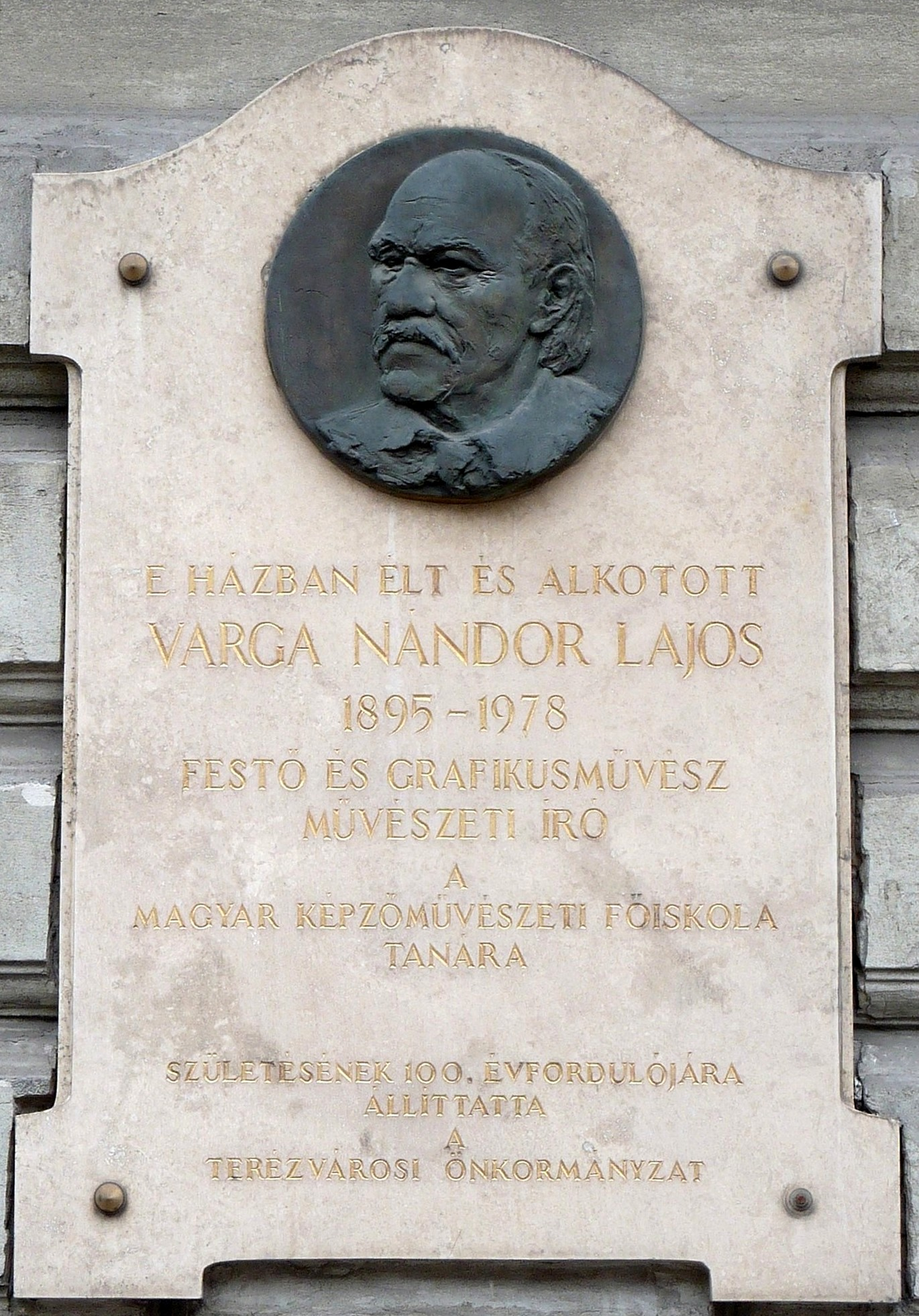
Varga Nándor Lajos, Andrássy út 84. alkotó: Zsin Judit
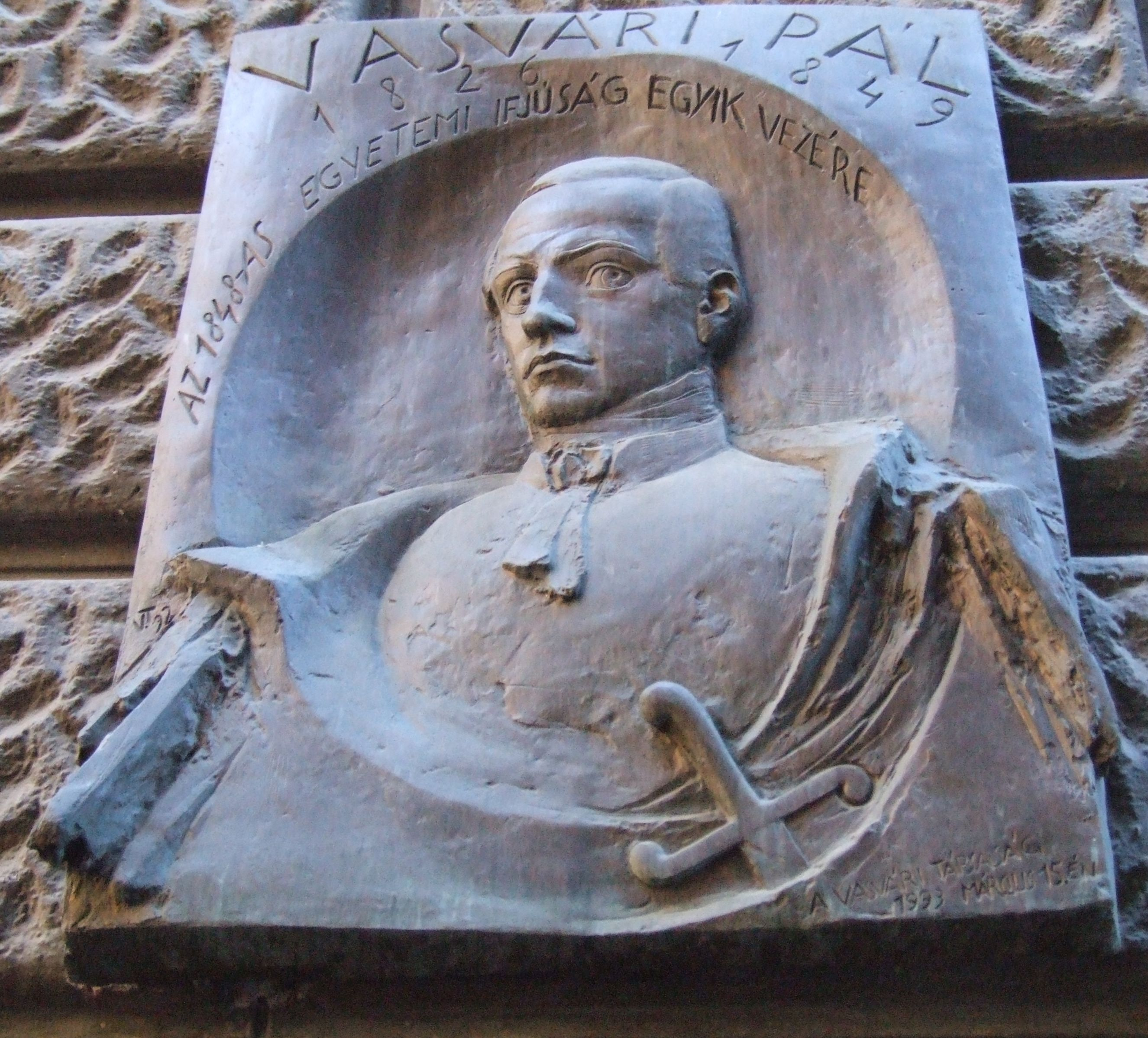
Vasvári Pál Vasvári Pál utca 13. alkotó: Vígh Tamás
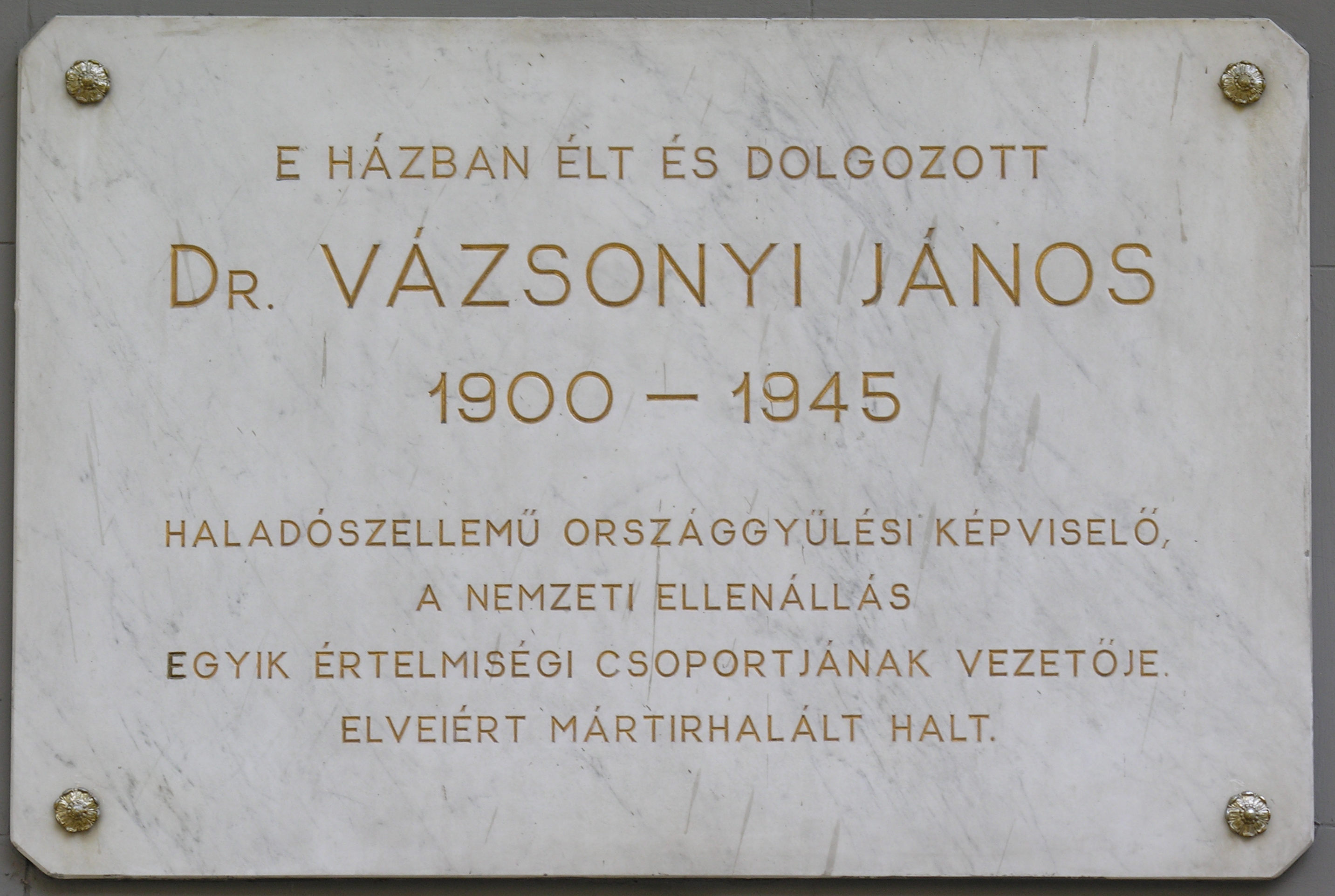
Vázsonyi János, Liszt Ferenc tér 2.
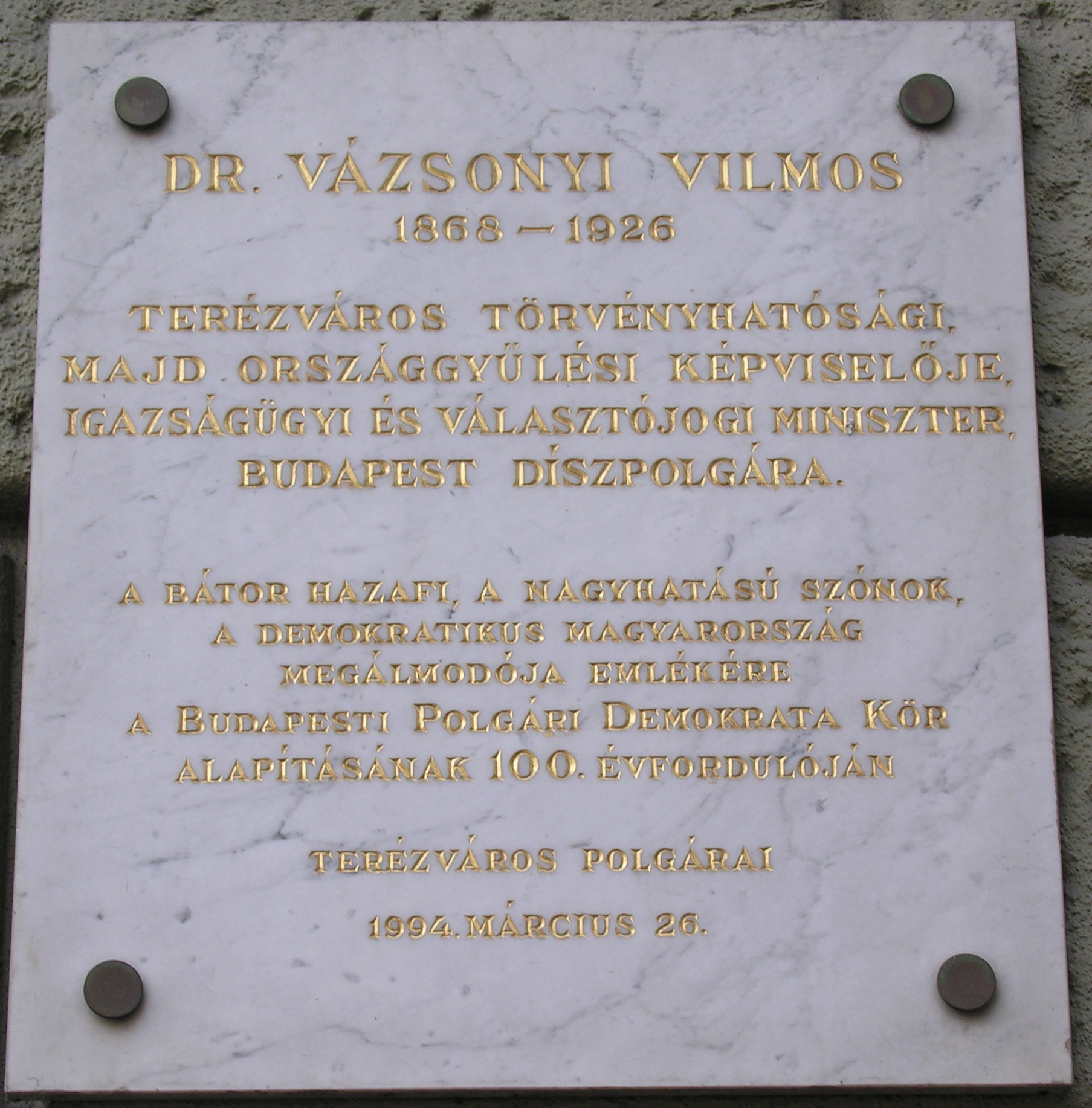
Vázsonyi Vilmos, Teréz körút 24.
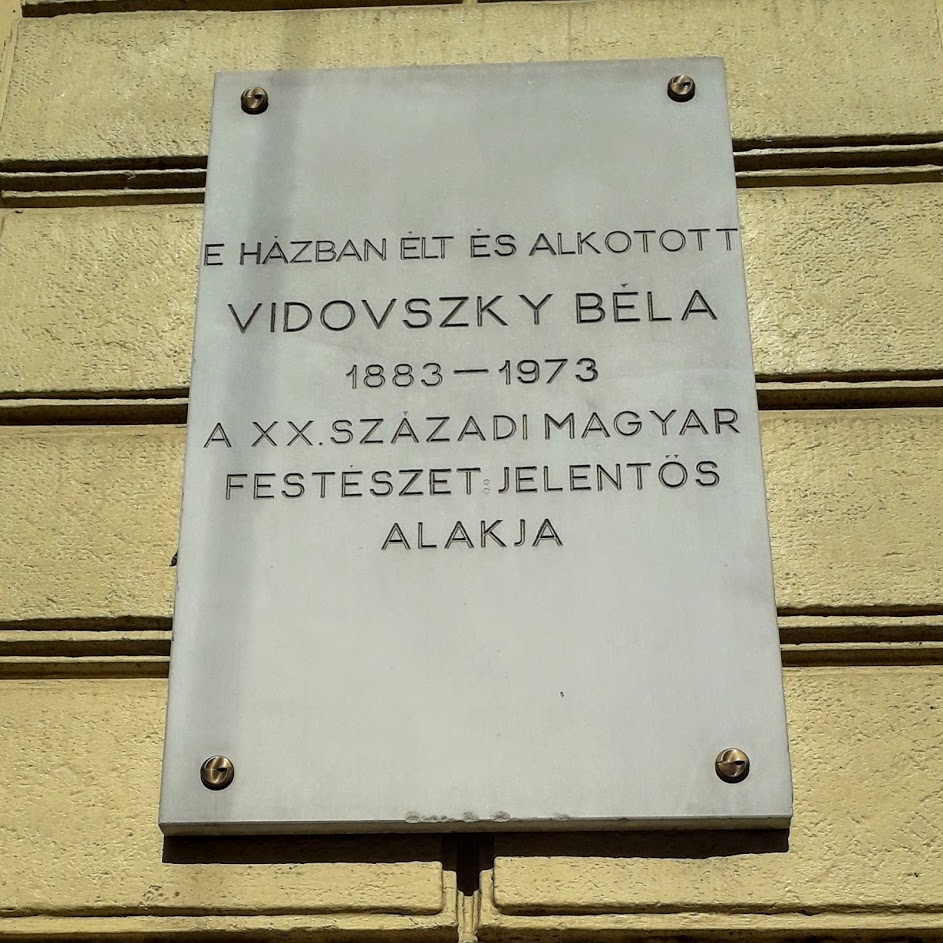
Vidovszky Béla Munkácsy Mihály utca 27.
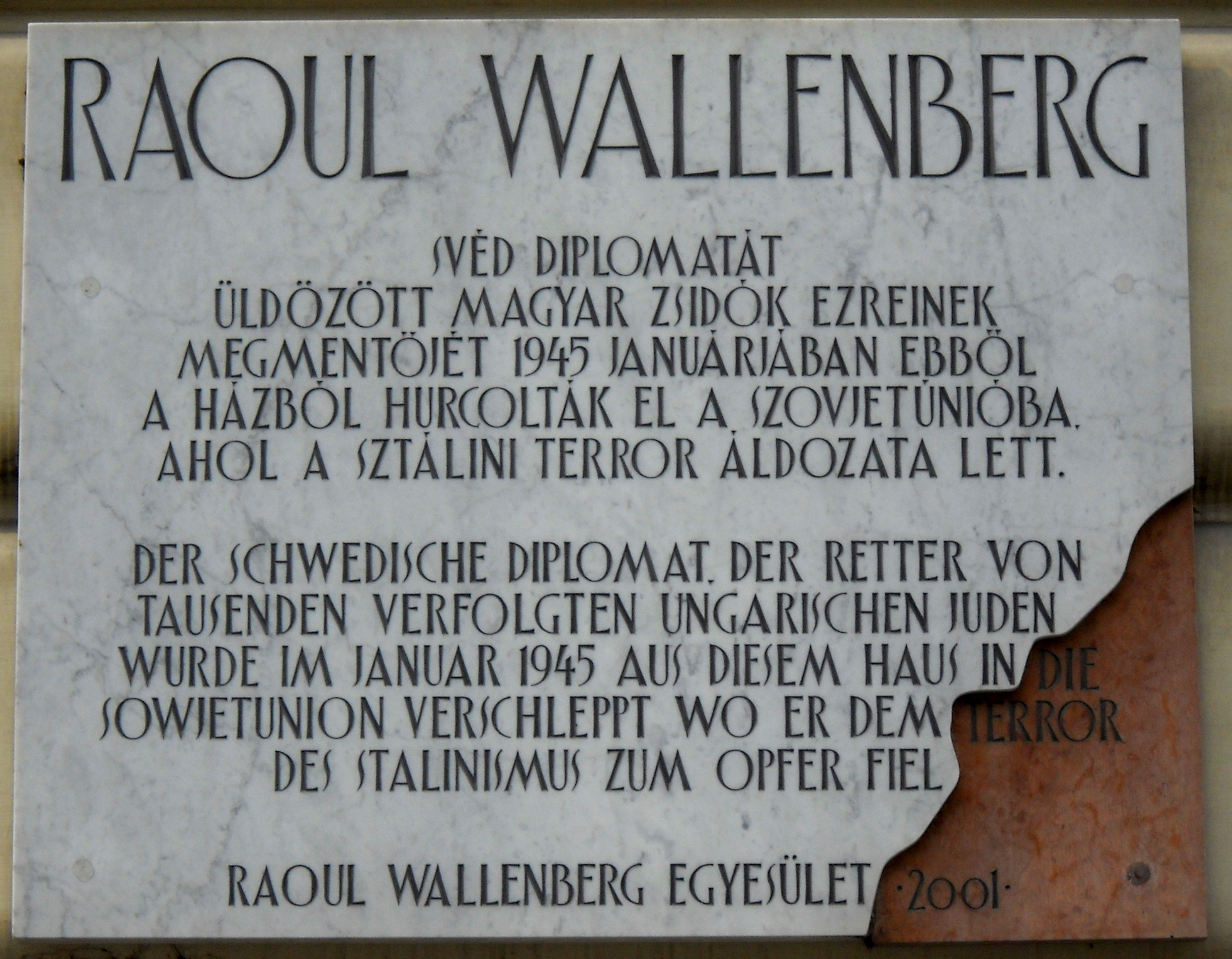
Raoul Wallenberg, Benczúr utca 16.
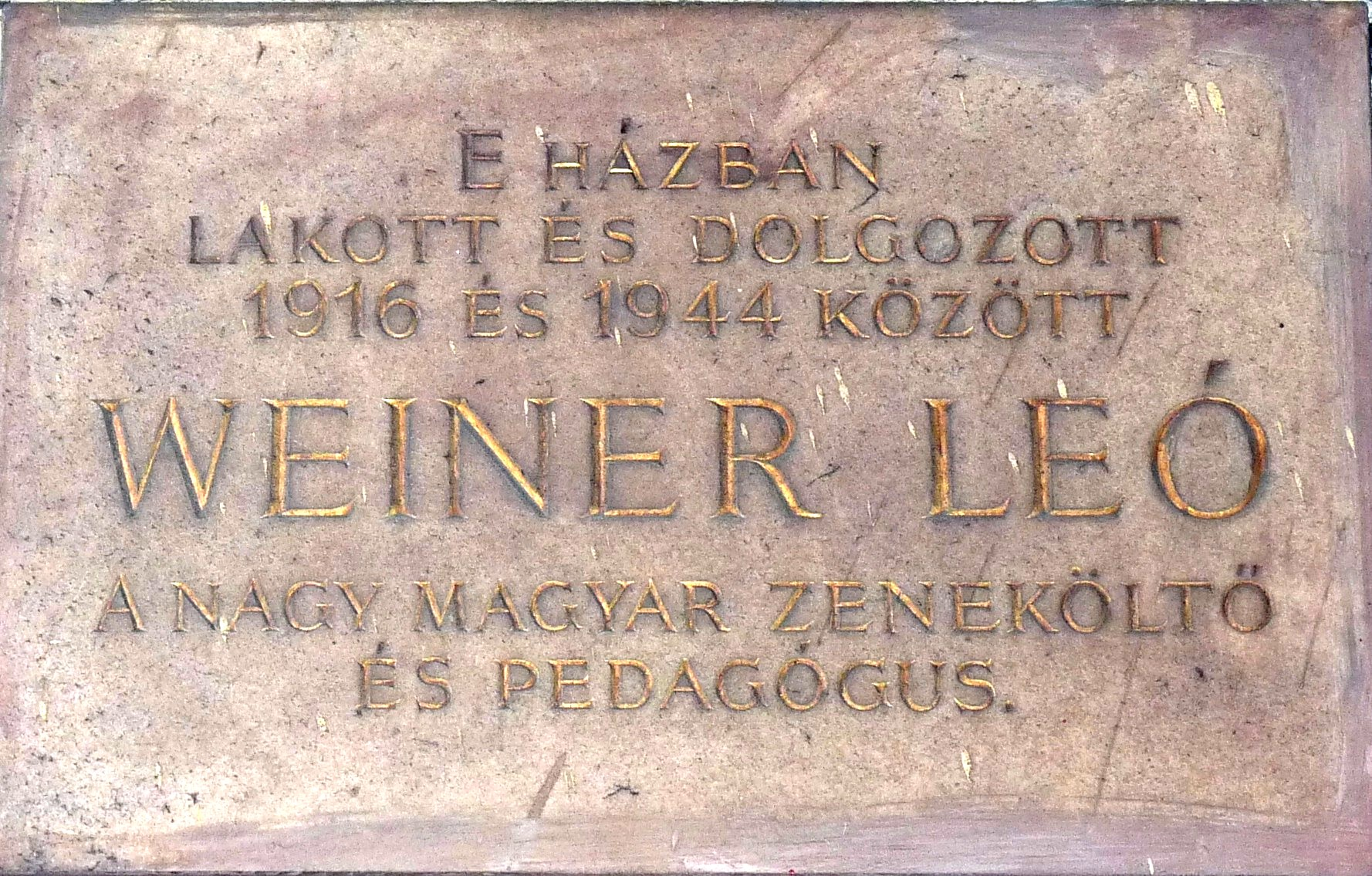
Weiner Leó, Teréz körút 32.
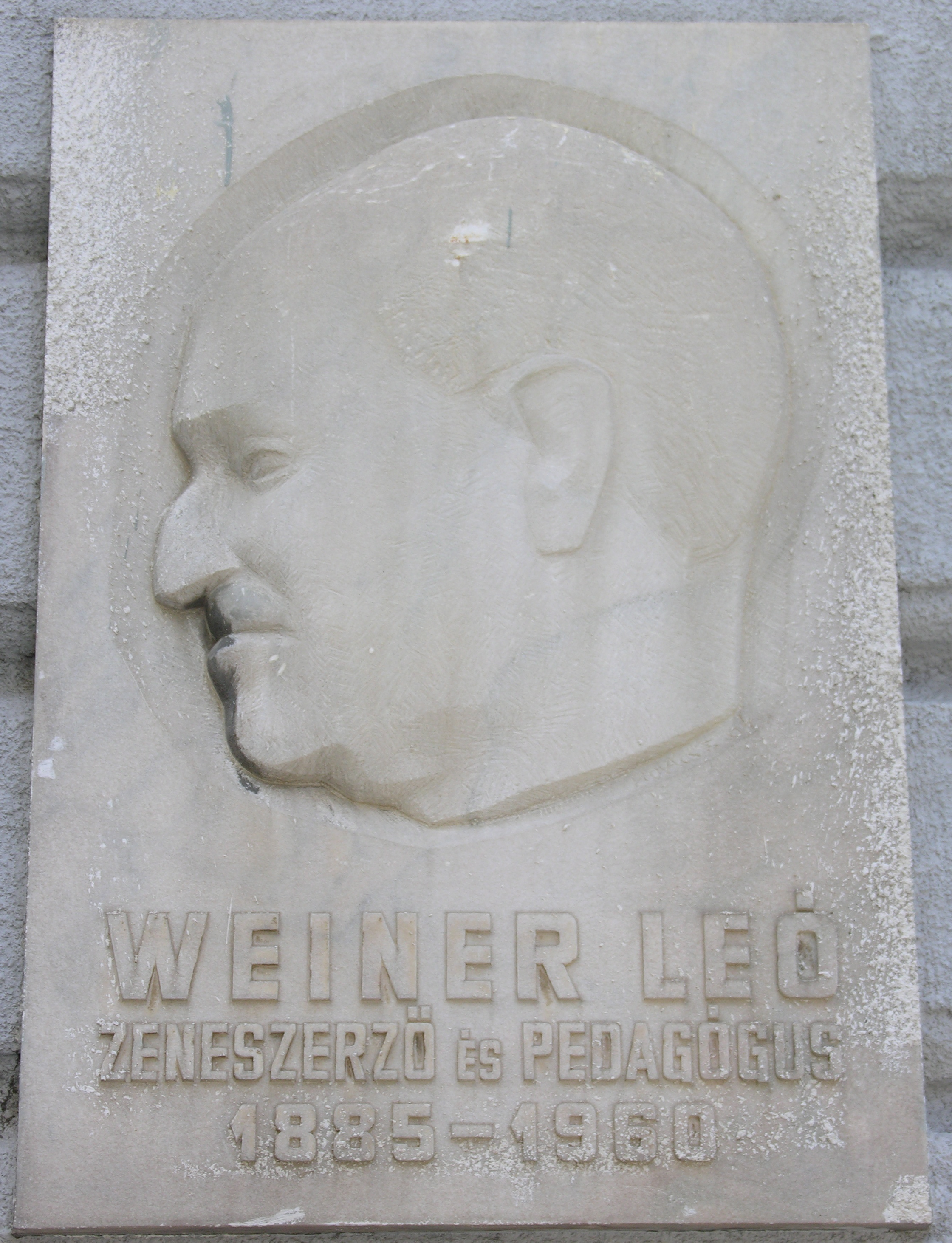
Weiner Leó, Weiner Leó utca 1. alkotó: Kovács Ferenc
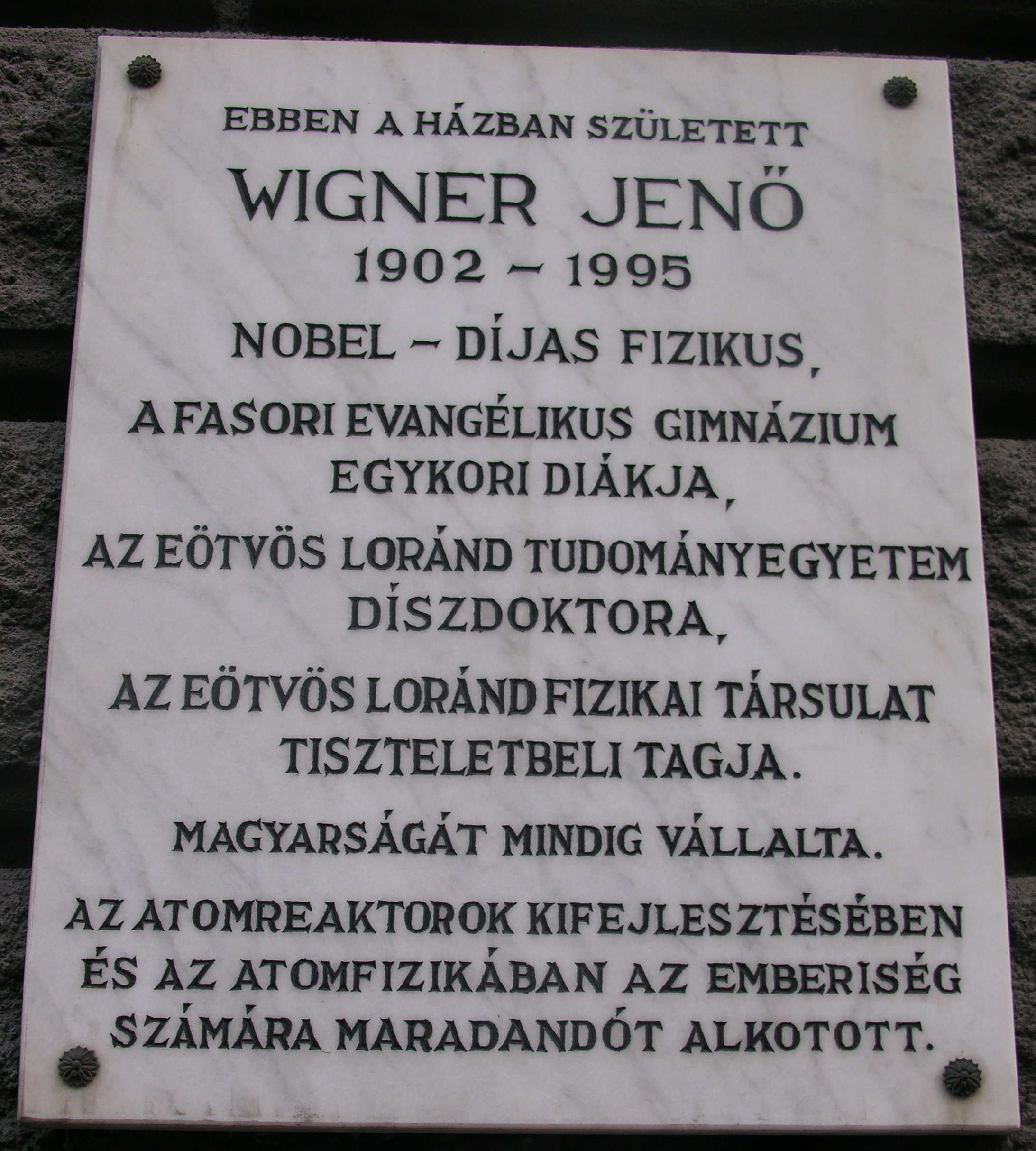
Wigner Jenő, Király utca 76.
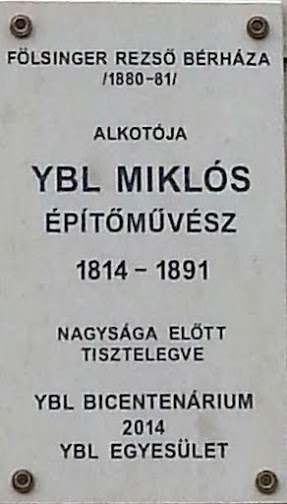
Ybl Miklós, Andrássy út 18.
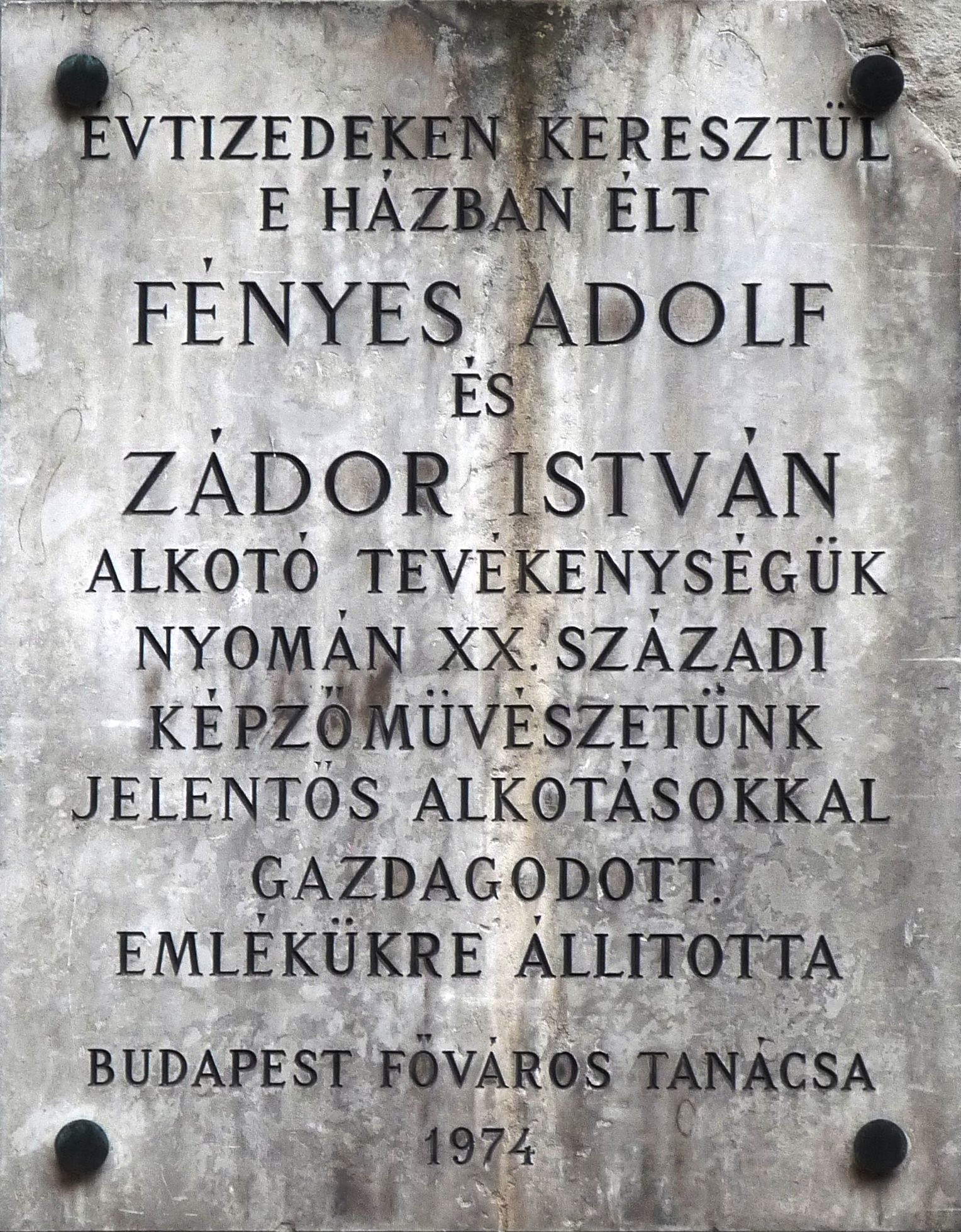
Zádor István, Nagymező utca 8.
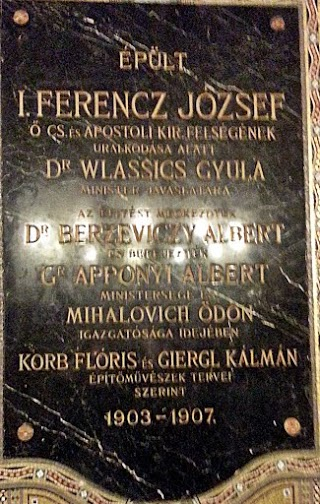
Zeneakadémia építése, Liszt Ferenc tér 8.
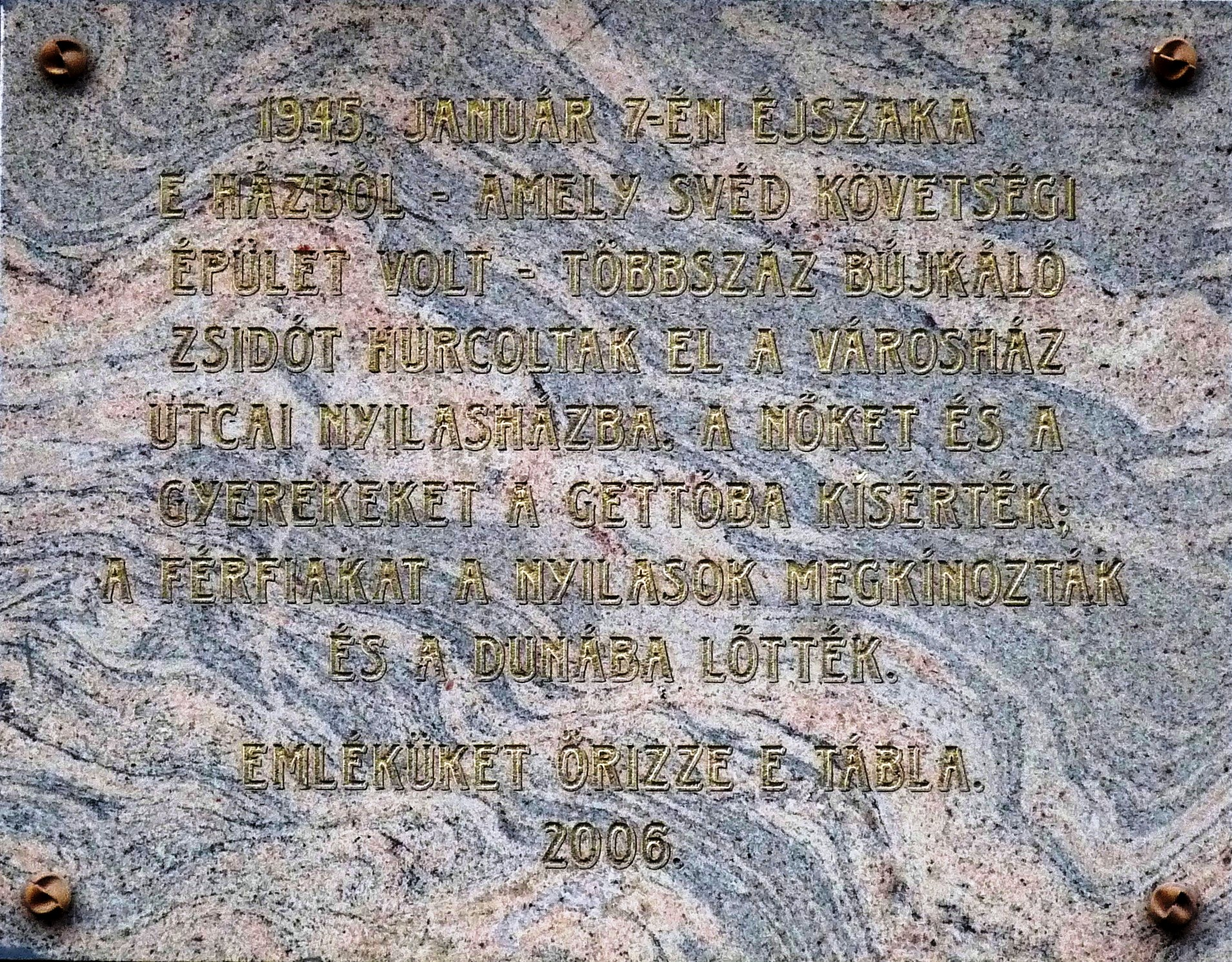
zsidó áldozatok,
Jókai utca 1.

### Botlatókövek

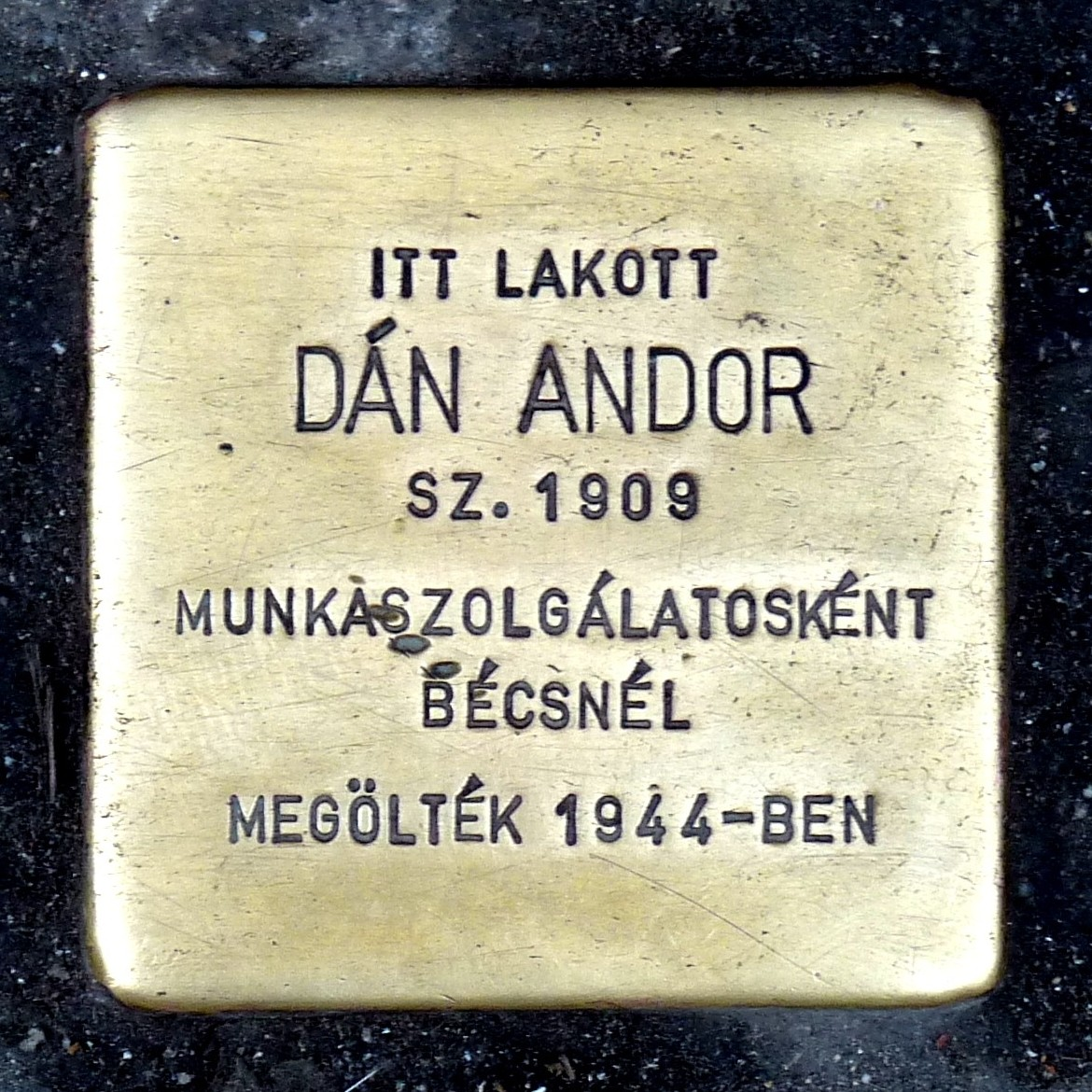
Dán Andor, Nagymező utca 25.
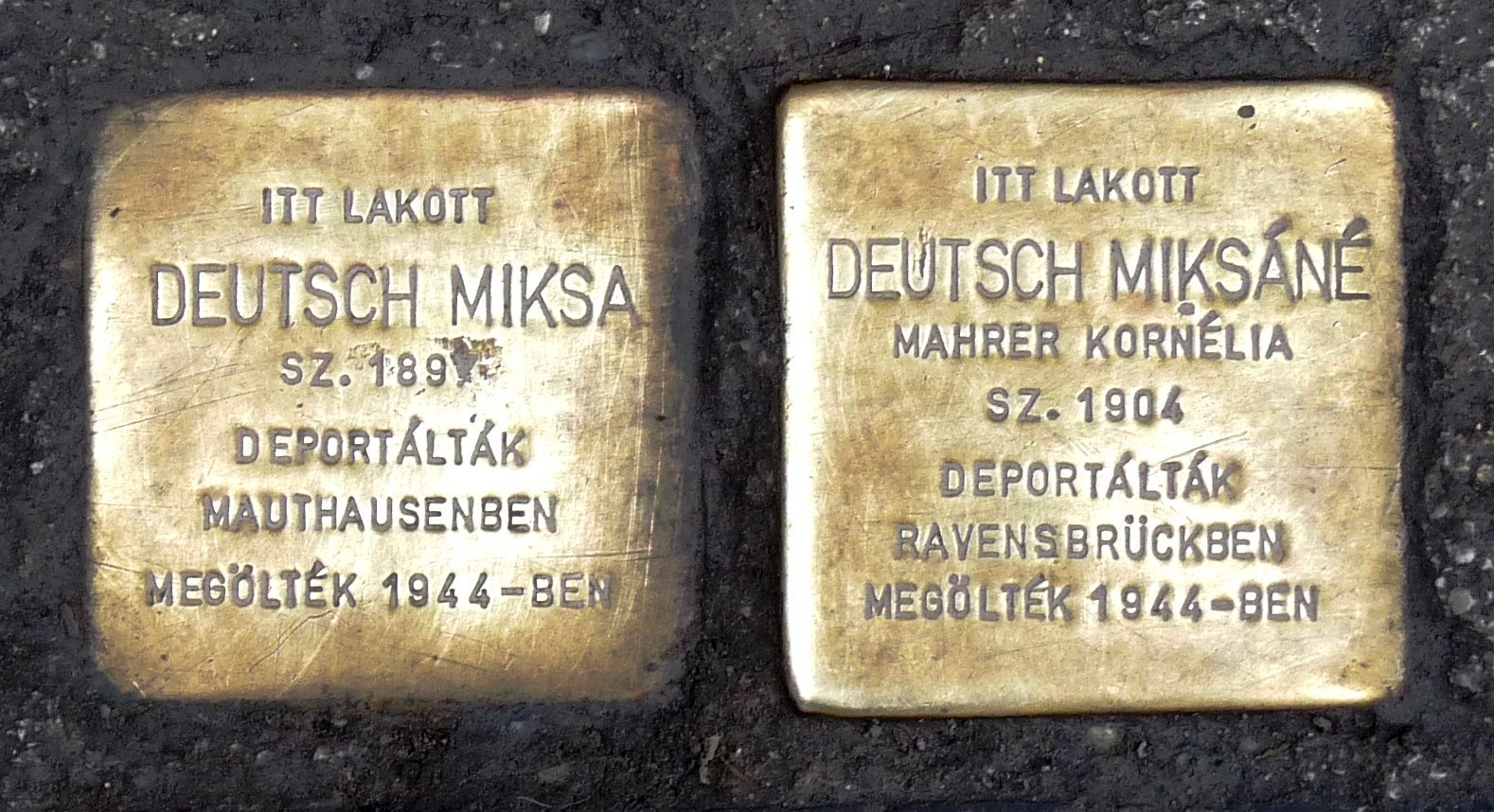
Deutsch házaspár, Paulay Ede utca 15.
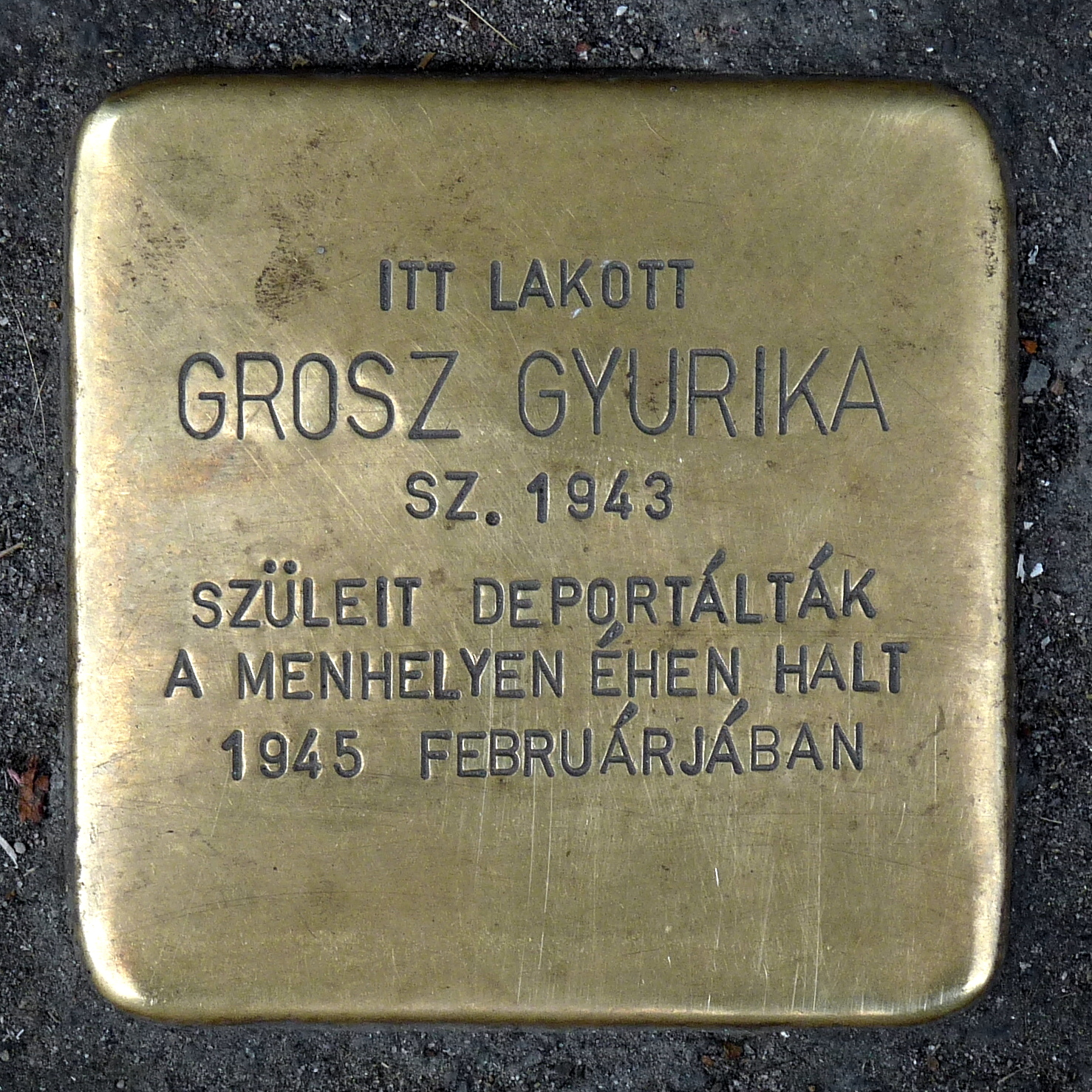
Grosz Gyurika, Szondi u 42.
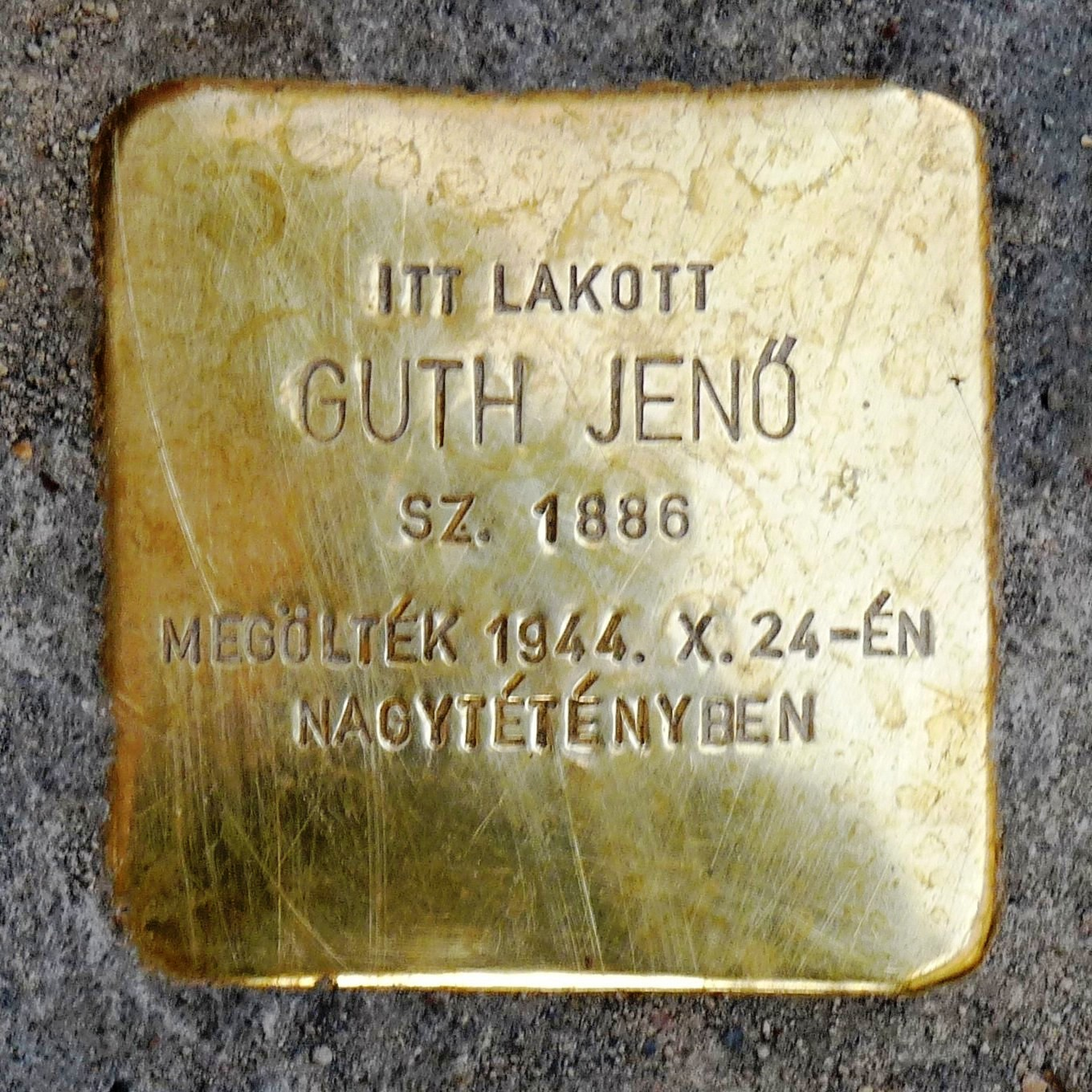
Guth Jenő, Ó utca 16.
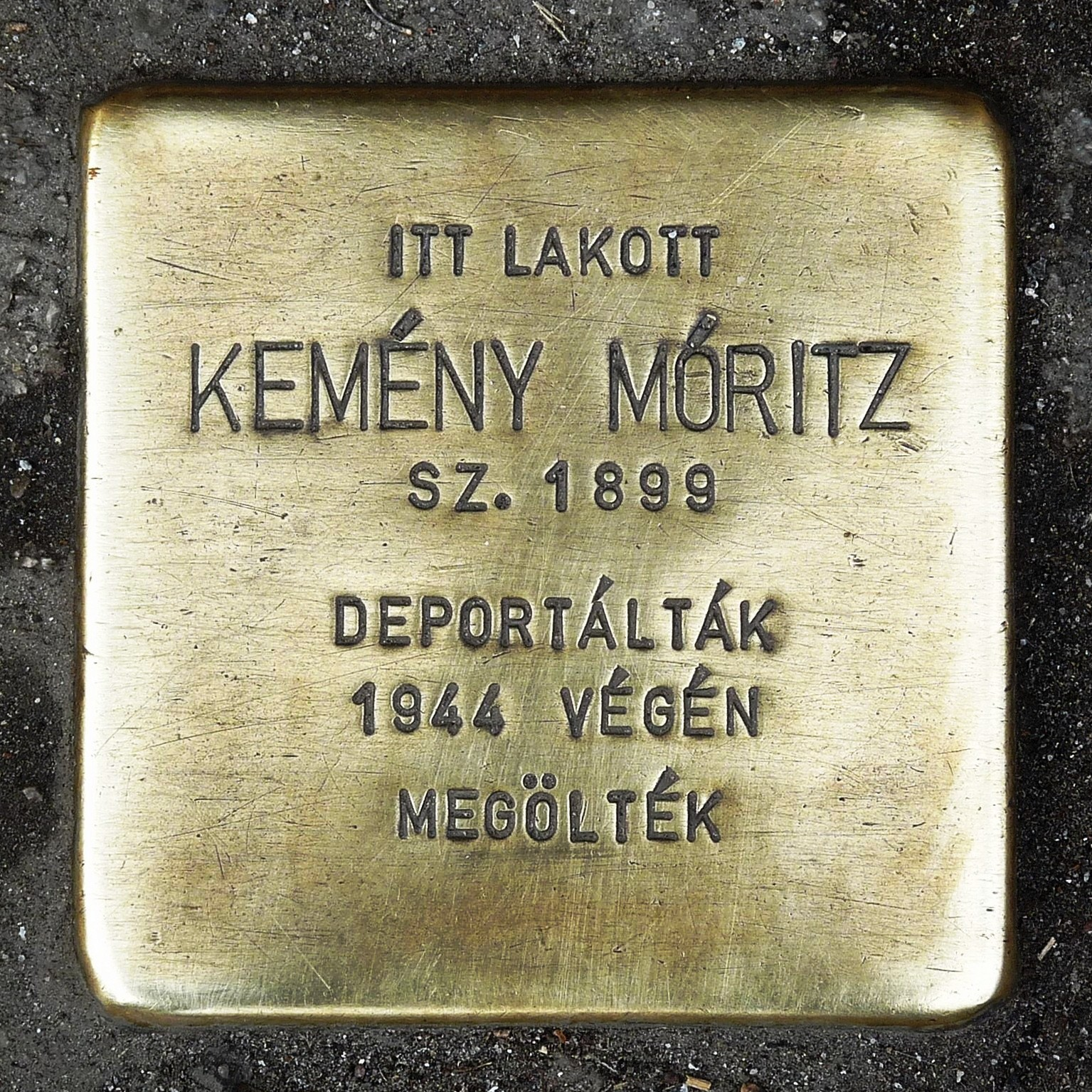
Kemény Móritz, Andrássy út 6.
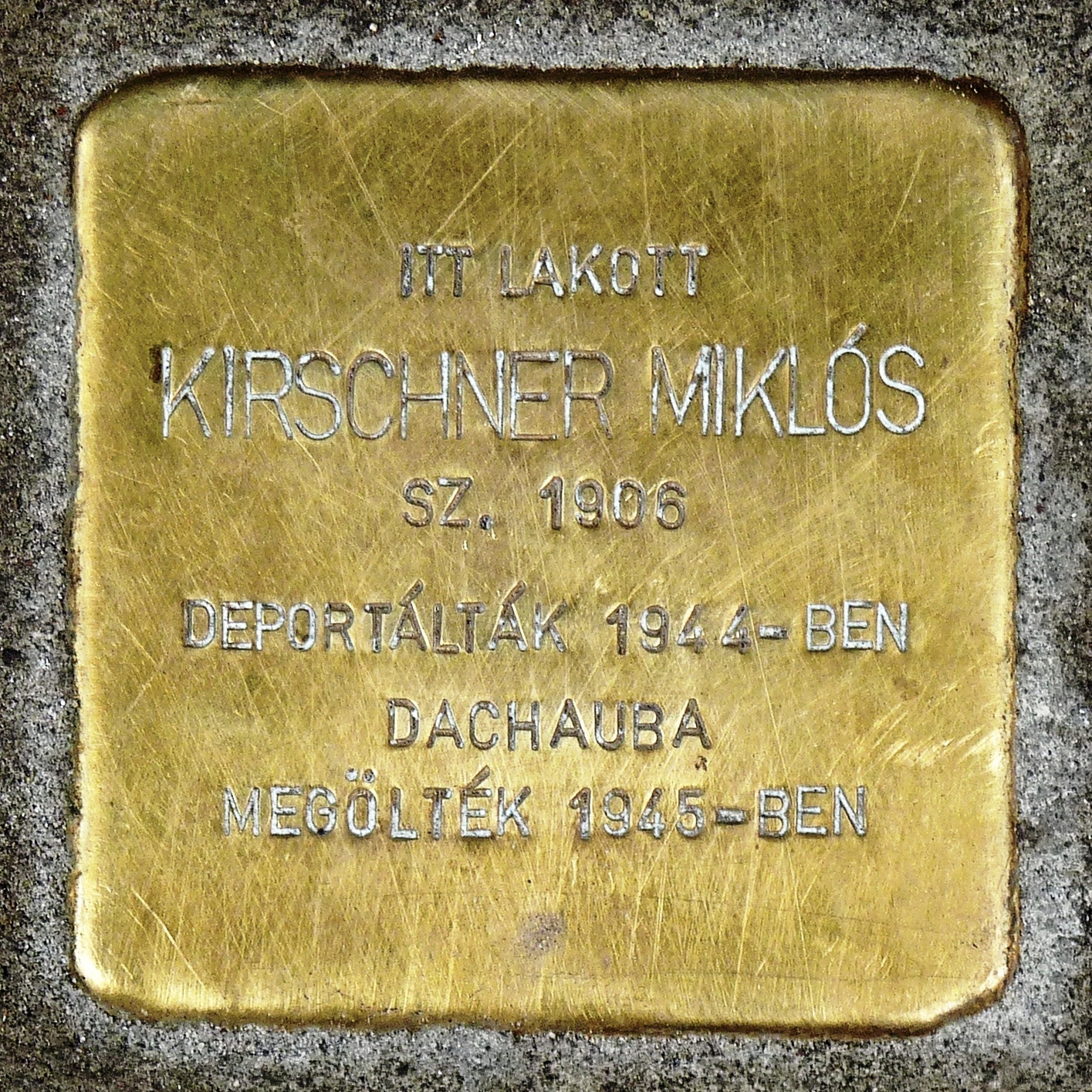
Kirschner Miklós, Zichy Jenő utca 35.
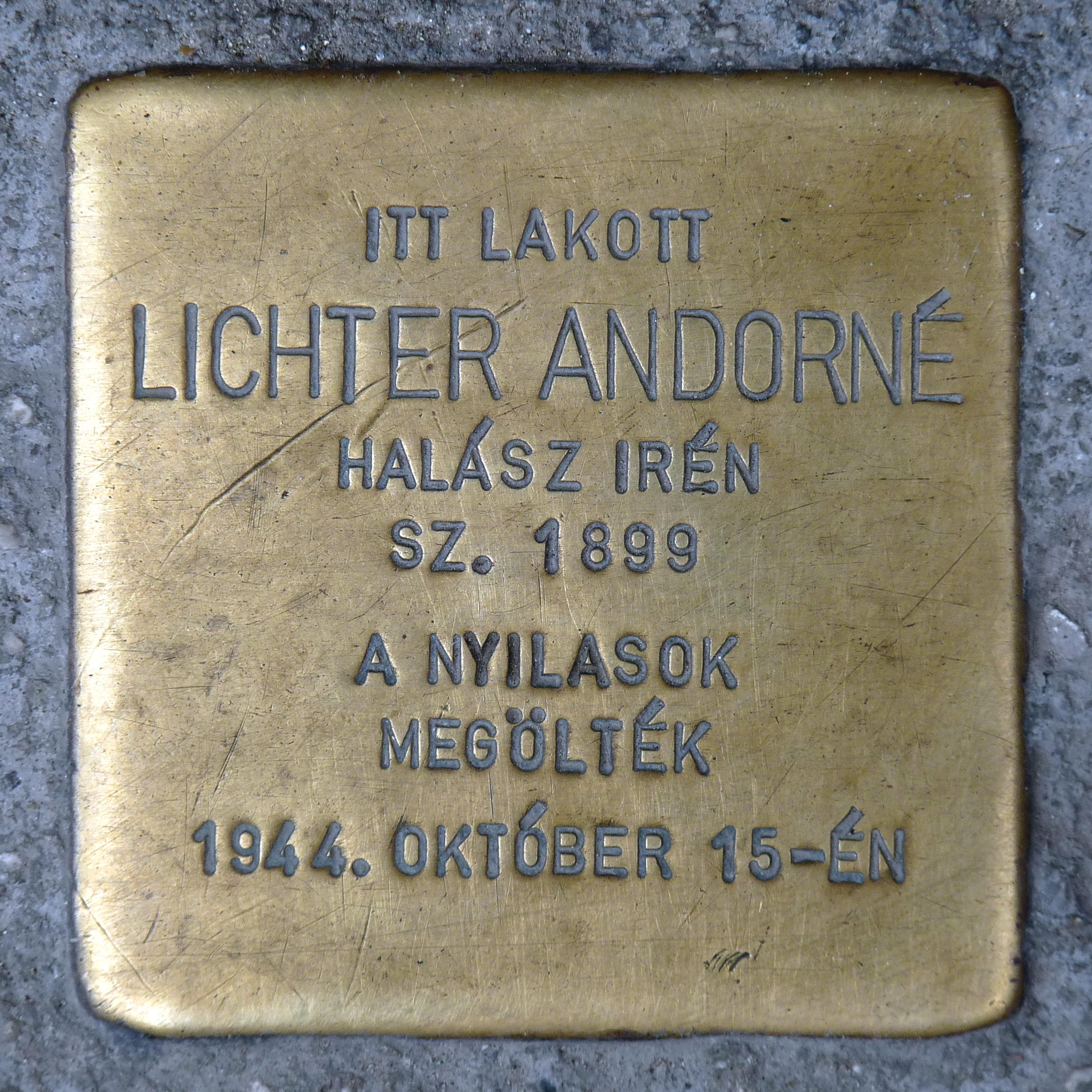
Lichter Andorné, Csengery utca 84.
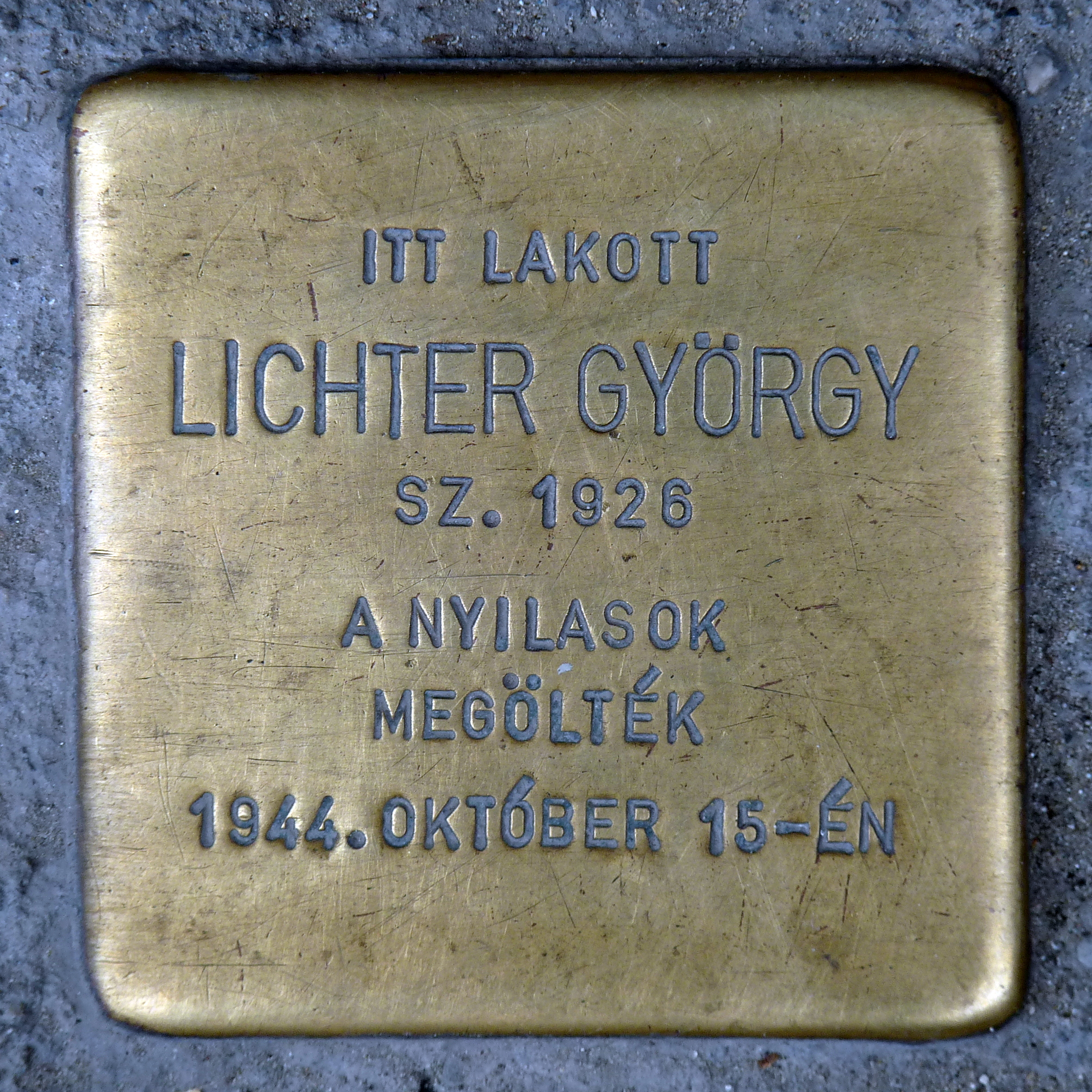
Lichter György, Csengery utca 84.
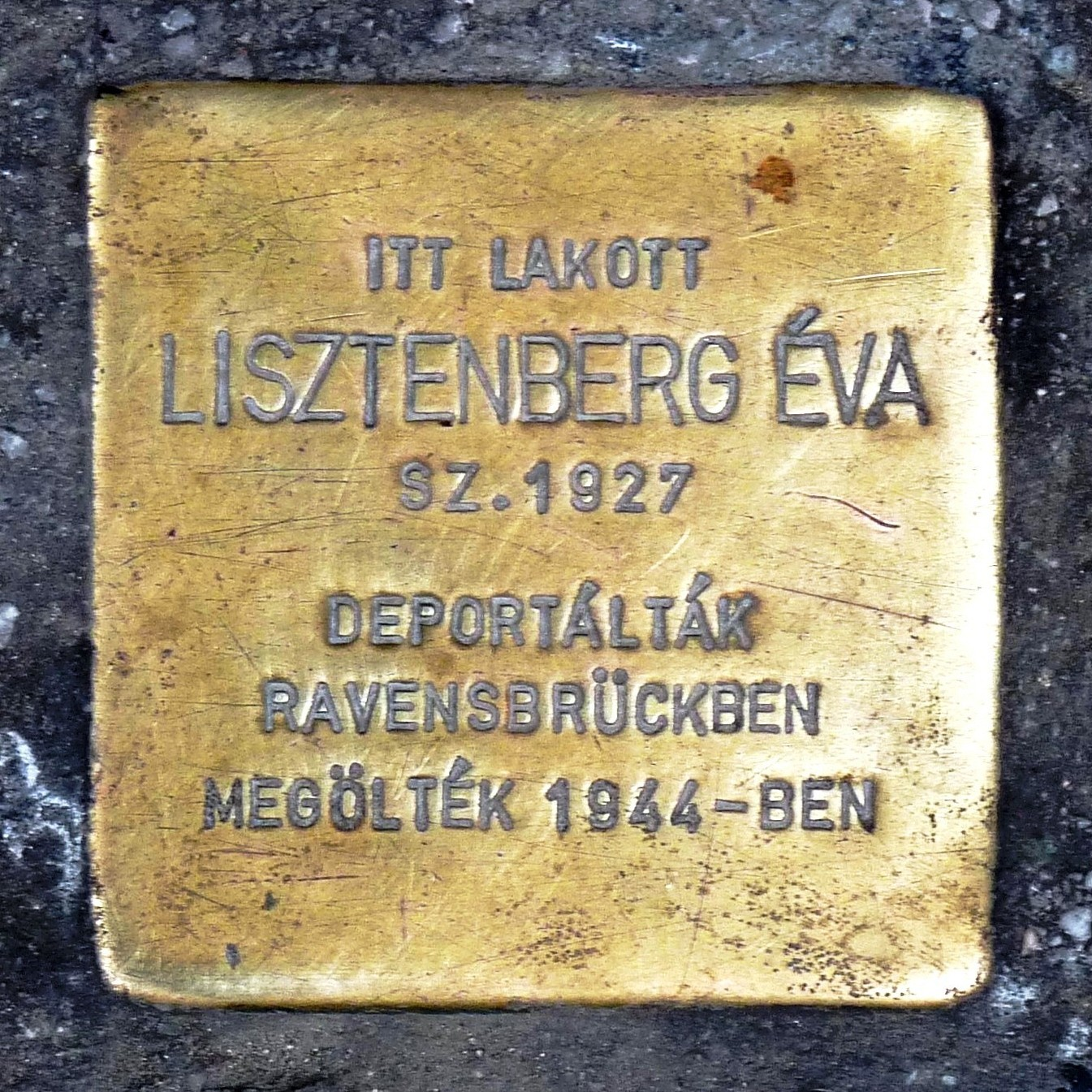
Lisztenberg Éva, Szív utca 4.
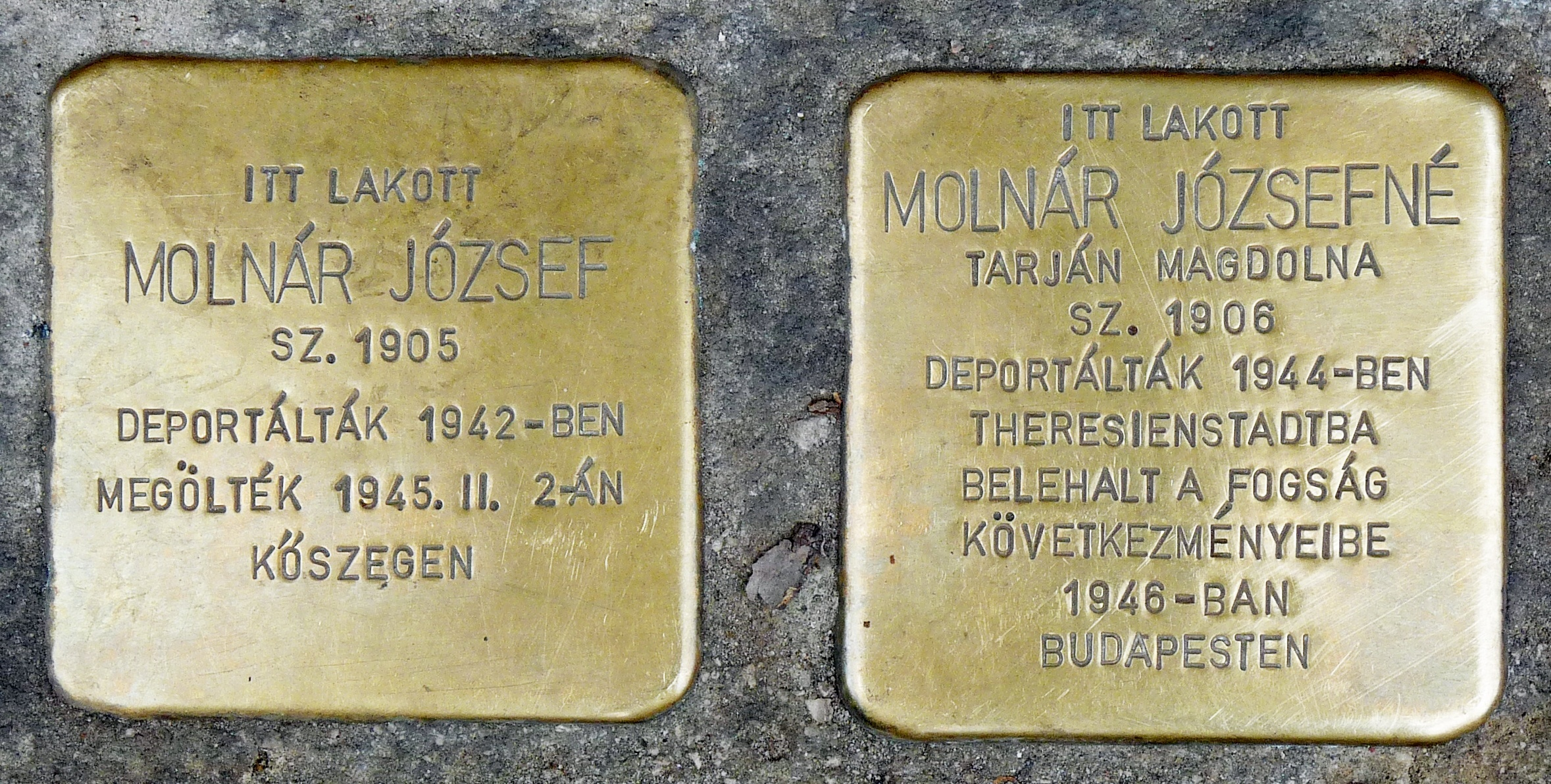
Molnár József és felesége, Király utca 34.
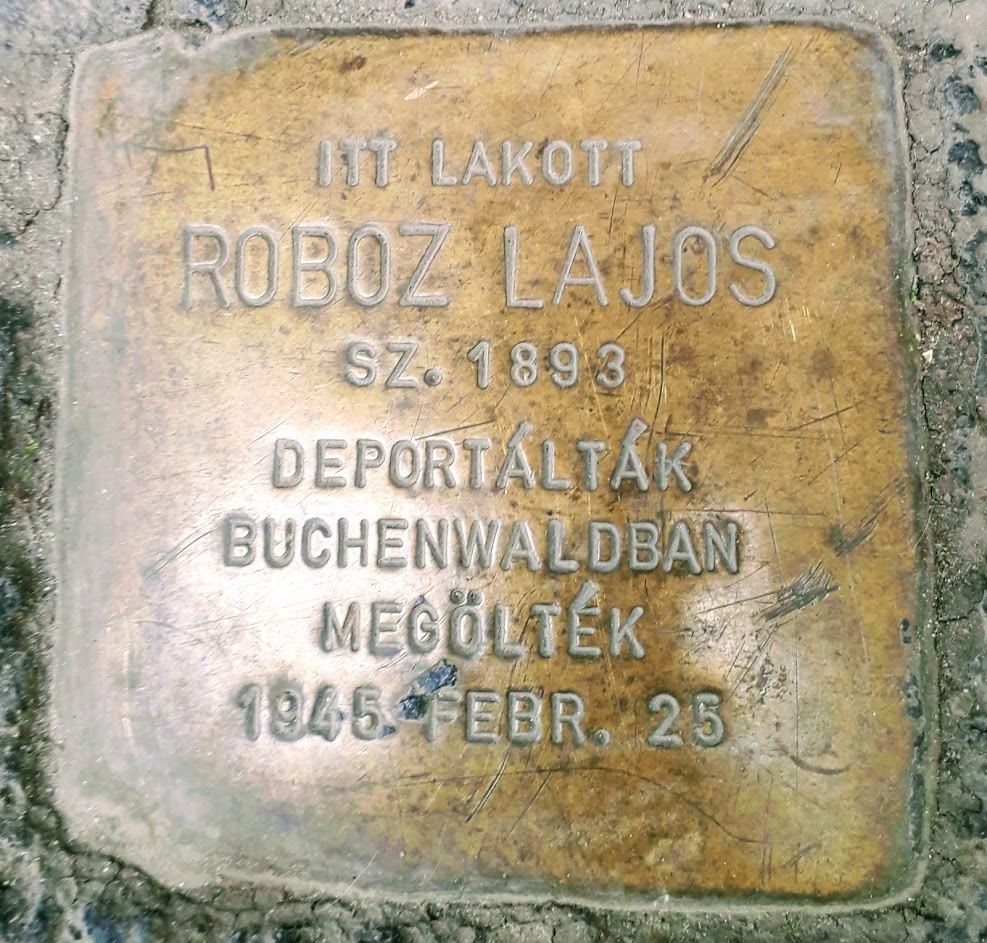
Roboz Lajos,
Benczúr utca 1.

### Különleges táblák[3]

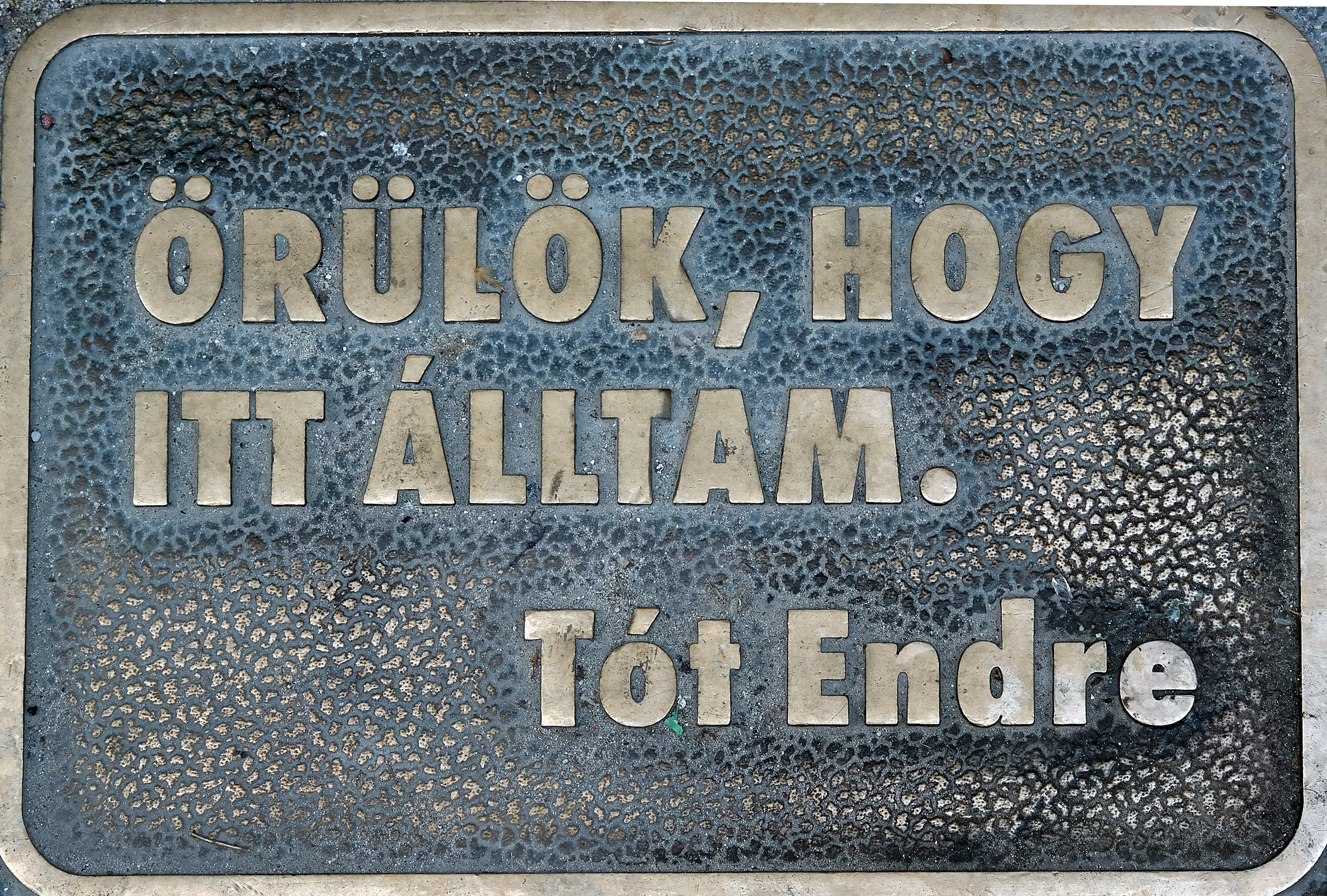
Paulay Ede utca 60.

## Utcaindex
| Andrássy út (2.) Andrássy Gyula, Komor Vilmos (3.) Montag Lajos, Saxlehner András (4.) Bilicsi Tivadar (6.) Kemény Móritz (9.) Brüll Alfréd (16.) Farkas István (18.) Ybl Miklós (19.) Szilvássy Margit (24.) Három Holló vendéglő (29.) Nagy Jenő és Tartsay Vilmos (36.) Langfelder Vilmos (41.) Kaláka együttes (55.) első magyar motorverseny (62.) Bobula János (60.) Mindszenty József, Terror Háza (67.) Erkel Ferenc, Kodály Zoltán, Liszt Ferenc (73.) I. világháború vasutas hősei (75.) Pest-Vác vasútvonal 100. évfordulója (84.) Varga Nándor Lajos (85.) Czettler Jenő, Gráber Margit (87-89.) Barcsay Jenő), Kodály Zoltán (97.) Láng György (99.) 1956-ban átállt szovjet katonák Anker köz (1-3.) Hofi Géza Aradi utca (22.) Pártos Ödön Bajcsy-Zsilinszky út (2.) Bajcsy-Zsilinszky Endre Bajza utca (18.) 1956-os forradalom, Gérecz Attila (39.) Jókai Mór (50.) Szilárd Leó (56.) Strobl Alajos Benczúr utca (11.) Molnár Erik (12.) Ancsel Éva (16.) Raoul Wallenberg ] (47.) Ady Endre (48.) Balázs Samu (49.) Benczúr Gyula Csengery utca (84.) Lichter Andorné, Lichter György Dessewffy utca (2.) Dessewffy Arisztid Dohnányi Ernő utca (1.) Dohnányi Ernő (2.) Magyar Katalin Dózsa György út (92/b.) Nagy Imre és társai Eötvös utca (11/b) Ángel Sanz Briz (14.) Podmaniczky Frigyes (29.) Basilides Mária és Péterfi István (32.) Kabos Ede Felső Erdősor utca (20.) Erkel Ferenc Általános Iskola Hajós utca (1.) Pilinszky János (14.) Hollós Korvin Lajos, Tóth Eszter (19.) Koren István (30.) Kurír szerkesztősége Hegedű utca (6.) Tűzoltó hősök (9.) Eötvös Károly Hunyadi tér (12.) Urbach László (3.) Paczkosz Mihály (10.) Derkovits Gyula Izabella utca (39/b.) Barta Tamás Jókai tér (10.) Kemény Henrik Jókai utca (1.) Lukács Pál, zsidó áldozatok (15.) Magyar Elektrotechnikai Egyesület (36.) Széchenyi Zsigmond Király utca (34.) Molnár József és felesége (76.) Kabos Gyula, Wigner Jenő (82.) Agárdy Gábor (84.) Erkel Ferenc (108.) Illés Árpád | Kmety György utca (1.) Kmety György Liszt Ferenc tér (1.) első budapesti táncház (2.) Vázsonyi János (4.) Fodor János (7.) Nagy Dániel Ferenc (8.) Zeneakadémia építése (10.) Harangozó Gyula, Lakner Artúr és Lakner Lívia (11.) Szép Ernő Lovag utca (3.) József Attila (10.) Dayka Margit Munkácsy Mihály utca (27.) Vidovszky Béla festőművész Nagymező utca (8.) Bér Rudolf, Boldizsár István, Fényes Adolf, Szegedi Molnár Géza, Zádor István (25.) Dán Andor Nyugati tér (–) Puczi Béla (3.) Magyarországi Szociáldemokrata Párt Ó utca (5.) Gáll István (16.) Guth Jenő Oktogon (2.) Abbázia kávéház Paulay Ede utca (15.) Deutsch házaspár Pethő Sándor utca (4.) Petőfi Sándor (60.) Tót Endre Podmaniczky utca (63.) Bali Sándor Révay köz (4.) Fodor András Révay utca (16.) Kabos László Rippl-Rónai utca (16.) Raksányi Gellért (25.) Gábor Dénes Székely Mihály utca (13.) Székely Mihály Szinyei Merse utca (2.) Szinyei Merse Pál Szív utca (4.) Lisztenberg Éva (16.) Arthur Koestler (33.) Lisznyay-Szabó Gábor Szobi utca (3.) Mentőkórház Szófia utca (7.) Hegedűs István (8.) Kővágó József Szondi utca (2.) Szondy György (9.) Munkácsi Bernát (42.) Grosz Gyurika Teréz körút (7.) Gustav Mahler, Ábrányi Kornél, Ábrányi Emil, ifj., Ábrányi Emilné Wein Margit, Ábrányi Emil, legifjabb (24.) Vázsonyi Vilmos (32.) Weiner Leó (37.) Fenyő László (55.) Pest-Vác vasútvonal 125. évf.; Nyugati pályaudvar: az európai filmkultúra kincse (57.) Budapest–Esztergom-vasútvonal 100. évf., Pest-Vác vasútvonal 150. évf. Városligeti fasor (2.) Fleischer Antal, Faber Gabriella (4/b.) szovjet állambiztonsági börtön (32.) Csók István (4-6.) Márk Lajos (40.) Rónai Mihály András Vasvári Pál utca (3.) csillagos ház (13.) Vasvári Pál Vörösmarty utca (34/a.) Collegium Josephinum Weiner Leó utca (1.) Weiner Leó Zichy Jenő utca (35.) Kirschner Miklós |

## Külső hivatkozás
- Budapesti utcajegyzék. Panoráma Kiadó, (1974)